# Estado de Hidalgo
Hidalgo, oficialmente Estado Libre y Soberano de Hidalgo, es uno de los treinta y un estados que, junto con la Ciudad de México, conforman México. Su capital y ciudad más poblada es Pachuca de Soto. Está dividido en ochenta y cuatro municipios.
Está ubicado en la región este del país, limitando al norte con San Luis Potosí y Veracruz, al este con Puebla, al sur con Tlaxcala y el estado de México, y al oeste con Querétaro. Con 20 821.4 km², representando el 1.1 % de la superficie de México, es el sexto estado menos extenso (por delante de Querétaro, Colima, Aguascalientes, Morelos y Tlaxcala, el menos extenso. Se encuentra ubicado entre las coordenadas: al norte, 21°23′55″; al sur, 19°35′52″ de la latitud norte; al este, 97°59′6″; al oeste, 99°51′34″ de la longitud oeste.
Según el último censo disponible (INEGI, 2020) el estado tiene una población total de 3 082 841; es decir, el 2.3 % del total del país. De esos habitantes, 1 601 462 son mujeres, y 1 481 379 son hombres. Los pueblos indígenas con mayor presencia dentro del estado son los otomíes, nahuas y tepehuas. La información más reciente ubica a Hidalgo con un Índice de desarrollo humano estatal de 0.761 Alto (2019). El producto interno bruto de Hidalgo fue de 271 360 millones de pesos; y aporta el 1.6 % al PIB nacional.
El registro arqueológico más antiguo encontrado en Hidalgo es un hacha, hallada en Huapalcalco. En el actual territorio de Hidalgo habitaron numerosos grupos indígenas, principalmente los toltecas, quienes fundaron Tulancingo y Tula. En el siglo XIV los mexicas se establecieron y debido a la cercanía de esta región respecto a la gran México-Tenochtitlan, la conquista española llegó pronto a suelo hidalguense.
Durante la Nueva España se descubrieron en 1552 las minas de plata de Mineral del Monte y Pachuca. Durante la Independencia de México, el primer levantamiento insurgente fue el de Julián Villagrán en Huichapan; en 1821, durante la consumación, los generales insurgentes Nicolás Bravo y Guadalupe Victoria llegaron a Tulancingo.
El 16 de enero de 1869, el Congreso de la Unión emitió el Decreto de Erección del Estado de Hidalgo, por el presidente Benito Juárez García, designando como capital del estado a la ciudad de Pachuca, a la cual le fue agregada la denominación «de Soto» en reconocimiento de Manuel Fernando Soto, originario de la ciudad de Tulancingo y quien es considerado el más importante impulsor en la creación del estado.
El Porfiriato fue un periodo de estabilidad y mucho progreso económico en el territorio hidalguense especialmente en el desarrollo de las obras públicas para el saneamiento de las ciudades como Tula, Tulancingo y Pachuca. En contraste existieron severas desigualdades sociales lo que desencadenó la Revolución mexicana, campesinos inconformes del Valle del Mezquital y el Valle de Apan participaron en este conflicto.
Durante la Revolución mexicana la inestabilidad política no permitió el ejercicio del gobierno de ninguno de los tres poderes de Hidalgo (Ejecutivo, Legislativo y Judicial), durante este periodo desfilaron una serie de gobernadores; todos provisionales y de diferentes corrientes revolucionarias: villistas, convencionistas, carrancistas. En 1917 con la toma de posesión de Nicolás Flores quedan instaurados los tres poder de gobierno, históricamente se considera este hecho como la reanudación del régimen constitucional en el estado de Hidalgo.

## Toponimia

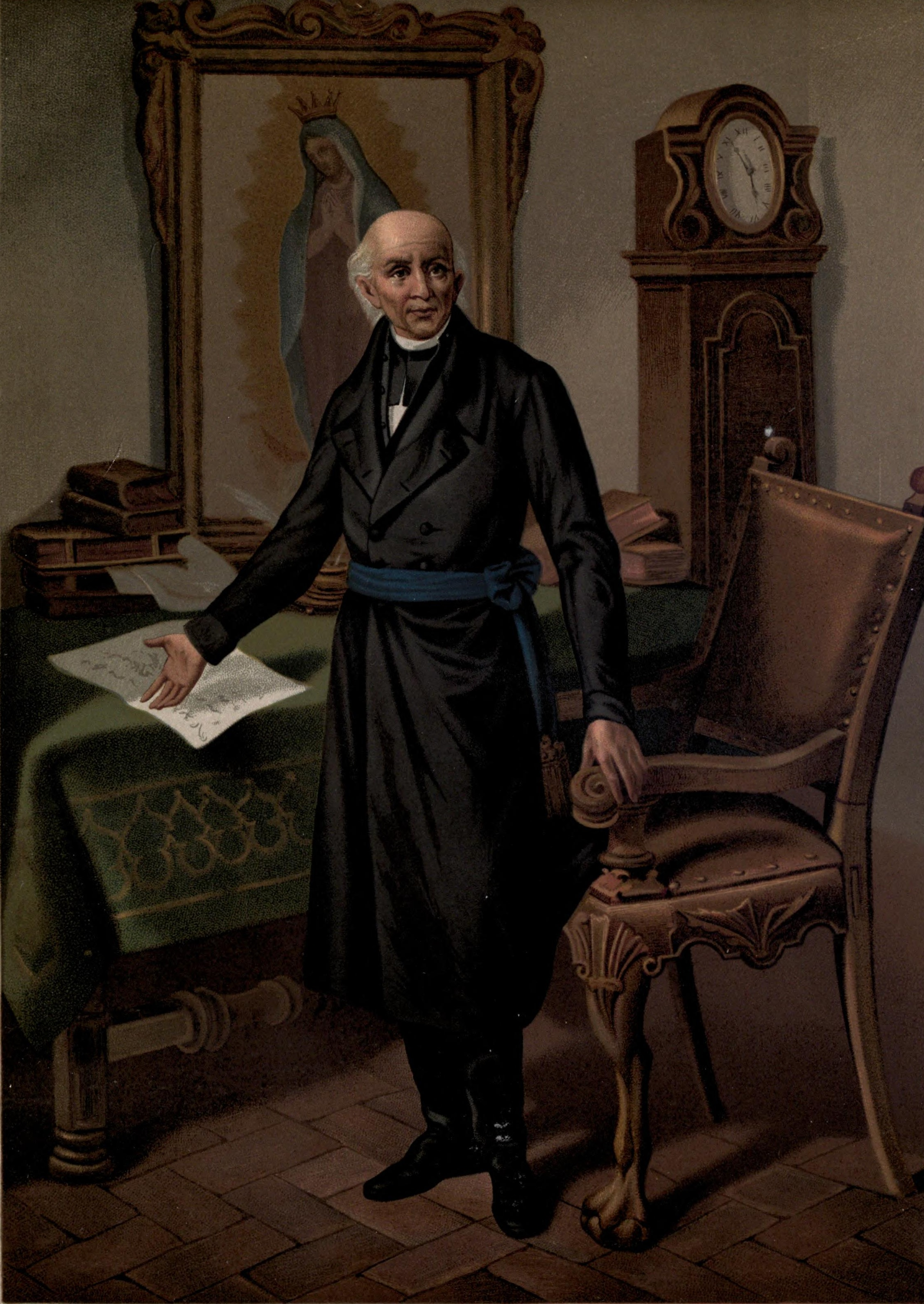
Miguel Hidalgo y Costilla.

El estado lleva como nombre oficial el de Estado Libre y Soberano de Hidalgo, pero se le conoce comúnmente como estado de Hidalgo o simplemente Hidalgo. El nombre fue designado el 16 de enero de 1869, cuando el Congreso de la Unión de México emitió el Decreto de erección del estado de Hidalgo. Se le asignó el nombre Hidalgo en honor al considerado padre de la patria e iniciador de la Independencia de México: Miguel Hidalgo y Costilla. Su abreviatura oficialmente aceptada es Hgo.; y a sus habitantes se les da el gentilicio de hidalguenses.

## Símbolos

### Escudo
Se reconoce como oficial el escudo diseñado por Diego Rivera e ideado por José Vasconcelos en el año de 1922; y adoptado el día 14 de diciembre de 1979, por el decreto oficial publicado en el Periódico Oficial del Estado de Hidalgo el 24 de enero de 1980.
|  | El escudo de Hidalgo está blasonado así: Como ornamentos exteriores, dos banderas cruzadas, la del lado diestro, en color azul, conteniendo al centro la imagen de la Virgen de Guadalupe en encarnado y con resplandor de oro con la que se simboliza el nacimiento de la Independencia, dado que con una bandera de esta naturaleza, el padre Hidalgo inició el movimiento insurgente. Del lado siniestro, se encontrará la Bandera Nacional con sus colores y símbolos oficiales. El escudo consta de dos campos horizontales. En el superior, de azul, una montaña de sinople, al centro. Esto representa la serranía hidalguense, así como la crestería de sus minas. En el mismo campo superior, del lado diestro, una campana de bronce pendiente de un madero, símbolo de la de Dolores, a cuyo llamado se proclamó la independencia. En la siniestra, un gorro frigio de gules, adornado con tres ramas de laurel, símbolos ambos de libertad y la victoria, obtenidas en 1821. En el campo inferior, en igualdad, una caja de guerra, al centro, símbolo de los tres grandes movimientos sociales del país: Independencia, Reforma y Revolución. A diestra, centro y siniestra, tres horadaciones en el campo, que simbolizan las bocas de mina, representando con ello la principal actividad económica del estado, que es la minería. |

### Himno
El himno oficial se denomina oficialmente como «Canto de paz, de unión y de esperanza», consta de tres estrofas y un coro. Fue escrito por Genaro Guzmán Mayer; y la composición musical estuvo a cargo de Roberto Oropeza Licona.
En 1968 con motivo del Centenario de la erección del estado de Hidalgo, se convocó a un concurso para la creación de un himno para la entidad. El 7 de diciembre de 1968 el jurado calificador otorgó primer lugar al himno «Canto de paz, unión y esperanza», firmado por Guzmán Mayer con el seudónimo Prometeo Encadenado. El jurado estuvo integrado por Juan Castañeda, subdirector del Instituto Hidalguense de Bellas Artes; y por los profesores Raúl Osorio, Salvador Salgado y Raúl Guerrero Guerrero.
El himno tiene dos versiones diferentes, una entregada al jurado calificador con el seudónimo de Prometeo Encadenado, junto con otras veinticinco composiciones de diferentes poetas. Y otra modificada en partes, atribuida a Guzmán Mayer, que fue distribuida el 5 de febrero de 1969 y entonada por alumnos de escuelas primarias en la ceremonia conmemorativa de la promulgación de la Constitución Política de los Estados Unidos Mexicanos, con música de Roberto Oropeza Licona.

## Historia

### Época prehispánica
Vestigios de la prehistoria en Hidalgo han sido hallados en las regiones de Tepeapulco, Tulancingo, Actopan y Huichapan; su antigüedad oscila entre los 14 000 y los 2500 a. C. Es en Huapalcalco en el municipio de Tulancingo, donde los restos más antiguos de vestigios humanos en territorio hidalguense se han encontrado. Los primeros en fundar colonias en estos territorios, fueron grupos olmecas, que aprovecharon los bancos de jade y serpentina. Durante el Periodo Preclásico se desarrolla la explotación de la obsidiana cobró relieve, como en los yacimientos de la sierra de las Navajas. Las primeras evidencias de estratificación social en Hidalgo se han encontrado en La Loma en el municipio de Tepeji del Río de Ocampo.
Durante el Período Clásico los teotihuacanos extendieron su territorio hacia las poblaciones ubicadas en Hidalgo, particularmente a Chingú, localizada entre Atitalaquia y Tlaxcoapan, Pahñú en Tecozautla, Xihuingo en Tepeapulco, Zazacuala en Santiago Tulantepec de Lugo Guerrero y Huapalcalco en Tulancingo de Bravo. Xihuingo es por donde pasaba una de las rutas de intercambio comercial que iba de la Mesa del Centro hacia el oriente. En el Período Epiclásico la cultura xajay, que se desarrolló aproximadamente, de 450 a 950 d. C., contando con cinco sitios mayores en Hidalgo: Zethé, Pahñú, Zidada, El Cerrito y Taxangú. Desde Pahñú en el municipio de Tecozautla se observa el cerro de Hualtepec o el Astillero, que de acuerdo con diversas investigaciones, es el mítico cerro Coatepec lugar donde nació Huitzilopochtli.
La cultura huasteca se estableció en el norte y noreste del territorio hidalguense. El área de la Huasteca hidalguense, era conocida antiguamente con el nombre de Cuextlán, aunque también se le conocía como Tonacatlalpan, “la tierra firme de los sustentos”, o bien Xochitlalpan, “el lugar de las flores en tierra firme”. Algunos vestigios arqueológicos se encuentran en los municipios de Chapulhuacán, La Misión, Huejutla de Reyes, Yahualica, Jaltocán, y Tepehuacán de Guerrero.
En el Período Posclásico los toltecas inician su peregrinación desde un sitio que llaman Huehuetlapallan; llegaron a Xochicoatlán y Molango, a principios el siglo VII para dispersarse por diferentes lugares; un grupo hacia Huejutla y el más numeroso hacia Tulancingo, para de ahí volver al oeste y llegar a Tula de Allende. La zona de Tollan-Xicocotitlan su posición estratégica le permitió controlar productos como la turquesa, proveniente del norte de Mesoamérica.
No se sabe la fecha exacta en que los otomíes llegaron al Valle del Mezquital, algunos autores afirman que durante la hegemonía de Tula los otomíes jugaban un papel importante en la sociedad. Después del colapso de Tula, los otomíes y nahuas se dispersaron hasta ocupar amplias zonas de la Cuenca de México. El Señorío de Jilotepec comprendía la región la porción oeste del estado de Hidalgo, cuyos límites se podrían trazar de norte a sur desde Zimapán, hasta Chapantongo, e incluía Tecozautla, Huichapan, Tepetitlán y Nopala. También Predominó el Señorío de Xaltocan, que dominó la mayor parte de las poblaciones localizadas al sur del territorio hidalguense.
Hacia el año 1168, la tribu mexica emigró de Aztlán rumbo al centro de México. En su recorrido pasó por distintos lugares del estado de Hidalgo, por Tollan-Xicocotitlan (Tula de Allende), donde permaneció dos décadas; en seguida llegó a Atlitlalacyan (Atitalaquia) y ahí se estableció por una década. Luego se trasladó a Tlemaco (San Gerónimo Tlamaco) y Atotonilli (Atotonilco de Tula), y estuvo cinco años en cada lugar; por último, los mexicas fundaron su ciudad que se llamó Tenochtitlán. Años después, los mexicas y sus aliados dominaron a los pueblos asentados en el actual territorio hidalguense, solo dos señoríos no fueron sometidos: el Señorío de Metztitlán y el Señorío de Tutotepec.
En el año de 1395, el rey de Azcapotzalco, Tezozómoc, destruyó Xaltocan. Por esta razón, gran número de otomíes migraron a Metztitlán y Tutotepec; después de la caída de Xaltocan, el rey de Metztitlán fue reconocido en adelante como el heredero de Xólotl. De esta manera se consolida, la independencia del Señorío de Metztitlán. Durante las incursiones bélicas de Ahuízotl el Señorío de Tutotepec fue cercado y separado de Metztitlán, pues al parecer antes de esto constituían una sola entidad. Alrededor del año 1400, los otomíes de Tutotepec entraron en contacto con los tepehuas. También se sabe que la población pame transitó por el noroeste del territorio hidalguense.

### Conquista de México

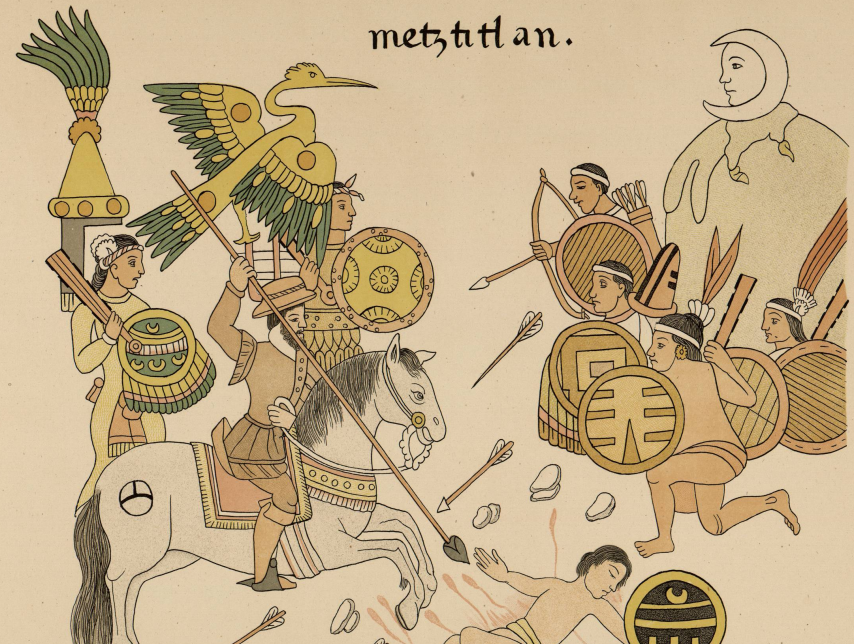
Pintura del Lienzo de Tlaxcala donde se muestra la derrota de Señorío de Metztitlán frente a los conquistadores españoles y sus aliados tlaxcaltecas.

Con la caída de Tenochtitlán, el territorio del actual estado de Hidalgo, que estaba sometido entonces por los mexicas, pasó a ser controlado por la autoridad española. Ante esta opresión, los señoríos de Metztitlán y Tutotepec se rebelaron para recuperar su independencia.
En 1522 Hernan Cortés envió guerreros tlaxcaltecas, al mando de uno de sus capitanes españoles, para conquistar el Señorío de Metztitlán. Por la presencia de la expedición de Francisco de Garay que ocasionó grandes desórdenes y violencia en la Región Huasteca, en octubre de 1522 Hernán Cortés parte hacia la Huasteca llegando hasta el norte de Veracruz. Hacia el fin del mismo año y tras 25 días de combates sangrientos, Cortés logró doblegar la resistencia y regresa a México. En 1523 tras su regreso de la Huasteca, Cortés se encaminó a Tutotepec, ordenó ahorcar al gobernante y castigó severamente a este señorío.
En 1528 Francisco Téllez apodado "El Tuerto", y veinticinco conquistadores españoles invadieron Pachuca y mataron a su jefe Ixcóatl. Se apoderaron del cerro El Cuixi, y ante este acontecimiento Izcóatl, jefe de los indígenas preparó a su gente, pero Téllez, burló los movimientos del enemigo y lo dejó pasar de largo. Entonces, los españoles entraron a la población desprotegida y atacaron a las mujeres y niños que habían quedado en ella. Itzcóatl, retrocedió a defender su pueblo, pero su ejército fue aniquilado y la ciudad incendiada.

### Virreinato de Nueva España

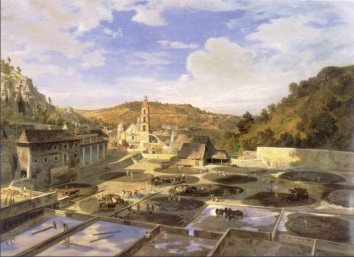
Patio de la Hacienda de Regla de Eugenio Landesio. En la pintura se observa el proceso de Beneficio de patio, en la Hacienda de Santa María Regla.

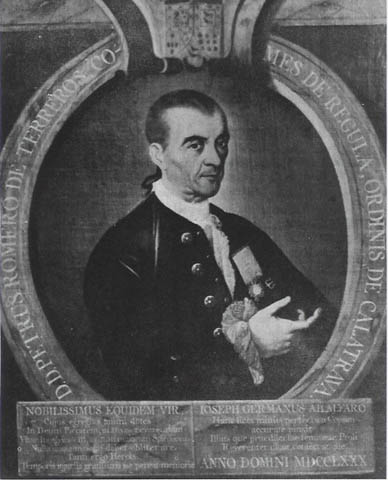
Pedro Romero de Terreros, I conde de Regla. Fundador del Nacional Monte de Piedad y dueño de distintas vetas en el estado.

Entre los primeros españoles que llegaron a Pachuca estuvieron Francisco Téllez y Gonzalo Rodríguez, quienes construyeron las primeras casas, para 1529-1530, la población estaba ya trazada, pues se contaba con calles, cárcel y plaza. Los primeros yacimientos de plata en el territorio comenzaron a explotarse a partir de 1534 en El Cardonal. El virreinato de Nueva España fue creado oficialmente el 8 de marzo de 1535.
En el año de 1537, el Valle del Mezquital se pobló de ovejas, mientras que en los llanos de Apan se comenzó a criar cerdos. En el siglo XVI aparecieron haciendas principalmente en las planicies del sur. Sus extensos territorios se conformaron por donaciones del virrey, negociaciones, además de los despojos a los pueblos indígenas de las tierras comunales. En 1552 se encontraron otros yacimiento mineros en Mineral del Monte, Mineral del Chico y Zimapán. El descubrimiento de las minas en Pachuca fue realizado el 25 de abril de 1552 por Alonso Rodríguez de Salgado. En 1554 llegó a las minas de Pachuca Bartolomé de Medina, se dedicó por entero a ensayar la separación de la plata y descubriría con éxito el Beneficio de patio.
A pesar de los avances de la colonización en otras partes de la Nueva España, en la Sierra Gorda habitado por los jonaces, pame y ximpeces, esta región seguía sin control. Después de varias batallas se logra el control de la zona se construyen distintas misiones algunas por parte del colegio de franciscanos de Pachuca. En 1677 se sublevan los indios de Ixmiquilpan, y asesinan al Gobernador del lugar porque los obligaba a trabajar en las minas de Pachuca. En 1700 se registra una fuerte inundación en la Mina del Jacal en el distrito minero de Pachuca.
En el siglo XVIII, Pedro Romero de Terreros hizo resurgir el mineral de Mineral del Monte, al encontrar nuevas y ricas vetas que dieron a Pachuca un auge extraordinario. En 1766 Pedro Romero de Terreros pretendió suprimir el partido y los jornales y aumentar al doble las cargas de trabajo. El 28 de julio los mineros de la veta Vizcaína presentaron, ante los oficiales reales de la Real Caja de Pachuca, un pliego petitorio cuya primera y mayor demanda era la restitución íntegra de estos pagos.
El 15 de agosto de 1766 se lanzaron a la huelga, en el que después de liberar a los presos en Pachuca, donde dan muerte al alcalde mayor de Pachuca, José Ramón de Coca; en tanto que Romero de Terreros salva su vida al lograr huir a sus haciendas de Huasca de Ocampo. Los barreteros se tranquilizaron cuando el sacerdote José Rodríguez Díaz, ordenó que saliera el “Santísimo” en peregrinación por las minas, para apaciguar el tumulto.
Hacia 1780 los indígenas de varios pueblos cercanos a Zempoala protestaron porque la Real Hacienda quería cobrarles el impuesto al pulque. El 15 de mayo de 1803 Alexander von Humboldt llega a Pachuca y visita las minas de Mineral del Monte. Además de los Prismas basálticos de Santa María Regla en Huasca de Ocampo, el 21 de mayo parte para Atotonilco el Grande. El 22 de mayo pernocta en la localidad de Baños de Atotonilco cerca de la Villa de Magdalena y el Puente de la Madre de Dios. Durante el 23 y 24 de mayo recorrería la zona de Actopan, para después partir el 25 de mayo rumbo a la Ciudad de México. En 1807 en Tulancingo, la autoridad española encarceló al gobernador indígena y a sus oficiales porque se negaron a pagar un impuesto extra para reparar la iglesia.

### Independencia de México

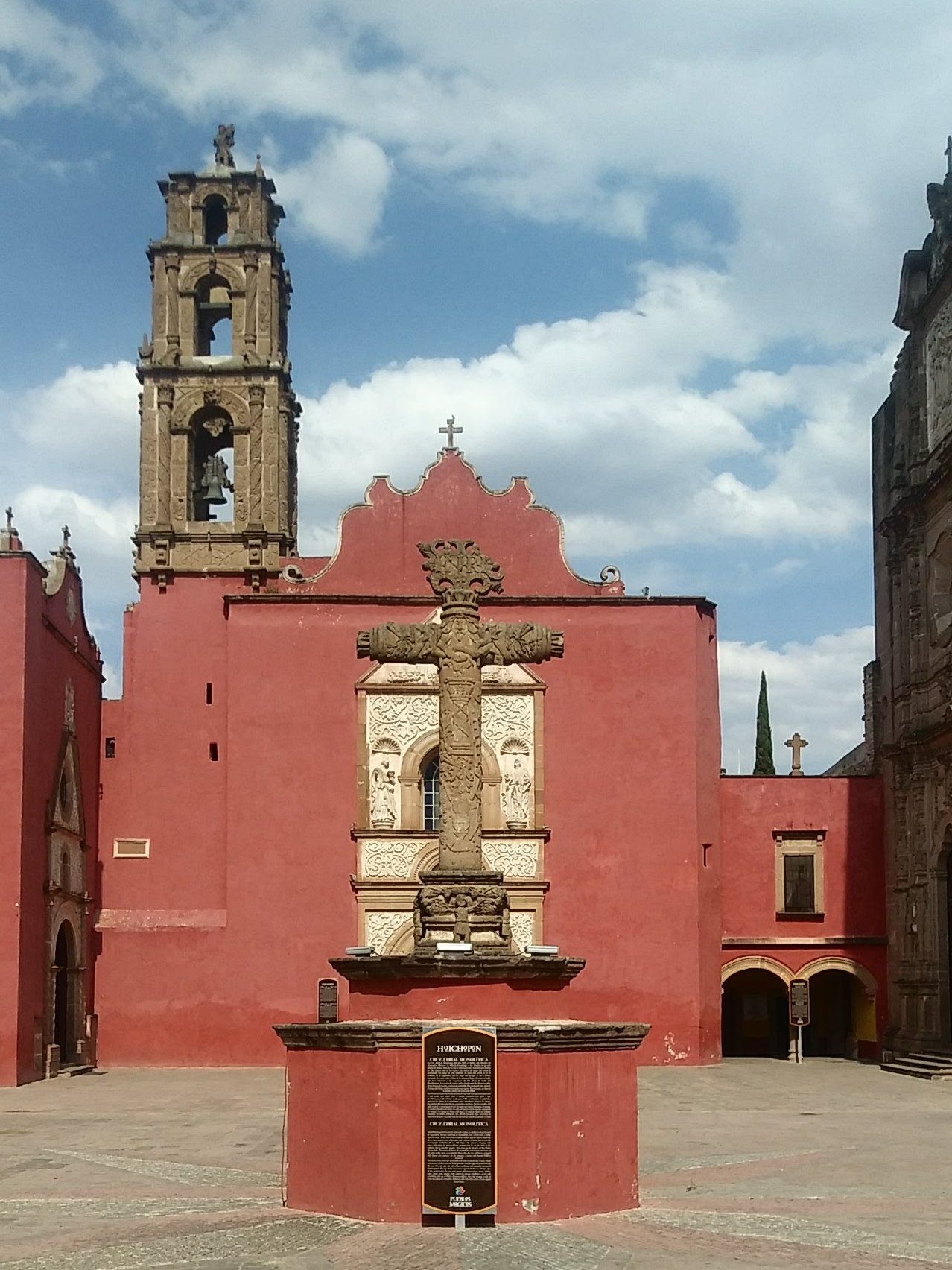
El primer levantamiento armado independentista de la región tuvo lugar en Huichapan, El 13 de septiembre de 1812 Ignacio López Rayón, conmemora aquí por primera vez el “Grito de Dolores”.

El primer levantamiento armado independentista de la región fue protagonizado por Miguel Sánchez y Julián Villagrán en la zona de Huichapan, quienes asaltaban convoyes realistas en el camino de México a Querétaro. Villagrán y su hijo José María, perseguidos por los realistas, operaron en la región desde 1810 hasta 1813, año en que fueron capturados y fusilados.
Los insurgentes atacaron Pachuca el 5 de octubre de 1810 y, nuevamente el 23 de abril de 1812, al mando de Miguel Serrano, Vicente Beristáin y Pedro Espinosa. De esta batalla se tomó como botín 310 barras plata una parte fue remitida a Ignacio López Rayón, otra se entregó a José María Morelos el 14 de octubre de 1813. El 10 de mayo de 1813 el comandante realista Domingo Claverino, a quien se habían unido las fuerzas de Rafael Casasola, entra en Pachuca y restablece la normalidad en el trabajo de las minas.
El 24 de mayo de 1812, José Francisco Osorno inicia el ataque de Tulancingo, que resiste durante seis días hasta la llega de Domingo Claverino causando la huida de los insurgentes. Finalmente, en Huejutla se sublevan diversos grupos indígenas comandados por Rafael Vizuet y Pedro Franco. En la sierra surgieron los llamados "Molangueros", grupos de rebeldes que operaban desde Molango hasta Huejutla, cuya principal acción fue la de confundirse entre los vendedores de mercados a fin de propagar las ideas de la independencia.
El 25 de febrero de 1814 se vuelve a dar un enfrentamiento en Tulancingo. El 27 de noviembre de 1814 las fuerzas de Osorno atacan la plaza de Apan, pero no consiguen vencer la resistencia realista, por lo que se retiran para regresar nuevamente el 4 de diciembre, con igual resultado. Para finales de 1816 y principios de 1817 el territorio del estado de Hidalgo estaba prácticamente en manos de los realistas.
Servando Teresa de Mier fue encarcelado el 13 de junio de 1817 en Soto la Marina, de donde fue conducido a la Ciudad de México, en cuyo trayecto cruzó por Huejutla, Zacualtipán, Tulancingo, y Pachuca. El 29 de abril de 1821 Nicolás Bravo avanzó hacia Tulancingo, ocupada por el comandante español Manuel de la Concha; quien decidió abandonar la ciudad, Bravo partió en su busca y se encontró con Guadalupe Victoria. De la Concha fue alcanzado en San Cristóbal Ecatepec, después de este suceso Bravo y Victoria regresaron a Tizayuca, donde pernoctaron y al día siguiente el 9 de junio se dirigieron a Pachuca, donde entraron proclamando el Plan de Iguala. Aquí se separaron Bravo y Victoria; el primero regresó a Tulancingo, y el segundo continuó a San Juan del Río para encontrarse con Agustín de Iturbide.

### Primeros años del México independiente

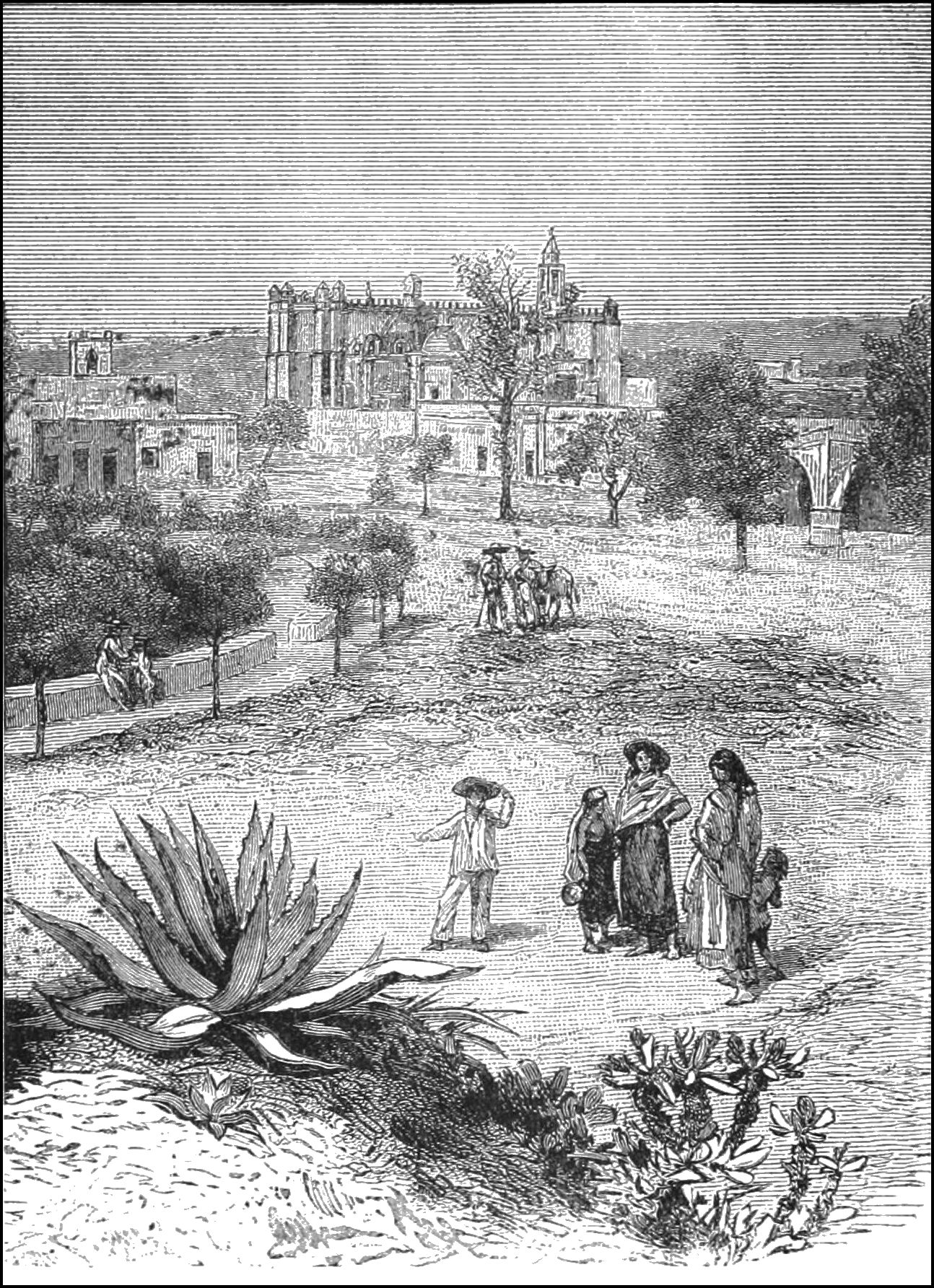
Tula de Allende a mediados del.

Después de terminada la independencia se formó el Primer Imperio Mexicano, en 1823 Pedro Espinosa, gobernante de Pachuca, se adhiere al Plan de Casa Mata y se pronuncia por la Primera República Federal de México. En su salida de México Agustín de Iturbide permanece en Tulancingo del 3 al 20 de abril de 1823, escoltado por las fuerzas del general Nicolás Bravo. En 1828 las diferencias ideológicas enfrentaron a Nicolás Bravo y Guadalupe Victoria. Bravo se hizo fuerte en Tulancingo y entre el 6 y 7 de enero fue atacado por Vicente Guerrero.
Durante la Guerra de Estados Unidos-México en mayo de 1847 fueron trasladados 200 prisioneros estadounidenses
a Huejutla. El 10 de junio las fuerzas estadounidenses avanzan sobre Huejutla para libertar a los prisioneros, el Comandante Militar, general Francisco Garay sale a su encuentro con tropas de Huejutla, Molango
y Zacualtipán derrotándolos. El 29 de diciembre de 1847, hace su entrada en Pachuca el segundo regimiento de voluntarios de Kentucky con cerca de 600 hombres, comandado por el coronel William T. Withers, quien establece su cuartel en el Convento de San Francisco, sin encontrar algún tipo de oposición. Celedonio Dómeco de Jarauta, que al iniciarse la invasión por Veracruz, levantó una pequeña guerrilla, tomó participación en la defensa de la Ciudad de México y después se retiró a Tulancingo, Joseph Lane es ordenado a ir tras el 17 de febrero de 1848, quien el 19 del mismo mes se había retirado a Zacualtipán. El 25 de febrero llegan las tropas y tomaron la población después de una heroica defensa.
La Revolución de Ayutla fue un movimiento insurgente en el año de 1854. En 1856 los primeros días de febrero, se pronunció en Tulancingo Manuel Andrade, y por los mismos días Ignacio Solís se pronunció en Pachuca, después de haber escrito tres días antes una carta a Ignacio Comonfort en que le protestaba su adhesión. El 20 de octubre de 1856 el Coronel José Ignacio Gutiérrez entra a Pachuca al frente de 200 hombres, se retiró después de haberse proporcionado algunos recursos. En 1857 José Ignacio Gutiérrez enviado por el Gral. Tomás Mejía para operar en lo que hoy es el estado de Hidalgo, y se apodera por sorpresa de Tulancingo y después de Pachuca.
El 18 de febrero de 1856 liberales de Jacala encabezados por Gabriel Mayorga redactaron la llamada Acta de Jacala con la que apoyaban la libertad de culto, igualdad ante la ley, y separación de la Iglesia y el Estado. Durante la guerra de Reforma el 23 de abril de 1860, el coronel liberal Campos derrota a la guarnición reaccionaria de Pachuca y hace prisionero al jefe de esta, Coronel Aguilar. El 26 de mayo de 1860 Antonio Carbajal entra a Pachuca y lleva a cabo la exclaustración de los frailes del colegio de San Francisco, El 5 de septiembre de 1860 el general Pedro Ampudia, ocupa a Pachuca y lleva a cabo una segunda exclaustración de los frailes del colegio de San Francisco que había vuelto a reunirse. La última batalla de este conflicto se desarrolló en Pachuca y Mineral del Monte, donde los conservadores; Félix María Zuloaga y Leonardo Márquez fueron vencidos por el liberal Santiago Tapia y el coronel Porfirio Díaz el 20 de octubre de 1861.
Debido a la Intervención francesa en México, cuando el emperador Maximiliano I tomó posesión de la corona de México, el presidente Benito Juárez tuvo que trasladar la capital de la república a diferentes regiones; durante este recorrido el 31 de mayo de 1863 rumbo al norte del país, su primera parada ocurrió en el pueblo de Tepeji del Río. El 1 de agosto las fuerzas republicanas de León Ugalde son derrotadas en Huejutla por el coronel Torres, y el 2 de agosto las tropas mexicanas de Huejutla y Molango derrotan en Cuatapa a una columna francesa mandada por el coronel Tours. El 12 de junio de 1865 los republicanos Martínez y Escamilla atacan Huejutla y las fuerzas imperialistas quienes tuvieron que salir de la población. Maximiliano de Habsburgo visitó Pachuca de Soto, Mineral del Monte y Huasca de Ocampo del 26 de agosto al 2 de septiembre de 1865. El 12 de noviembre de 1865 las fuerzas imperialistas de Lamadrid ocupan Huejutla que había estado en poder de los republicanos mandados por León Ugalde. El 23 de diciembre fue derrotado el jefe republicano León Ugalde por las tropas imperialistas mandadas por Castillo y Alzati.
El 21 de mayo de 1866 cuarenta hombres al mando del republicano Antonio Reyes se apoderan de Huejutla, derrotando a los imperialistas que mandaba Silverio Ramírez. Las tropas de la Legión belga llegaron a Tula de Allende el 24 de septiembre de 1866. Aquí el coronel Alfred Baron Van der Smissen recibió información de que el general republicano Joaquín Martínez se había apoderado de Ixmiquilpan, el comandante belga decide dirigirse a la población esa misma noche, su idea era atacar al amanecer y tomar al enemigo por sorpresa. La Batalla de Ixmiquilpan ocurre el 25 de septiembre de 1865 entre 350 soldados de la legión belga y fuerzas juaristas, terminando la batalla con la victoria de estos últimos. De vuelta en Tula, Smissen recibe la orden de partir a Tulancingo llegando el 13 de noviembre de 1866, en Tulancingo el 19 de diciembre de 1866 recibieron las noticias de que el 6 de diciembre un decreto imperial disuelve las tropas extranjeras en el servicio de Maximiliano.

### Erección del estado de Hidalgo

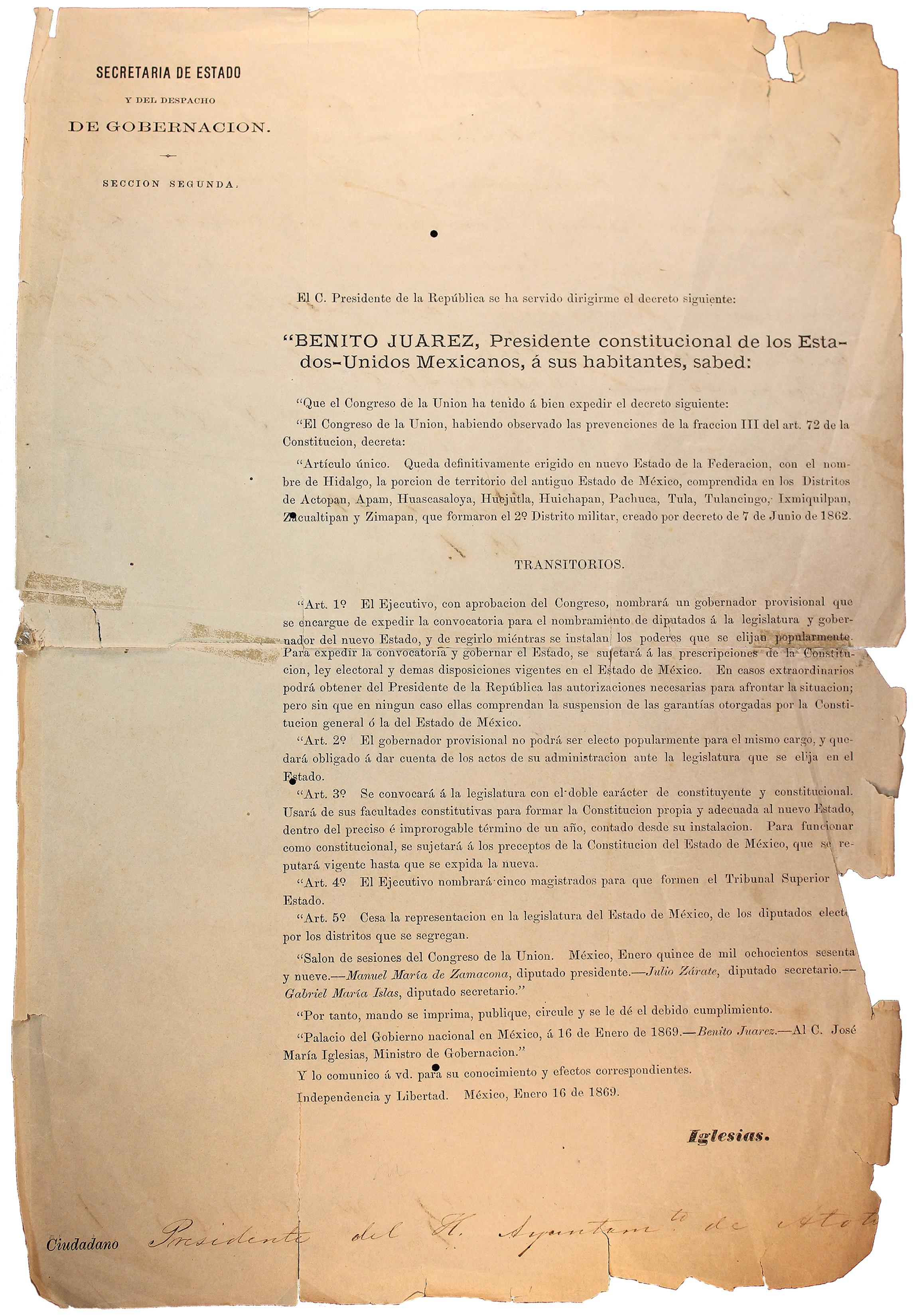
Decreto de erección del estado de Hidalgo.

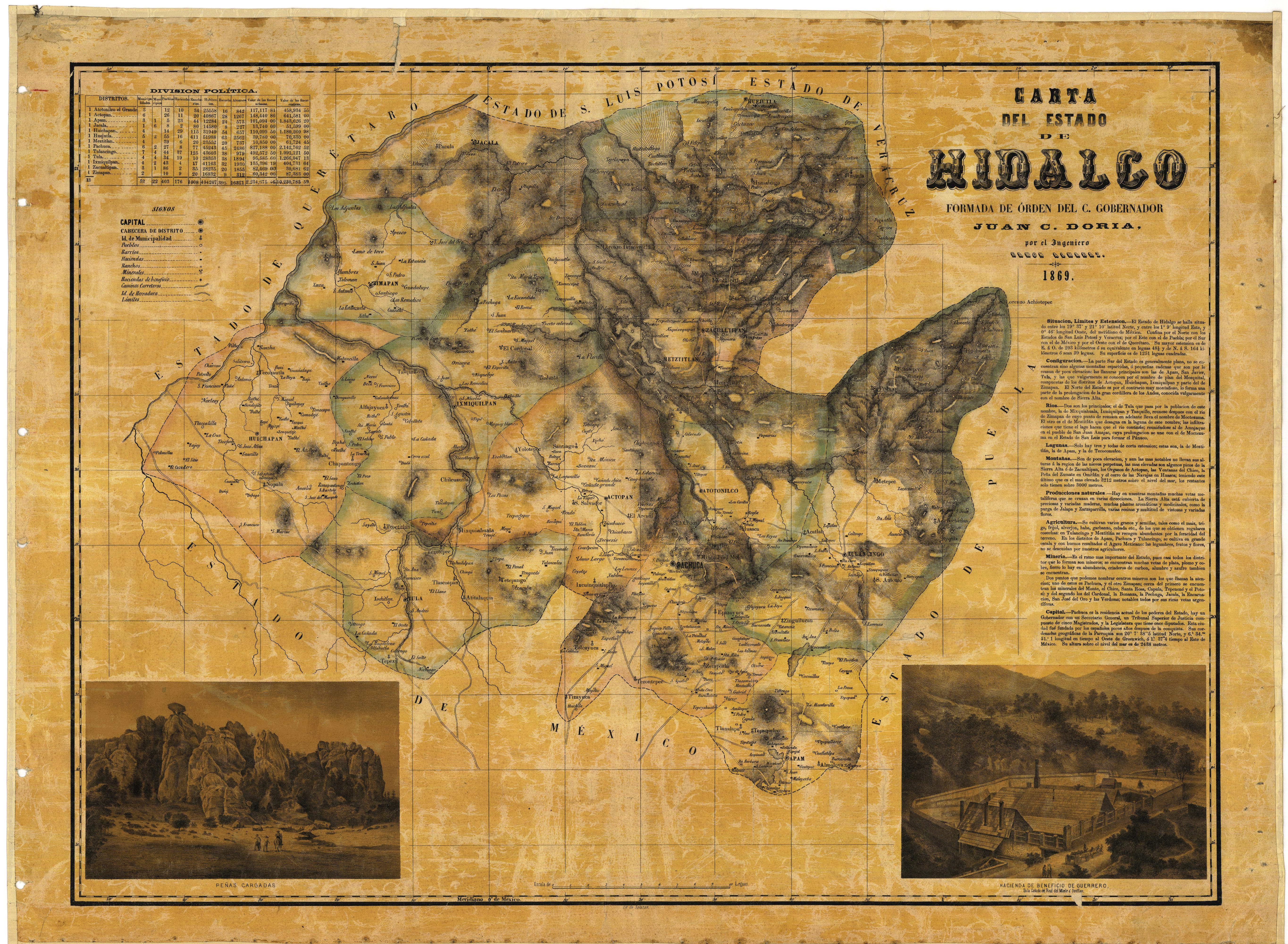
Primer mapa del estado de Hidalgo realizado por Ramón Almaraz por encargo de Juan C. Doria.

Concluido el Segundo Imperio Mexicano y restaurada la República, el 15 de julio de 1867, los diputados: Manuel Fernando Soto, Antonino Tagle, Manuel T. Andrade, Cipriano Robert, Protasio Tagle, Gabriel Mancera, José Luis Revilla y Justino Fernández Mondoño iniciaron el proceso de creación del nuevo estado. Los ayuntamientos que deseaban formar parte de la nueva entidad, manifestaron al Congreso de la Unión, entre el 2 de julio y el 19 de agosto de 1867, su resistencia a continuar como parte del estado de México.
El 17 de marzo de 1868 en sesión del Congreso de la Unión aprobó crear el estado de Hidalgo con los distritos de Actopan, Apan, Huejutla, Huichapan, Huascazaloya, Ixmiquilpan, Tula, Pachuca, Tulancingo, Zacualtipán y Zimapán. El 16 de enero de 1869, se emitió el Decreto de Erección del Estado de Hidalgo, por el presidente Benito Juárez. El 21 de enero de 1869, fue nombrado Juan Crisóstomo Doria González, como gobernador provisional de Hidalgo.
La Revolución de Tuxtepec fue un movimiento armado en México basado en el Plan de Tuxtepec, que se inició cuando el presidente constitucional Sebastián Lerdo de Tejada anunció su postulación a la reelección, en enero de 1876 el general Porfirio Díaz se alzó en armas. El 16 de junio de 1876 Pachuca es atacada por tropas porfiristas al mando de los coroneles Sóstenes Vega, Tito Flores, Rafael Rubio y Juan Fuentes; la defensa fue hecha por el jefe político y por el gobernador, viéndose obligados aquellos a retirarse; y el 23 de junio llegan a Pachuca suficientes tropas federales a las órdenes del General Alonso.
El 20 de noviembre de 1876 el Congreso del Estado de Hidalgo desconoce a Sebastián Lerdo de Tejada y Justino Fernández Mondoño como Presidente de México y Gobernador de Hidalgo respectivamente, reconociendo la Rebelión de Tuxtepec; quedando Joaquín Claro Tapia como gobernador interino. Para el 25 de noviembre entran a Pachuca victoriosas las fuerzas revolucionarias de Rafael Cravioto, quien es designado como gobernador.

### Porfiriato

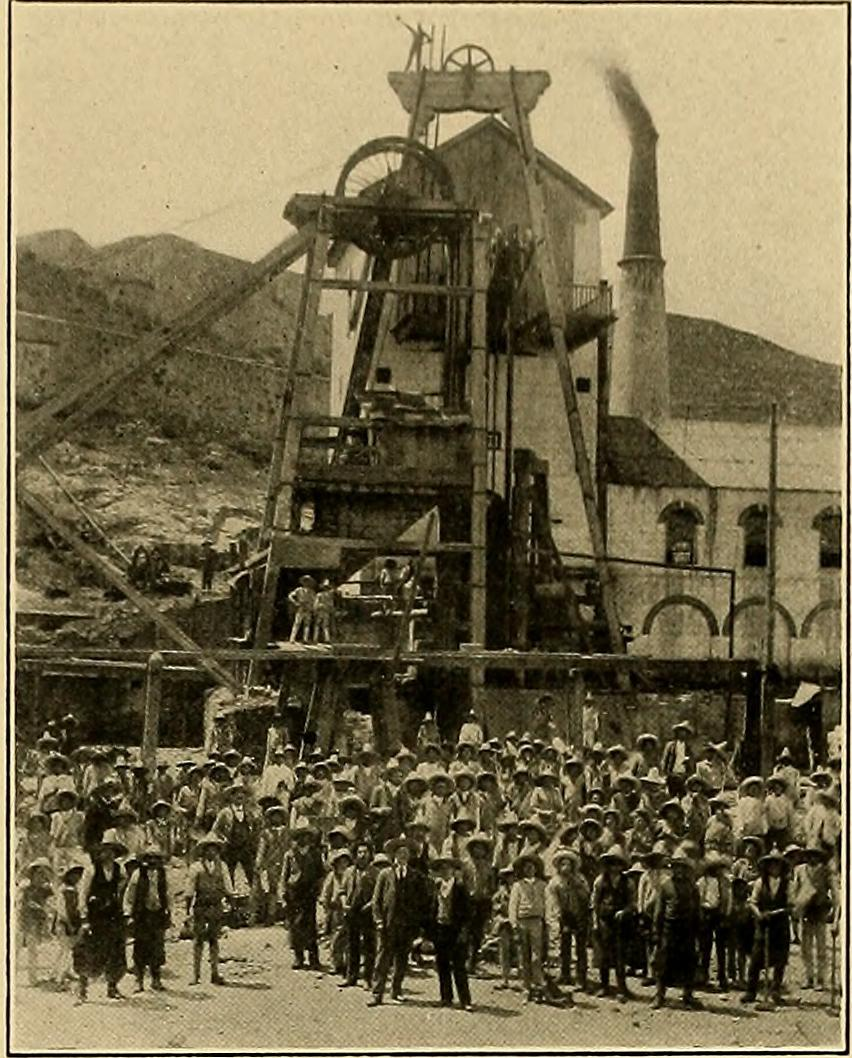
Mina en Mineral del Monte durante el Porfiriato. De 1824 a 1906, las empresas mineras de Pachuca y Mineral del Monte tuvieron un periodo de asociación con Cornualles, Inglaterra, la comunidad córnica se estableció a lo largo del, disminuyendo solamente durante la primera mitad del.

Se denomina Porfiriato al periodo durante el cual gobernó el país el general Porfirio Díaz desde 1876 hasta mayo de 1911. Fue un periodo de estabilidad y mucho progreso económico en el país, pero también con severas desigualdades sociales. En el estado de Hidalgo el gobierno estuvo manejado durante la mayor parte del Porfiriato por la Familia Cravioto.
En 1876 Rafael Cravioto fue elegido gobernador durante el período 1877-1881; su hermano Simón Cravioto, ocupó el cargo de 1881 a 1885; y le siguió su hermano Francisco Cravioto de 1885 hasta 1889, cuando regresa Rafael para los períodos 1889-1893 y 1893-1897. El 2 de abril de 1894, el periodista Emilio Ordóñez desapareció de la cárcel de Pachuca, donde permanecía por haber sido acusado de haber asesinado junto con su hermano Francisco a Manuel Escamilla. Uno de los rumores de la desaparición fue que Ordóñez había sido asesinado por órdenes del gobernador y luego incinerado.
Rafael Cravioto fue reelegido nuevamente para los años 1897-1901, su gobierno solo dura de abril de 1897 a noviembre del mismo año. Su renuncia se debe a haberse enemistado con Porfirio Díaz, después de la misteriosa muerte del periodista Emilio Ordóñez, la presunta adjudicación para la Familia Cravioto de los bosques del Mineral del Chico, y la imposición de funcionarios sin la aprobación presidencial. Al renunciar Rafael Cravioto, se nombra como gobernador interino a Pedro L. Rodríguez, para después gobernar de manera constitucional del 1 de abril de 1901 al 16 de mayo de 1911, reeligiéndose en dos ocasiones (1905 y 1909).
Gabriel Mancera funda en 1881 el Ferrocarril Hidalgo y del Nordeste. El porfiriato marcó un significativo desarrollo de las obras públicas para el saneamiento de las ciudades. En 1901 se instala la primera sala cinematográfica de Pachuca, y el 1 de octubre de 1902 llegó el primer automóvil a esa ciudad. En 1908 se da uno de los primeros vuelos del país en los llanos Venta Prieta en Pachuca, donde el ingeniero aeronáutico Juan Guillermo Villasana probó uno de sus primeros modelos.
Tras el descontento del Porfiriato surge el Club Liberal de Tulancingo; el Club Manuel Doblado en Huasca; la Corporación Patriótica Liberal en Atotonilco el Grande; la Junta Patriótica Privada de Zacualtipán; el Club Ignacio Ramírez en Calnali; el Club Patriótico Liberal en Tezontepec; el Club Liberal Ignacio Zaragoza en Zimapán y la Sociedad Liberal Ignacio Ramírez en Tula.
El 16 de enero de 1910 se funda el Club Antireeleccionista Benito Juárez en Pachuca. Invitado por este partido político, Francisco I. Madero visita Pachuca el 29 de mayo de 1910. El 13 de noviembre de 1910, siete días antes del estallido de la revolución, Ramón Rosales fue sorprendido y aprehendido en la Ciudad de México confiscándole armas y dinero. Su compañero Jesús Silva Espinoza quien se había comprometido a levantar en armas a 25 municipios, fue perseguido y detenido el 29 de noviembre de 1910.

### Revolución mexicana

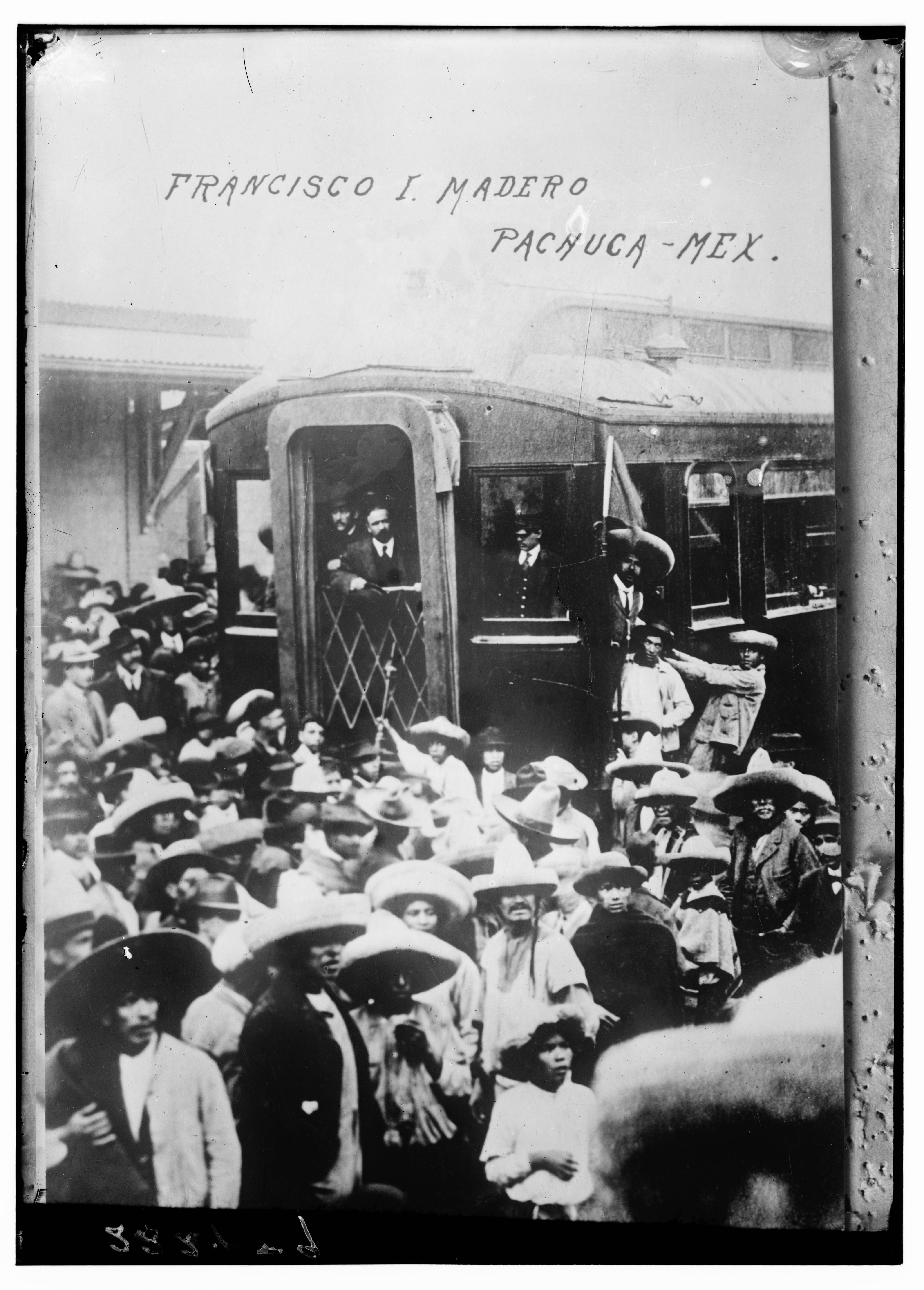
Francisco I. Madero llegando a Pachuca. Madero visitaría en dos ocasiones la ciudad el 29 de mayo de 1910 y el 28 de junio de 1912.

En Hidalgo los primeros acontecimientos revolucionarios se llevarían al cabo en Huejutla, en enero de 1911 encabezados por Francisco de P. Mariel. El general maderista Gabriel Hernández avanzó desde la Sierra Norte de Puebla y el 15 de mayo de 1911 entró a Tulancingo; y al día siguiente entró en Pachuca.
Campesinos inconformes del Valle del Mezquital siguieron el ejemplo de Francisco Villa y Emiliano Zapata, dejaron los cultivos para sumarse al movimiento armado que, en esta región, encabezó el villista Roberto Martínez y Martínez. En la Huasteca hidalguense a Francisco de P. Mariel se sumaron los hermanos Amado y Antonio Azuara y Daniel Cerecedo Estrada. En la Sierra Gorda, Nicolás Flores encabezó la lucha. En Pachuca participaron activamente Jesús Silva y Ramón M. Rosales.
El gobernador Pedro L. Rodríguez renunció y el 21 de mayo de 1911, fue nombrado gobernador el Joaquín González, quien renunciaría el 21 de junio, designándose en su lugar a Emilio Asiain para meses después nombrar a Jesús Silva Espinoza. El 7 de julio el gobernador Silva y diversos acompañantes viajaron en ferrocarril de Pachuca a Tula, para recibir a su paso en la estación de Tula, a Francisco I. Madero. El 23 de julio de 1912, el presidente Madero realiza una gira de trabajo en el Estado de Hidalgo, coloca la primera piedra para la presa La Libertad en Huichapan; el 28 de julio visita Pachuca, y visita Tulancingo el 24 de julio.
Jesús Silva Espinoza, quien para el 4 de noviembre entregaría la gubernatura a Ramón Rosales, quien para el 16 de octubre de 1912 renuncia al cargo para lanzar su candidatura oficial, quedando como sustituto Miguel Lara. Una vez realizadas las elecciones para el periodo que abarcaría del 1 de abril de 1913 al 31 de marzo de 1917, triunfa Ramón M. Rosales; la inestabilidad gubernamental no permitió que culminara su periodo. Después de tomar el poder Victoriano Huerta envió a Agustín Sanginés al estado de Hidalgo, y este ocupa interinamente la gubernatura en distintas ocasiones.
El 4 de agosto de 1914, Agustín Sanginés renuncia el cargo de gobernador interino y sale de Pachuca; la legislatura nombra a Froylán Jiménez. Ese mismo día entran las tropas constitucionalistas de Nicolás Flores Rubio quien asume el mando con el carácter de gobernador y comandante militar. El 29 de noviembre de 1914, llegan a Pachuca los villistas mandados por Medina Veytia, y los carrancistas mandados por Flores y otros, salen de la ciudad tomando distintos rumbos.
Álvaro Obregón acampó en Irolo, Tepeapulco el 23 de enero de 1915 mientras combatía a los zapatistas. En los primeros meses del año de 1915 se dan dos sucesos significativos, el primero con la entrada del General Villista Roberto Martínez y Martínez, el 24 de enero después de haber trabado combate con las fuerzas del General Salazar en las cercanías de Mineral del Monte; y el segundo, la llegada del general Martínez y Martínez, el día 9 de febrero.

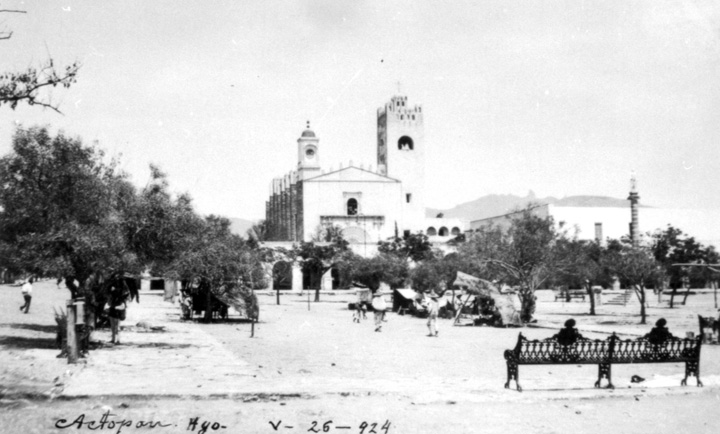
Plaza Juárez en Actopan, en 1924.

En 1915, los gobernadores de los distintos bandos, se sucedieron con rapidez en Hidalgo: Manuel Medina Veytia (villista), Daniel Cerecedo Estrada y Vicente Salazar (convencionistas), Roberto Martínez y Martínez (villista), Fortunato Maycotte y Alfredo Machuca(carrancistas). Muchas otras personas ocuparon el cargo solo por algunas semanas o algunos días, hasta que, en agosto de 1915, volvió Nicolás Flores. Gobernó apoyado por los triunfos carrancistas hasta 1917, año en el que, se promulga la Constitución Política de los Estados Unidos Mexicanos.
El 30 de noviembre de 1919 llega a Pachuca el general Álvaro Obregón en su propaganda para Presidente de México, el mismo día pasó al Mineral del Monte. El 11 de noviembre de 1923 Adolfo de la Huerta visitó Pachuca. Durante la Rebelión delahuertista, el 2 de enero de 1924 las fuerzas del general Marcial Cavazos toman Pachuca y el 10 de enero de 1924, nuevamente las fuerzas de Marcial Cavazos penetran en la ciudad, con las fuerzas al mando de los generales Nicolás Flores y Otilio Villegas defendiéndola.

### Época contemporánea
Años 1930 a 1970
De 1929 a 1933 el gobernador Bartolomé Vargas Lugo inició la construcción de la carretera Pachuca-Huejutla; y se construyeron 130 escuelas con la cooperación de los campesinos en distintos puntos del territorio hidalguense. De 1933 a 1937 el gobernador Ernesto Viveros se creó la biblioteca pública del estado de Hidalgo y la Policía Judicial del Estado de Hidalgo.
De 1938 a 1941 el gobernador Javier Rojo Gómez se ampliaron los tramos de la carretera Actopan-Mixquiahuala, Xochicoatlán-Molango, el entronque Pachuca-Tulancingo. Se construyeron los mercados de Zacualtipán, Cuautepec, Tepatepec, y el rastro de Huejutla. De 1941 a 1945 el gobernador José Lugo Guerrero trabajó en las carreteras Pachuca-Huejutla, Actopan-Tula y Tulancingo- Tenango de Doria. Introdujo agua potable a Ixmiquilpan y construyó la presa Endhó sobre el río Tula.
Durante el periodo del gobernador Vicente Aguirre de 1945 a 1951; se decretó la autonomía del Instituto Científico y Literario. Durante el periodo del gobernador Quintín Rueda Villagrán de 1951 a 1957; la mayor parte de la construcción de infraestructura se concentró en Pachuca, y se construyó además el complejo industrial en Ciudad Sahagún. De 1957 a 1963 el gobernador Alfonso Corona del Rosal se avanzaron las carreteras a Metepec y a Mineral del Chico.
En los años de 1963 a 1969 durante el periodo del gobernador Carlos Ramírez Guerrero, se construyeron los mercados de Actopan e Ixmiquilpan y el edificio de la Cruz Roja en Pachuca. En los años 1969-1975 durante el periodo del gobernador Manuel Sánchez Vite se iniciaron las construcciones de las carreteras Pachuca-México, y Pachuca-Ciudad Sahagún.
Años 1970 a 2000

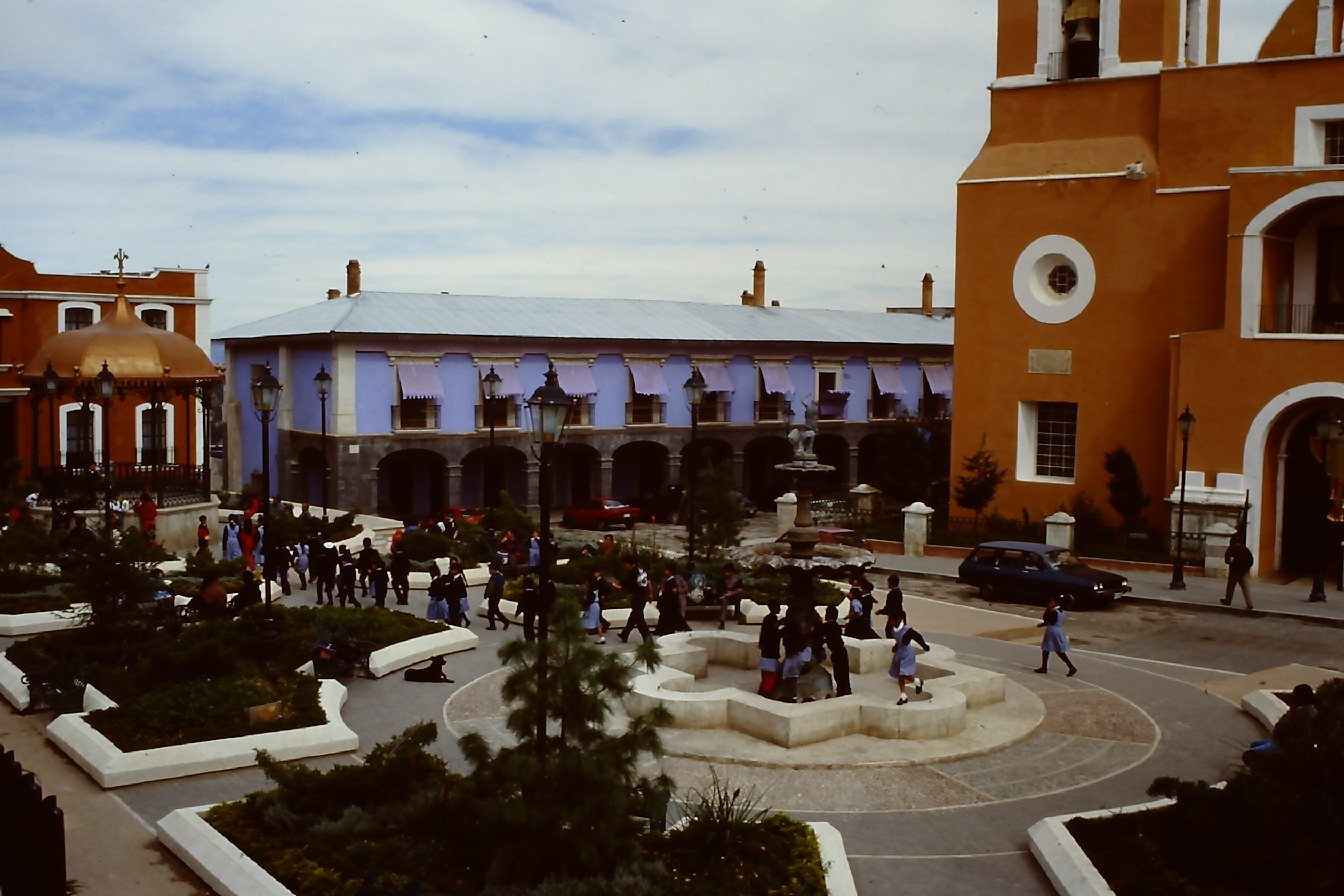
Mineral del Monte en 1997.

El 1 de abril de 1975 Otoniel Miranda Andrade toma el cargo de gobernador, escasos días del inicio de su gobierno, la situación en el estado se complicó se sucintan distintas protestas en su contra y se le acusa de represión. El Senado de México que tras presuntamente comprobar las acusaciones decretó la desaparición de poderes en el estado, quedando destituido como gobernador. El 29 de abril Raúl Lozano Ramírez es nombrado gobernador y convoca a nuevas elecciones.
Siendo gobernador Jorge Rojo Lugo, de 1975 a 1981, en Pachuca, se construyó la plaza de toros Vicente Segura, la central de autobuses y la central de abastos. Guillermo Rossell de la Lama ocupó la gubernatura en los años 1981-1987, marcó el desarrollo urbano en muchas localidades; en Pachuca y Tulancingo principalmente; y se construyeron los palacios municipales de Huautla, Tizayuca, Tula, y Atotonilco el Grande.
Adolfo Lugo Verduzco ocupó la gubernatura en los años 1987 a 1993 se construye en Pachuca el bulevar de salida a Actopan, y se emprendió una campaña de letrinización y el rescate de la imagen urbana de Huichapan. Jesús Murillo Karam desempeña el cargo de gobernador de 1993 hasta 1998; durante ese periodo se creó el Instituto Hidalguense de Educación Media Superior y Superior (IHEMSYS) y se construyeron cuatro universidades tecnológicas. Humberto A. Lugo Gil fue designado como gobernador interino, ocupando el cargo de octubre de 1998 a marzo de 1999, al solicitar licencia para separase de su cargo Jesús Murillo Karam.
Años 2000 a 2020

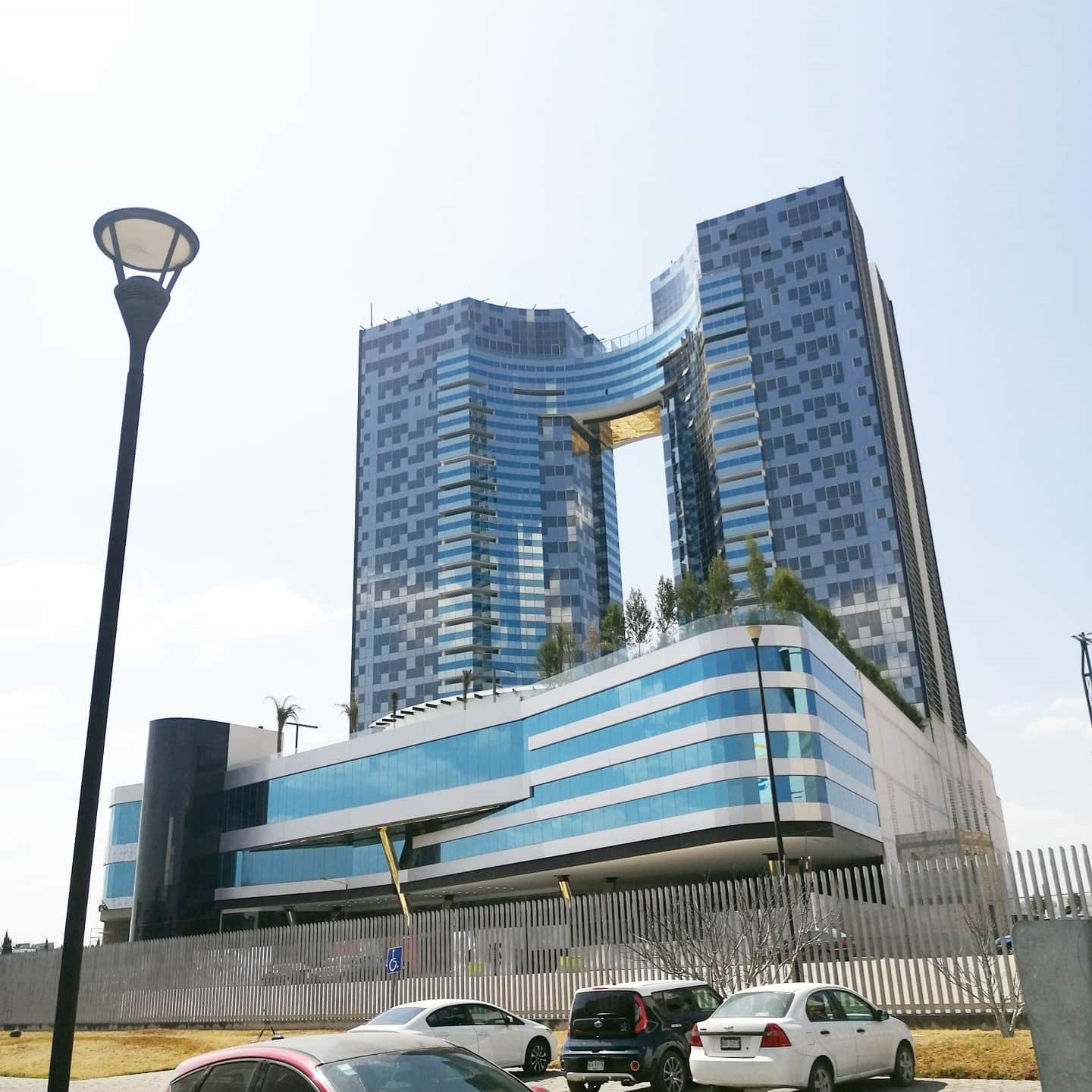
Complejo Vía Dorada en Pachuca de Soto, con 80 m de altura es el segundo edificio más alto de Hidalgo.

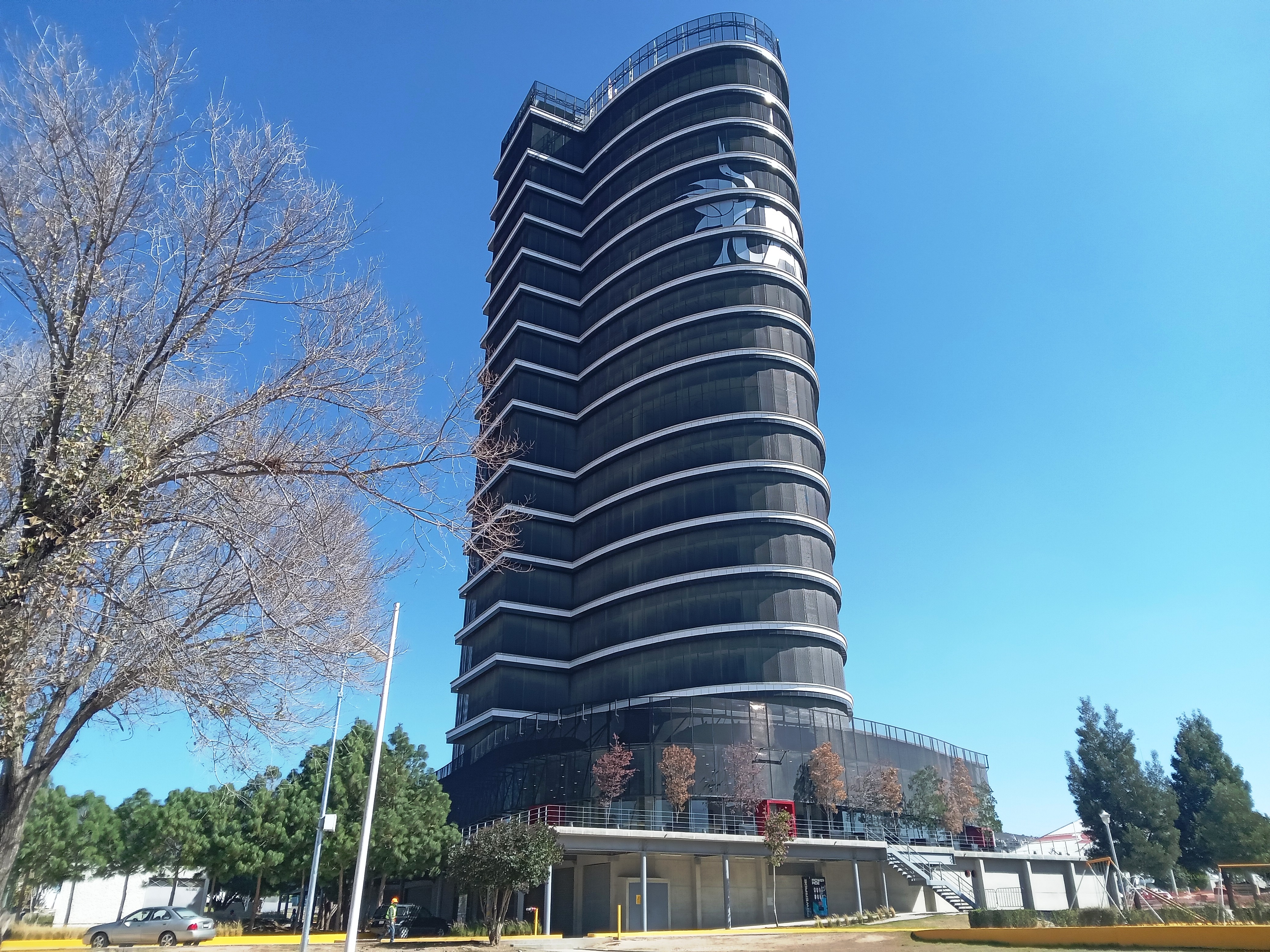
Torre de Posgrado de la UAEH en Mineral de la Reforma, con 94 m de altura es el edificio más alto de Hidalgo.

De 1999 a 2005 Manuel Ángel Núñez Soto, desempeña el cargo de gobernador. 
La Escuela Normal Rural Luis Villarreal en la localidad de El Mexe en el municipio de Francisco I. Madero fue ocupada el 5 de enero de 2000 por sus estudiantes en respuesta al cierre de la escuela. El 19 de febrero, alrededor de las 6:30 a. m., unos 800 policías entraron para recuperar el plantel, donde estudiantes y habitantes de la localidad capturaron a un grupo de policías y lo llevaron a la plaza principal de Tepatepec, donde amenazaron con lincharlos en represalia. Alrededor de las 11:00 p. m., se ordenó liberar a los alumnos detenidos, quienes fueron enviados en autobuses hasta Tepatepec, donde se liberó a los policías.
El 4 de julio de 2010 se llevaron a cabo elecciones estatales donde Francisco Olvera Ruiz resultó elegido gobernador; ocuparia el cargo del 1 de abril de 2011 al 4 de septiembre de 2016. De 2009 a 2012, la delincuencia organizada ha marcado su presencia en el estado; en respuesta a la guerra contra el narcotráfico en México. En enero de 2017 se registraron protestas, bloqueo de carreteras y saqueos por el aumento del precio de la gasolina, principalmente en la zona del Valle del Mezquital.
En 2017 el terremoto del 19 de septiembre en México se sintió en la entidad, no hubo daños personales. Sin embargo, fueron reportadas cuarteaduras y fisuras en Pachuca, Mineral de la Reforma, Tulancingo, Mixquiahuala y Tizayuca. El 21 de diciembre de 2018 trabajadores, jubilados y pensionados del Sindicato Nacional de Trabajadores de la Educación en Hidalgo bloquearon diferentes carreteras de la entidad exigiendo el pago de un bono, que encontraba retrasado. Se realizaron al menos 22 bloqueos y marchas en territorio estatal.
El 18 de enero de 2019 se registró una fuga y posteriormente una explosión en el ducto de gasolina Tuxpan-Tula en el municipio de Tlahuelilpan. La explosión dejó un saldo inicial de 73 muertos; posteriormente, la cifra se elevó a 137 debido a la gravedad de las quemaduras de los lesionados. El 18 de marzo de 2020 se puso en funcionamiento el Hospital de respuesta inmediata COVID-19 en Pachuca de Soto, para manejar la pandemia de enfermedad por COVID-19 en el estado de Hidalgo. El 19 de marzo de 2020, se confirmaron los primeros dos casos de COVID-19 en el estado, detectados en los municipios de Pachuca y Mineral de la Reforma. El 27 de marzo se reportó la primera muerte en Pachuca de Soto.
El 7 de septiembre de 2021, el río Tula se desbordó provocando inundaciones en los municipios de Tula de Allende, Ixmiquilpan, Tlahuelilpan, Alfajayucan, Mixquiahuala de Juárez, Chilcuautla, Tepeji del Río de Ocampo, Tezontepec de Aldama, Tasquillo y Tlaxcoapan.

## Geografía

### Ubicación y extensión
El estado de Hidalgo se ubica en la región centro-oriental de México, entre las coordenadas: al norte, 21°23′55″; al sur, 19°35′52″ de la latitud norte; al este, 97°59′6″; al oeste, 99°51′34″ de la longitud oeste. Colinda al norte con los estados de San Luis Potosí y Veracruz, al este con el estado de Puebla, al sur con los estados de Tlaxcala y México y al oeste con el estado de Querétaro. De acuerdo al INEGI, tiene una superficie de 20 821.4 km², y representa el 1.06 % de la superficie del país.
El municipio más extenso es Zimapán con una superficie de 872.5 km² representando el 4.19 % de la superficie estatal; y el municipio menos extenso es Tlahuelilpan con una superficie de 31.5 km² representando el 0.2 % de la superficie estatal.

### Regiones geográficas

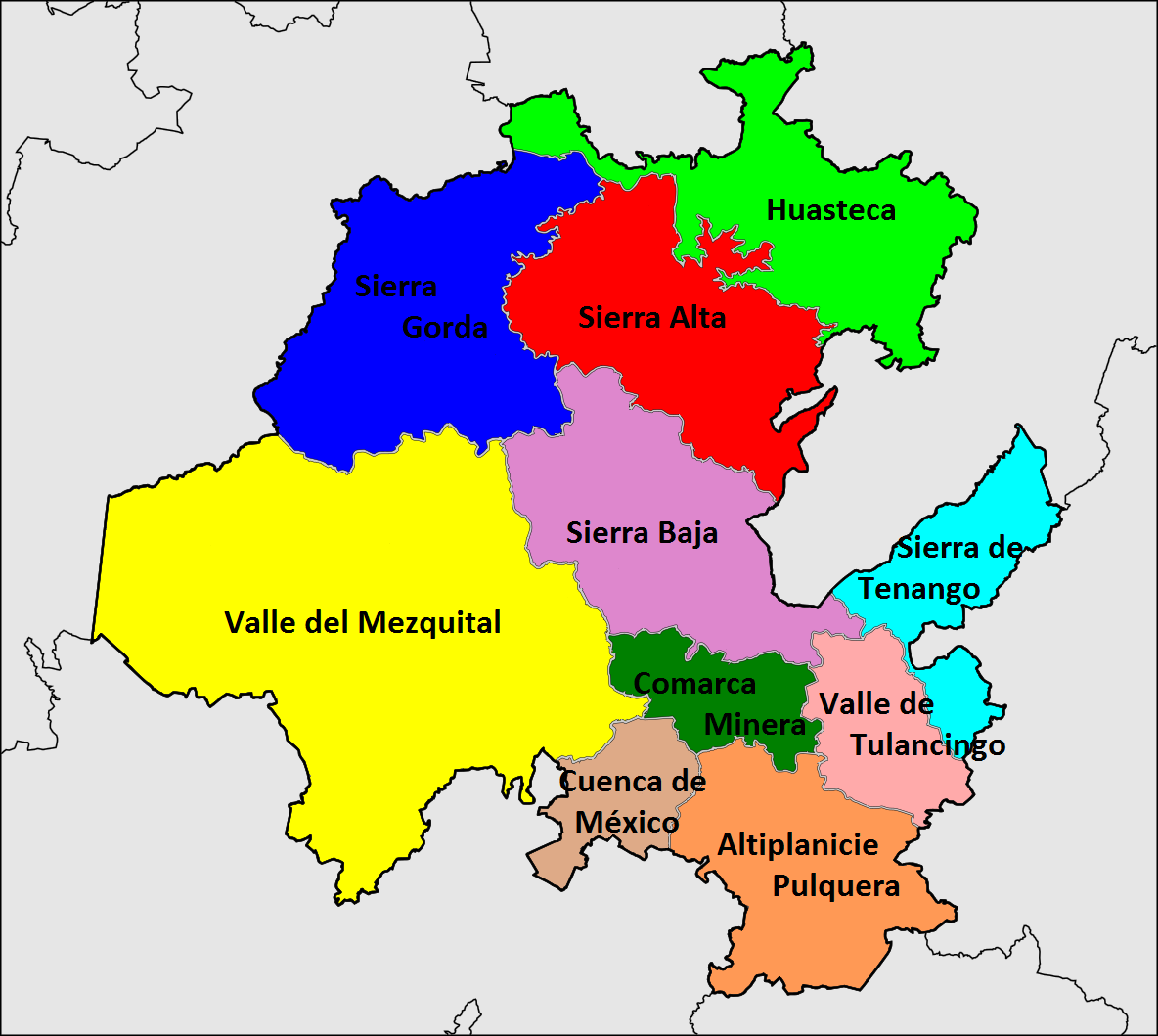
Regiones geográficas del estado de Hidalgo.

En Hidalgo, de norte a sur, hay tres claras regiones: la primera es la Llanura Costera del Golfo del Norte, y la de menor altitud; la segunda está compuesta por la Sierra Madre Oriental, con altitud media, y la tercera es el Eje Neovolcánico, con la mayor altitud en el estado. Debido a esto, el estado se divide comúnmente en diez regiones geográficas, que no tienen carácter político-administrativo, pero sí social y cultural; estas son: la Altiplanicie pulquera (Llanos de Apan); la Comarca Minera; la Cuenca de México (Valle de Tizayuca); la Huasteca hidalguense; la Sierra Alta; la Sierra Baja; la sierra de Tenango (Sierra Otomí-Tepehua); la Sierra Gorda; el Valle de Tulancingo; y el Valle del Mezquital.
El número de regiones que conforman al estado de Hidalgo depende del autor consultado. En ocasiones la Sierra Alta, la Sierra Baja, la sierra de Tenango, y la Sierra Gorda; son puestas en una sola región denominada la Sierra hidalguense. Y el Valle de Tulancingo, la Comarca Minera, la Altiplanicie pulquera, la Cuenca de México; son puestas en una sola región denominada el Altiplano hidalguense. 
La Huasteca hidalguense, se encuentra al norte del territorio estatal, pero unas fuentes la extienden al sur, hasta los municipios de Molango de Escamilla, Metztitlán y Zacualtipán de Ángeles. Incluso anexando la sierra de Tenango, y partes del municipio de Huasca de Ocampo.
La sierra de Tenango, se confunde con las laderas que bajan a la región Huasteca; algunas cartas geográficas la nombran como parte de la Sierra Norte de Puebla y otras como parte de la sierra de Huayacocotla. Incluso al municipio de Acaxochitlán se le nombra como parte de la región del Totonacapan.

### Relieve

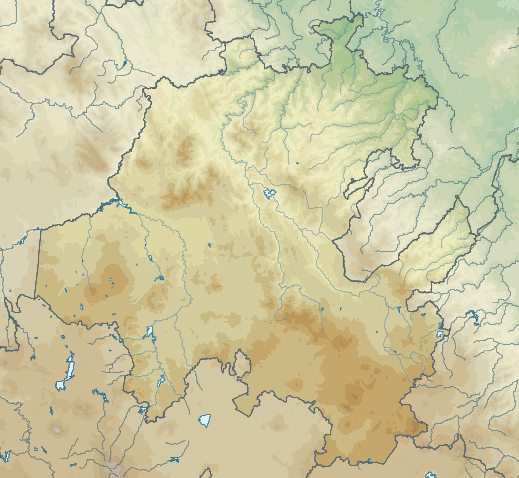
Mapa topográfico del estado de Hidalgo.

El territorio que ocupa el estado de Hidalgo es de una vasta complejidad geológica, por su posición geográfica se encuentra entre tres provincias fisiográficas: Sierra Madre Oriental, Eje Neovolcánico y la Llanura Costera del Golfo del Norte. En la parte noreste del estado la Llanura Costera del Golfo Norte ocupa una pequeña porción que representa el 1.33 % del territorio estatal. La Llanura costera junto con la parte más plana y baja de la Sierra Madre Oriental conforman la denominada Sierra Huasteca o Sierra Huejutla. Esta proporciona un suelo bajo y plano, donde se encuentra la altitud más baja de Hidalgo, con 100 m s. n. m., en el municipio de Huejutla de Reyes.
La Sierra Madre Oriental ocupa el 45.21 % de la superficie, con elevaciones promedio de 2000 m s. n. m. La sierra atraviesa el territorio por el centro, con dirección sureste-noroeste; formando tres principales estribaciones de cadenas de montañas. Todas estas ramificaciones toman distintos nombres locales. La primera estribación se ubica donde se encuentran las sierras de Zimapán y la Jacala, que dan paso a la 
Sierra Gorda. En esta zona también se encuentran las barrancas o cañones formadas por el río Moctezuma, como las del Infiernillo o San Vicente-Mármoles.
La segunda estribación se inicia en Tulancingo y se une al núcleo central en el cerro de Agua Fría en Eloxochitlán; aquí se ubica la sierra de Zacualtipán, así como las barrancas de Amajac, Metztitlán, Almolón, Metzquititlán y Tolantongo. Pasando al este del territorio se ubica la sierra de Tenango, algunas cartas geográficas la nombran como parte de la Sierra Norte de Puebla. La tercera estribación se sitúa en la parte central, donde la Sierra Madre Oriental y el Eje Neovolcánico se interceptan; es aquí donde se encuentran las sierras de Navajas, Pachuca, Actopan y Juárez.
El Eje Neovolcánico ocupa el 53.46 % del territorio estatal, cubriendo la parte sur de la entidad. Está conformada por los picos más altos de la entidad, con alturas por encima de los 3000 m s. n. m.; así como por diversos valles y altiplanos, delimitados por diversas sierras. El Valle de Tulancingo se localiza al sureste del territorio, se extiende desde la Sierra Norte de Puebla, con rumbo noroeste a sureste hasta la sierra de las Navajas; teniendo como frontera las calderas de Tulancingo y Acoculco, que lo separan del Valle de Apan. El Valle de Apan se encuentra formada por un conjunto de planicie y altiplanicies al sur del territorio. Estas se encuentran delimitadas, por las sierras de Navajas, Pitos y Tepozan.
Al sureste del territorio se encuentra la sierra de Tepozán donde se encuentra el volcán del Tepozán y el cerro la Peñuela; la Peñuela en el municipio de Almoloya es la mayor elevación del estado con 3380 m s. n. m. Al centro del Valle de Apan se encuentran las sierras de Chichicuautla y Apan, que separan las llanuras aluviales de la zona. La sierra de los Pitos sirve como frontera del Valle de Apan del Valle de Pachuca-Tizayuca. La sierra de Tezontlalpan se localiza al centro sur del territorio, y sirve como frontera entre el Valle de Pachuca-Tizayuca y la zona del Valle del Mezquital.
Al suroeste se encuentra el Valle del Mezquital, que se encuentra conformado por los valles de Actopan, Ajacuba, Alfajayucan, Ixmiquilpan, Tasquillo, y Tula; los cuales están limitados por montañas de origen volcánico y derrames basálticos como las serranías de Xinthé, San Miguel de la Cal y la de El Mexe-Chicavasco. La zona del extremo occidente está compuesto por mesetas, fallas geológicas y domos volcánicos. También se encuentra la Caldera de Huichapan, una gran depresión cuya estructura aproximadamente subcircular es de 8.5 km de diámetro, se formó por la erupción de varios flujos de ignimbritas hace aproximadamente 4.2 Ma. Al estar en el límite del Eje Neovolcánico y la Sierra Madre Oriental, le confiere características geológicas y tectónicas particulares, por lo que en la región existen fallas, provocando una actividad sísmica. En los municipios de San Salvador, Tasquillo, Progreso de Obregón, Actopan e Ixmiquilpan se han dado este tipo de fenómenos.

Relieve del estado de Hidalgo.
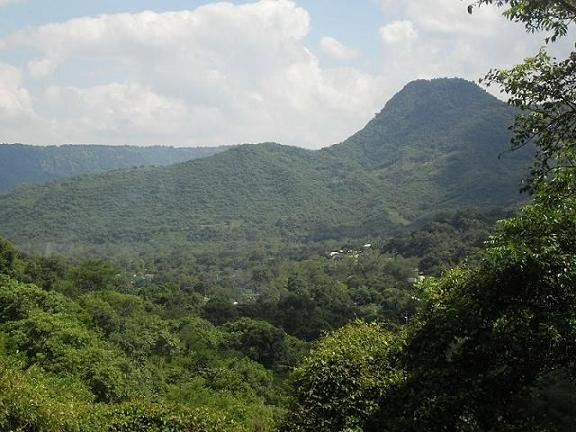
Sierra huasteca localizada al norte del territorio.
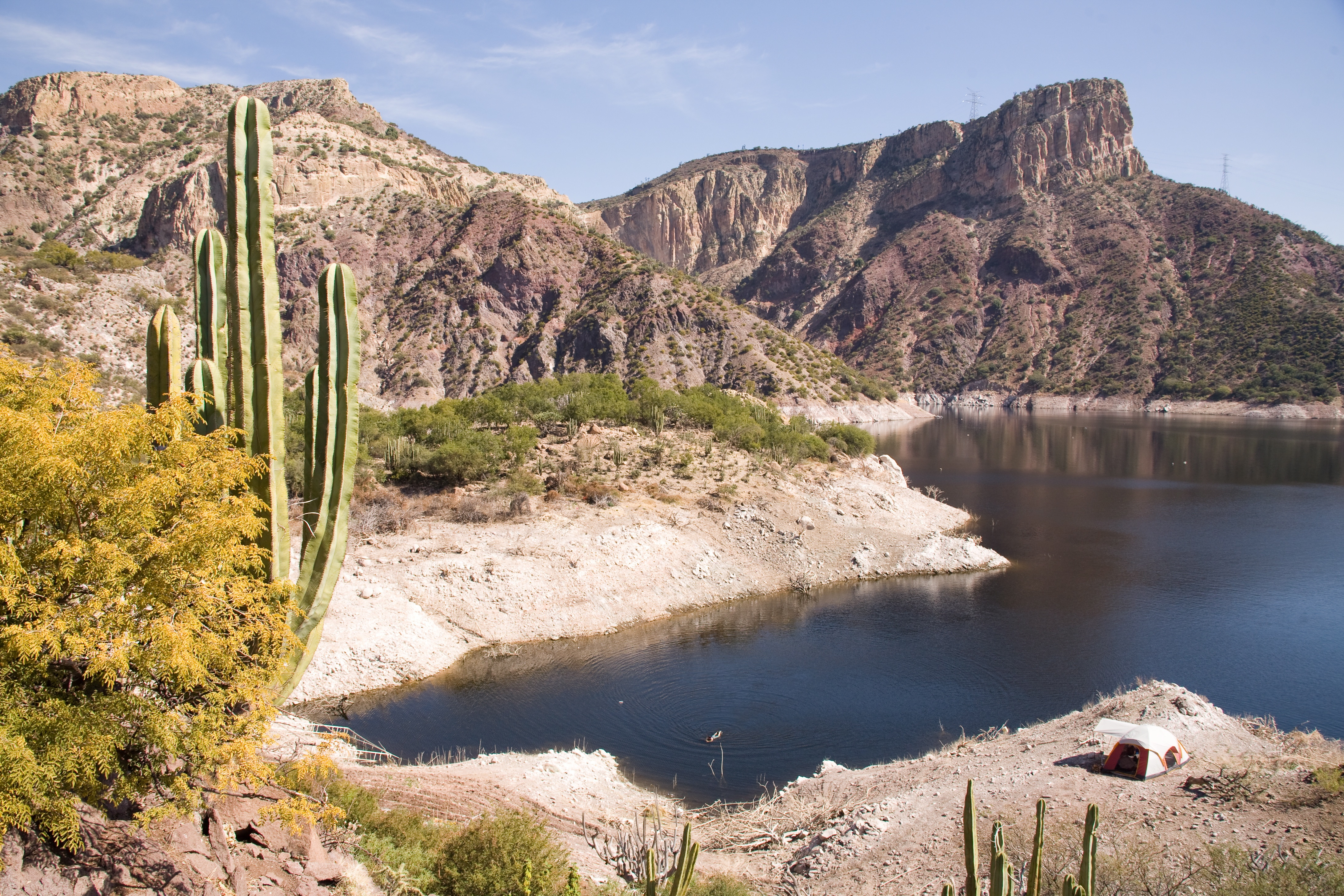
Sierra de Zimapán localizada al poniente del territorio.
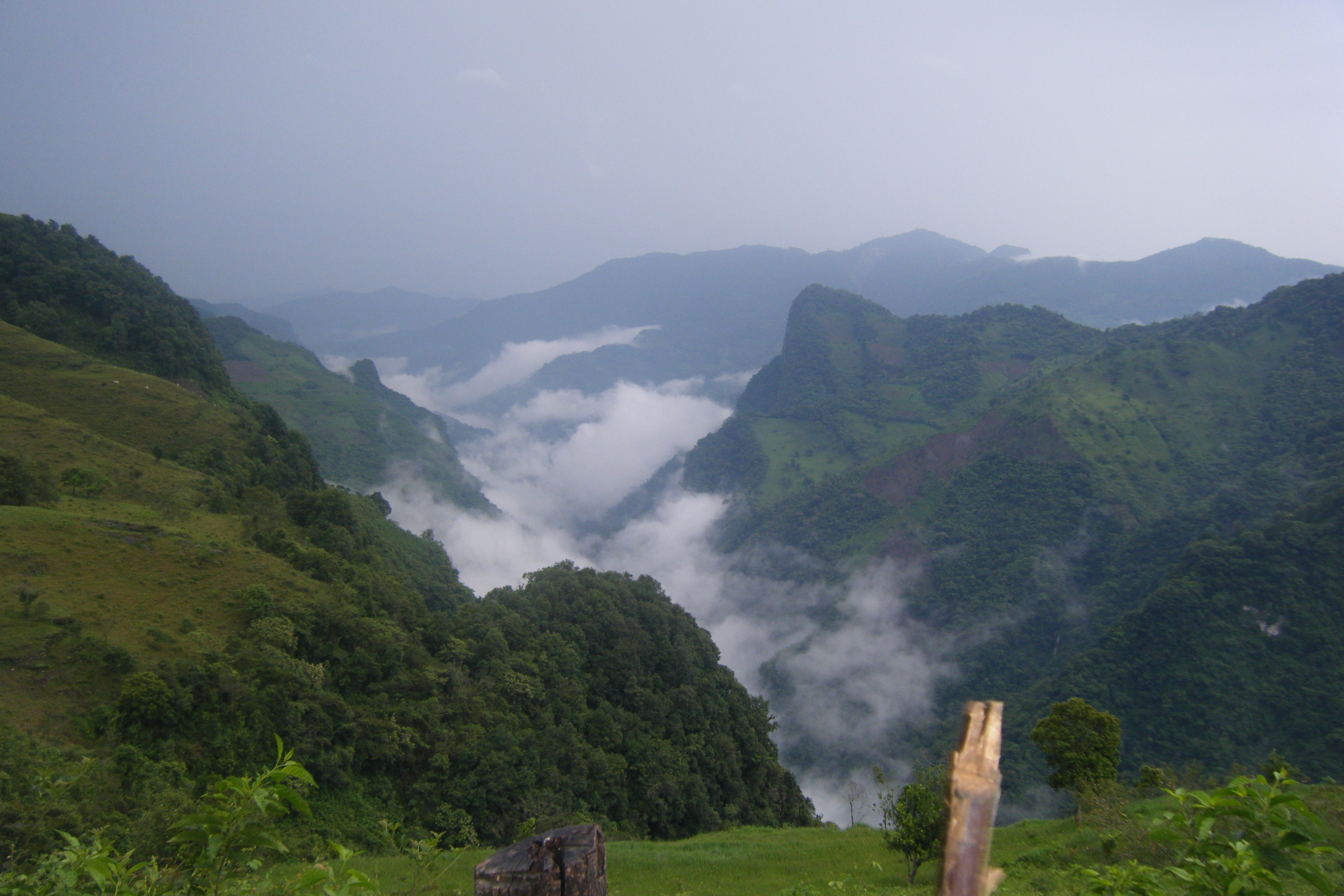
Sierra de Tenango localizada al este del territorio.
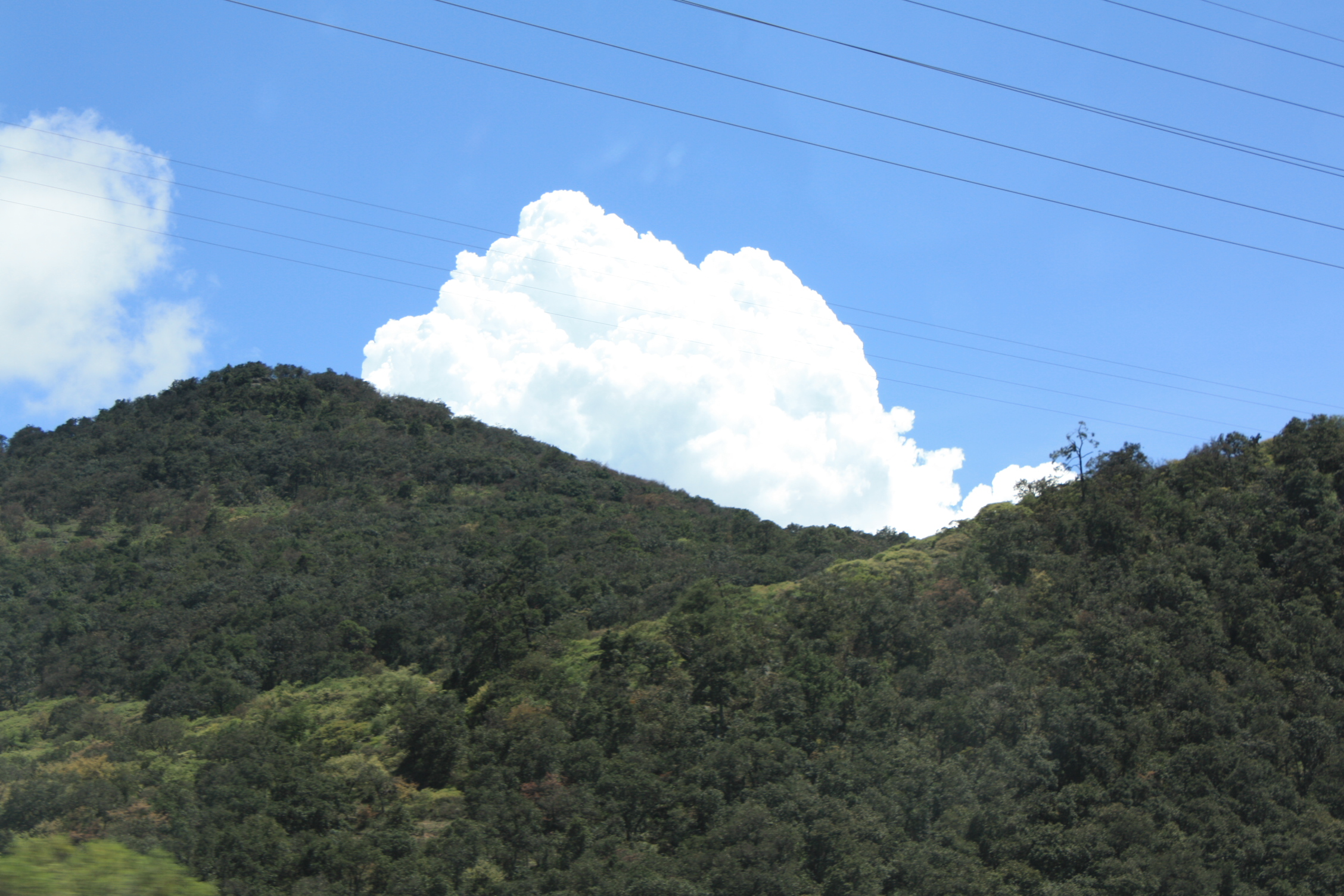
Sierra de las Navajas localizada al centro del territorio.
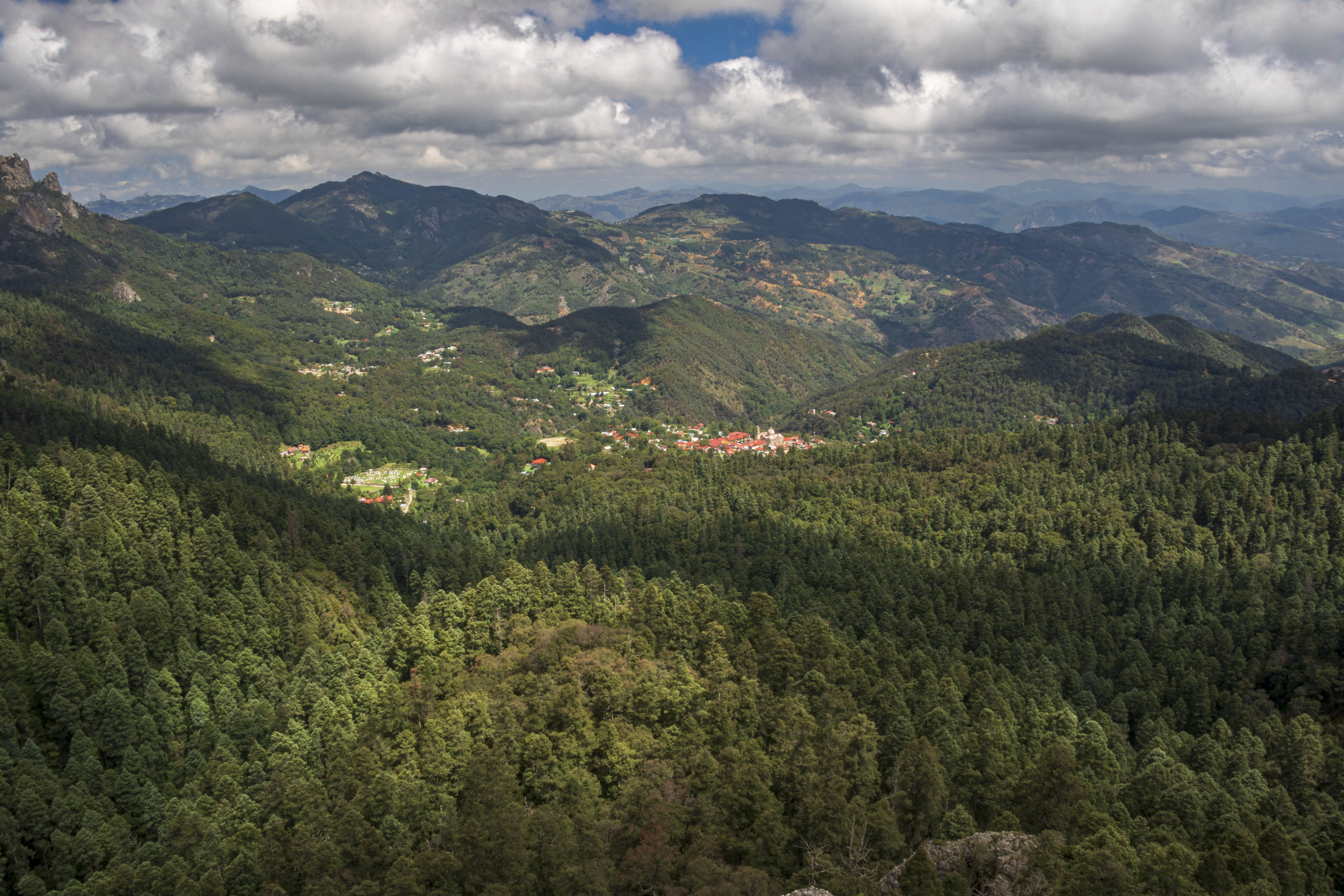
Sierra de Pachuca en la Comarca Minera.
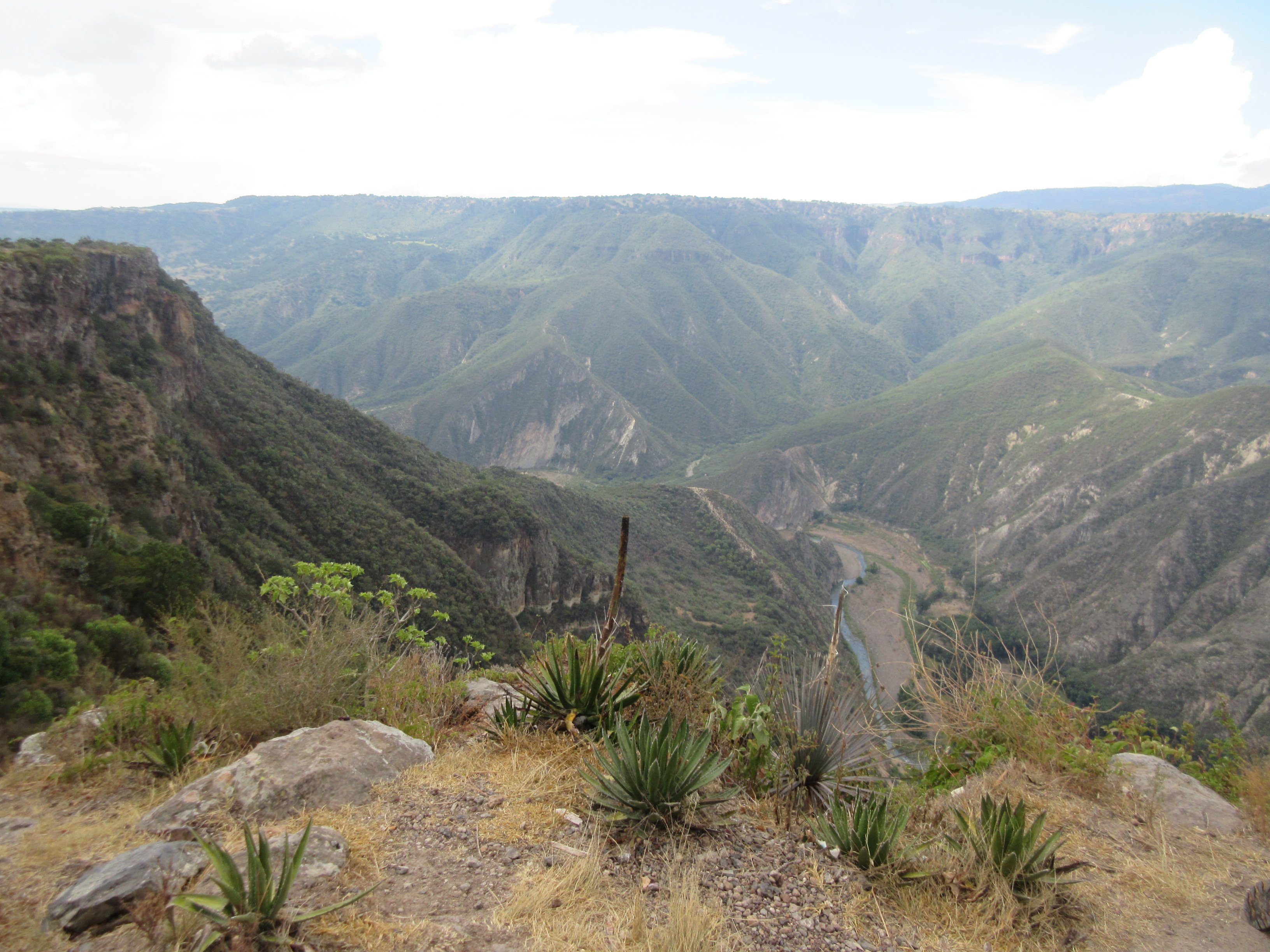
Barranca de Metztitlán localizada al centro oriente del territorio.
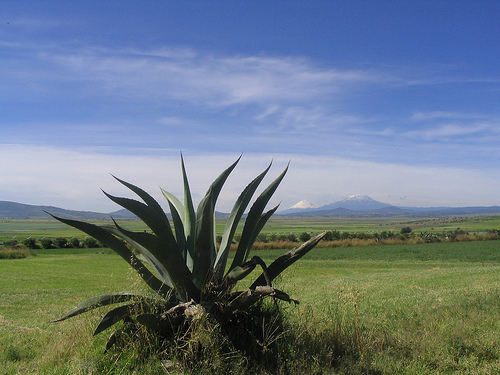
Llanos de Apan localizados al sur oriente del territorio.
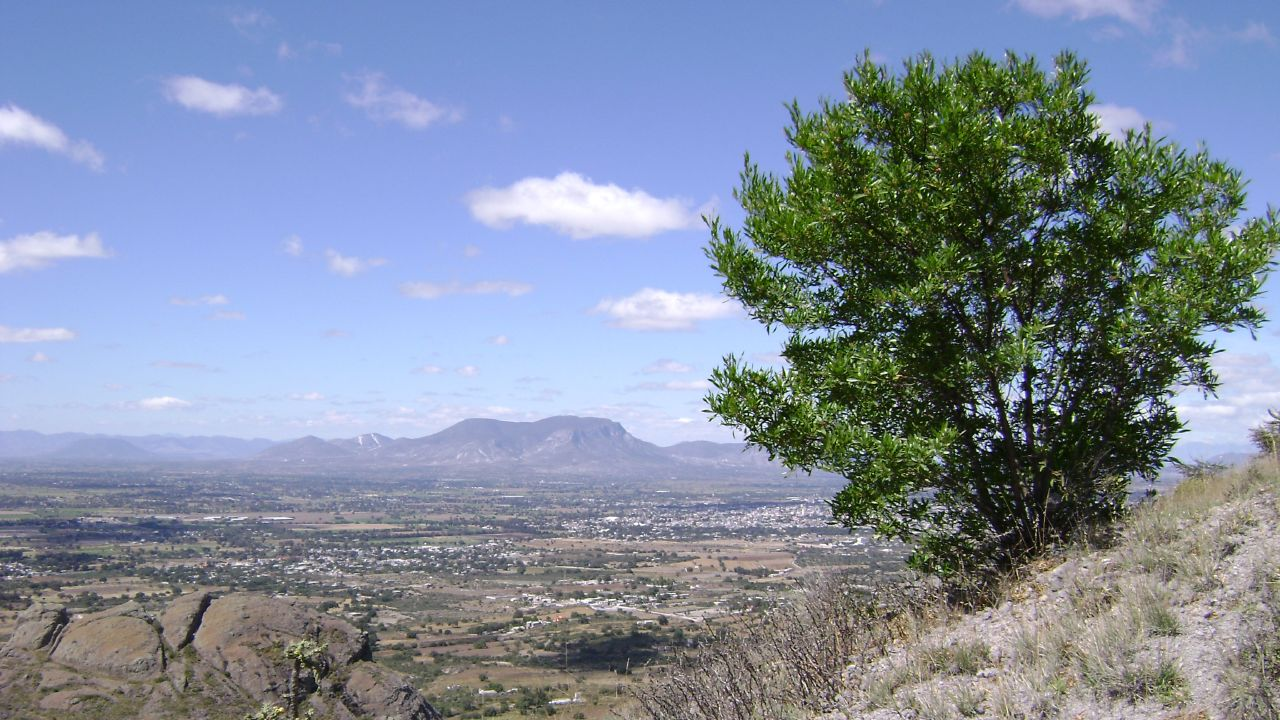
Valle de Actopan localizado al centro del territorio.
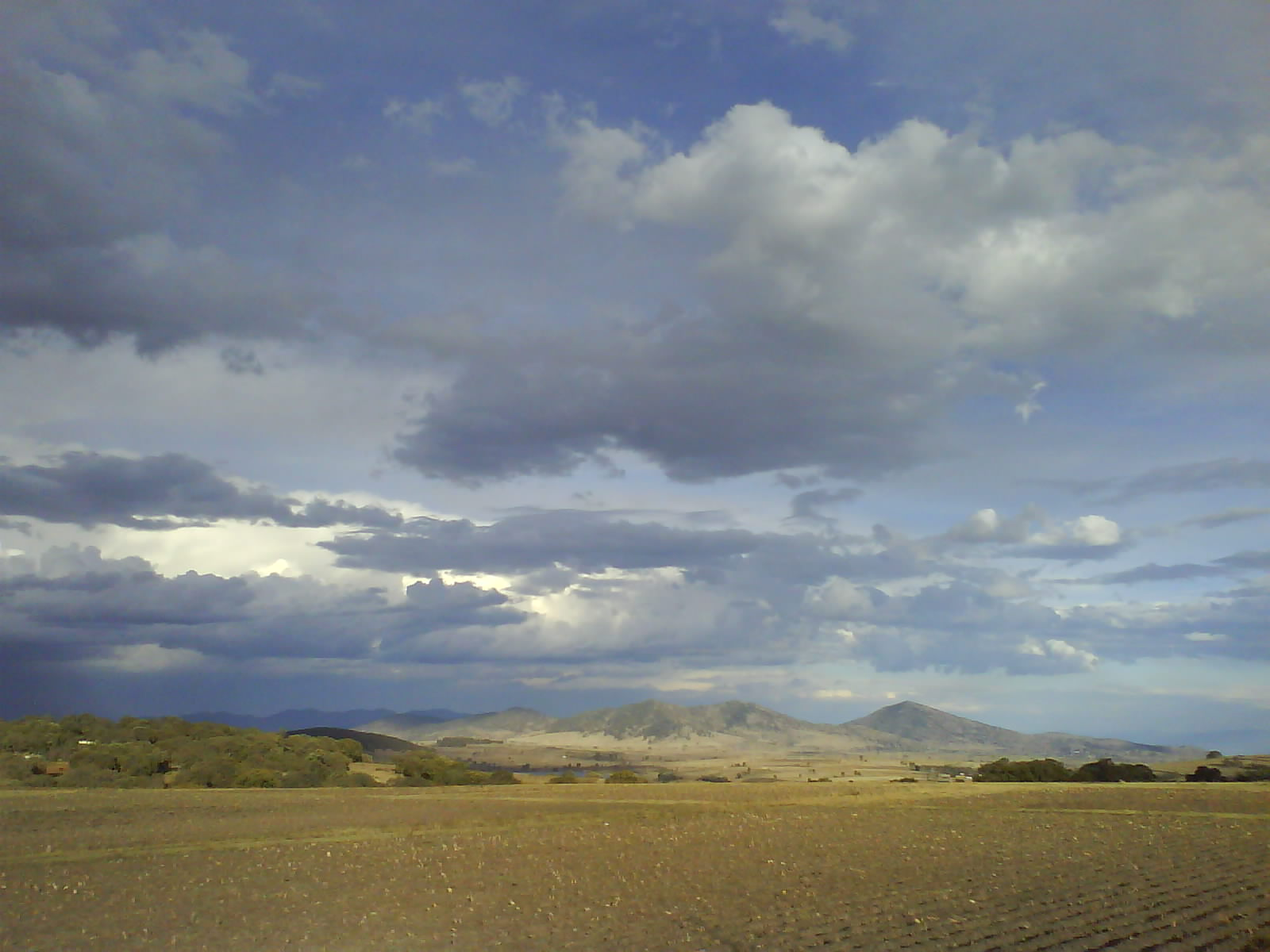
Llanos de Tula localizados al sur poniente del territorio.
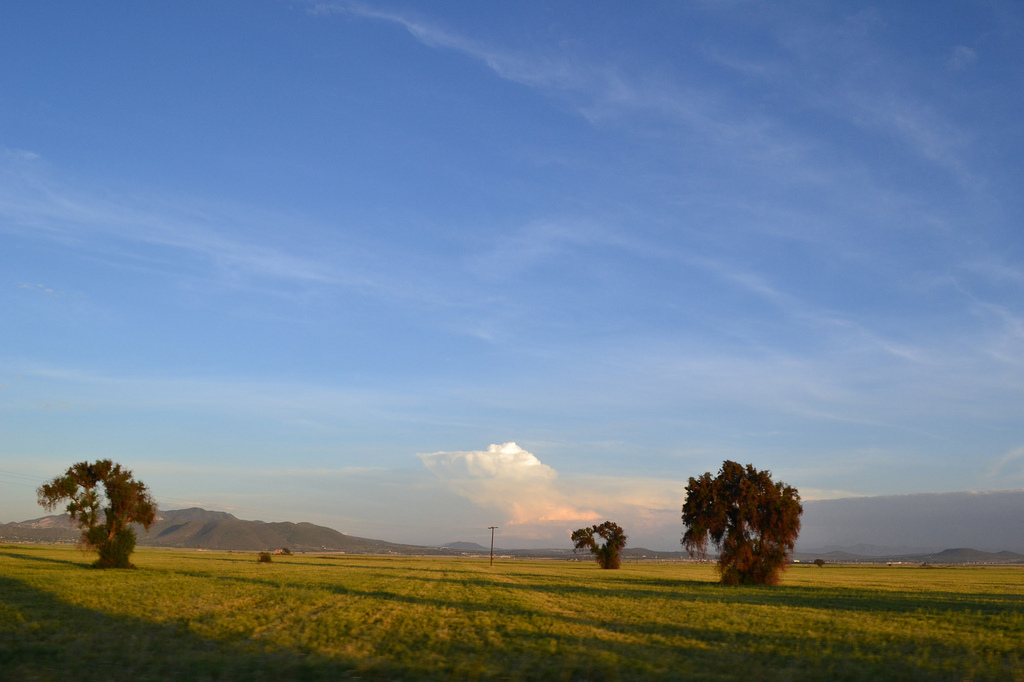
Valle de Pachuca-Tizayuca localizado al centro sur del territorio.
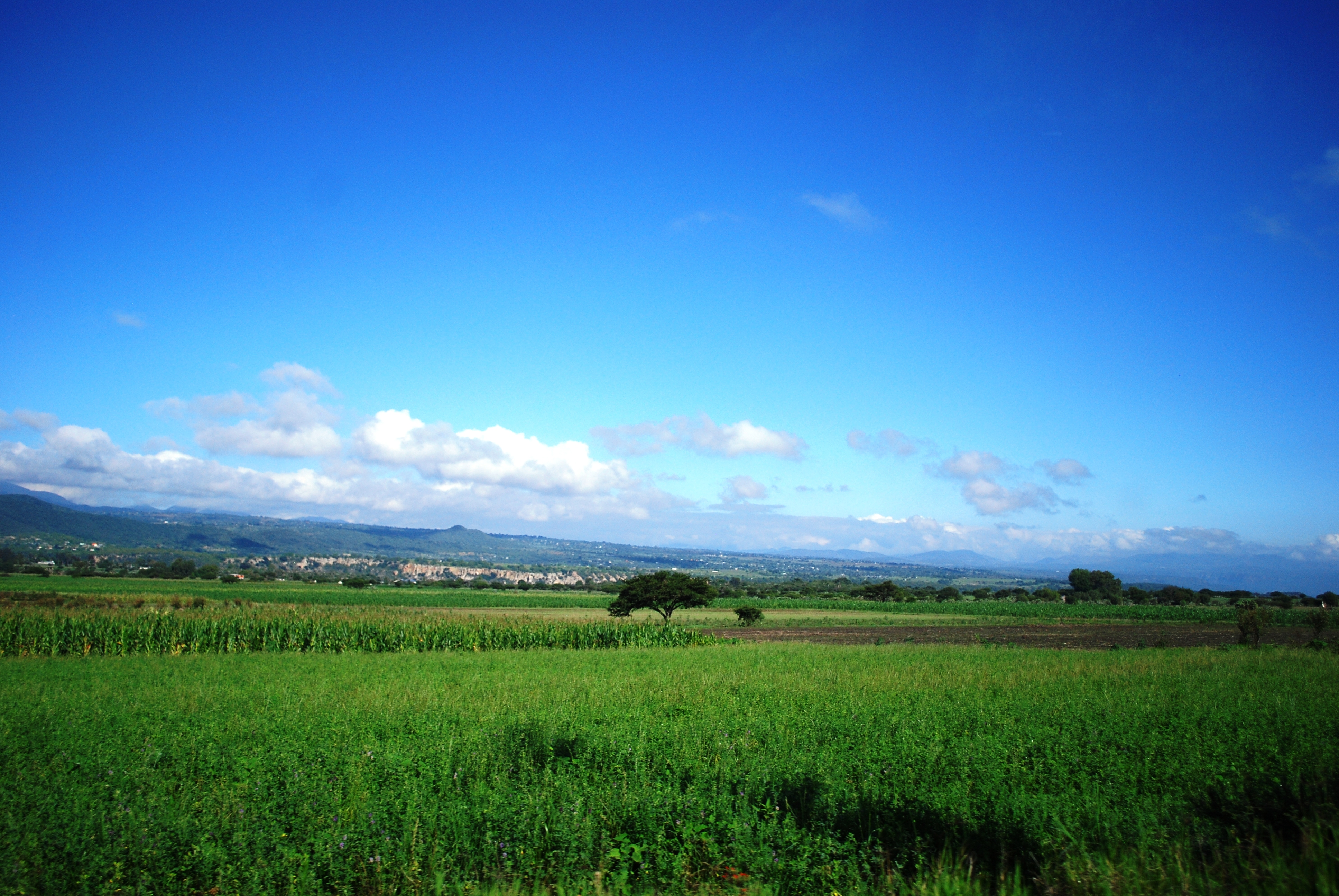
Valle de Tulancingo localizado al sureste del territorio.
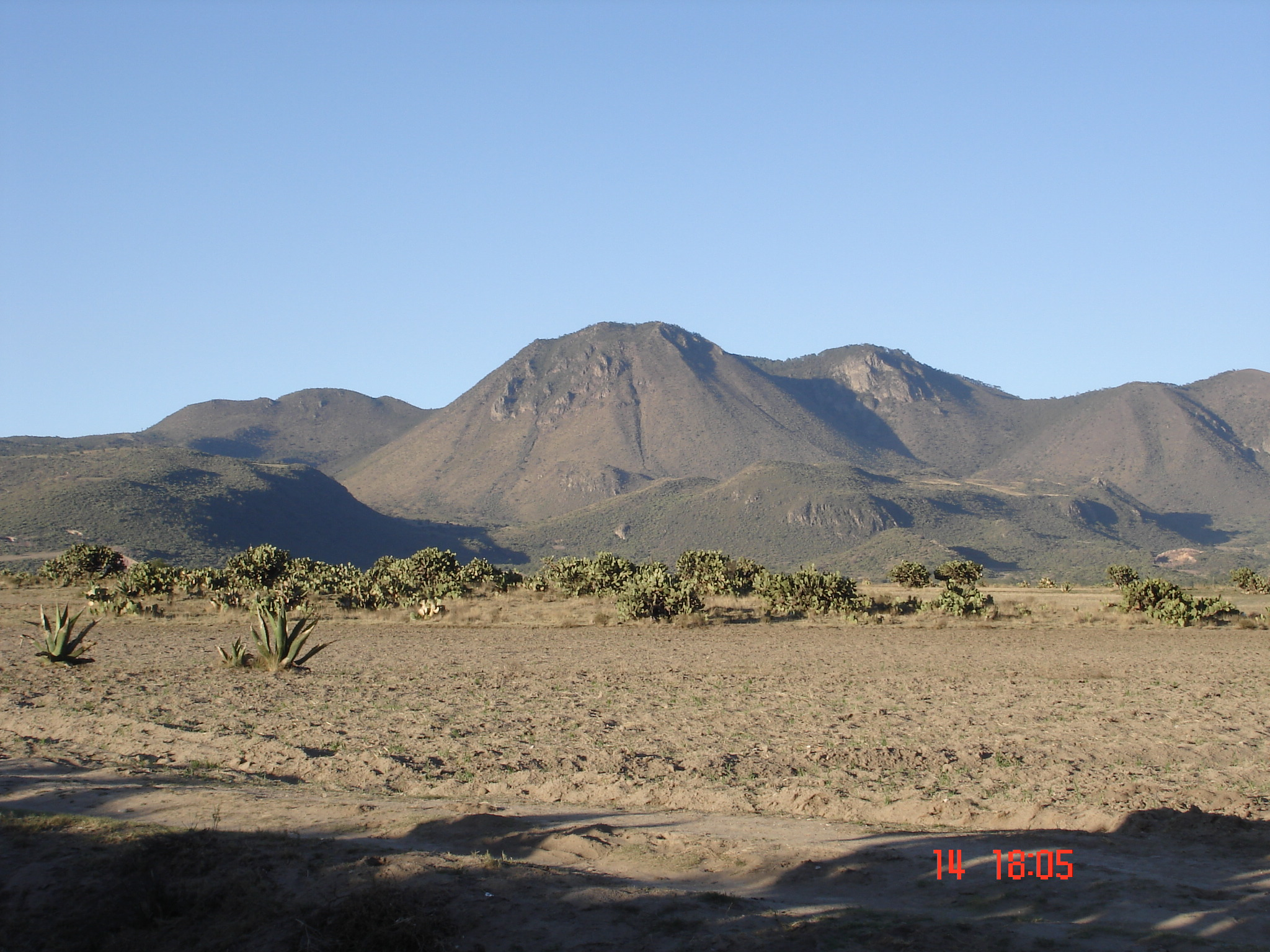
Sierra de Chichicuautla localizada al sureste del territorio.

### Hidrografía

Principales cuerpos de agua del estado de Hidalgo.

El estado de Hidalgo se encuentra comprendido casi en su totalidad dentro de la región hidrológica Pánuco con una superficie de 94.95 % del territorio estatal. Esta región hidrológica se encuentra completamente la cuenca del río Moctezuma. Solo una pequeña extensión de la porción oriental forma parte de la región hidrológica Tuxpan-Nautla, cobijando la sierra de Tenango y el extremo este, en inmediaciones del estado de Puebla. Las cuencas de esta región hidrológica son: río Tecolutla, río Cazones y río Tuxpan; con un total de tan solo el 5.05 % del territorio estatal.
Entre las principales corrientes de agua, destacan los ríos Tula, Amajac y Metztitlán. El río Tula tiene como principales afluentes los ríos, Tepeji, Rosas, Tlautla, Salto, Salado, Chicavasco y Alfajayucan; el río Tula, al unirse con el río San Juan toma el nombre de río Moctezuma, que sirve de límites con Querétaro, penetrando posteriormente a San Luis Potosí para formar el río Pánuco. El río Metztitlán, se origina en los límites con Puebla con los escurrimientos del cerro Tlachaloya. En su trayecto recibe primero el nombre de río Tulancingo, después río Venados y finalmente río Metztitlán, cuya afluencia da origen a la laguna de Metztitlán.
El río Amajac nace en la sierra de Pachuca, y sirve de límites entre Atotonilco el Grande y Actopan. Con el nombre de río de San Juan, pasa por los distritos de Jacala de Ledezma y Molango de Escamilla, recibe las aguas de la laguna de Metztitlán y se une al río Moctezuma fuera de los límites de la entidad. Con 317 km de longitud es la principal corriente de agua de la entidad. Las presas más importantes son: presa Zimapán donde confluyen los ríos San Juan y Tula; Requena y Endhó, sobre el río Tula; El Tejocotal, donde vierten sus aguas los ríos Huitzilin y Rincón, y Omiltémetl, alimentada por el río San Marcos; El Cedral, en Mineral del Chico; y San Antonio en Huasca de Ocampo.
En referencia a las aguas subterráneas la CONAGUA tiene delimitados veintiún acuíferos en la entidad: Zimapán, Orizatlán, Atotonilco-Jaltocán, Xochitlán–Huejutla, Atlapexco-Candelaria, Calabozo, Huichapan-Tecozautla, El Astillero, Chapantongo-Alfajayucan, Valle del Mezquital, Ajacuba, Ixmiquilpan, Actopan-Santiago de Anaya, Metiztitlán, Huasca-Zoquital, Tepeji del Río, Valle de Tulancingo, Acaxochitlán, Tecocomulco, Apan y Amajac. También en parte del territorio de Hidalgo se encuentran los acuíferos, Álamo-Tuxpan perteneciente al estado de Veracruz, y el Cuautitlán-Pachuca perteneciente al estado de México. De estos solo dos están sobreexplotados, los acuíferos Huichapan-Tecozautla y Valle de Tulancingo; así como el Cuautitlán-Pachuca entre los estados de Hidalgo y México.
Las principales lagunas del estado son Tecocomulco entre los municipios de Tepeapulco, Apan y Cuautepec de Hinojosa; Metztitlán entre los municipios de Eloxochitlán y Metztitlán; y Atezca en el municipio de Molango de Escamilla. La laguna de Tecocomulco es el cuerpo de agua más extenso de la entidad. En el estado destacan las grutas de Xoxafi en Santiago de Anaya, Tolantongo en Cardonal, Texcatete en Zacualtipán de Ángeles, Texcapa en Tepehuacán de Guerrero y Mecapala, Tecamachal y Villacastla en Molango de Escamilla. Los prismas basálticos de Santa María Regla son una formación rocosa de basalto sobre la que cae un pequeño salto de agua, son el resultado del enfriamiento de la lava hace varios millones de años.

Hidrografía del estado de Hidalgo.
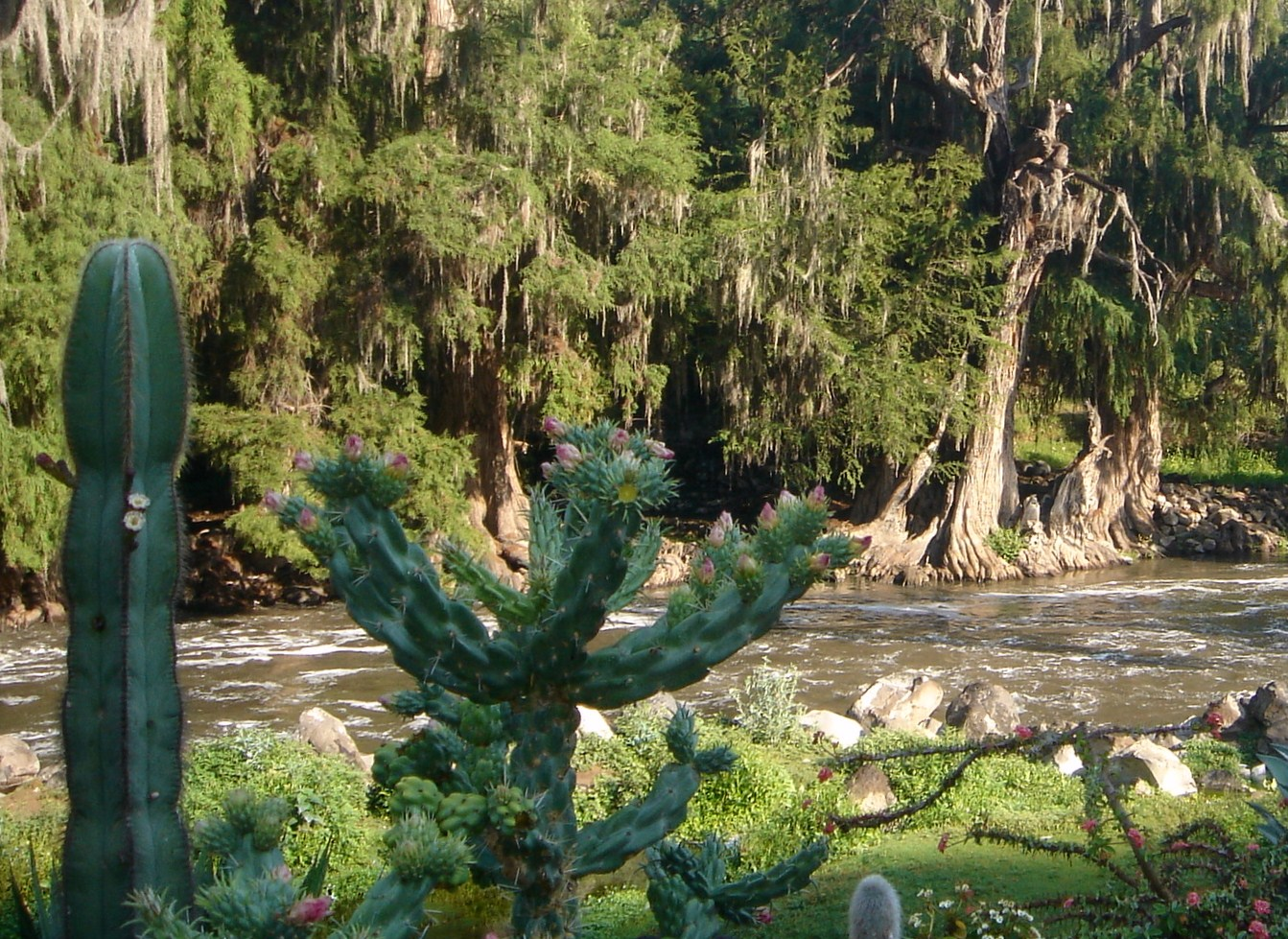
Río Tula en Mixquiahuala de Juárez.
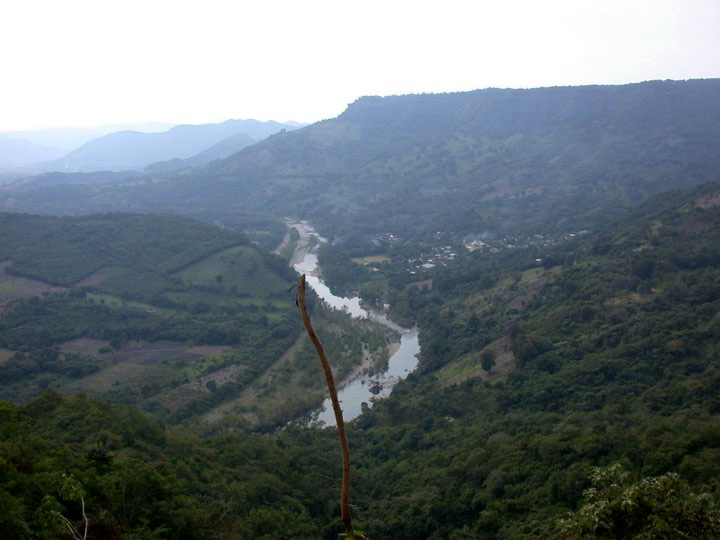
Río Calabozo en Huautla.
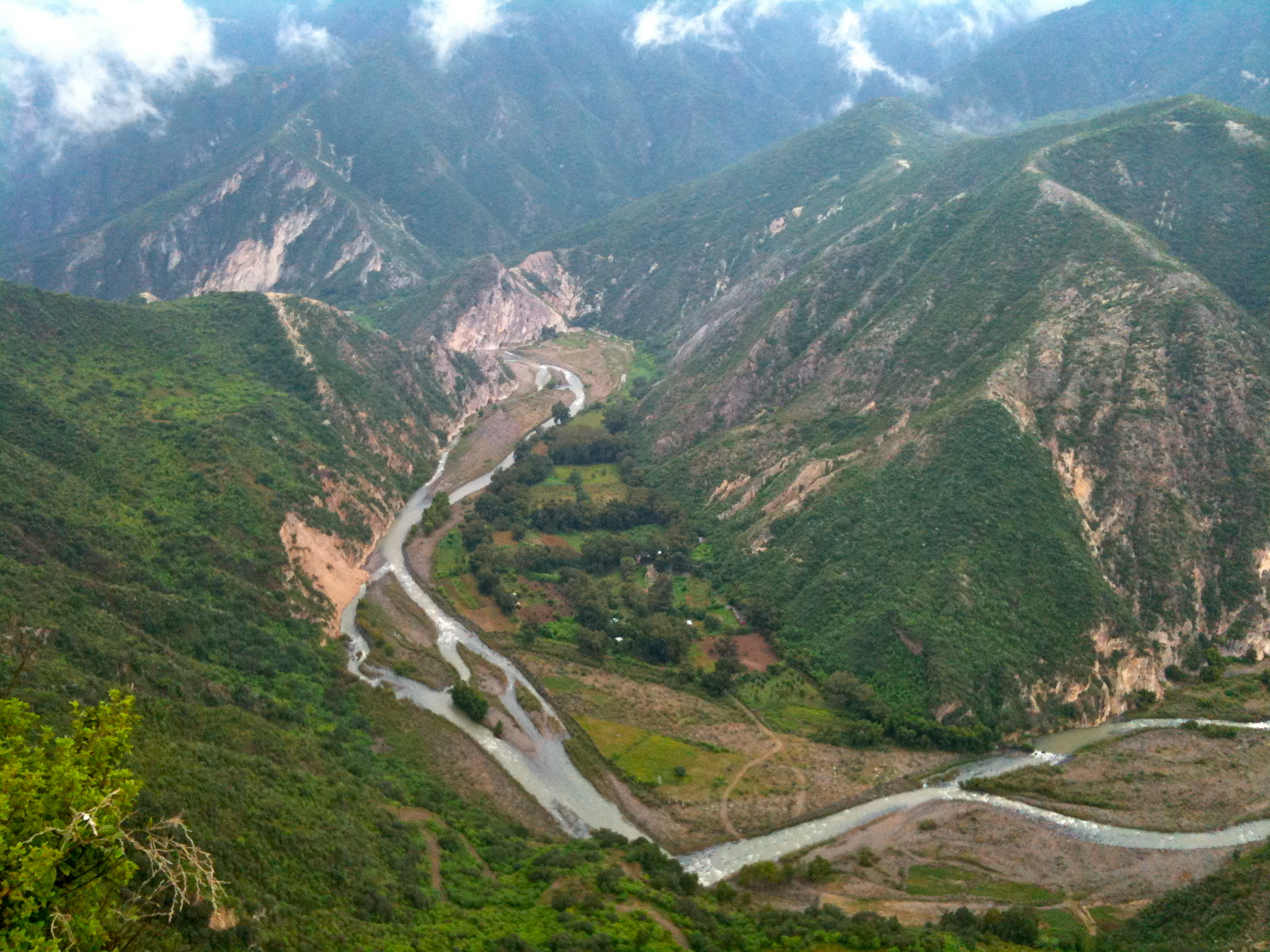
Río Metztitlán en Metztitlán.
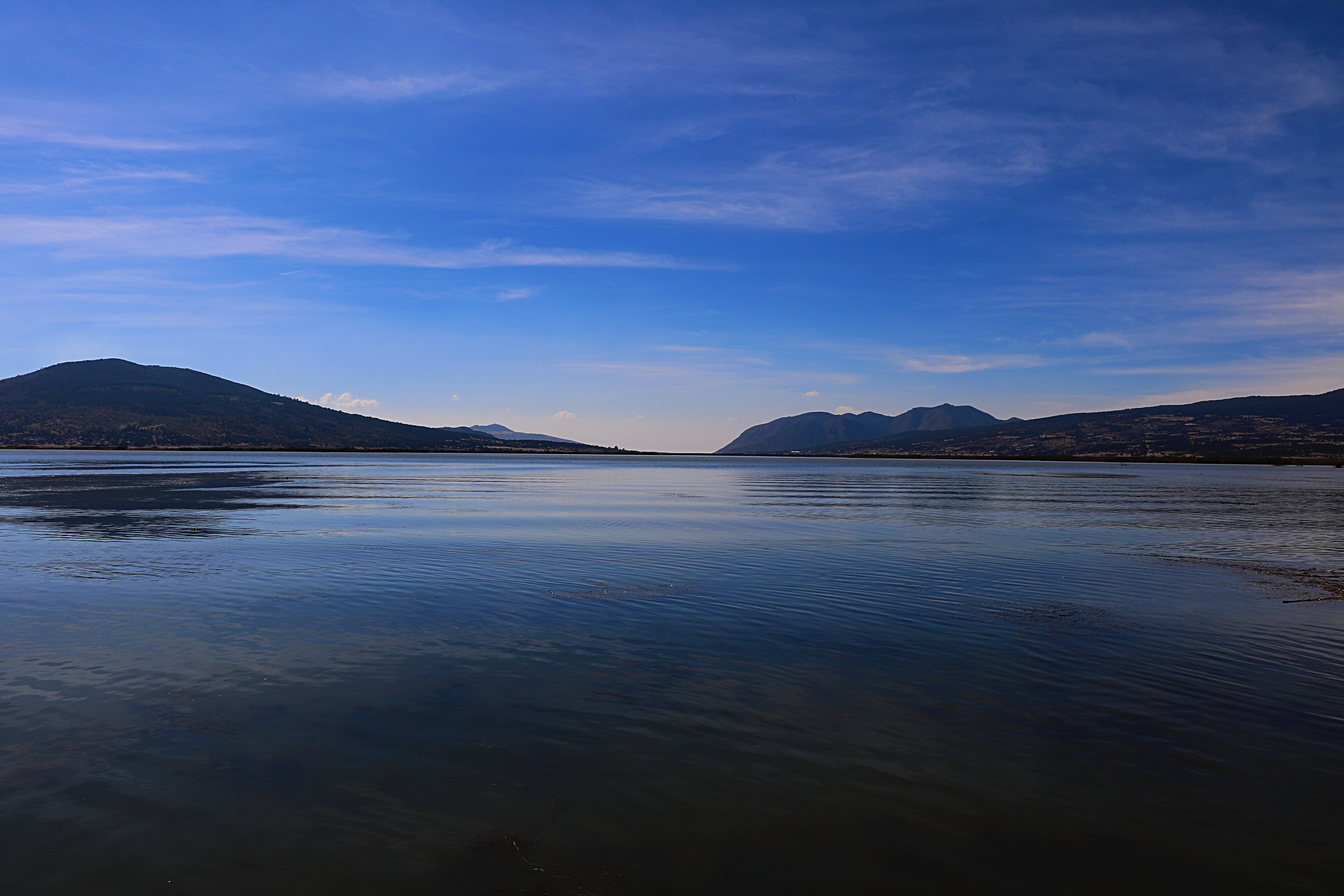
Laguna de Tecocomulco en Tepeapulco, Apan y Cuautepec de Hinojosa.
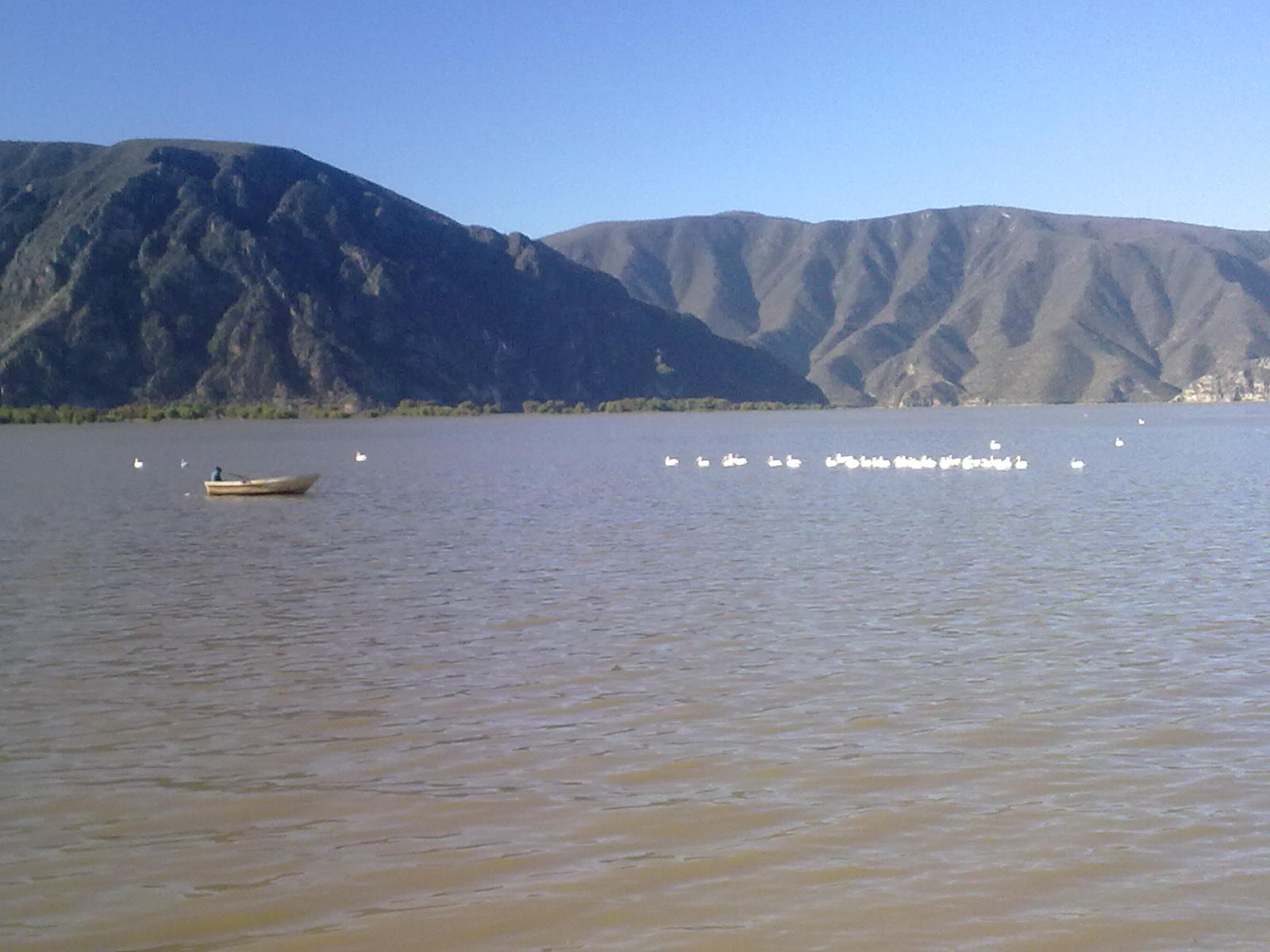
Laguna de Metztitlán en Eloxochitlán y Metztitlán.
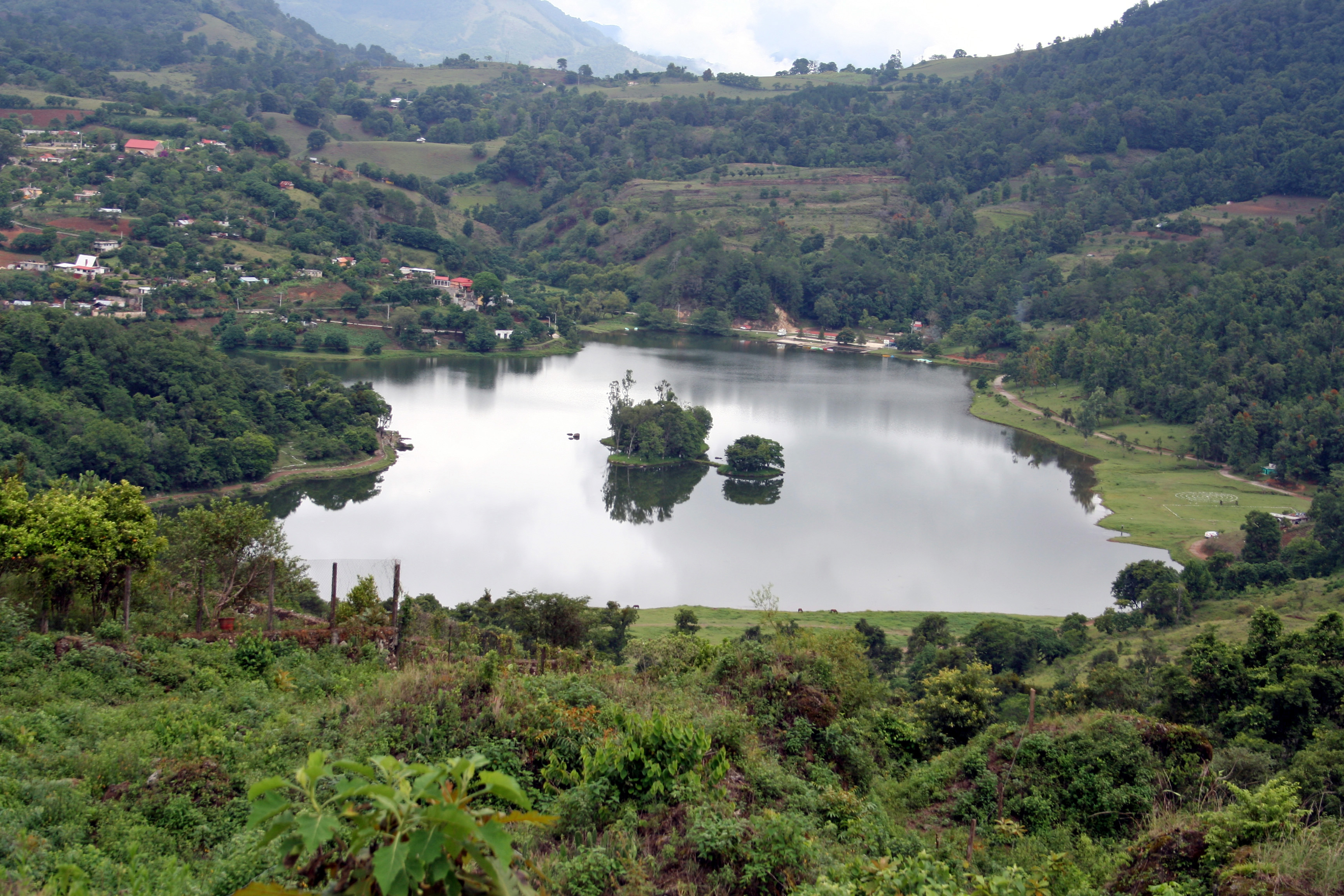
Laguna de Atezca en Molango de Escamilla.
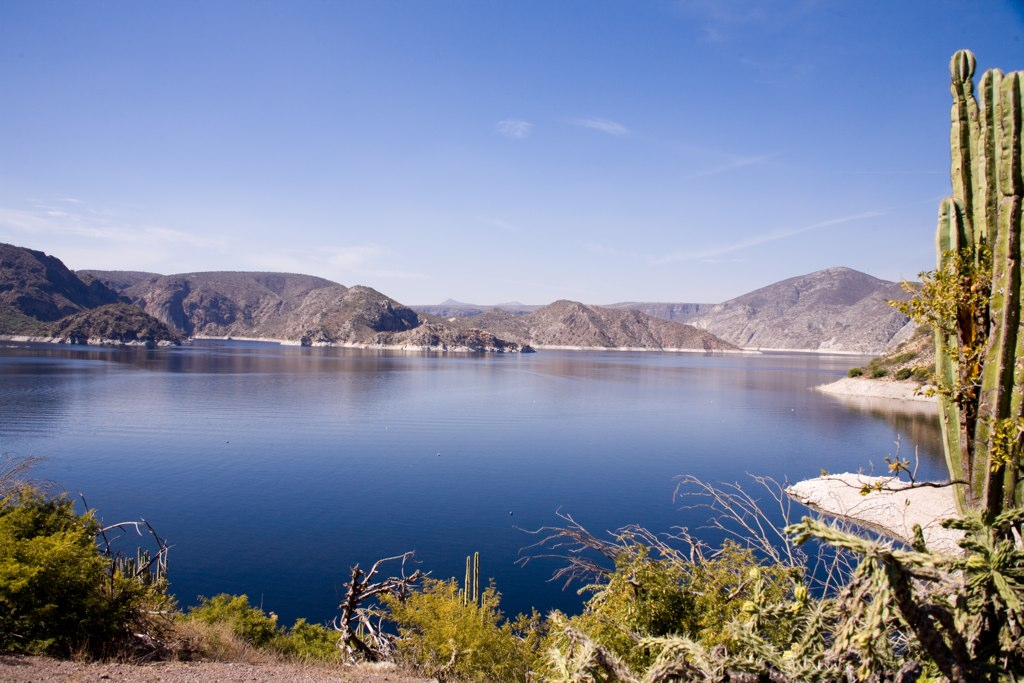
Presa Fernando Hiriart en Zimapán y Tecozautla.
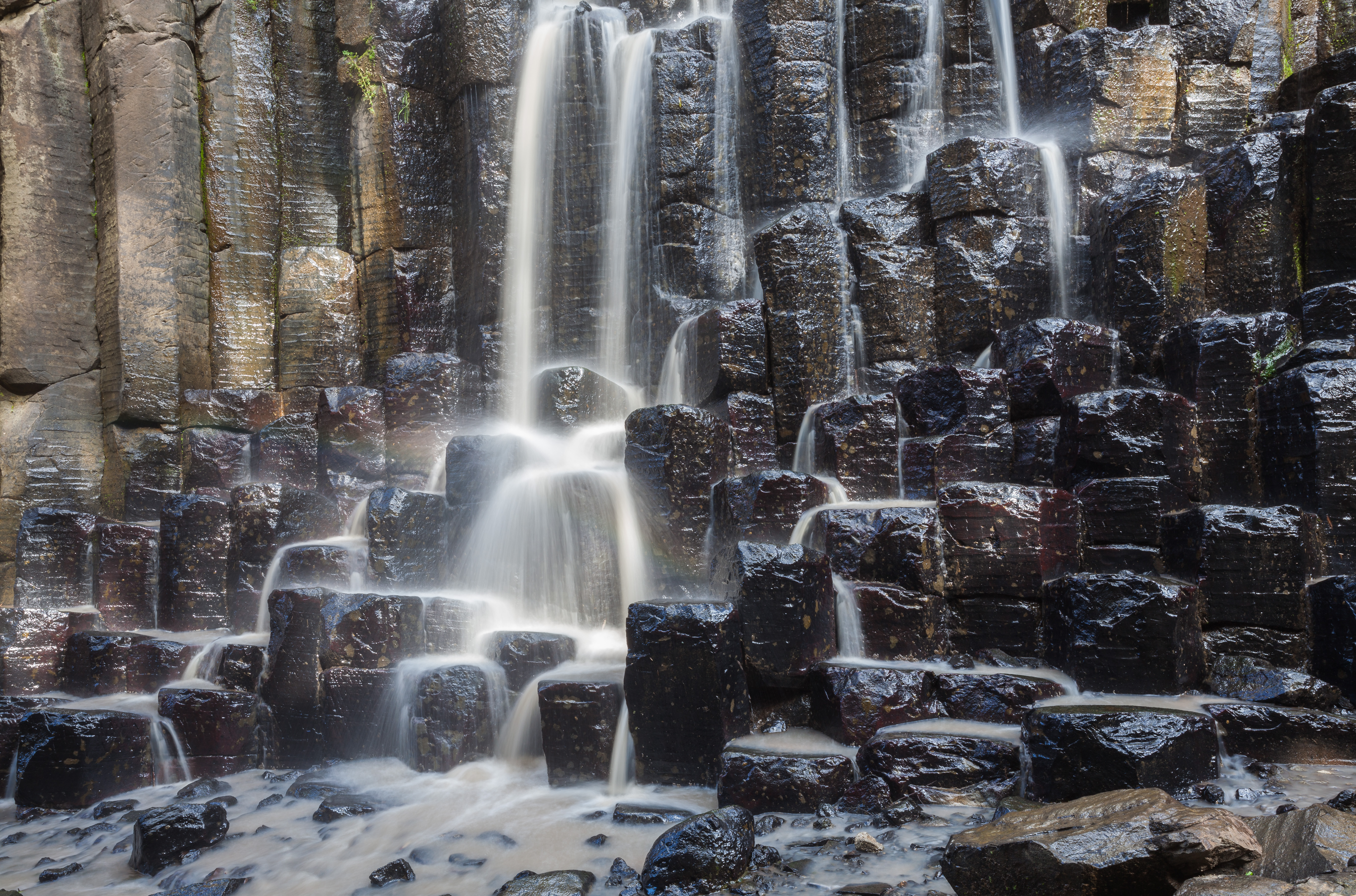
Prismas basálticos en Huasca de Ocampo.
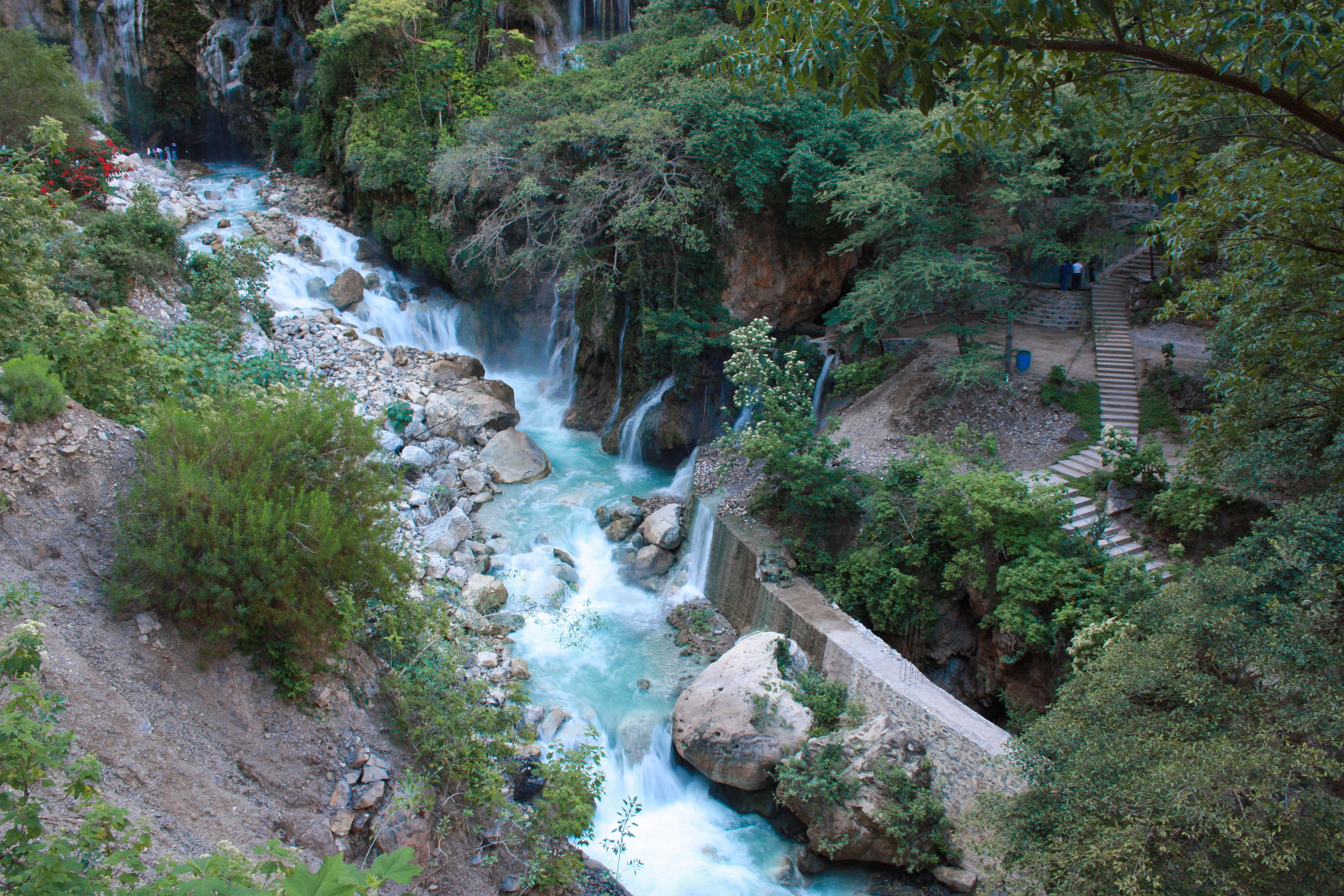
Río Tolantongo en Cardonal.
Presa San Antonio Regla en Huasca de Ocampo.
Presa El Cedral en Mineral del Chico.
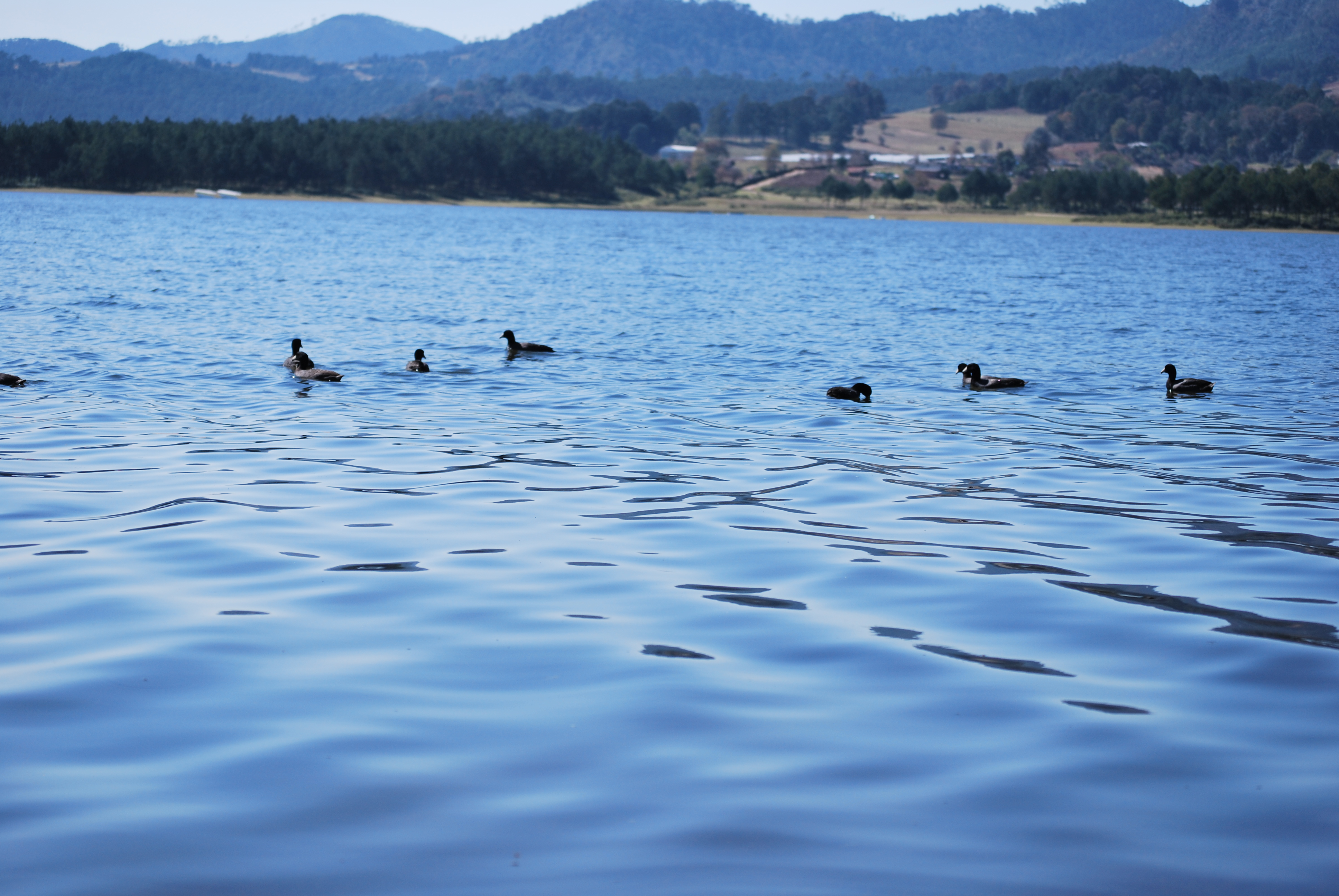
Presa El Tejocotal en el municipio de Acaxochitlán.

### Clima

Regiones climáticas del estado de Hidalgo:

Hidalgo cuenta con una temperatura media anual de 16 °C. La temperatura mínima promedio es de 4 °C; en la zona de la sierra, se han registrado temperaturas mínimas de -5 °C durante el día y hasta -10 °C durante la noche, durante los meses de diciembre y enero. El 24 de enero de 1906, se registró hasta -15 °C, en Pachuca. La temperatura máxima promedio es de 27 °C, y se presenta en abril y mayo; se han registrado temperaturas de hasta 44 °C durante abril y mayo, en la zona de la Huasteca. Entre abril y mayo de 2017, en Huejutla, se registraron un máximo histórico de temperaturas de hasta 50 °C.
Las lluvias se presentan en verano, en los meses de junio a septiembre, la precipitación media del estado es de 800 mm anuales. Hidalgo tiene regiones con lluvia de 2800 mm al año, que contrastan con la resequedad de algunas zonas, donde se registran escasos 250 mm. Debido a sus características geografías las nevadas son muy poco frecuentes, sin embargo, en las zonas montañosas se han llegado a registrar nevadas, aguanieve, y heladas. En el estado de Hidalgo se cuenta con cuarenta y cuatro municipios considerados como vulnerables para el frío.
En el territorio estatal el clima tropical [A] ocupa el 23.03 %. En términos generales los sublimas tropicales son: el cálido húmedo con lluvias todo el año [Af] con el 0.20 %; el cálido subhúmedo con lluvias en verano [A(w)] con el 0.84 %; el semicálido húmedo con lluvias todo el año [ACf] con el 13.31 %; el semicálido húmedo con abundantes lluvias en verano [ACm] con el 2.92 %; y el semicálido subhúmedo con lluvias en verano [ACw] con el 5.76 %. Estos se encuentran principalmente en la Huasteca Hidalguense.
El clima seco [B] ocupa el 38.57 % del territorio estatal. En términos generales los subclimas secos son: el semiseco muy cálido y cálido [BS1(h')] con el 0.17 %; el semiseco semicálido [BS1h] con el 4.92 %; el semiseco templado [BS1k] con el 29.65 %; y el seco semicálido [BSh] con el 3.83 %. Encontrados principalmente en el Valle del Mezquital.
El clima templado [C] ocupa el 38.40 % del territorio estatal. En términos generales los subclimas templados son: el templado húmedo con lluvias todo el año [C(f)] con el 3.35 %; el templado húmedo con abundantes lluvias en verano [C(m)] con el 2.70 %; el templado subhúmedo con lluvias en verano [C(w)] con el 31.42 %; y el semifrío subhúmedo con lluvias en verano [C(E)(w)] con el 0.93 %. Encontrados principalmente en las áreas de la Sierra Madre Oriental y Eje Neovolcánico que se ubican en Hidalgo.

### Ecología y medio ambiente

#### Flora y fauna

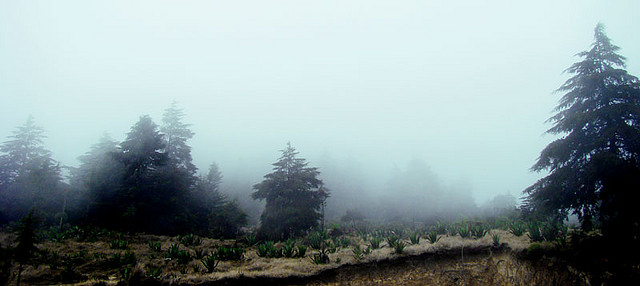
Bosque de Oyamel (Abies religiosa) en el parque estatal el Hiloche en Mineral del Monte.

El Estado de Hidalgo esta zonificado en cinco Unidades de Manejo Forestal (UMAFOR): UMAFOR 1301. Sierra y Huasteca, UMAFOR 1302. Zacualtipán-Molango, UMAFOR 1303. Pachuca-Tulancingo, UMAFOR 1304. Valle del Mezquital, y UMAFOR 1305. Jacala-Tlahuiltepa. La flora existente es de medio millón de hectáreas de matorrales de tipo desértico, pinos y encinos de la sierra. También tiene vegetación de selva con 50 hectáreas con árboles superiores a los 25 m de altura.
La vegetación que se puede encontrar en las sierras de Hidalgo está representada por abeto, pino, encino, oyamel y enebro; también hay copal, caoba, palo de rosa, ébano, framboyán, mezquite, cafeto, nopal, agave, lechuguilla y damiana. En el valle de Tulancingo se encuentran árboles frutales de tejocote, pera, membrillo y manzano. En la comarca Minera crecen, entre otras plantas, cactus, mezquite, maguey y nopal. En los llanos de Apan y la Cuenca de México existen nopales, yuca, mezquite y pirul. La vegetación del Valle del Mezquital está formada por huizache, ahuehuete, nogal, biznaga, pirul, cardón, garambullo y otras plantas de clima seco.
Entre la fauna más abundante de la zona destacan las siguientes aves, mamíferos y reptiles: garzas, cotorras, colibríes, tordos, búhos, zopilotes, gatos monteses, coyotes, zorrillos, conejos, liebres, lagartijas y serpientes de cascabel. Hacia el centro y en toda la parte norte y este del estado existen venados cola blanca, onzas y jaguares. En la sierra de la Huasteca la fauna típica está compuesta de tlacuaches, puercoespines, tigrillos, tejones, codornices y guajolotes. La existencia de un suelo árido y las escasas lluvias de temporal que se presentan en el Valle del Mezquital, propicia que se dé la presencia de coralillos, lagartijas, camaleones, arañas, ciempiés, escorpiones, grillos, chapulines, hormigas y pinacates.

Flora y fauna del estado de Hidalgo.
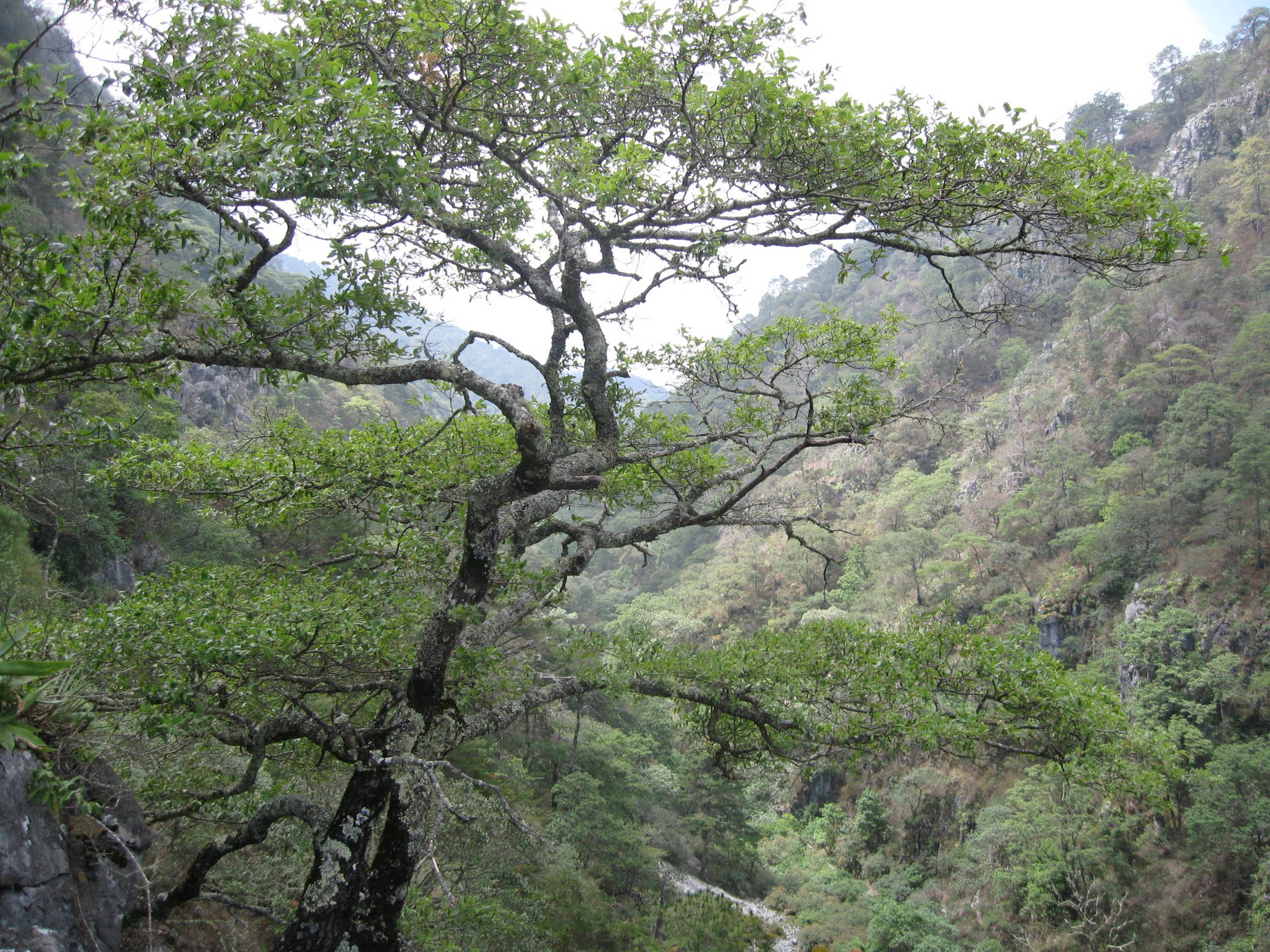
Encino (Quercus), en Zimapan.
Haya mexicana (Fagus mexicana), en Zacualtipán de Ángeles.
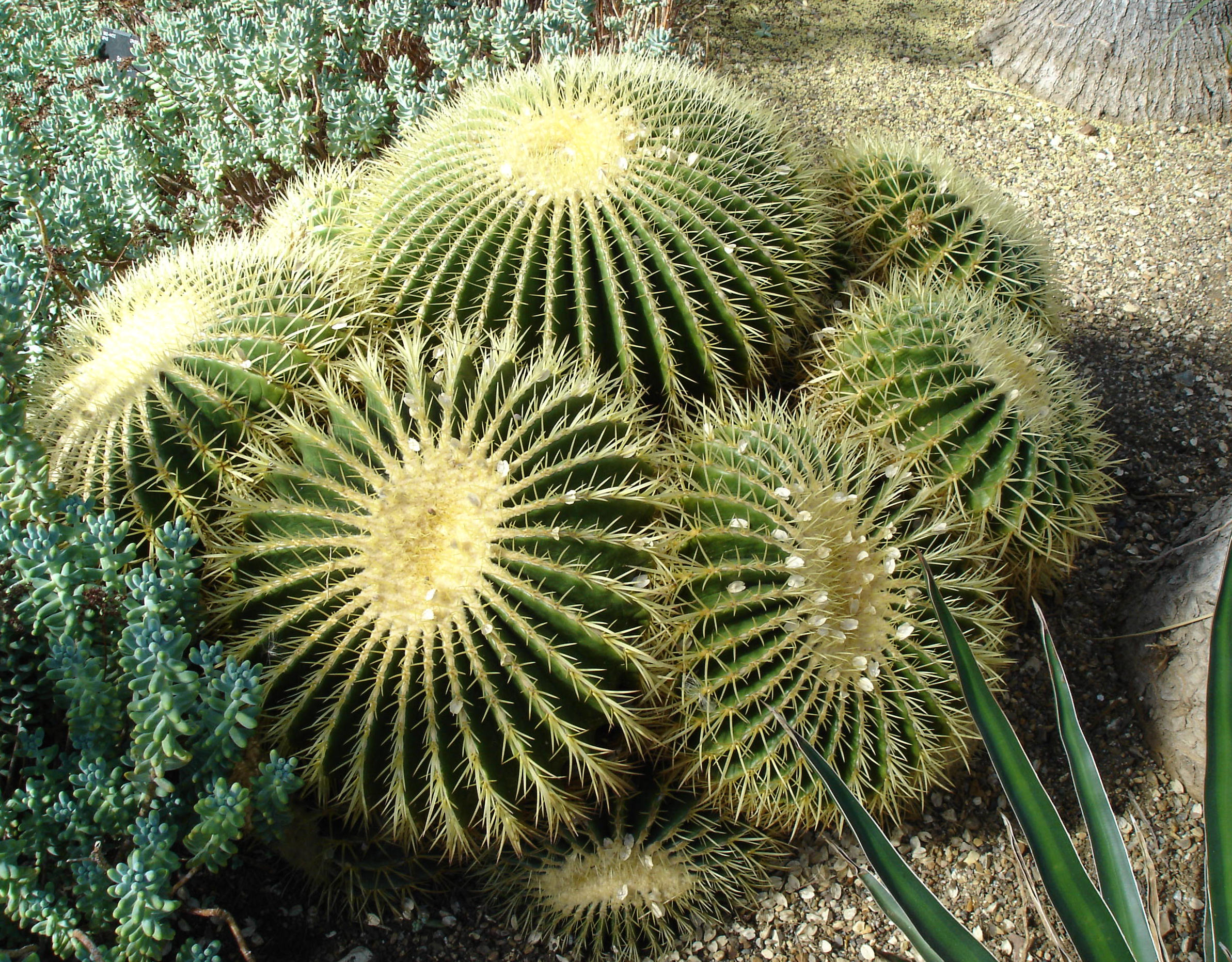
Biznaga (Kroenleinia grusonii), en Metztitlán.
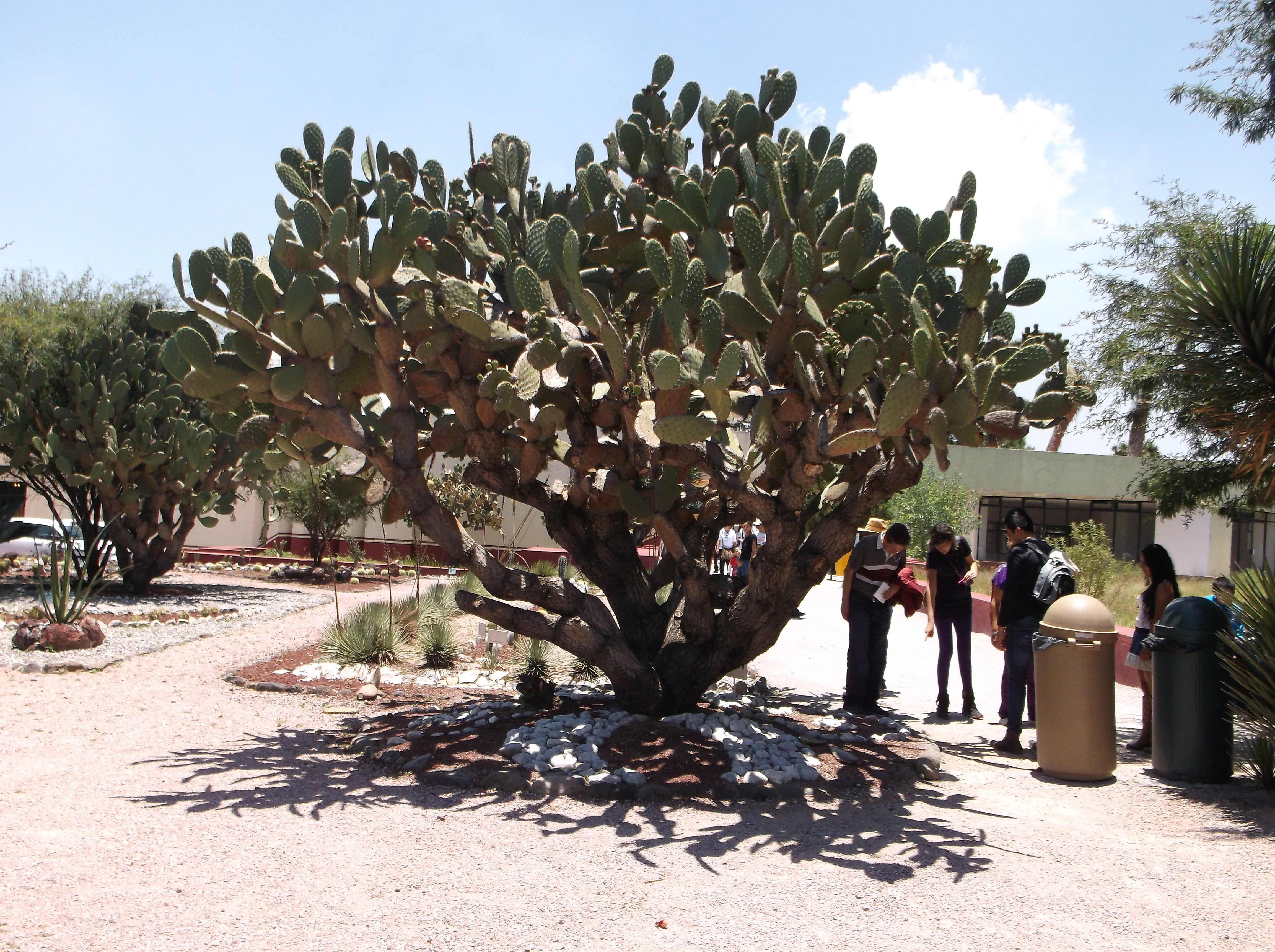
Nopal Serrano (Opuntia stenopetala), en Tula de Allende.
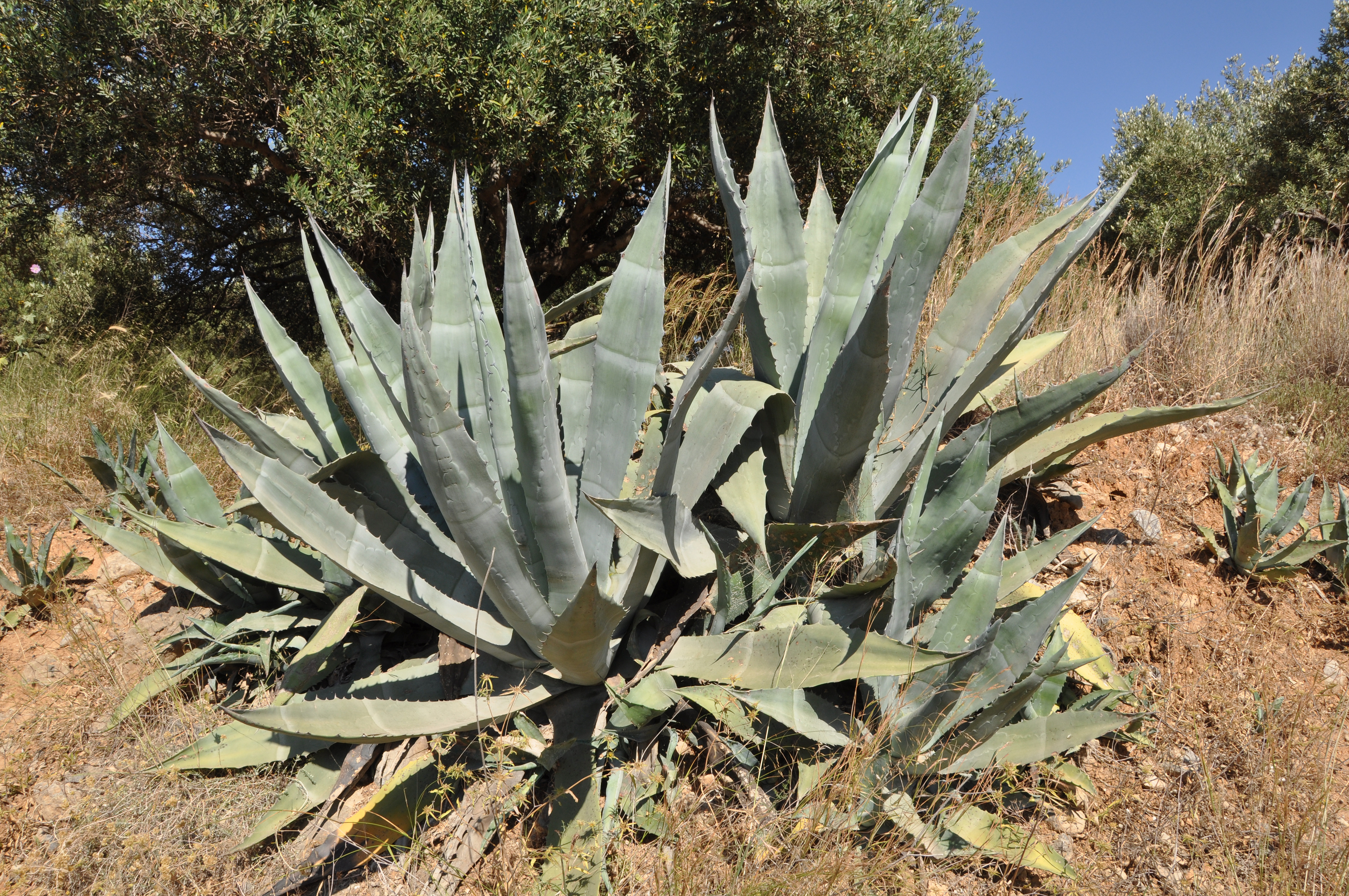
Maguey (Agave americana), en el Valle del Mezquital.
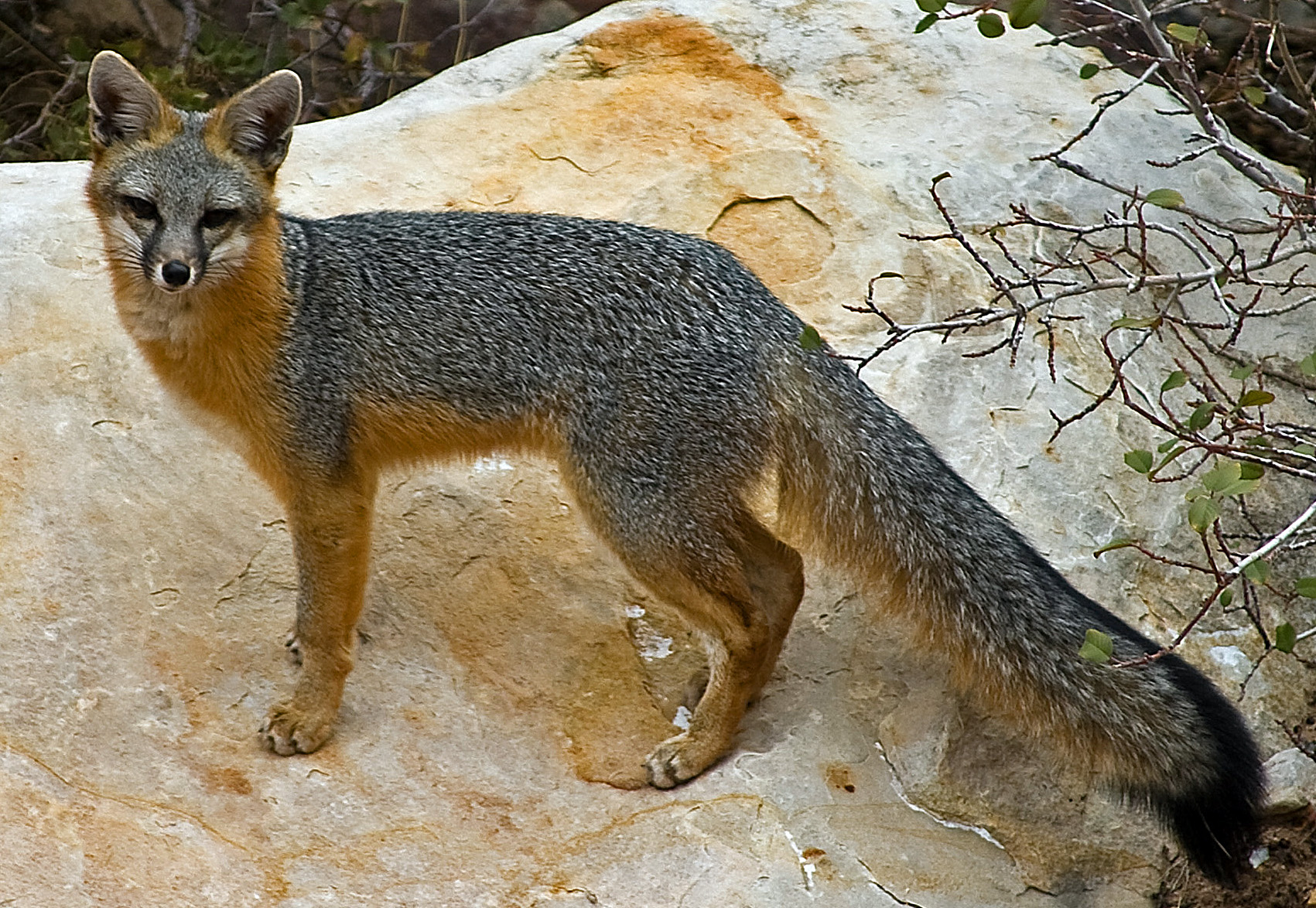
Zorro gris (Urocyon cinereoargenteus).
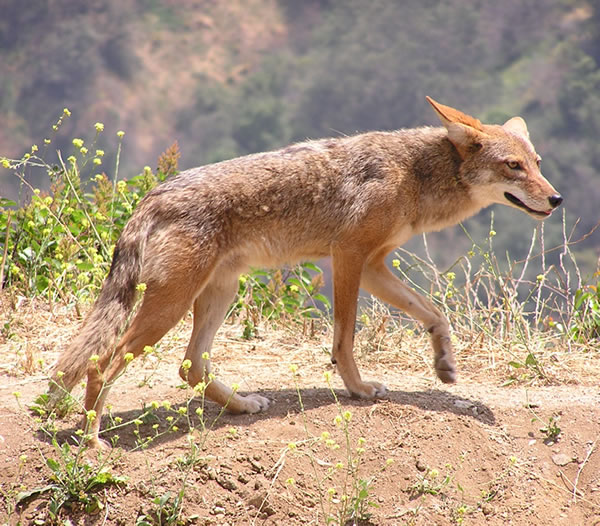
Coyote (Canis latrans).
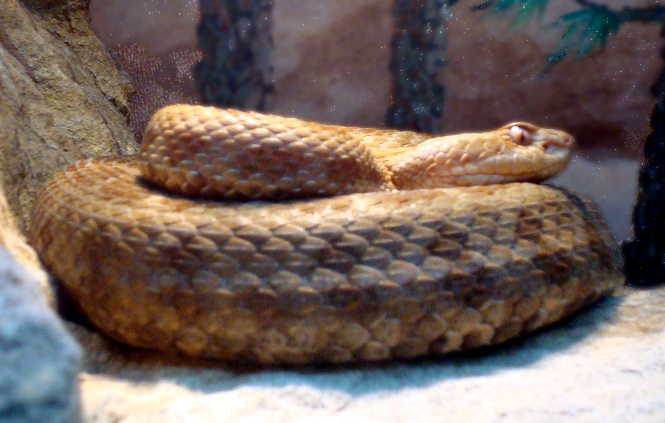
Cascabel de Querétaro (Crotalus aquilus).
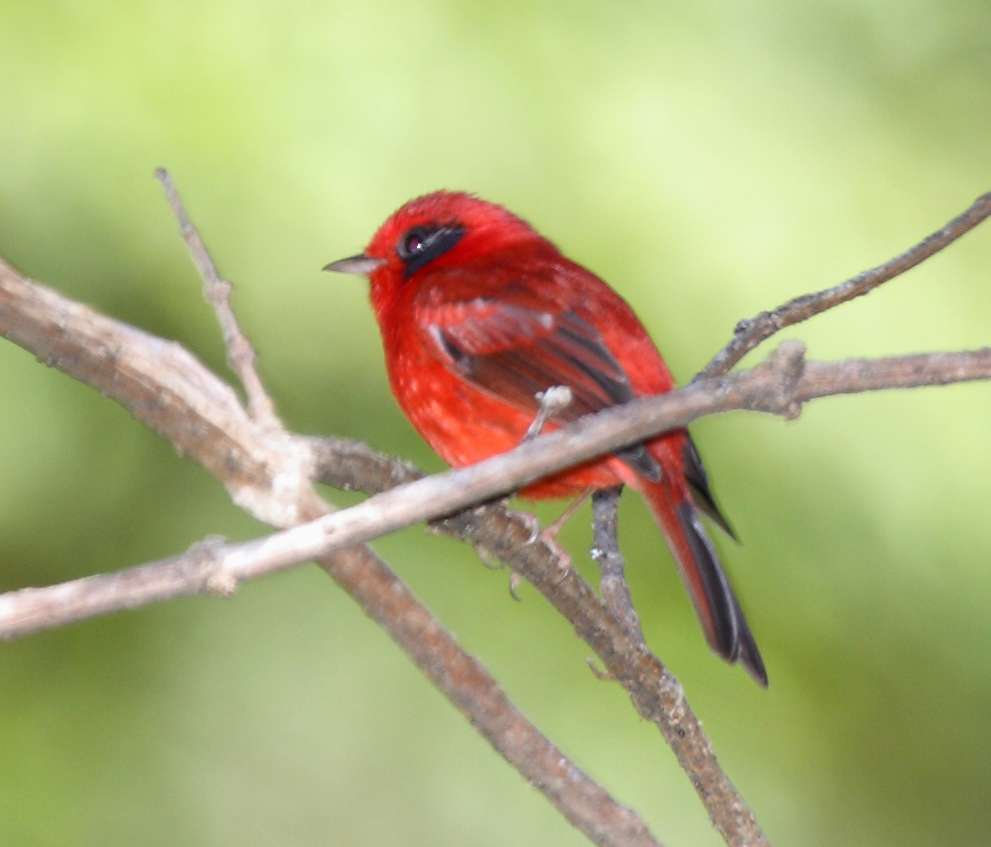
Chipe rojo (Cardellina rubra).

#### Áreas naturales protegidas

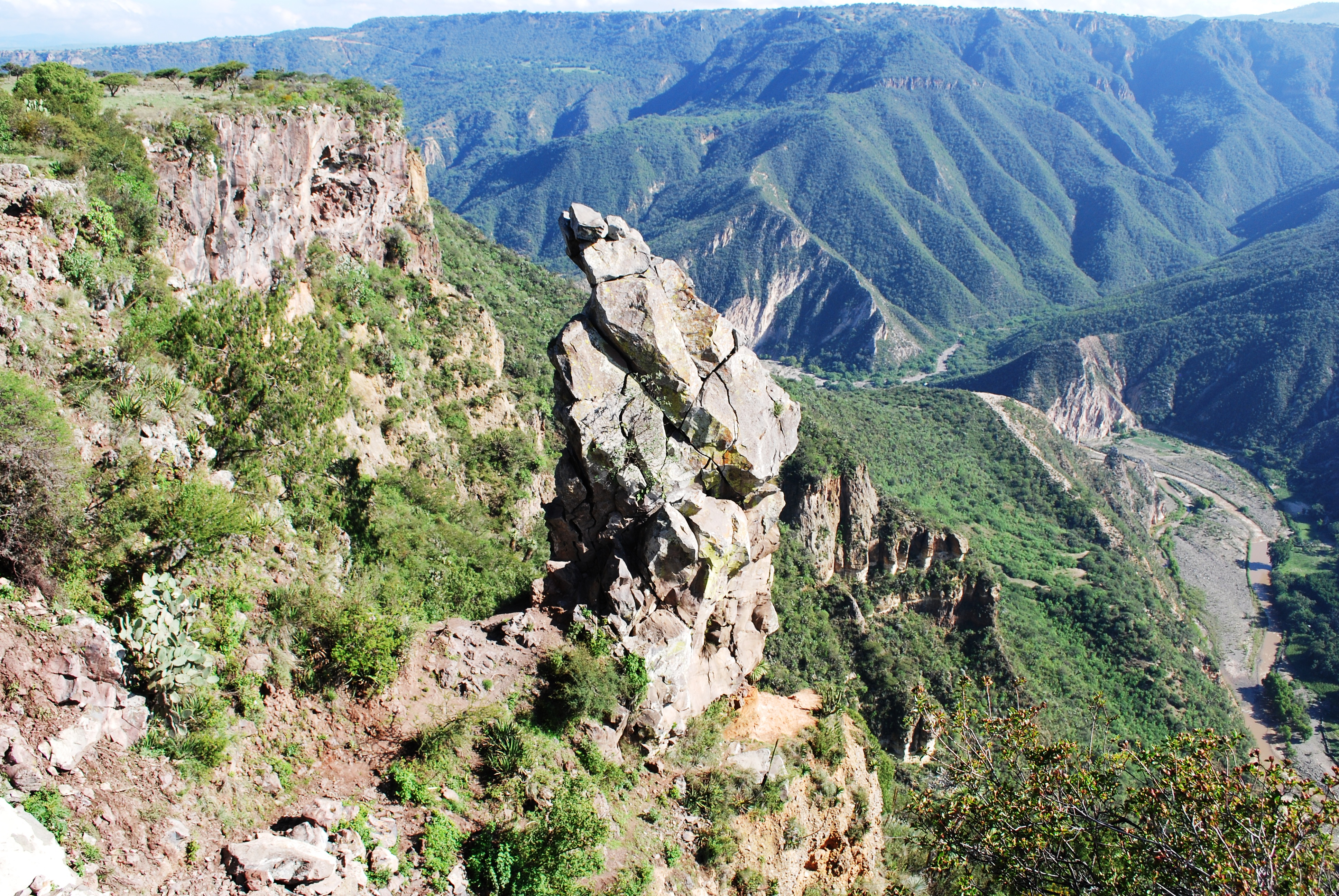
Barranca de Metztitlán sitio dentro de la Red Mundial de Reservas de la Biosfera.

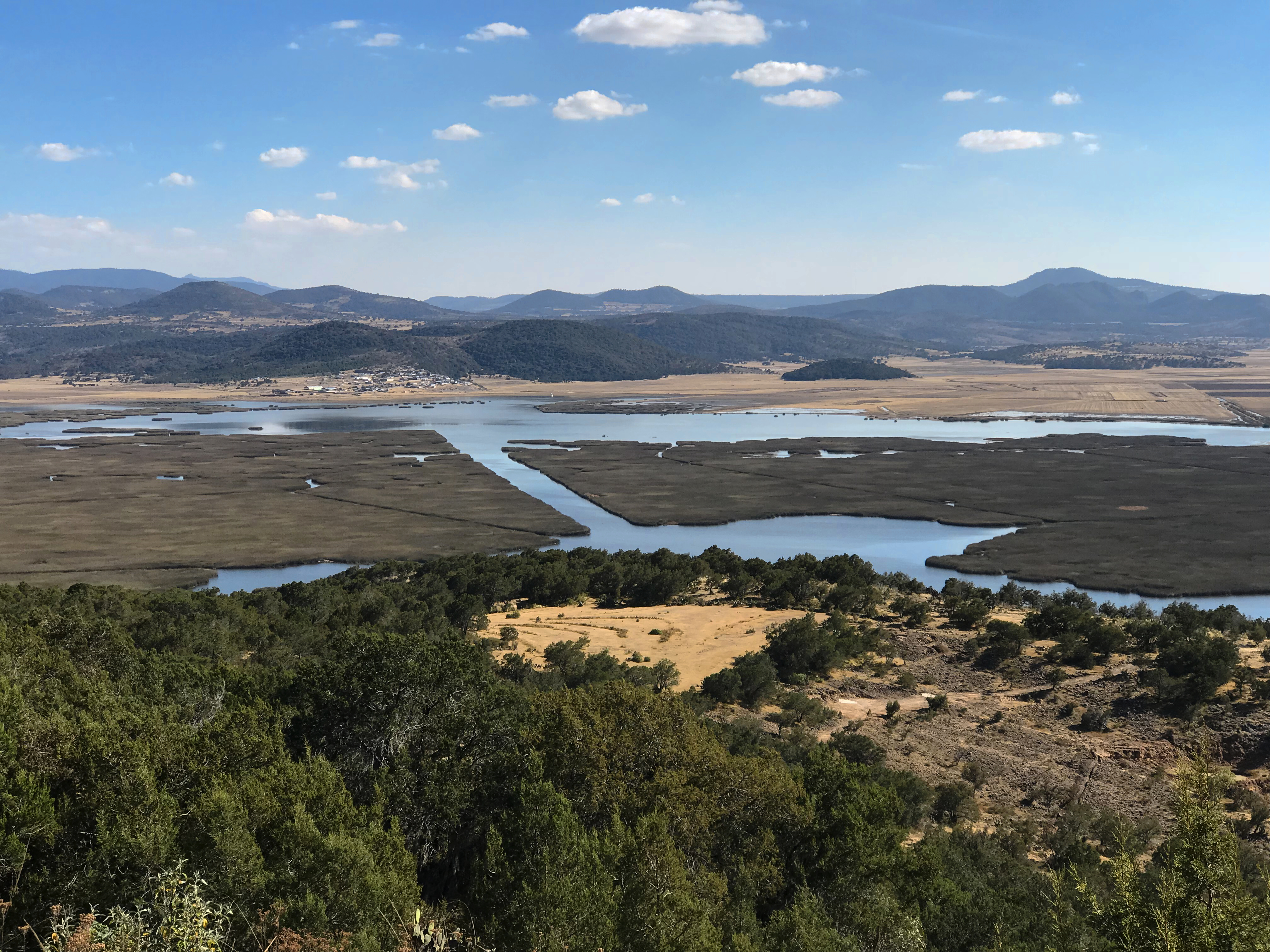
Laguna de Tecocomulco sitio decretado como Ramsar.

El estado de Hidalgo cuenta con cincuenta y ocho áreas naturales protegidas de competencia federal, estatal y municipal; las cuales cubren 156 950.68 hectáreas, que representan el 7.54 % de la extensión total territorial. Las áreas naturales protegidas de competencia federal corresponden a tres Parques nacionales, una reserva de la biosfera y una Área de Protección de Recursos Naturales, esta última se comparte con el estado de Puebla. En total las áreas naturales protegidas de competencia federal cubren 131 522.57 hectáreas. Por su parte, se cuenta con tres parques estatales, cuatro reservas estatales, y un corredor biológico, con 14 088.89 ha; además de cuarenta y cinco áreas de competencia municipales con 11 339.22 ha.
Además el estado de Hidalgo cuentan con tres sitios decretados dentro del Convenio de Ramsar: la Laguna de Tecocomulco, Laguna de Metztitlán y el Río Necaxa, esta última compartida con el estado de Puebla. También el 5 de mayo de 2017 la Unesco designó al Geoparque Comarca Minera dentro de la Red global de geoparques.
Cabe señalar que los sitios Ramsar y el Geoparque, no necesariamente representan un área protegida; de los sitio Ramsar solo Metztitlán y Necaxa, pertenecen a un área protegida, aunque solo una fracción de la superficie del área protegida corresponde al sitio Ramsar. La superficie designada al Geoparque Comarca Minera corresponde al total de los municipios que comprende, pero solo treinta y un geositios corresponden a un área núcleo; dentro de estos geositios se encuentran áreas protegidas de competencia federal, estatal y municipal, e incluso monumentos históricos declarados por el INAH.

#### Contaminación

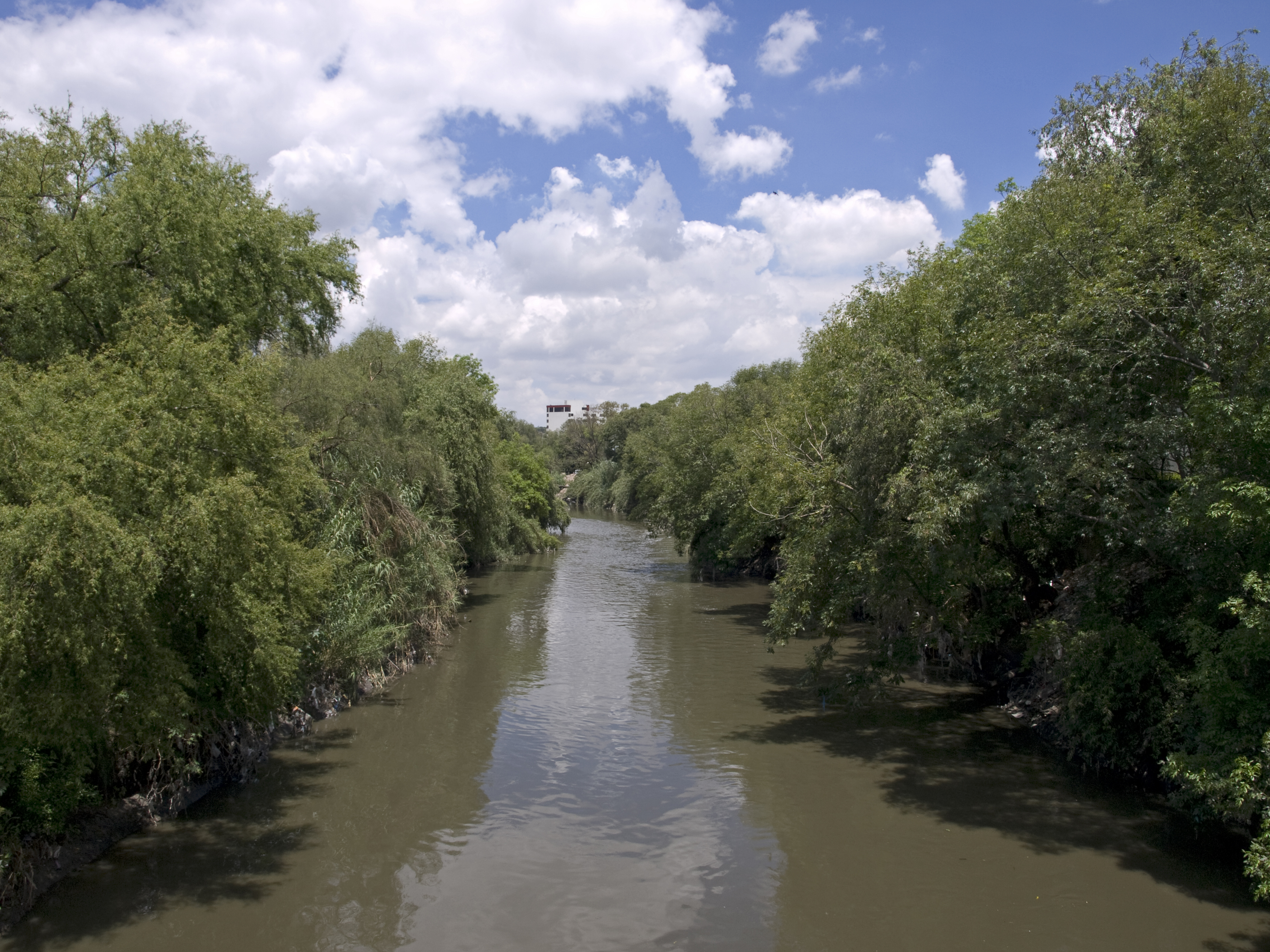
Río Tula uno de los más contaminados de la entidad, ya que la carga contaminante está compuesta por material orgánico, metales, bacterias y detergentes.

La contaminación del agua es muy alta debido a las zonas densamente pobladas y altamente industrializadas por las que pasan los ríos. La cuenca del río Tula es la más afectada por ser receptora de las aguas residuales provenientes de la Zona Metropolitana del Valle de México, de las cuales casi el 60 % es agua residual cruda y el 40 % restante es de agua pluvial. Los principales ríos que se encuentran contaminados son: Tula, Tepeji, Salado, El Salto y Alfajayucan.
Las plagas forestales representan un problema fitosanitario que se concentra básicamente en los bosques templados de pino y oyamel, principalmente por la falta de manejo de estas áreas forestales. Se tiene la presencia de descortezador de coníferas afectando bosques de pino piñonero en la región del Valle del Mezquital. Se estima que solo el 9.46 % de la superficie total de vocación forestal está bajo manejo técnico de algún tipo.
La explotación de los fundos mineros de Pachuca de Soto y Mineral del Monte generó durante 500 años más de ochenta millones de toneladas de lodos conocidos como jales la presencia de metales pesados reflejan la posible infiltración hacia los mantos acuíferos originando su contaminación y generan en algunas zonas el arrastre de partículas por medio del viento.
Las emisiones del estado de Hidalgo son, donde la contribución porcentual es de fuentes móviles con el 55 %, seguido de las fuentes de área con el 20 % de las emisiones, las fuentes fijas con un 17 % y las fuentes naturales (emisiones biogénicas) con el 8 %. El sector industrial es la fuente principal generadora de dióxido de azufre (SO2), contribuyendo con el 99 % de las emisiones. El sector transporte contribuye con el 90 % de las emisiones del monóxido de carbono. En cuanto a óxidos de nitrógeno son emitidos principalmente por el sector transporte con el 49 % seguido del sector industrial con el 42 %.
De acuerdo al Inventario Estatal de Emisiones las emisiones totales de gas de efecto invernadero (GEI) del estado de Hidalgo se calcularon mediante la metodología del ICCP 1996, resultando un total de emisiones de 32 783.38 Gg de CO2eq y una captura de 1134.20 Gg de CO2, por lo cual se estima una emisión neta de 31 373.05 Gg CO2eq. El CO2 emitido por la quema de combustibles en la categoría energía es la emisión más sobresaliente de todos los GEI. La fuente de mayor emisión es la termoeléctrica de Tula. La categoría energía también es responsable de la mayor emisión de SO2, debido principalmente a la quema de combustóleo de muchas industrias. La categoría procesos industriales ocupa el segundo lugar. En parte por las altas emisiones de COVDM y además por el CO2, debida principalmente a la fabricación de cemento, cal y mineral de manganeso. La categoría desechos ocupa el tercer lugar, debido especialmente a la emisión de metano.
Existen diez municipios en Hidalgo con problemas de contaminación ambiental: Pachuca de Soto, Mineral de la Reforma, Tizayuca, Tulancingo de Bravo, Tula de Allende, Tepeji del Río de Ocampo, Ixmiquilpan, Zimapán y Huejutla de Reyes.

## Política

### Gobierno

Palacio de gobierno del estado de Hidalgo.

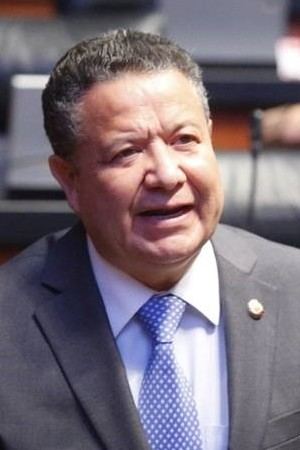
Julio Menchaca Salazar, Gobernador constitucional del Estado Libre y Soberano de Hidalgo para el periodo 2022-2028.

La ciudad de Pachuca de Soto es la sede de los poderes legislativo, ejecutivo y judicial por lo tanto es la capital del estado.
El poder ejecutivo está representado por el Gobernador constitucional del estado de Hidalgo, quien dura en su encargo seis años y nunca podrá ser reelecto. La elección del gobernador es directa, secreta, uninominal y por mayoría simple en todo el territorio del estado. El primer gobernador en el cargo fue Juan Crisóstomo Doria, quien estuvo en el cargo del 27 de enero al 27 de mayo de 1869. El gobernador actual en el cargo es Julio Menchaca Salazar; cuyo periodo inició el 5 de septiembre de 2022, y concluirá el 5 de septiembre de 2028.
El poder legislativo, se deposita en un órgano denominado Congreso del Estado Libre y Soberano de Hidalgo. El Congreso se compone de por 18 Diputados electos por votación directa y 12 Diputados electos por representación proporcional. La I Legislatura del Congreso de Hidalgo fue conformada del 16 de mayo de 1869 al 28 de febrero de 1870. La actual legislatura denominada LXVI Legislatura del Congreso de Hidalgo entró en funciones, para el periodo del 5 de septiembre de 2024 al 4 de septiembre de 2027.
El poder judicial se integra por los siguientes órganos a) Jurisdiccionales: el Tribunal Superior de Justicia y Juzgados del Fuero Común; el Tribunal de Justicia Administrativa; el Tribunal Laboral; y los funcionarios y auxiliares de la impartición de justicia. b) Administrativo: Un Consejo de la Judicatura. c) No Jurisdiccional: El Centro Estatal de Justicia Alternativa, con autonomía técnica y vinculado administrativamente al Consejo de la Judicatura.
El Tribunal Superior de Justicia se integrará cuando menos por catorce Magistrados o Magistradas, aprobados por el Congreso del estado de Hidalgo. El Tribunal de Justicia Administrativa del Estado de Hidalgo, es un órgano de control de legalidad, con plena autonomía para dictar sus resoluciones e imperio para hacerlas cumplir. Los juzgados de Primera Instancia del Tribunal Superior de Justicia del Estado de Hidalgo son sesenta y nueve: catorce en materia penal, ocho mixtos, dos en materia mercantil, tres en materia familiar, cuatro en materia civil, quince juzgados civiles y familiares, uno especializado en justicia para adolescentes, cinco juzgados de ejecución y diecisiete juzgados penales acusatorios.
Además de un Centro Estatal de Justicia Alternativa creado el 23 de abril de 2007, en este se lleva a cabo procesos de mediación y conciliación, donde un tercero neutral e imparcial, sirve de puente de comunicación entre los interesados. Cuenta con cinco regionales ubicados en los distritos judiciales de Tulancingo de Bravo, Tula de Allende Huejutla de Reyes, Tenango de Doria e Ixmiquilpan.

### División político-administrativa

#### Municipios
División municipal

Mapa del estado de Hidalgo dividido en los ochenta y cuatro municipios.

La historia de la división territorial, se origina en el periodo de dominación española, el que a su vez encuentra su antecedente en las concentraciones poblacionales del México prehispánico. A fin de premiar a los españoles que participaron en la conquista, se estableció un sistema de reparto de beneficios que se llamó encomienda. La encomienda fue objeto de críticas, así como de sucesivas normas que reglamentaban y limitaban su existencia. Entró en decadencia a partir de las Leyes Nuevas de 1542, aunque subsistió por algún tiempo en algunas regiones.
Dentro de la organización territorial en Hidalgo le corresponden las Provincias menores de Metztitlan, Pánuco, Texcoco, y Jiotepec dentro del marco de la provincia mayor de México. Hidalgo quedó dividido en nueve Alcaldías Mayores: Zimapán, Huichapan, Ixmiquilpan, Tula, Actopan, Pachuca, Zempoala, Metztitlán y Yahualica, y cinco Corregimientos que eran los de Tepeapulco, Atitalaquia, Tulancingo, Mixquiahuala y Huejutla.
Esta división no constituyó la base de la administración regional. Se aprovechó la estructura de los pueblos indígenas, así en cada pueblo o señorío se fue adaptando un "Cabildo de Indios", el cacique indio se convirtió en un gobernador y se creó la figura de un juez o alcalde indígena. Las bases de esta organización fueron las "cabezas" y los "sujetos". La "Cabeza" era el lugar de residencia del gobernador indígena y su cabildo, y el "Sujeto" a las poblaciones que estaban alejadas, pero estaban ligadas a ella. Entre los pueblo de indios se encuentran Zimapán, Actopan, Huichapan, Tula, Tulancingo, Pachuca, y Zempoala.
La primera Constitución mexicana de 1824, a partir de la que, se erigen los primeros estados divididos a su vez en municipalidades gobernadas por un ayuntamiento. Esta categoría fue respetada en la Constitución de 1857. Durante la Intervención francesa en México para organizar al ejército mexicano el 7 de junio de 1862 el presidente de México Benito Juárez decreta la división del estado de México en tres distritos militares, el segundo formado por los territorios que integran al estado de Hidalgo, para el que designó como capital a Actopan.
La falta de infraestructura para alojar a las autoridades de esa localidad, obligó a cambiar la sede a Pachuca. La estructura de los Distritos Militares, operó hasta el 3 de marzo de 1865, fecha en la que el emperador Maximiliano de Habsburgo decretó una nueva organización territorial, se establecieron cincuenta departamentos, dos de ellos, comprendieron el estado de Hidalgo, los de Tula y Tulancingo.
Concluido el Segundo Imperio Mexicano y restaurada la República, tras la erección del estado en 1869, quedó comprendido en los distritos de Actopan, Apan, Huejutla, Huichapan, Pachuca, Tula, Tulancingo, Ixmiquilpan, Zacualtipán y Zimapán. Es la Constitución Política de los Estados Unidos Mexicanos de 1917, la que otorga al municipio plena libertad jurídica. El 8 de enero de 1970 se erige el municipio de Progreso de Obregón, el último municipio en ser creado.
En la historia del estado dos municipios han sido suprimidos. El 8 de agosto de 1865 se consigna Achiotepec como municipio, suprimido el 4 de mayo de 1902 integrándose a Tulancingo de Bravo. El 13 de mayo de 1924 se erige el municipio de Santa María Nativitas, suprimido el 9 de marzo de 1925 integrándose a Tenango de Doria.
Gobierno municipal
Los presidentes municipales de Hidalgo para el periodo 2024-2027 fueron elegidos mediante el voto popular en las elecciones estatales realizadas el 2 de junio de 2024. Iniciaron su mandato el 5 de septiembre de 2024 y por ley concluirán su mandato el 4 de septiembre de 2027.

#### Distritos
Distritos electorales
En el estado de Hidalgo se tienen siete distritos electorales federales. La distritacción vigente fue el aprobada en 2022 por el Instituto Nacional Electoral. Los Distritos electorales federales de Hidalgo son: Distrito 1 Huejutla, Distrito 2 Ixmiquilpan, Distrito 3 Actopan, Distrito 4 Tulancingo, Distrito 5 Tula, Distrito 6 Pachuca, y el Distrito 7 Tepeapulco.
| Distrito | Cabecera                              | Municipios | Mapa |
| -------- | ------------------------------------- | ---------- | ---- |
| 1        | Huejutla                              | 18         |      |
| 2        | Ixmiquilpan                           | 18         |      |
| 3        | Actopan                               | 12         |      |
| 4        | Tulancingo                            | 10         |      |
| 5        | El Llano 1° Sección (Tula de Allende) | 10         |      |
| 6        | Pachuca                               | 6          |      |
| 7        | Tepeapulco                            | 10         |      |

En el estado de Hidalgo se tienen dieciocho distritos electorales locales, aprobados en 2022 por el Instituto Nacional Electoral (INE). Los Distritos electorales locales de Hidalgo son: Distrito 1 Zimapán, Distrito 2 Zacualtipán, Distrito 3 Orizatlán, Distrito 4 Huejutla, Distrito 5 Ixmiquilpan, Distrito 6 Huichapan, Distrito 7 Mixquiahuala, Distrito 8 Actopan, Distrito 9 Metepec, Distrito 10 Apan, Distrito 11 Tulancingo, Distrito 12 Pachuca poniente, Distrito 13 Pachuca oriente, Distrito 14 Tula, Distrito 15 Tepeji, Distrito 16 Tizayuca, Distrito 17 Mineral de la Reforma, Distrito 18 Tepeapulco.
| Distrito | Cabecera                                 | Municipios | Mapa |
| -------- | ---------------------------------------- | ---------- | ---- |
| 1        | Zimapán                                  | 9          |      |
| 2        | Zacualtipán                              | 11         |      |
| 3        | Tlanchinol                               | 8          |      |
| 4        | Huejutla                                 | 3          |      |
| 5        | Ixmiquilpan                              | 5          |      |
| 6        | Huichapan                                | 6          |      |
| 7        | Mixquiahuala                             | 6          |      |
| 8        | Actopan                                  | 6          |      |
| 9        | Metepec                                  | 8          |      |
| 10       | Zempoala                                 | 8          |      |
| 11       | Tulancingo                               | 1          |      |
| 12       | Pachuca poniente                         | 2          |      |
| 13       | Pachuca oriente                          | 1          |      |
| 14       | Tula                                     | 3          |      |
| 15       | Tepeji del Río                           | 2          |      |
| 16       | Tizayuca                                 | 1          |      |
| 17       | Villas del Álamo (Mineral de la Reforma) | 1          |      |
| 18       | Tepeapulco                               | 5          |      |

### Participación político-electoral

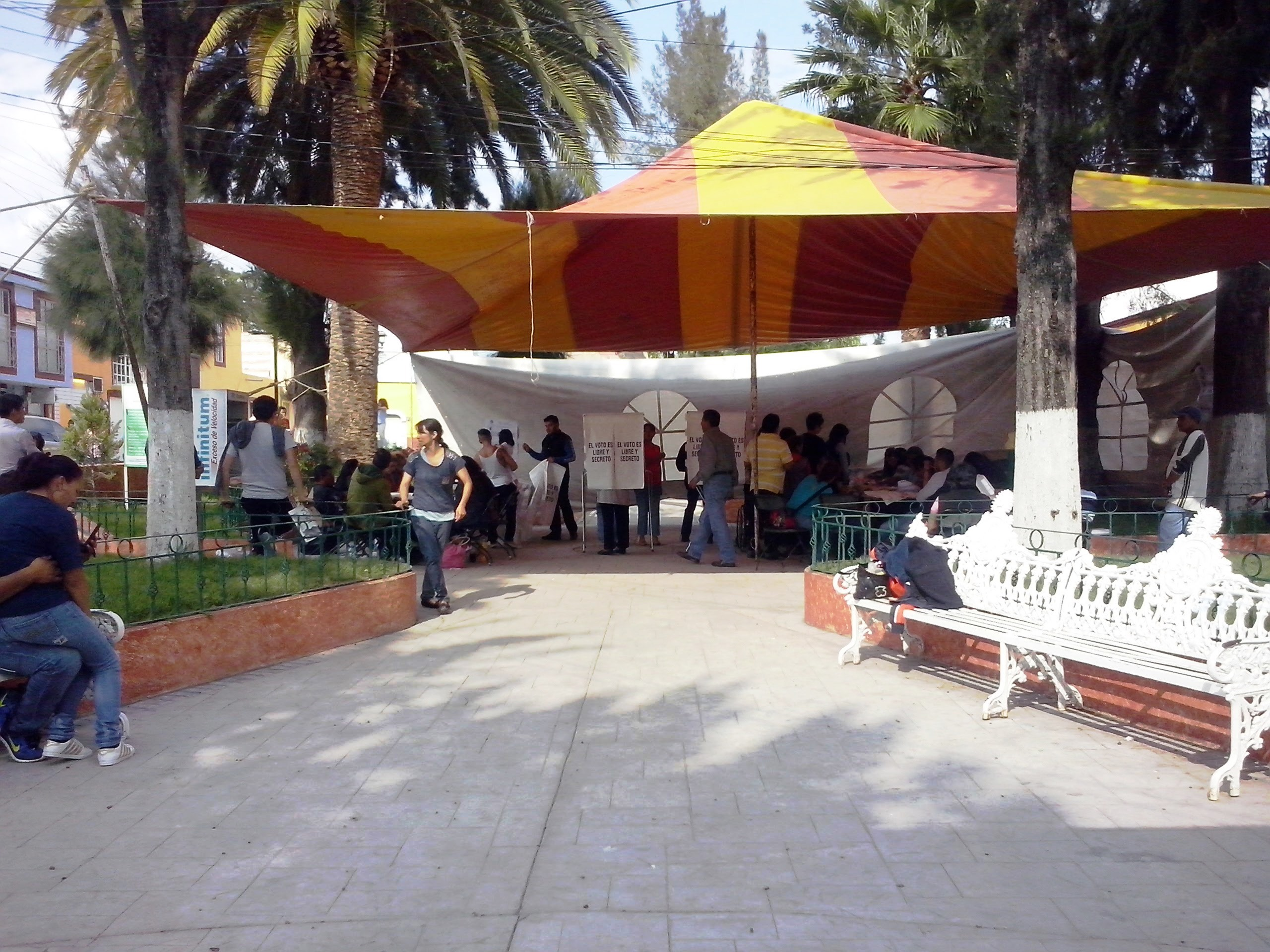
Casilla en Actopan para las elecciones estatales en Hidalgo de 2016.

Las primeras elecciones efectuadas en el estado de Hidalgo se realizaron el 2 de mayo de 1869, resultando triunfador para gobernador Antonio Tagle. El Instituto Estatal Electoral de Hidalgo, es el organismo encargado de realizar y organizar los procesos electorales estatales, fue creado el 9 de noviembre de 1995. Es un organismo público ciudadano, de carácter permanente e independiente en sus decisiones y autónomo en su funcionamiento.
En las elecciones estatales y federales de 2018, se instalaron 1758 casillas básicas, 1781 contiguas, 19 especiales y 229 extraordinarias. Las 19 casillas especiales fueron colocadas una por cada distrito electoral local y otra en el hospital del ISSSTE en Pachuca de Soto. De a cuerdo al Instituto Nacional Electoral al 23 de marzo de 2018, el estado de Hidalgo cuenta con un padrón electoral de 2 141 492 personas y una lista nominal de 2 121 965.
En el distrito federal 1 Huejutla se instalaron 290 casillas básicas, 196 casillas contiguas, dos especiales y tres extraordinarias. En el distrito federal 2 Ixmiquilpan se instalaron 371 casillas básicas, 200 contiguas, dos especiales, y 26 extraordinarias. En el distrito federal 3 Actopan se instalaron 295 casillas básicas, 248 casillas contiguas, tres casillas especiales y 17 extraordinarias.
En el distrito federal 4 Tulancingo se instalaron 190 casillas básicas, 278 contiguas, dos casillas especiales y 35 casillas extraordinarias. En el distrito federal 5 Tula se instalaron 213 casillas básicas, 310 casillas contiguas, tres especiales y 52 extraordinarias. En el distrito federal 6 Pachuca se instalaron 185 casillas básicas, 320 contiguas, cuatro casillas especiales y 52 casillas extraordinarias. En el distrito federal 7 Tepeapulco se instalaron 214 casillas básicas, 229 casillas contiguas, tres especiales y 43 extraordinarias.

### Relaciones internacionales
El estado de Hidalgo tiene un hermanamiento, con la provincia de Henan, en la República Popular China; firmado en Zhengzhou, el 26 de septiembre de 2006; con una vigencia de 5 años (Acuerdo). El 18 de junio de 2012 en Pachuca, funcionarios de gobierno recibieron, a una delegación china encabezada por el vicegobernador de la provincia de Henan, Xu Jichao, y se llevó la firma de renovación del Acuerdo de Hermanamiento entre Hidalgo y Henan.

## Demografía

### Dinámica poblacional
De acuerdo a los resultados del Censo de Población y Vivienda 2020 del INEGI, el estado de Hidalgo, presenta una población total de 3 082 841; lo que representa 2.4 % de la población de México. Con una tasa de crecimiento demográfico de 1.5; la distribución de población es: 57 % urbana y 43 % rural; y tiene una densidad de población de 148.1 hab/km².
De esos habitantes, 1 601 461 (51.9 %) son mujeres, y 1 481 379 (48.1 %) son hombres; Con una relación de 92 hombres por cada 100 mujeres. La población menor de 17 años representa 31.1 % del total; el 18.6 % tiene de 18 a 29 años; el 37.7 % tiene de 30 a 59 años; y el 12.4 % tiene 60 años y más. La mitad de la población tiene 30 años o menos.
Para 2020 la proyección de tasa de natalidad es de 	16.91 nacidos vivos por cada 1000 habitantes. La tasa global de fecundidad en el estado de Hidalgo es de 2.2 por número de nacimientos vivos por cada 1000 mujeres. En Hidalgo la tasa bruta de mortalidad fue de 6.33 por número de defunciones por cada 1000 personas; y la mortalidad infantil es el indicador demográfico que señala el número de defunciones de niños en una población de cada 1000 nacimientos vivos registrados, durante el primer año de su vida en Hidalgo durante 2020 es de 10.89.
En cuanto a la evolución demográfica cuando se erigió el estado de Hidalgo se registró un total de 404 207 habitantes para dicho año; en el primer censo de población en 1895 se contabilizaron 558 769 hidalguenses; duplicándose para el año de 1970 cuando se alcanzó la cifra de 1 193 845 superando el millón habitantes; y para el 2010 se volvió a duplicar el número de residentes a 2 665 018 superando los dos millones personas. En 2015 presentó 2 858 359 habitantes y para 2020 3 082 841 superando los tres millones de habitantes.
| Gráfica de evolución demográfica de Estado de Hidalgo entre 1869 y 2020 |
|                                                                         |
| Fuente: INEGI                                                           |

### Localidades más pobladas
El término localidad en el ámbito geográfico de México, hace referencia al menor de los tres niveles de división subnacional reconocidas por la entidad gubernamental encargada por la ley de la definición del marco geoestadístico nacional, el Instituto Nacional de Estadística y Geografía (INEGI). La localidad, de acuerdo a la costumbre o a las leyes de cada estado, puede tener títulos como ciudad, villa, pueblo, ranchería, congregación o incluso ejido; su población y condiciones políticas o económicas pueden ser enormemente variables, e incluso puede encontrarse completamente despoblada. 
De acuerdo a la Ley orgánica municipal del estado de Hidalgo se considera ciudad a las que tengan más de 25 000 habitantes; pueblo, más de 10 000 habitantes; villa, más de 5000 habitantes; comunidad, más de 500 habitantes; y ranchería, las que tengan menos de 500 habitantes. Al año 2020 el estado de Hidalgo cuenta con 4690 localidades; de las cuales 4514 son rurales y 176 urbanas. La localidad más poblada es la capital del estado la ciudad de Pachuca de Soto con 297 848 habitantes; mientras que la localidad menos poblada registra solo una persona, hay 101 localidades con estas características en Hidalgo.

### Municipios más poblados
El municipio más poblado es el municipio de Pachuca de Soto con 314 331 habitantes lo que representa el 10.20 % de la población estatal, mientras que el municipio de Eloxochitlán es el menos poblado con 2593 habitantes el 0.08 % de la población estatal.

### Zonas metropolitanas

Las tres zonas metropolitanas de Hidalgo forman parte de la Corona regional del centro de México.

Para el estado de Hidalgo se concentran tres zonas metropolitanas, con base en los criterios establecidos por el Grupo Técnico para delimitar las zonas metropolitanas del país, siendo la ZM de Pachuca, ZM Tulancingo y la ZM de Tula. El municipio de Tizayuca se considera dentro de los municipios metropolitanos de la Zona Metropolitana del Valle de México.
La zona metropolitana de Pachuca está integrada por los municipios de Pachuca de Soto, Mineral del Monte, Mineral de la Reforma, San Agustín Tlaxiaca, Epazoyucan, Zapotlán de Juárez y Zempoala. Siendo Pachuca de Soto y Mineral de la Reforma los municipios centrales.
La zona metropolitana de Tulancingo está integrada por los municipios de Tulancingo de Bravo, Cuautepec de Hinojosa y Santiago Tulantepec de Lugo Guerrero, siendo estos tres municipios centrales. La zona metropolitana de Tula está integrada por los municipios de Tula de Allende, Atitalaquia, Atotonilco de Tula, Tlahuelilpan y Tlaxcoapan, siendo Tula de Allende el municipio central.

### Etnicidad

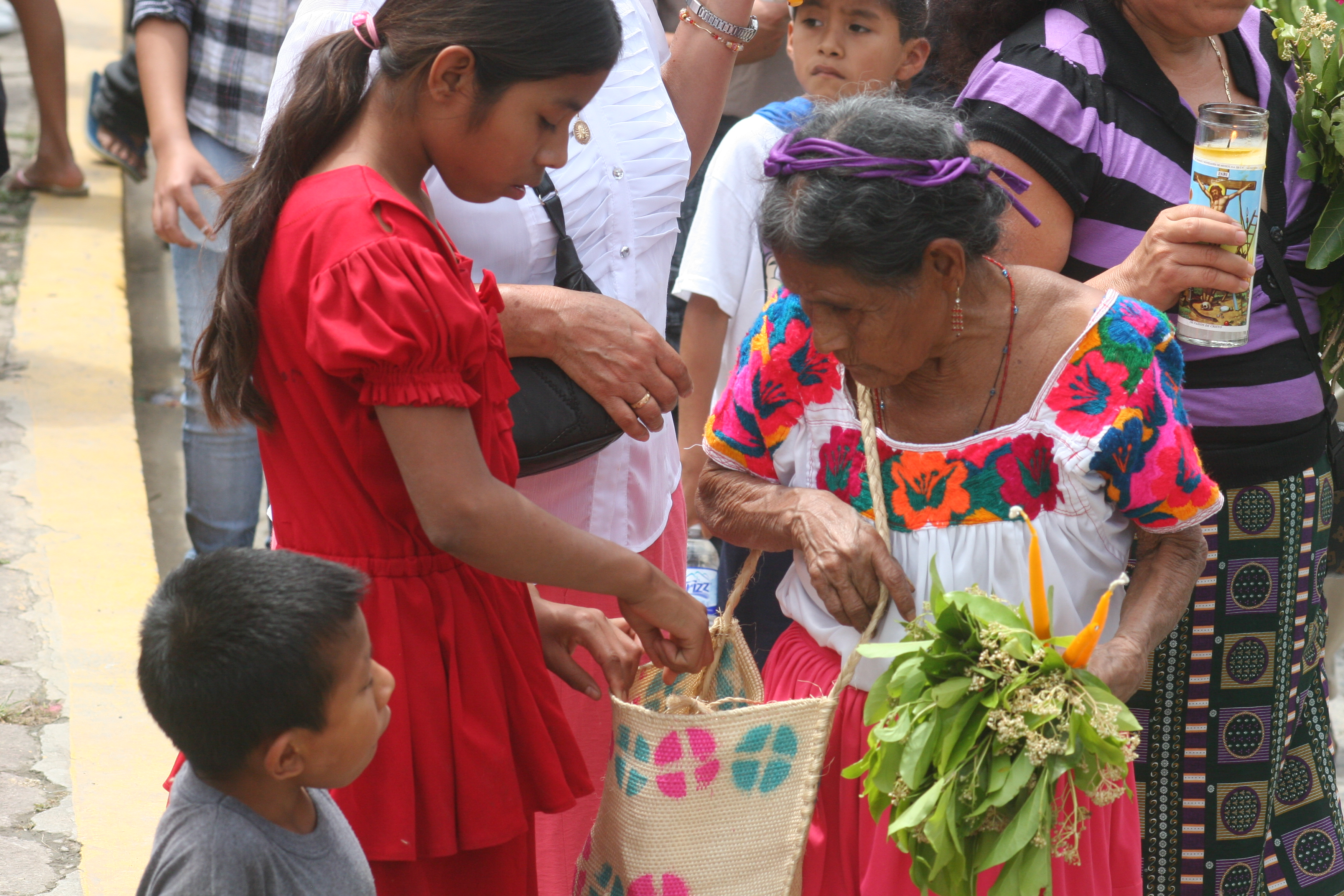
Comunidad nahua en Huejutla de Reyes.

En el estado de Hidalgo existe una población indígena de 606 045 personas. Los pueblos indígenas más significativos son el pueblo nahua y el otomí; también se encuentran en menor medida el grupo tepehua. La población indígena se localiza en tres regiones bien definidas: la del Valle del Mezquital, habitada por los otomíes; la segunda es la Huasteca habitada principalmente por los nahuas; y la tercera región es la situada en la franja oriental que colinda con Puebla y Veracruz, que se conoce como otomí-tepehua o sierra de Tenango, la población es mayoritariamente otomí y una minoría tepehua.
Los municipios donde más del 90 % de la población se autoadscribe indígena son: Jaltocán, Xochiatipan, Yahualica, Cardonal, Huazalingo, Nicolás Flores y Huautla. En contraste los municipios donde menos del 10 % de la población se autoadscribe indígena son: Tlanalapa, Almoloya, Cuautepec de Hinojosa, Pisaflores y Singuilucan.
En el estado de Hidalgo 48 693 personas se autoreconoce como afromexicana o afrodescendiente, el 1.58 % de la población total del estado de Hidalgo. De los cuales 23 585 son hombres y 25 108 son mujeres. El municipio con más población afromexicana o afrodescendiente es Pachuca de Soto con 6204 personas; le siguen los municipios de Mineral de la Reforma con 4251 personas, Tizayuca con 3618 personas, Tulancingo de Bravo con 2835 personas, y Huejutla de Reyes con 2240 personas.

### Lenguas indígenas

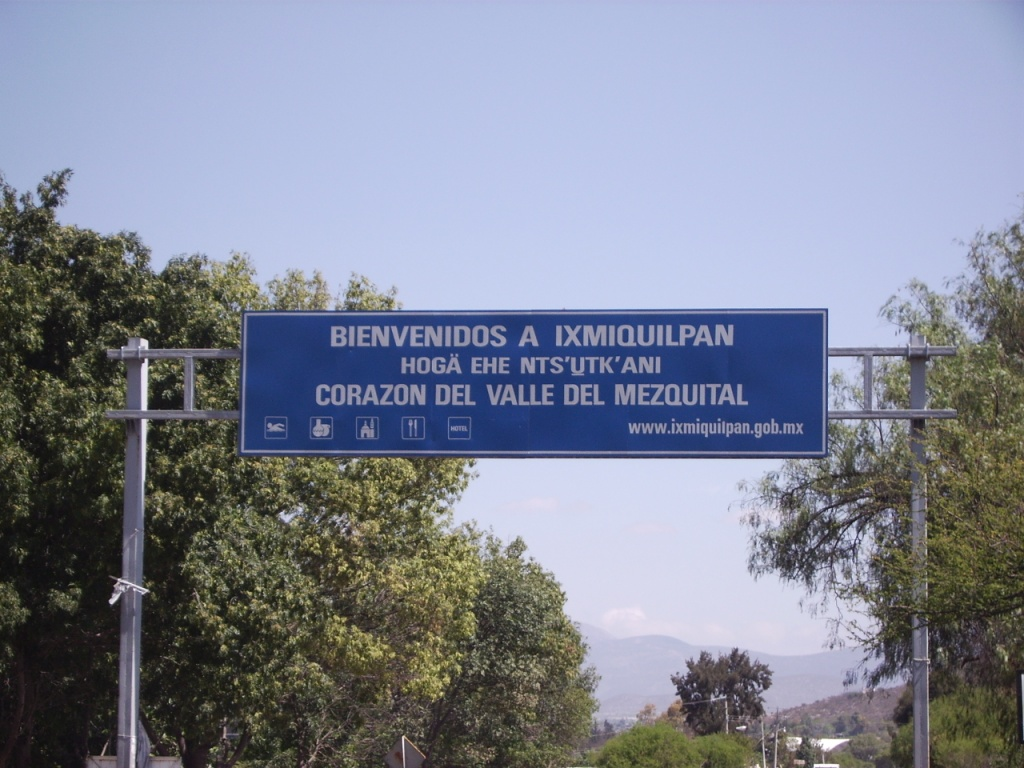
Anuncio en Ixmiquilpan, con una leyenda en otomí que dice Hogä ehe Nts'utk'ani ("Bienvenidos a Ixmiquilpan").

Para el 2020 el estado de Hidalgo 362 629 personas hablan una lengua indígena, el 12.31 % de la población. De los cuales 175 833 son hombres y 186 796 mujeres. De los hablantes de lengua indígena unas 331 650 personas el 91.5 % del total, también habla español; mientras que 28 497 personas, el 8.5 %, solamente su lengua materna.
Los municipios con mayor cantidad de hablantes son Huejutla de Reyes con 64555 personas, Ixmiquilpan con 34500, San Felipe Orizatlán con 20451, Yahualica con 18557, y Tlanchinol con 16061. Los municipios con mayor porcentaje respecto a su población hablante de una lengua indígena son Xochiatipan con el 85.57 %, Yahualica con el 75.21 %, Huazalingo con el 74.19 %, Jaltocán con el 75.48 %, y Atlapexco con el 67.31 %.
En el estado de Hidalgo se hablan hasta 48 lenguas indígenas; en su mayoría náhuatl, otomí y tepehua. Los hablantes del idioma náhuatl se concentran principalmente en dieseis municipios de estos, catorce forman un conglomerado al nororiente del estado en las regiones Huasteca y Sierra Alta. Siendo los municipios de Huejutla de Reyes y San Felipe Orizatlán, los que destacan por su número de hablantes. en la zona destaca la variante del Náhuatl de la Huasteca hidalguense.
El idioma otomí se puede agrupar en las regiones de las Sierra Baja, Sierra Gorda y el Valle del Mezquital, donde se forma un bloque de doce municipios; aunque también se encuentra en la sierra de Tenango (zona otomí-tepehua). Siendo Ixmiquilpan el municipio con la mayor cantidad de hablantes de esta lengua. Destacan las variantes de Otomí del Valle del Mezquital y otomí de Tenango. Los hablantees del idioma tepehua se concentran principalmente en el municipio de Huehuetla, que se localiza en la zona otomí-tepehua, en el extremo oriente de Hidalgo; con la variante del Tepehua de Huehuetla.
Los idiomas que siguen con una presencia menor, con una concentración de población que las habla es de algunos cientos, son los idiomas, mixteco, zapoteco, totonaco, mazahua, maya, huasteco, chinanteco, tlapaneco, tseltal, y purépecha. En una presencian mucho menor, con una concentración de población que las habla menor a 100 personas en algunos casos incluso menor a 10 personas son el ch'ol, tsotsil, popoloca, amuzgo, triqui, mam, cuicateco, zoque, huave, huichol, tarahumara, cora, mayo, yaqui, matlatzinca, tojolabal, chontal de Oaxaca, chontal de Tabasco, chocho, chatino y tlahuica. Muchas de estas se presupone que se trata de poblaciones inmigrantes en el estado de Hidalgo.

### Vivienda

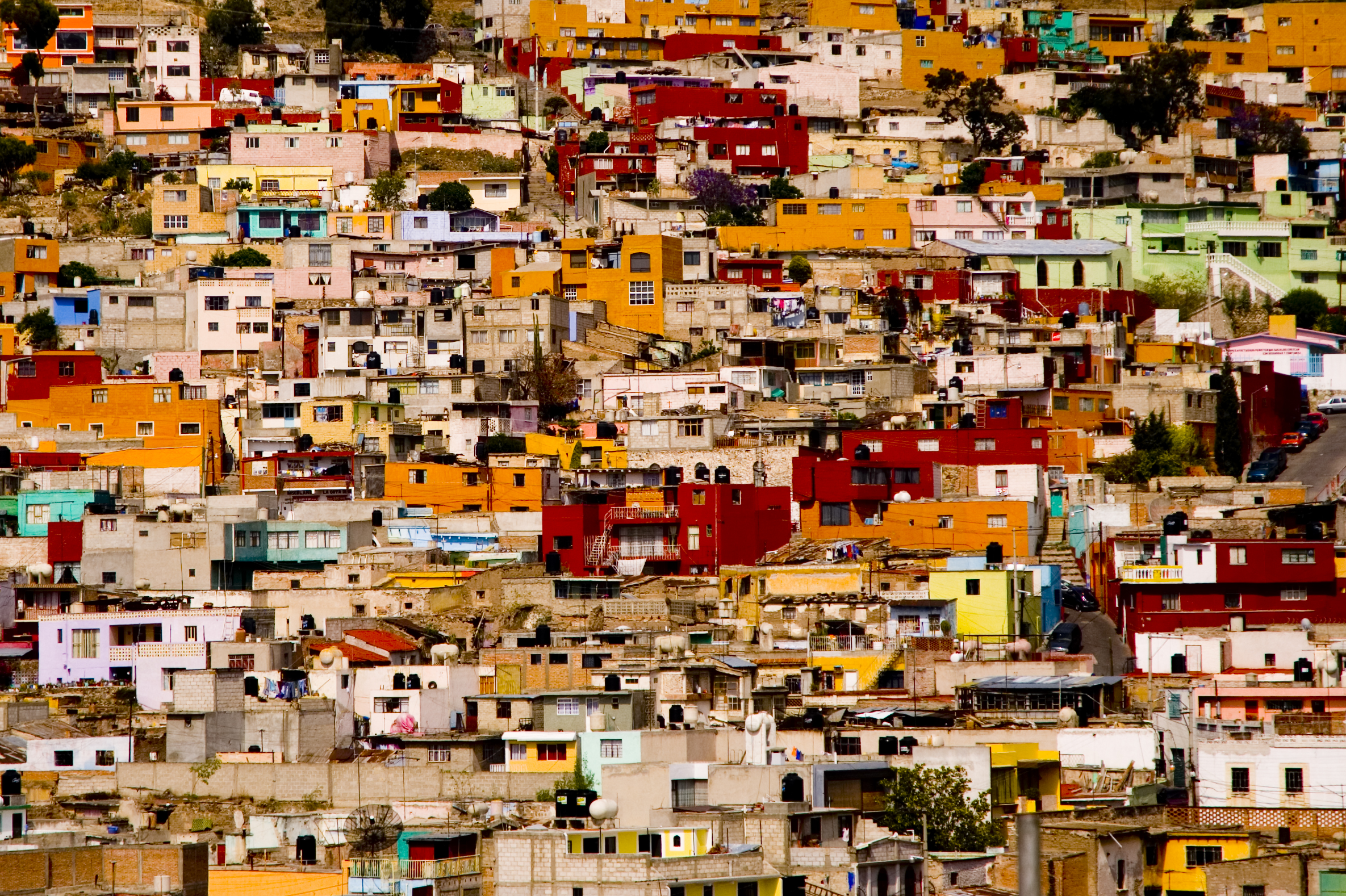
Barrios Altos en Pachuca de Soto.

Para 2020 hay 1 197 729 viviendas particulares, de las cuales 857 174 están habitadas, 229 124 deshabitadas, y 111 431 son de uso temporal. El número de ocupantes por cada vivienda particular habitada es de 3.6 en promedio. Los municipios con el mayor número de viviendas particulares habitadas son: Pachuca de Soto (93 242), Mineral de la Reforma (63 885), Tizayuca (47 529) y Tulancingo de Bravo (45 953).
En Hidalgo para 2020, el 64.3 % de las viviendas tiene piso de cemento o firme, el 32.7 % piso de madera, mosaico u otro recubrimiento y el 2.9 % piso de tierra. En cuanto a la disponibilidad de servicios y equipamiento, el 99.0 % tiene servicio de energía eléctrica, el 97.3 % servicio de cuarto de baño o sanitario, el 94.9 % disponen de drenaje, el 66.9 % disponen de agua entubada, el 29.1 % solo agua entubada en el patio o terreno, el 76.3 % cuentan con tinaco, y el 22.6 % tiene cisterna o aljibe.
En cuanto a viviendas por bienes y tecnologías disponen el 82.8 % tiene refrigerador, el 60.1 % cuenta con lavadora, y el 34.7 % tiene horno de microondas. En lo relativo a medios de información y comunicación el 30.5 % cuenta con computadora, el 24.6 % cuenta con línea telefónica fija, el 85.1 % con celular, el 38.8 % con Internet, el 44.2 % con servicio de televisión de paga, el 11.2 % cuenta con servicio de películas, música o videos de paga por Internet, y el 7.5 % cuenta con consola de videojuegos. Finamente en cuanto a medios de transporte el 44.3 % de las viviendas cuenta con automóvil o camioneta, 22.5 % con bicicleta, y 10.1 % con motocicleta o motoneta.

### Pobreza y marginación social

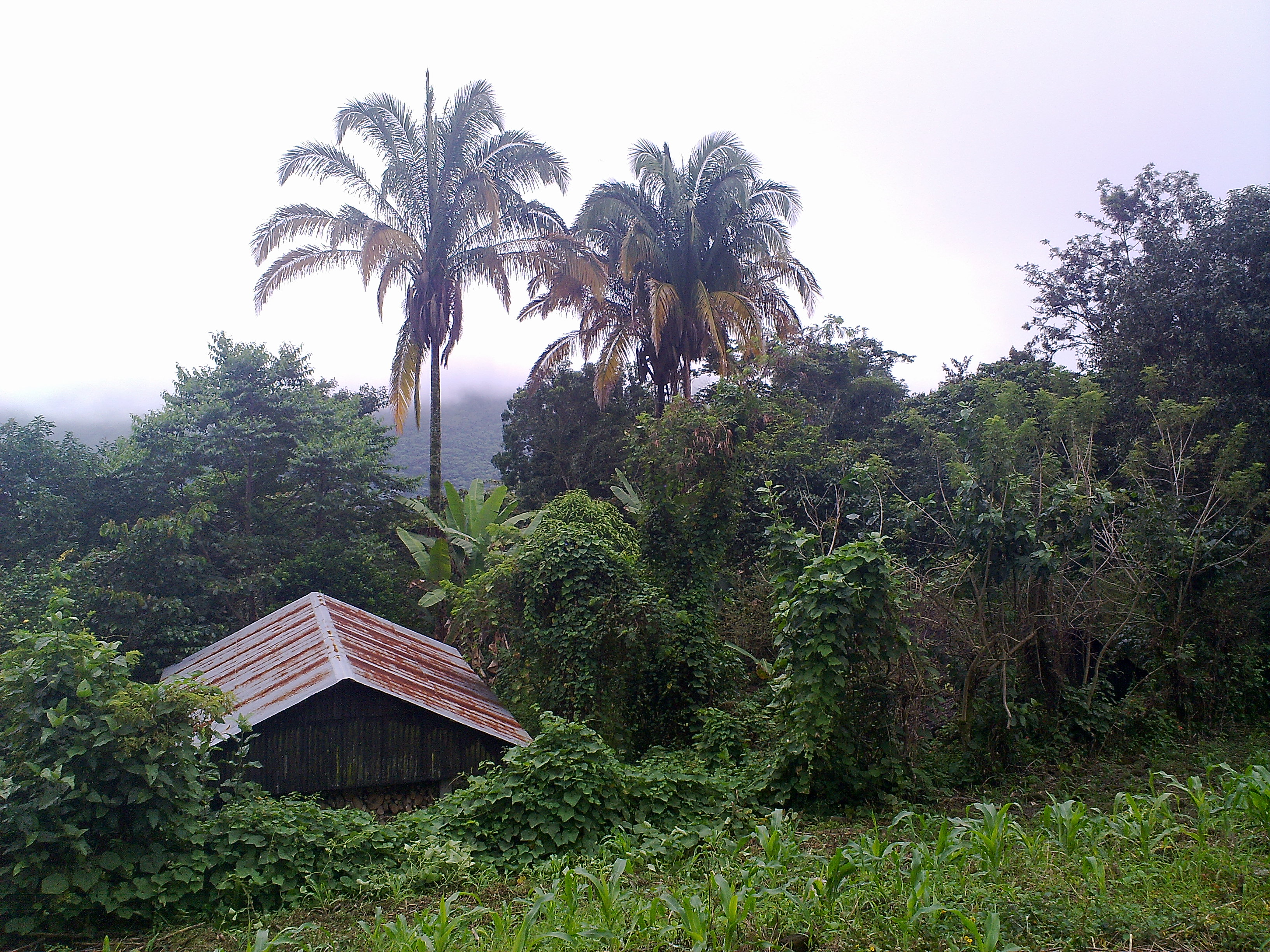
Huehuetla uno de los municipios con mayor marginación social.

De acuerdo con las mediciones en 2008 el 55.2 % de la población se encontraba en pobreza para 2010 disminuyó a 54.8 %, para 2012 disminuyó a 52.8 % y para 2014 el porcentaje volvió a aumentar a 54.3 %. Para 2016 el 50.6 %, y para 2018, el 43.8% de la población de la entidad vivía en situación de pobreza.
Los municipios con mayor porcentaje de población en pobreza extrema fueron: Xochiatipan, Yahualica, Huehuetla, Tepehuacán de Guerrero y San Felipe Orizatlán. Los municipios que menor porcentaje de su población en pobreza extrema fueron: Mineral de la Reforma, Pachuca de Soto, Tizayuca, Atotonilco de Tula y Tepeapulco.
Los cinco municipios con mayor un grado de marginación alto en el estado son: Huehuetla, Yahualica y Xochiatipan. Los cinco municipios con menor un grado de marginación en el estado son: Pachuca de Soto, Mineral de la Reforma, Tepeapulco, Tizayuca y Atitalaquia.

### Religión
De acuerdo a los resultados que presentó el Censo de Población y Vivienda 2020 del INEGI, la principal religión es la Iglesia católica con el 80.3 % de la población; los protestante, cristiano y evangélicos representan el 9.8 % de la población; el 4.9 % de la población se declara sin adscripción religiosa, pero creyente; el 4.6 % se declara sin religión, ateos o agnósticos; y el 0.2 % corresponde a Judaico, Islámico, Raíces étnicas, Raíces afro, Espiritualista y otras.
La Iglesia católica, es la más practicada, el trabajo de evangelización en el estado de Hidalgo empezó cuando los franciscanos llegaron a la región de Tepeapulco en 1528 y después a Tula en 1530. Los agustinos se asentaron por su parte en Atotonilco el Grande y Metztitlán en 1536. Los sacerdotes seculares laboraron en una angosta faja de territorio que va desde Tizayuca, Tetepango, Pachuca, Mineral del Monte, Mineral del Chico y Yahualica. Los dominicos no se establecieron en el estado de Hidalgo durante el siglo XVI. En 1743 se ordenó que los conventos religiosos pasaran al Clero Secular, a partir de ese año, poco a poco fueron pasando las parroquias a la administración del Clero Secular. El 22 de mayo de 1864, se erigió la diócesis de Tulancingo y para el 25 de noviembre de 2006 se crea la arquidiócesis de Tulancingo. Esta arquidiócesis tiene como diócesis sufragáneas a Tula y Huejutla.
El judaísmo llegó a Pachuca en el siglo XVI, mediante los criptojudíos, Manuel de Lucena y Beatriz Enríquez, de origen portugués; quienes fundan una venta o mesón a las afueras de la ciudad. De acuerdo al Museum of The Jewish People Online sitio de Beit Hatfutsot, entre los años 1920 se crea la primera congregación judía de la ciudad. El 14 de junio de 2011 se dio registro de la agrupación religiosa denominada Comunidad Israelita Mexicana El Neguev, para constituirse en asociación religiosa.
A partir de la segunda década del siglo XIX, por la presencia de numerosos directivos y técnicos mineros de origen córnico e inglés, en Pachuca y Mineral del Monte, llegaron diversas ramas del Protestantismo, entre ellas el Luteranismo, Calvinismo, Anglicanismo y Metodista. En 1840 establecieron la primera congregación protestante de habla inglesa, y en 1850 llegó a Pachuca el primer pastor protestante, el reverendo Henry Davis, quien ofició los cultos en inglés en la finca San Lunes.
La Iglesia de Jesucristo de los Santos de los Últimos Días llega al estado de Hidalgo en 1880 a Nopala de Villagrán, cuando Desideria Quintanar de Yáñez, se convirtió en la persona número 22 (primera mujer) en México convertirse al mormonismo, fue bautizada con su hijo José María y su hija Carmen, así mismo, la esposa de José María. El 5 de julio de 1881 en la localidad de San Marcos en el municipio de Tula de Allende fue bautizado Jesús Sánchez con otras personas. Jesús Sánchez introdujo a la familia Monroy al mormonismo, esta familia crearía una rama de esta religión en esta localidad alrededor de 1913. Durante la Revolución mexicana el 17 de julio de 1915, Rafael Monroy presidente de la pequeña rama de San Marcos, y Vicente Morales su primer consejero, fueron apresados por un grupo de revolucionaros y ejecutados. La Iglesia de Jesucristo de los Santos de los Últimos Días tiene una presencia de nueve estacas en el estado de Hidalgo.
Los curanderos y chamanes todavía predominan dentro de la concepción de los habitantes, sobre todo, en las comunidades más alejadas, enclavadas en medio de la sierra. Las creencias populares refieren a que curan males de ojo, del aire, tosferina, rabia, dolores causados por el trabajo, del espanto, infecciones cutáneas, etc. La Santa Muerte se venera en el estado de Hidalgo desde 1965, en el estado este culto se desarrolla principalmente en las localidades de Pachuca y Tepatepec.
En el estado se han generado en los casos más extremos, conflictos entre religiones. Los problemas incluyen: la imposición de multas y castigos, la negación o suspensión de servicios públicos (agua potable, drenaje, educación, programas de gobierno), la confiscación de bienes y la amenaza de expulsión de la comunidad; todas ellas como sanciones por negarse a cumplir con los usos y costumbres comunitarios vinculados a aspectos religiosos. Los principales municipios donde se da este tipo de aspectos son: Huejutla, Huazalingo, San Felipe Orizatlán, Huautla, Tlanchinol e Ixmiquilpan.

## Cultura

### Arquitectura

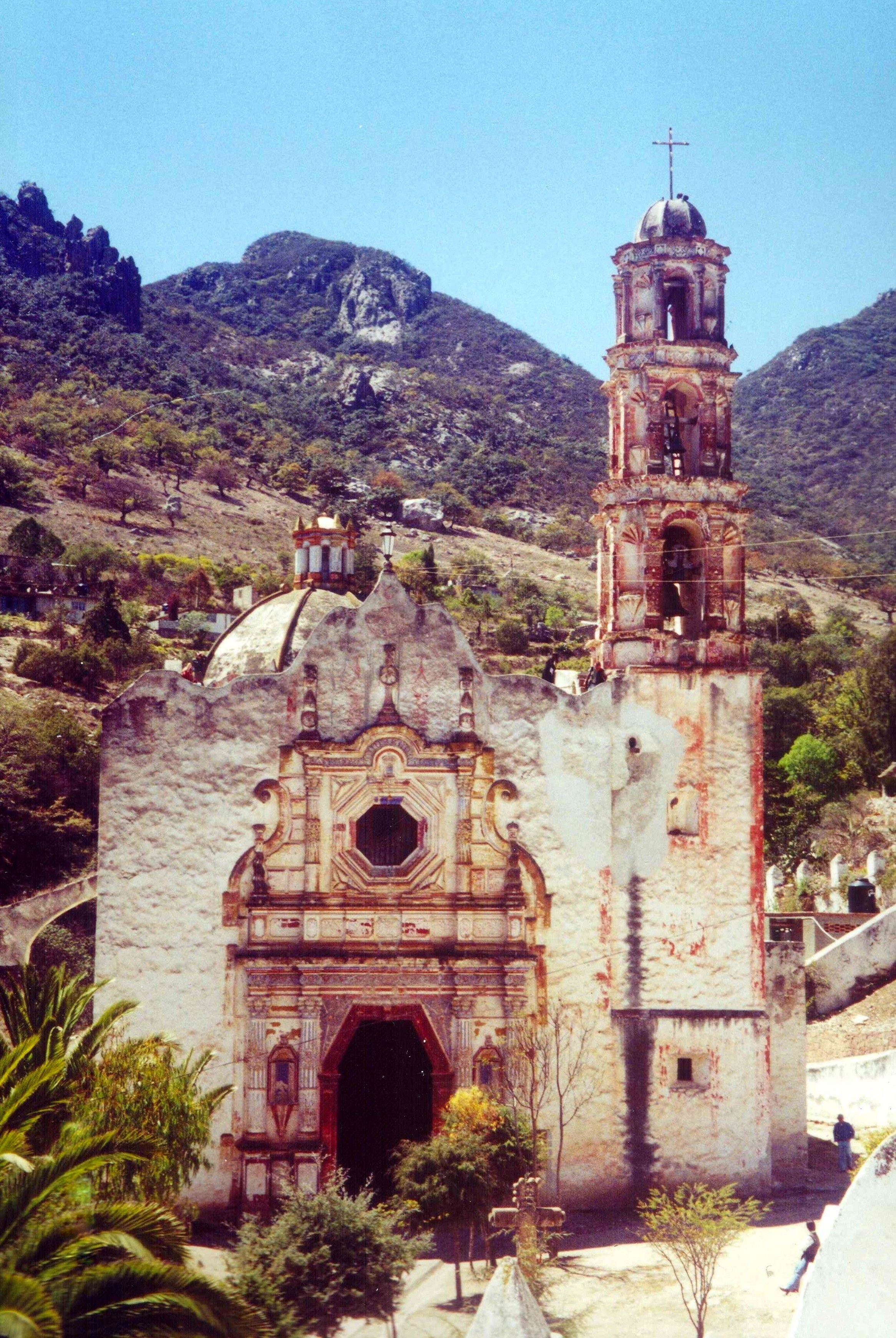
Santuario del Señor de Mapethé.

#### Arquitectura religiosa
En el territorio del estado de Hidalgo evangelizaron principalmente la Orden Franciscana y la Orden de San Agustín; los edificios conventuales y las iglesias y capillas, levantadas por ambas órdenes religiosas, se localizan en una amplia porción del territorio hidalguense, ya sea la Sierra Alta, el Valle del Mezquital, la Huasteca y los llanos de Apan. Existen notables diferencias entre los levantados por agustinos y franciscanos. Los agustinos son más ricos y elaborados, tanto en sus programas arquitectónicos como en los complejos conjuntos de pintura mural; los establecimientos franciscanos, por su parte, son más modestos. La arquitectura religiosa del siglo XVI contiene elevadas torres con campanarios, contrafuertes, bóvedas, atrio, la cruz atrial, las capillas posas, la capilla abierta, la iglesia,el claustro, el pórtico, la sacristía y la huerta. La construcción de templos y conventos durante estuvo fundamentalmente a cargo de los frailes, auxiliados por artesanos europeos e trabajadores indígenas.
Los franciscanos llegaron a Tepeapulco y después a Tulancingo en 1528 y dos años después a Tula (1530). Las fundaciones franciscanas incluyeron Zempoala (1540); Tepeji del Río (1558); Apan (1559); Alfajayucan (1559); Atotonilco de Tula (1560); Tlahuelilpan (1560); Tepetitlán (1561); Huichapan (1577); Tecozautla (1587). Los agustinos se asentaron por su parte en Atotonilco el Grande y Metztitlán en 1536. De ahí se extendieron y llegaron a Xochicoatlán (1538); Epazoyucan (1540); Singuilucan (1540); Mixquiahuala (1539); Huejutla (1545); Molango (1546); Actopan (1550); Ixmiquilpan (1550); Villa de Tezontepec (1554); Acatlán (1557); Chichicaxtla (1557); Tutotepec (1560); Chapulhuacán (1560); Chapantongo (1566); Ajacuba (1569); Tlanchinol (1569); Zacualtipán (1572); y la Lolotla (1563).
Durante los siglos XVII y XVIII también se desarrollaron interesantes muestras del barroco novohispano, donde estacan el Santuario del Señor de Mapethé en la localidad de Mapethé en el municipio de Cardonal y el Convento de San Francisco en Pachuca de Soto. Para finales del siglo XVIII se empieza a utilizar la arquitectura neoclásica; varios templos han modificando su estructura original como la Catedral de Tulancingo.

Arquitectura religiosa en el estado de Hidalgo.
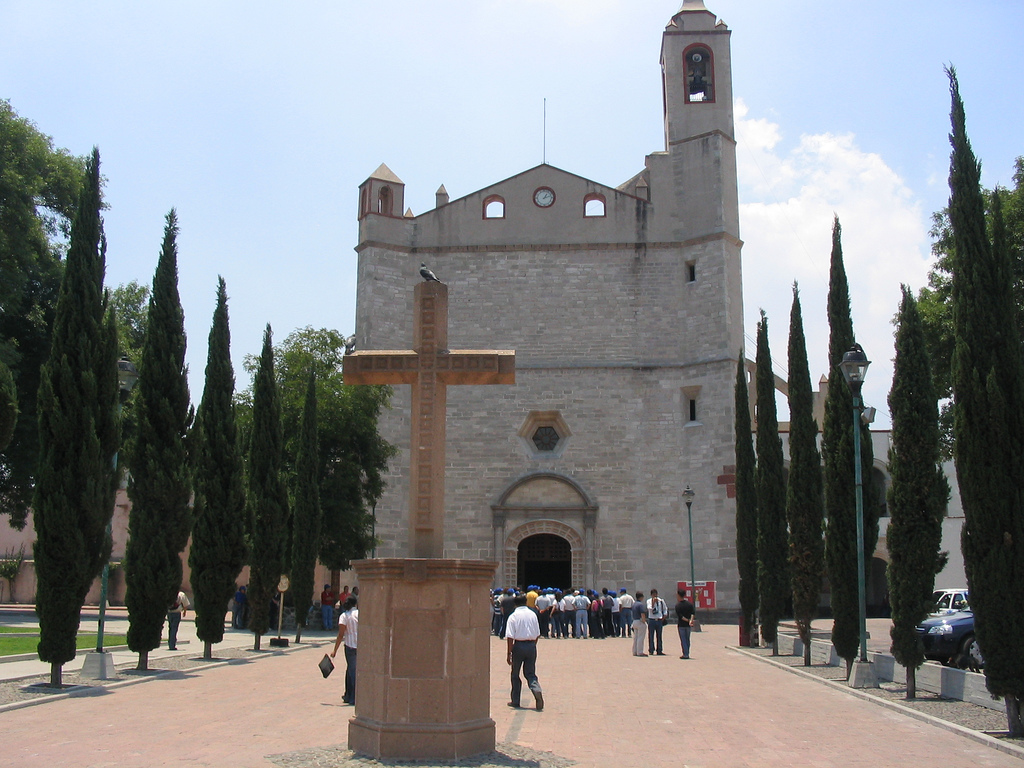
Catedral de San José en Tula.
Catedral de Cristo Rey, en Huejutla.
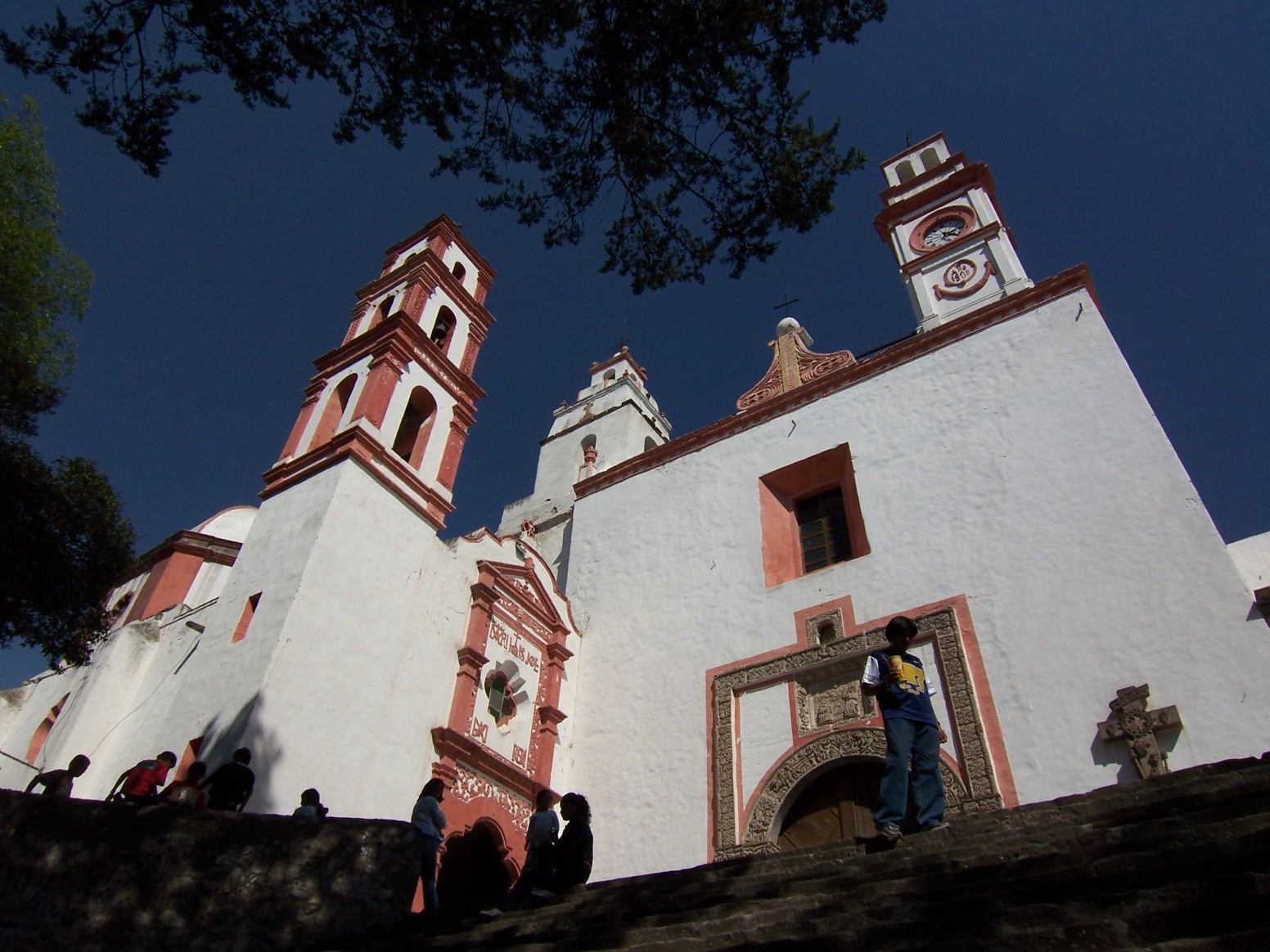
Templo y exconvento de San Francisco, en Tepeapulco.
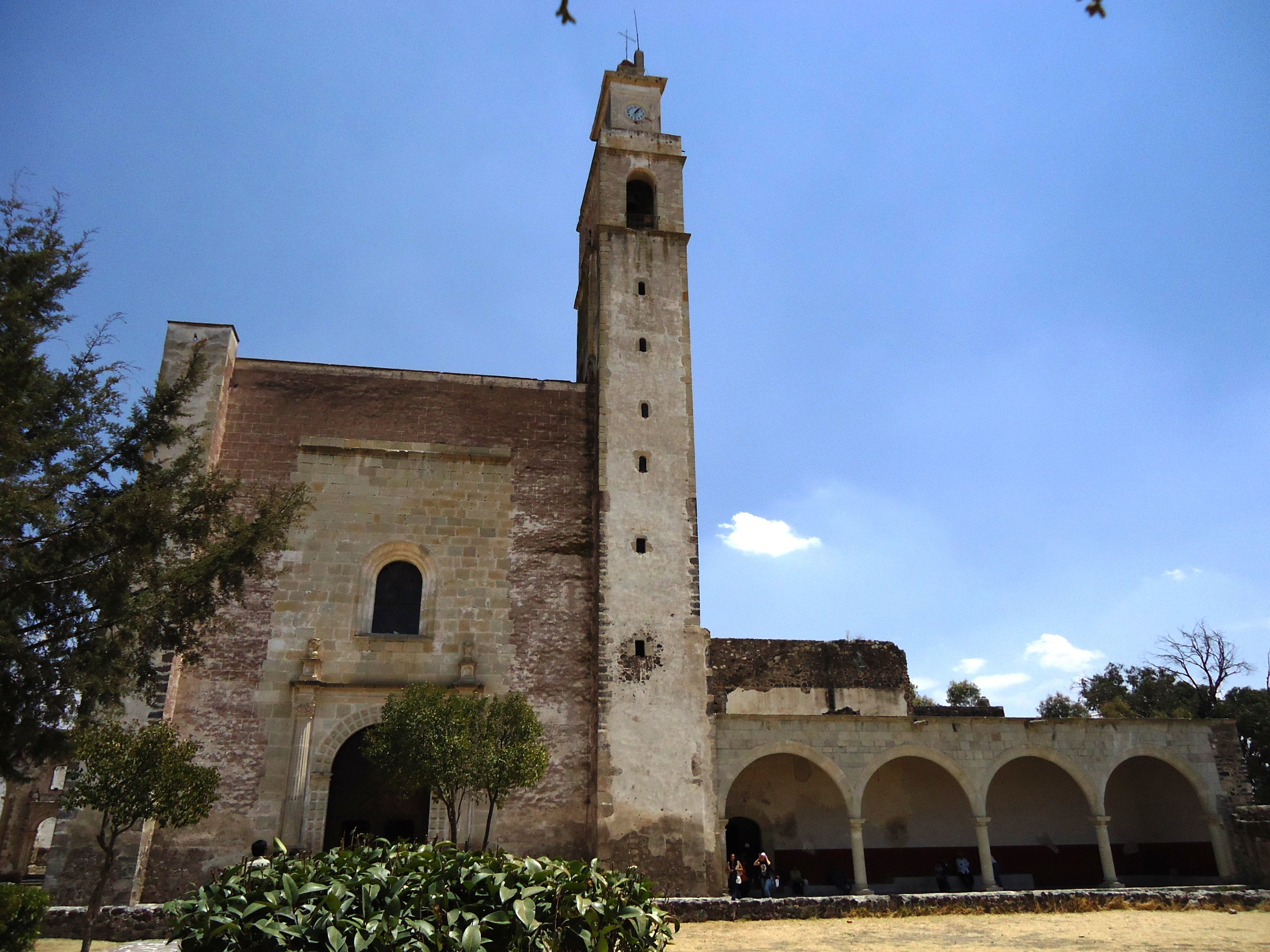
Templo y exconvento de Todos los Santos, en Zempoala.
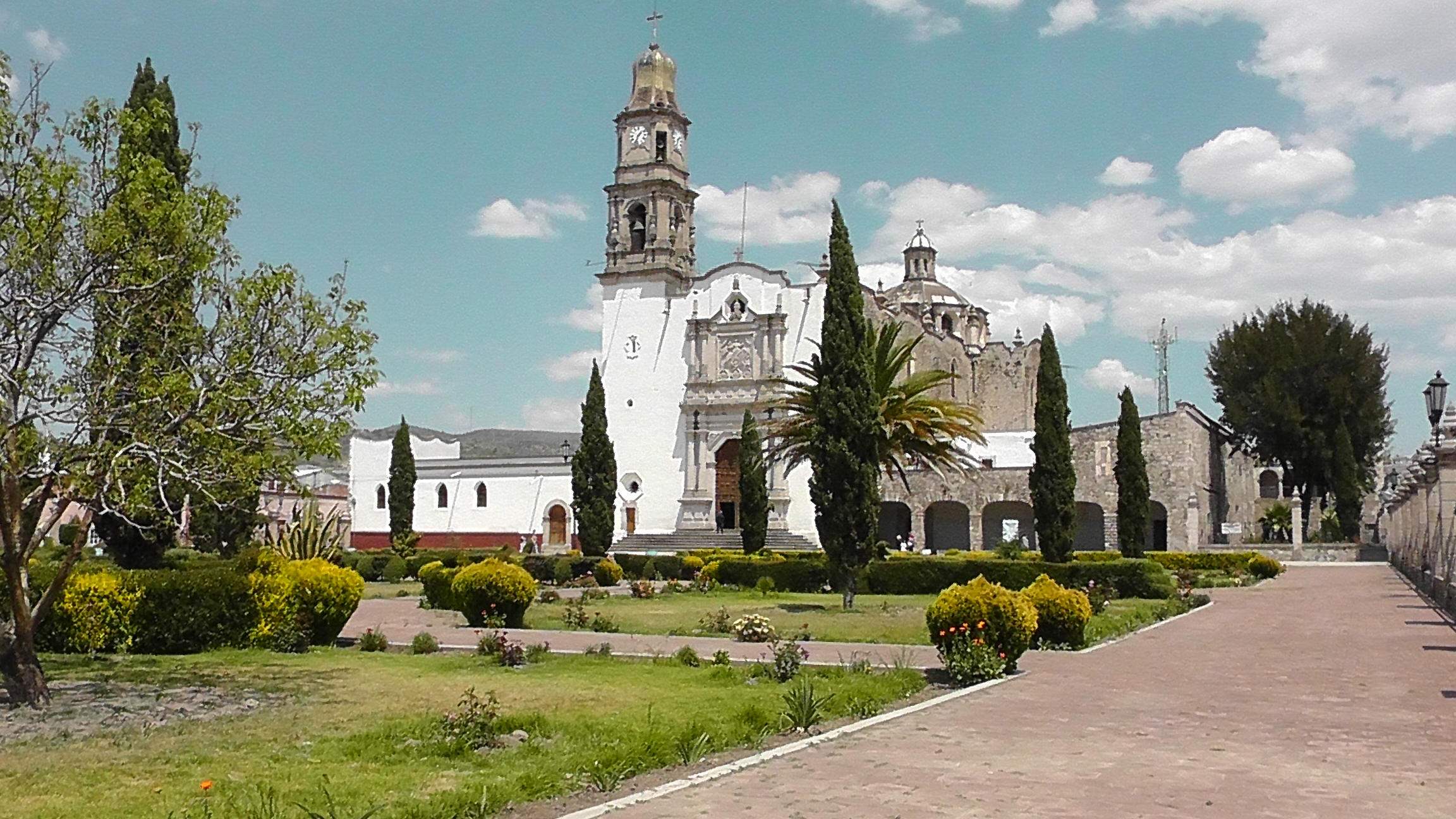
Templo y exconvento de la Asunción, en Apan.
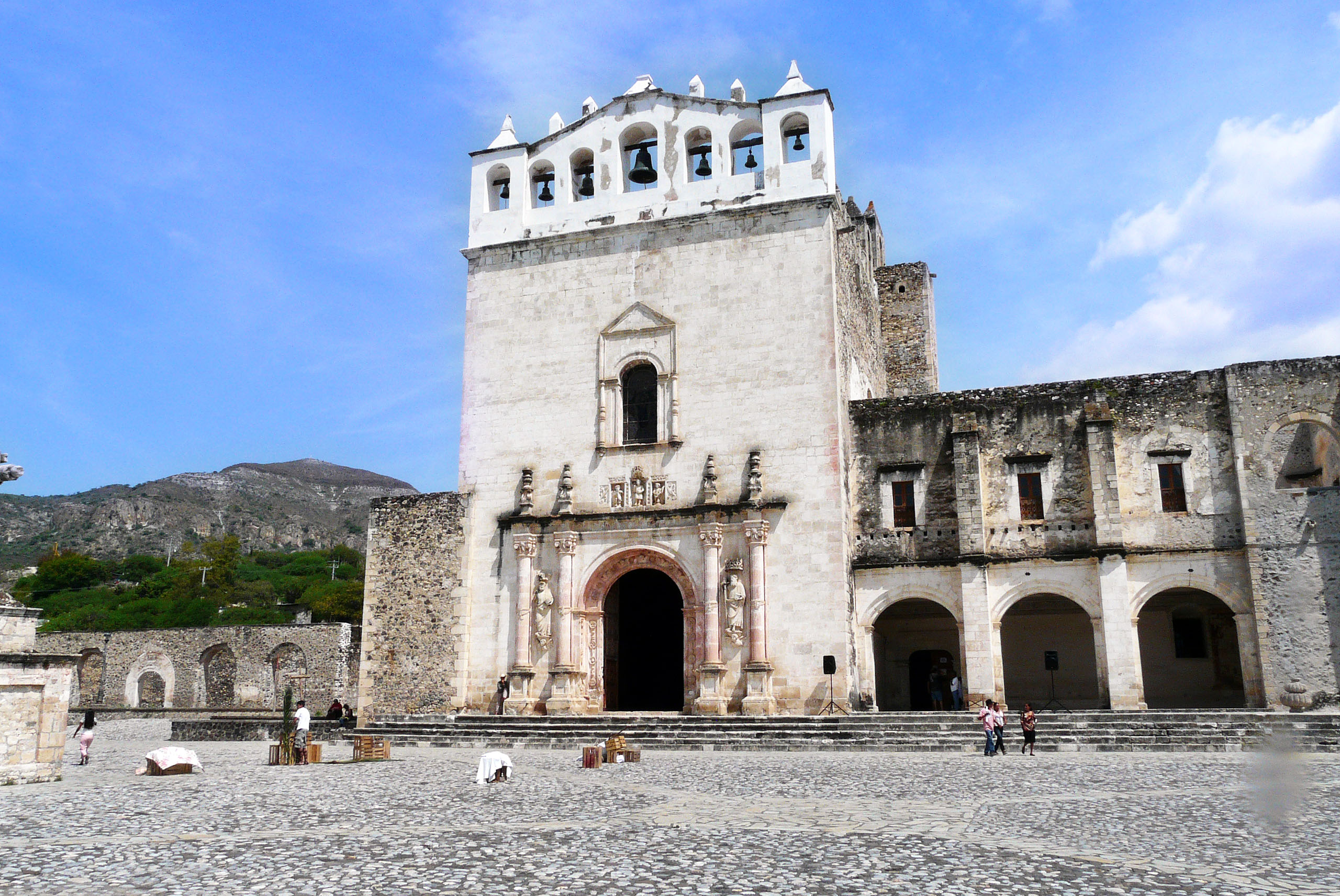
Templo y exconvento de los Santos Reyes, en Metztitlán.
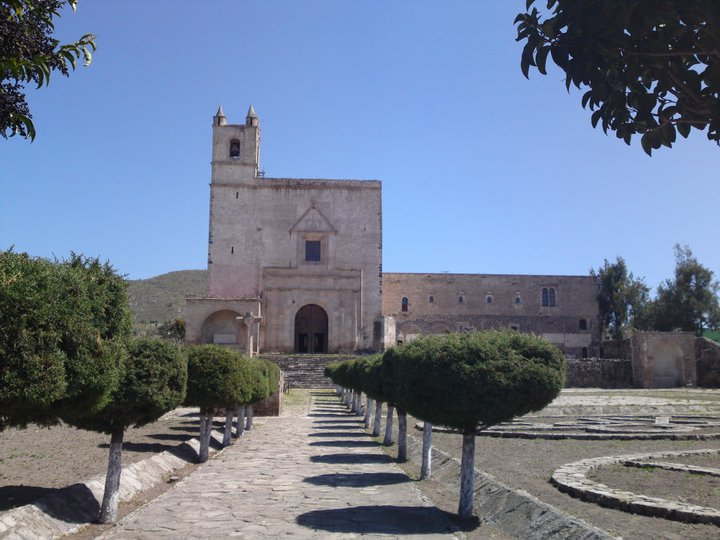
Templo y exconvento de San Andrés Apóstol, en Epazoyucan.
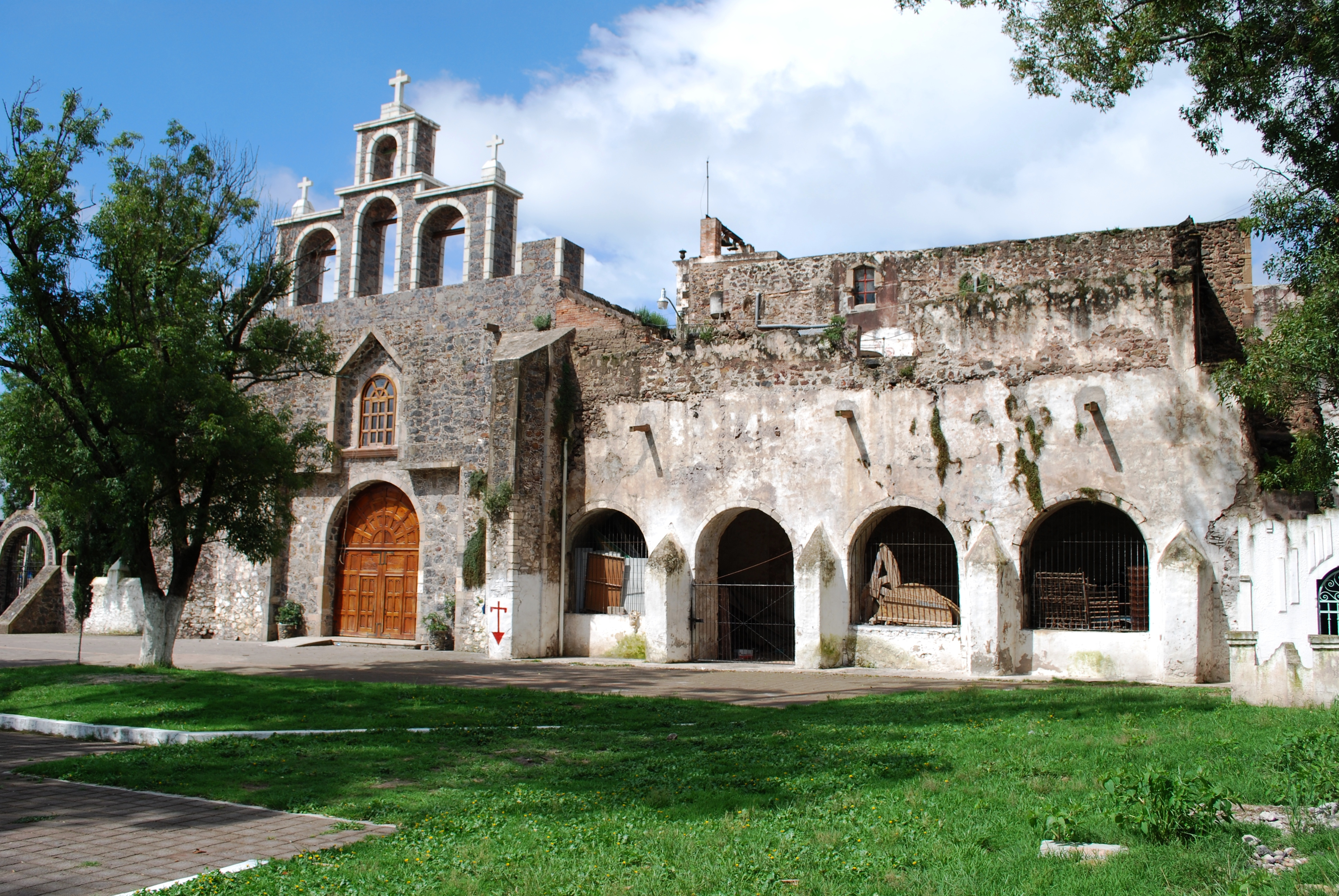
Templo y exconvento de San Miguel Arcángel, en Acatlán.
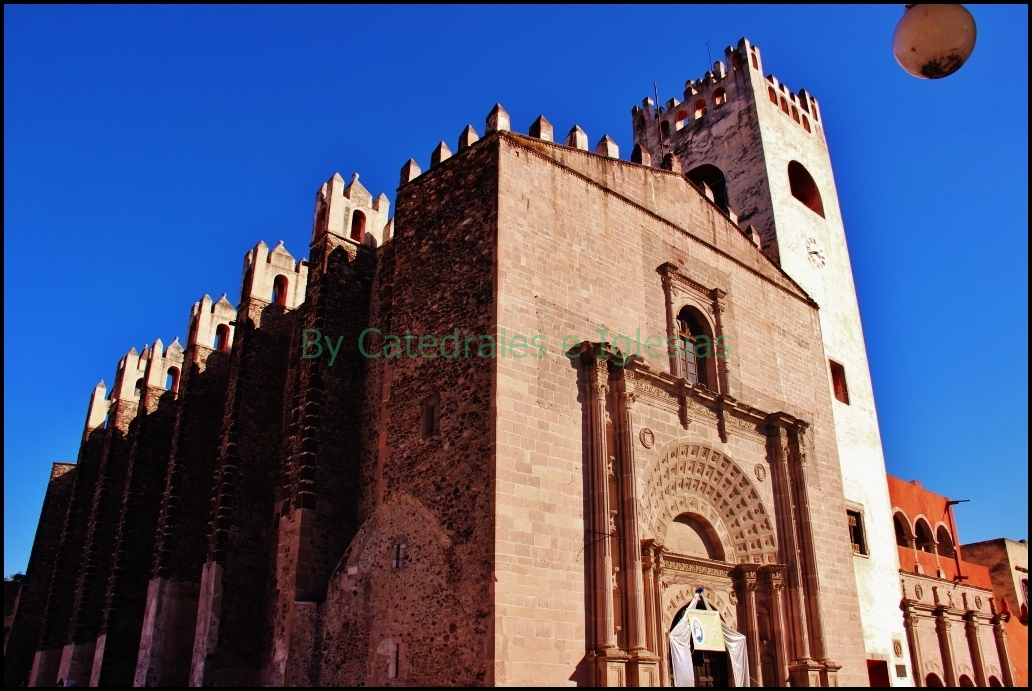
Templo y exconvento de San Nicolás de Tolentino, en Actopan.
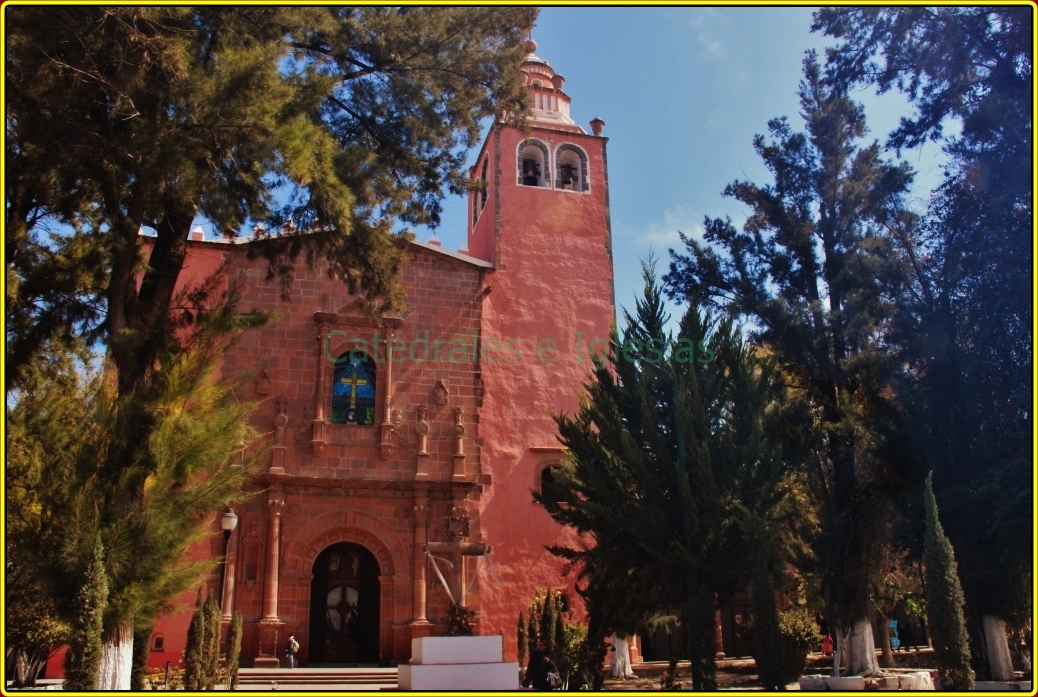
Templo y exconvento de San Miguel Arcángel, en Ixmiquilpan.
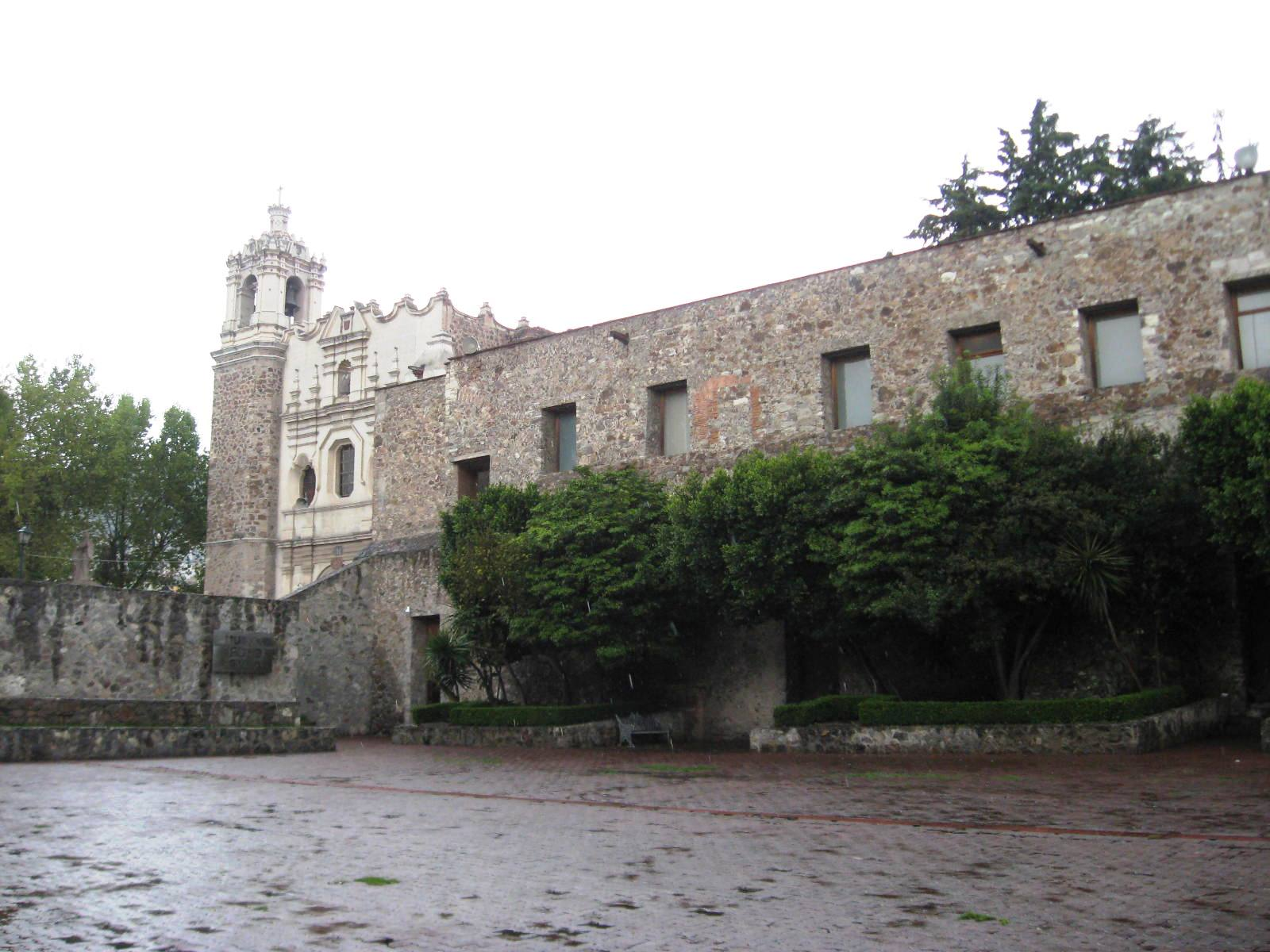
Templo y exconvento de San Francisco, en Pachuca.
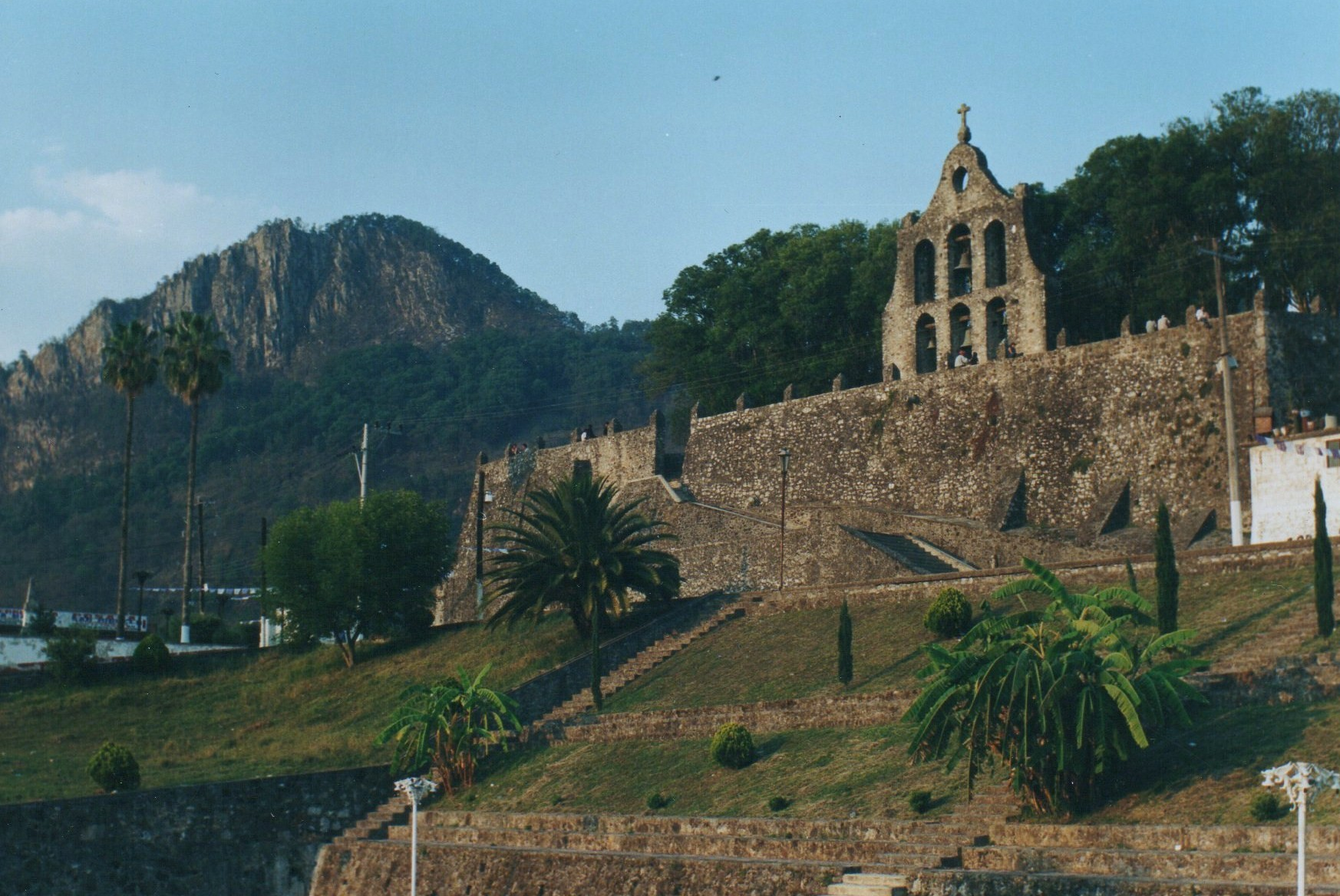
Templo y exconvento de Nuestra Señora de Loreto, en Molango.

#### Arquitectura civil

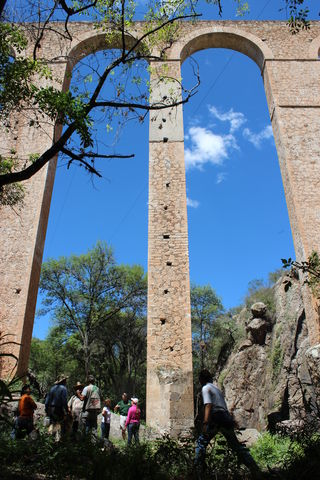
Acueducto El Saucillo en Huichapan, fue construido en el en cantera. Cuenta con una longitud de 155 metros y 14 arquerías que llegan a medir hasta altura de 44 metros de altura.

Durante el Virreinato de Nueva España, Hernán Cortés construyó una casa en Tepeapulco; la Casa de Hernán Cortés, contaba con un torreón, un fortín, almenas para pertrecharse y otros lujos de ese tipo; ocupaba toda una cuadra, hoy en día está dividida entre cinco familias. También durante este periodo se construye la Tercena de Metztitlán, uno de los pocos edificios civiles del siglo XVI para reunir un cabildo que queda en pie en México; se compone de dos habitaciones contiguas abovedas, abiertas hacia el exterior mediante arquerías de medio punto.
En la construcción de acueductos, destaca el acueducto y la caja de agua de Tepeapulco; los acueductos de Actopan y Epazoyucan, que dieron servicio a los conventos agustinos de tales localidades; también destacan los puentes que salvan ríos y arroyos como el llamado La Otra Banda, en la entrada al barrio del Progreso, en Ixmiquilpan.
Las haciendas se edificaron durante los siglos XVI y XX; algunas fueron cintruidas para beneficiar los metales que se extraían de las minas, y otras para la producción ganadera y del pulque. Muchas de ellas pertenecieron a familias aristocráticas de la sociedad virreinal o porfiriana. Existen veinticinco haciendas entre los municipios de Apan y Almoloya estas son: Chimalpa, Alcantarillas, Acopinalco, Horno, Mala Hierba, la presa Tetlapayac, Tezoyo, Espejel, Ocotepec, Zotoluca, Aviles, Buena Vista, Cocinillas, La Vente, San Isidro, Huehuechocan, Coatlaco, Ánimas, Santa Bárbara, Ixtilmaco, El Rincón y Tepepatlaxco.
Entre las haciendas de beneficio más conocidas son las construidas por Pedro Romero de Terreros en el municipio de Huasca de Ocampo: Santa María Regla, San Miguel Regla, y San Antonio Regla. En 1915 San Antonio Regla se inunda completamente por la presa del mismo nombre y solo se observa parte de la chimenea y una pequeña torre sobresaliendo del agua.
Para el siglo XIX, la fuerte influencia francesa que acompañó al periodo porfiriano se dejó sentir en la entidad y muestra de ello son los variados palacios municipales que fueron construidos en estilo neoclásico principalmente. Los relojes monumentales construidos durante este periodo son los de Tecozautla (1905) y Huejutla (1908). La principal edificación de este tipo es el Reloj Monumental de Pachuca fue inaugurado el 15 de septiembre de 1910, en medio de una gran fiesta popular; construido para conmemorar el Centenario de la Independencia de México.
De arquitectura Art déco en el estado, se encuentra el Palacio municipal de Mixquiahuala; y de arquitectura Art Nouveau, se encuentra la antigua hacienda de Exquitlán. Durante el periodo contemporáneo se construyen distintos relojes monumentales como los de Pachuquilla, Acaxochitlán, Santiago Tulantepec, Cuautepec, Metzquititlán y el de Jacala. También sobresale el centro histórico de Pachuca de Soto cuenta con una superficie aproximada de 12 km². Tiene calles inclinadas y estrechos callejones; es en esta zona donde se encuentran los antiguos edificios mineros, de los cuales cerca de 500 están valorados en el catálogo histórico de la ciudad, para su restauración y preservación.

Arquitectura civil en el estado de Hidalgo.
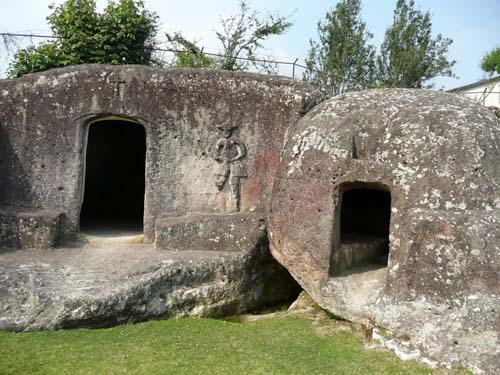
Casa de piedra en Zacualtipán de Ángeles.
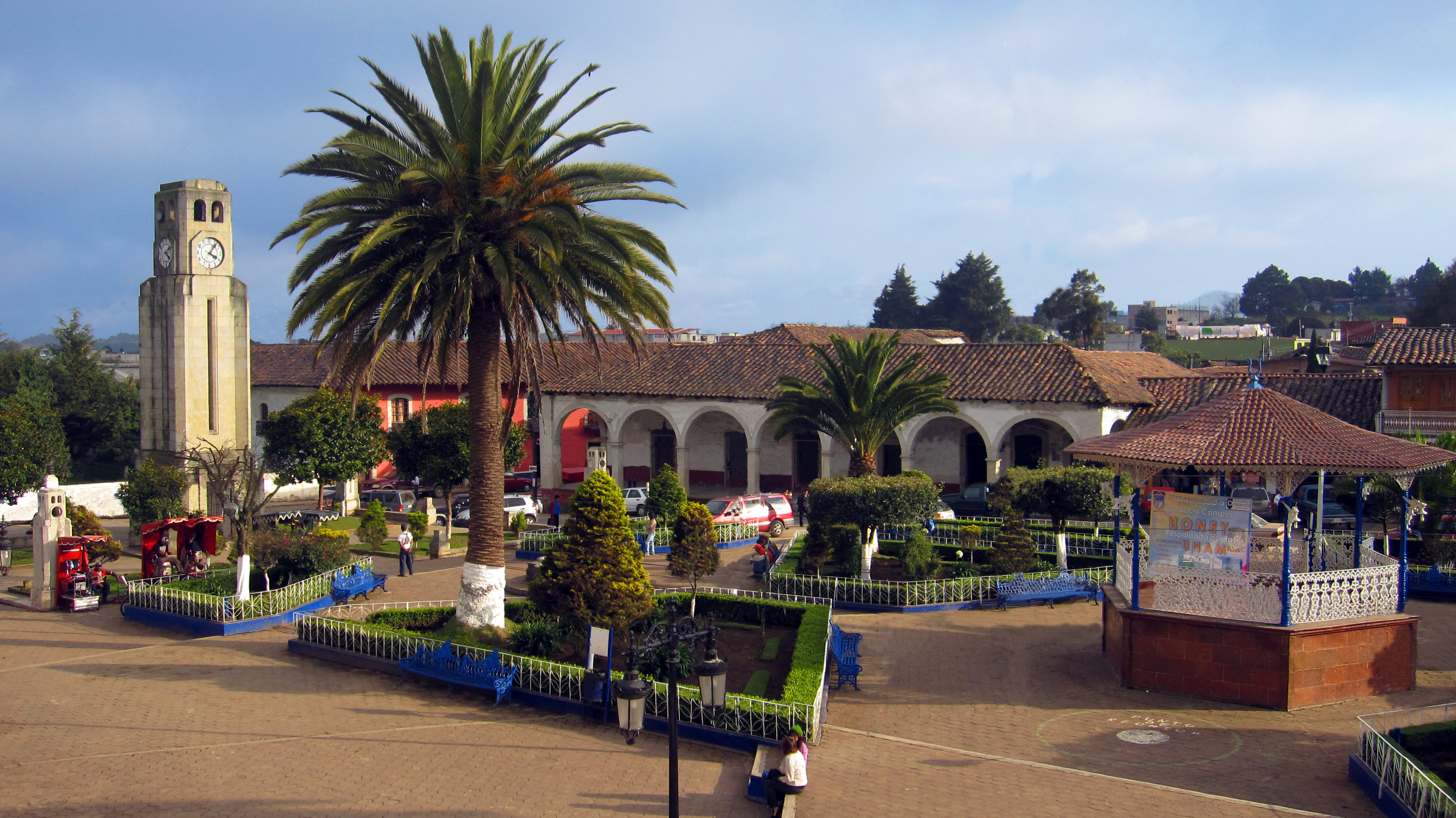
Reloj Monumental y plaza principal en Acaxochitlán.
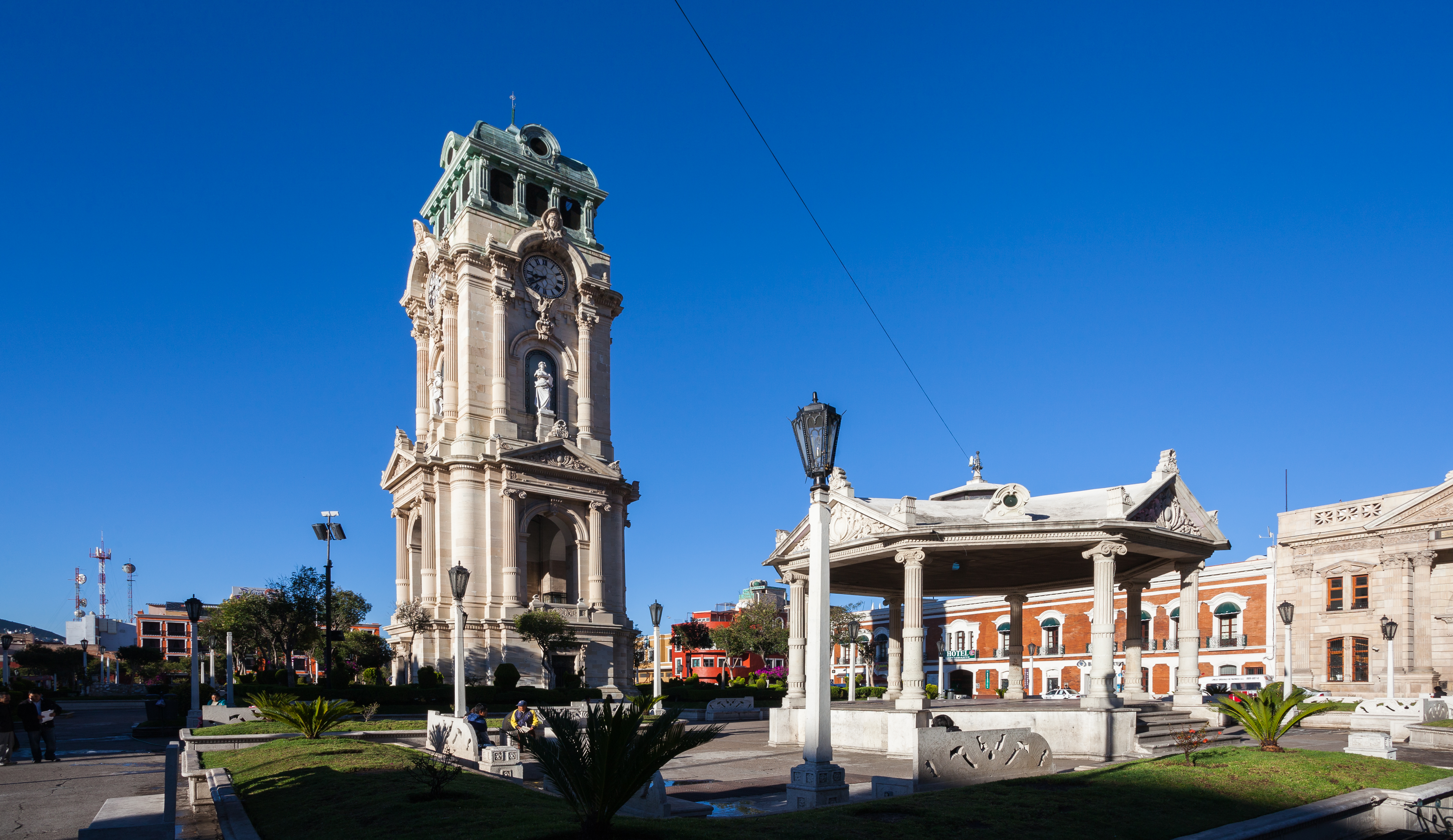
Reloj Monumental y plaza principal en Pachuca de Soto.
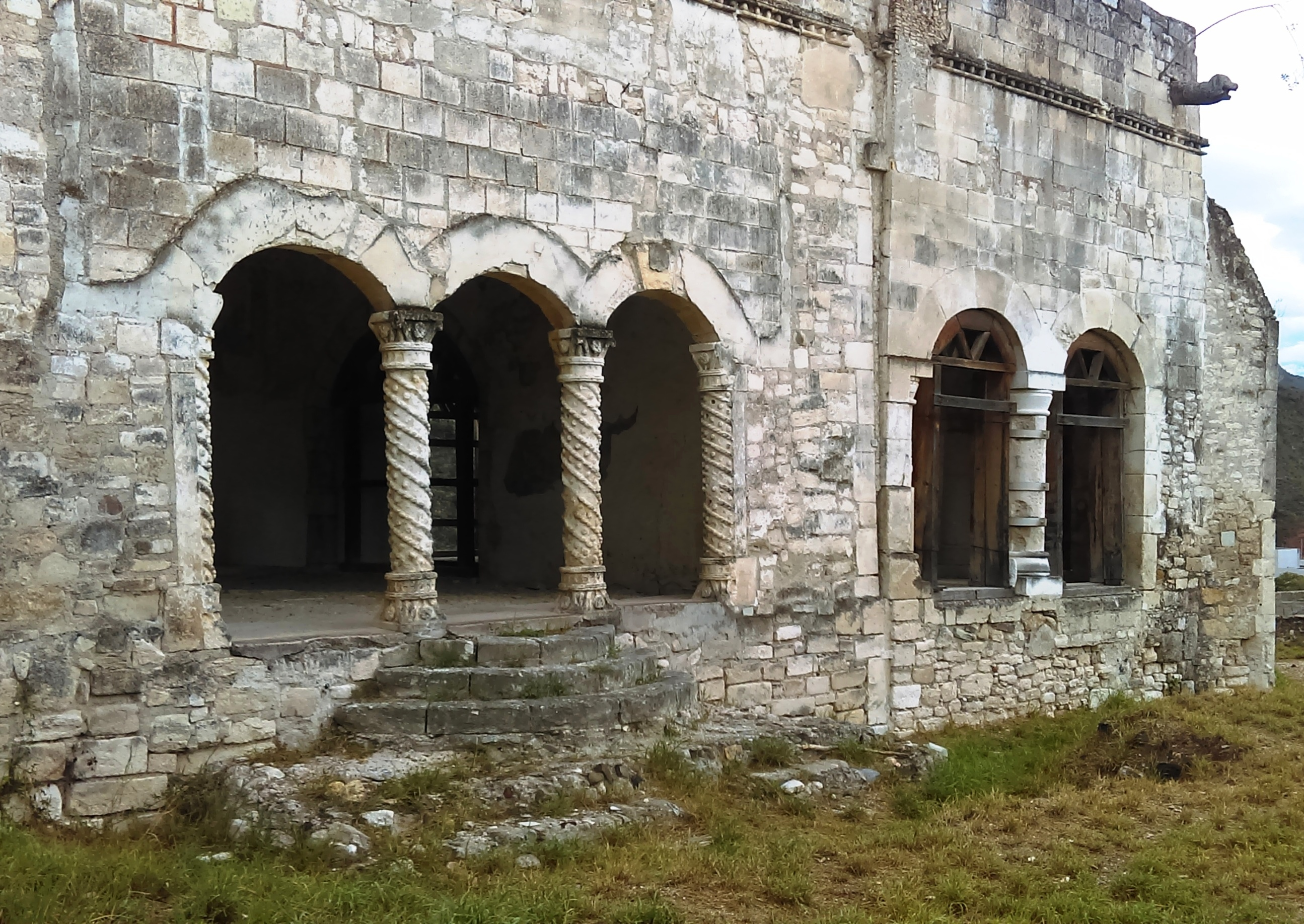
La Tercena de Metztitlán.
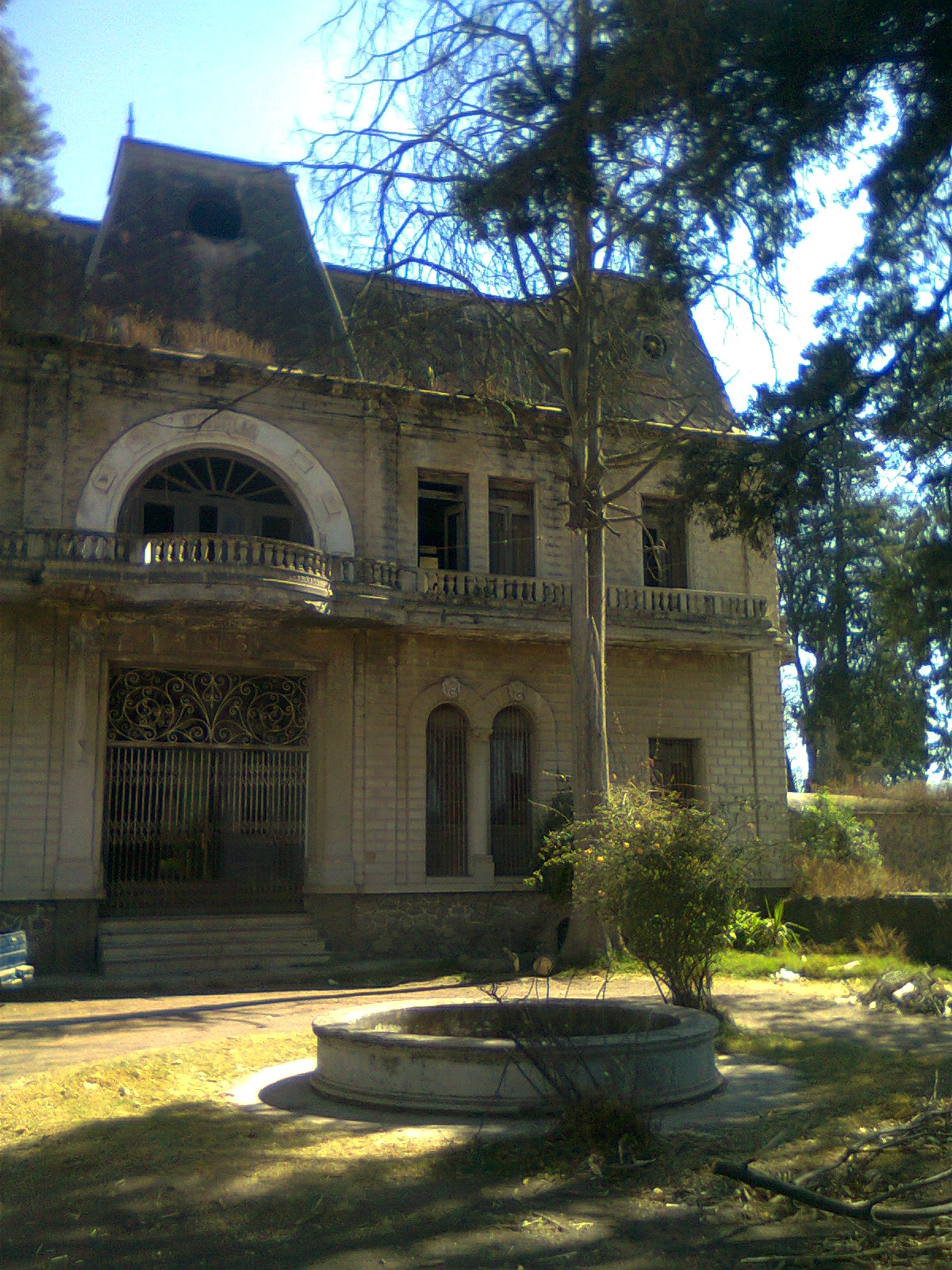
Hacienda de Exquitlán en Tulancingo de Bravo.
Reloj Monumental en Huejutla.
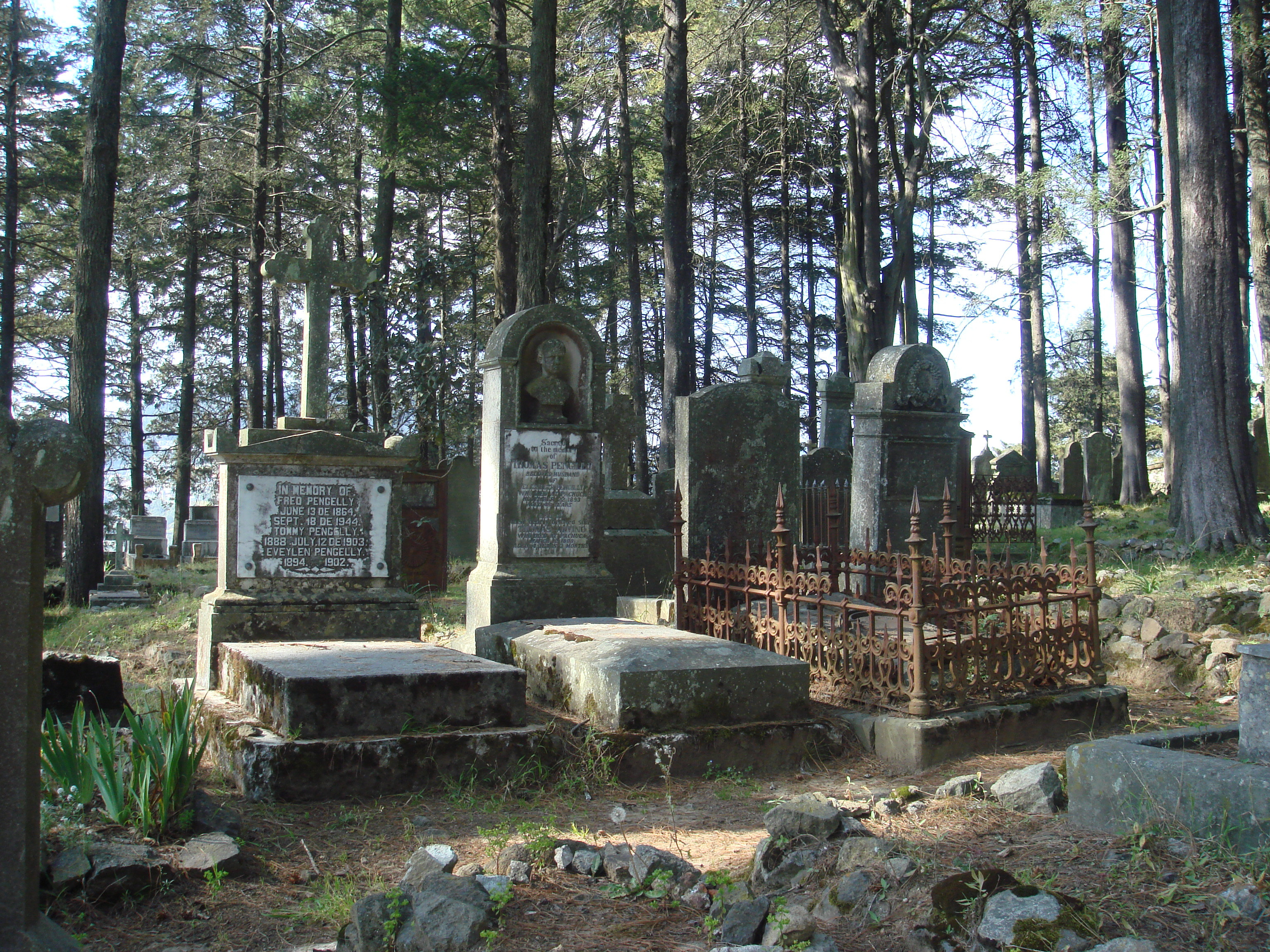
Panteón Inglés en Mineral del Monte.
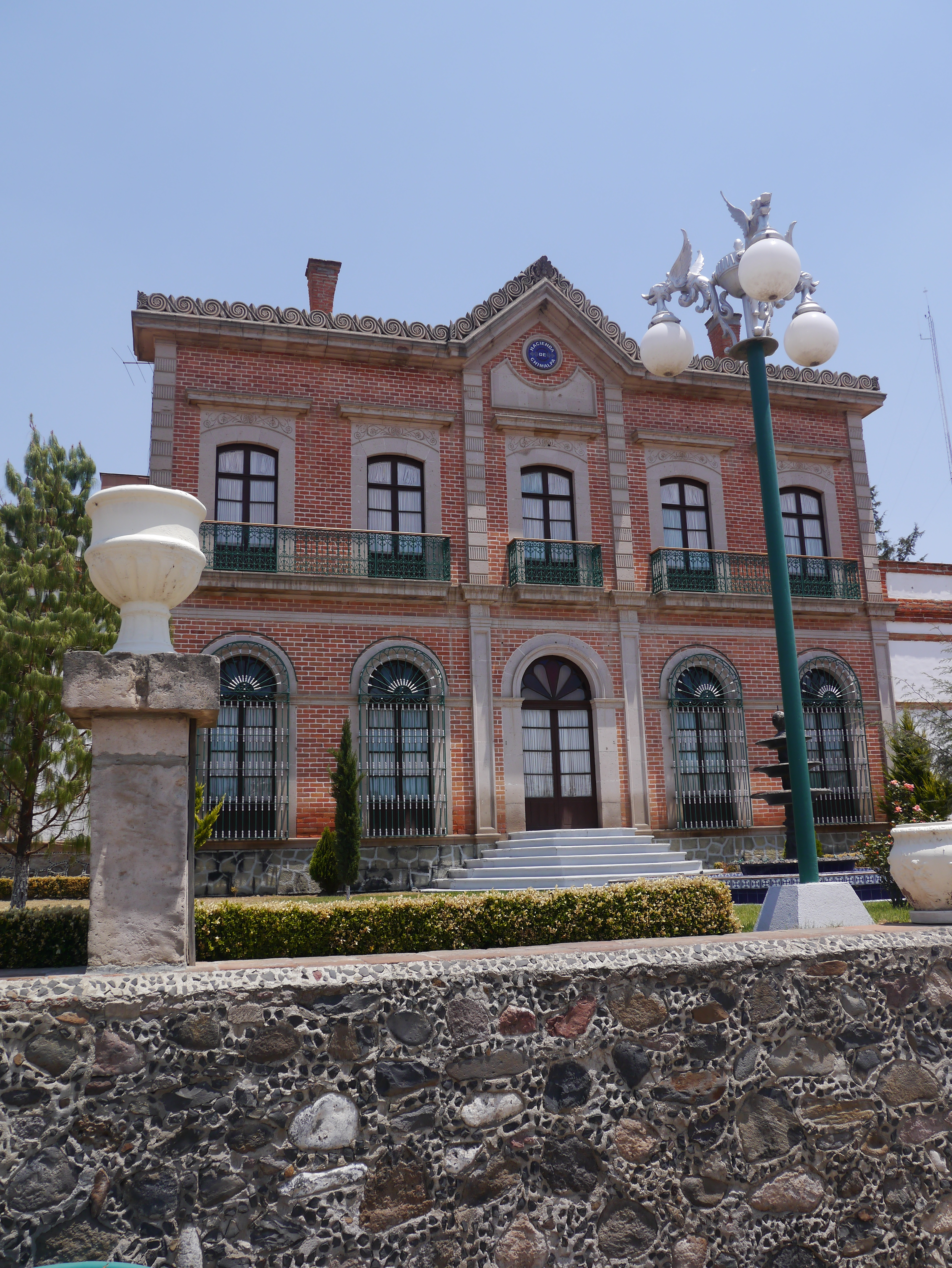
Hacienda Chimalpa en Apan.
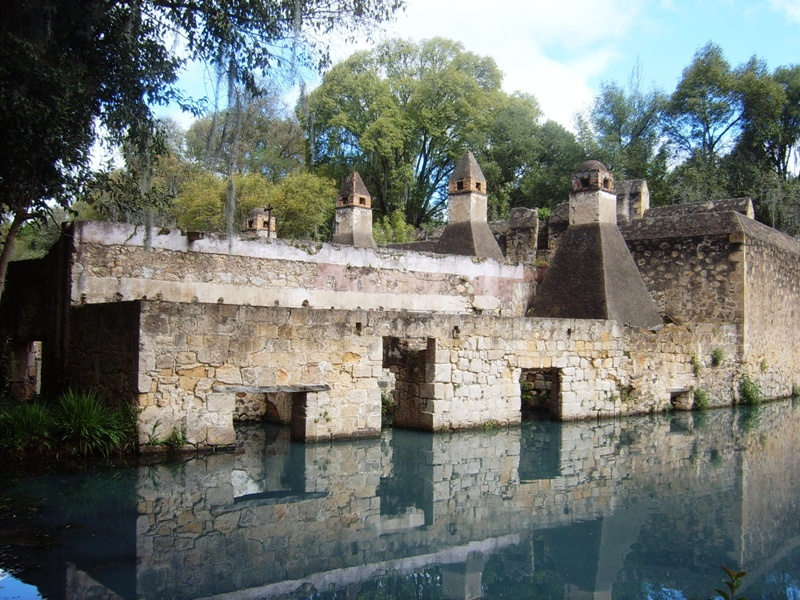
Hacienda de San Miguel Regla en Huasca de Ocampo.
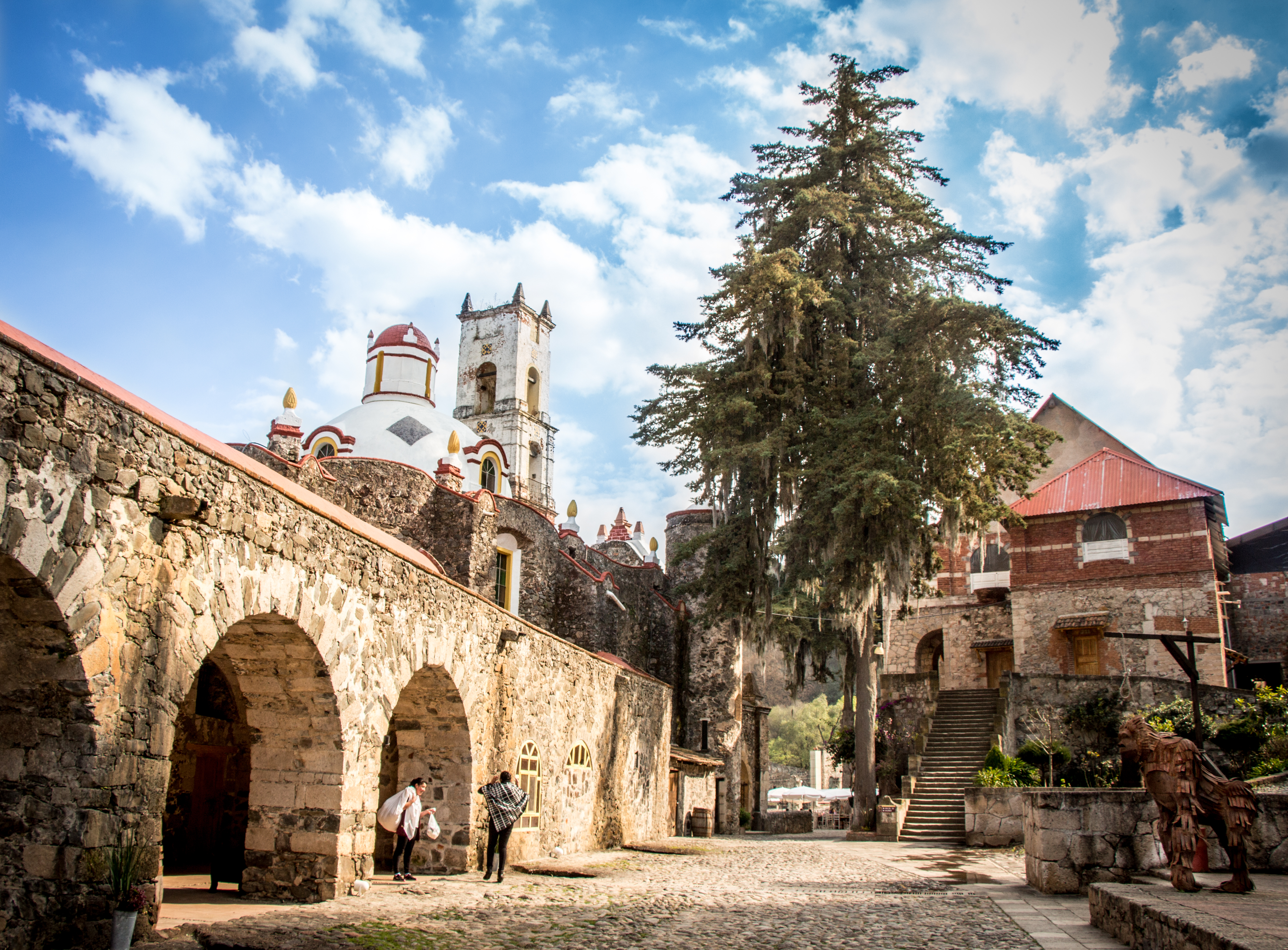
Hacienda de Santa María Regla en Huasca de Ocampo.
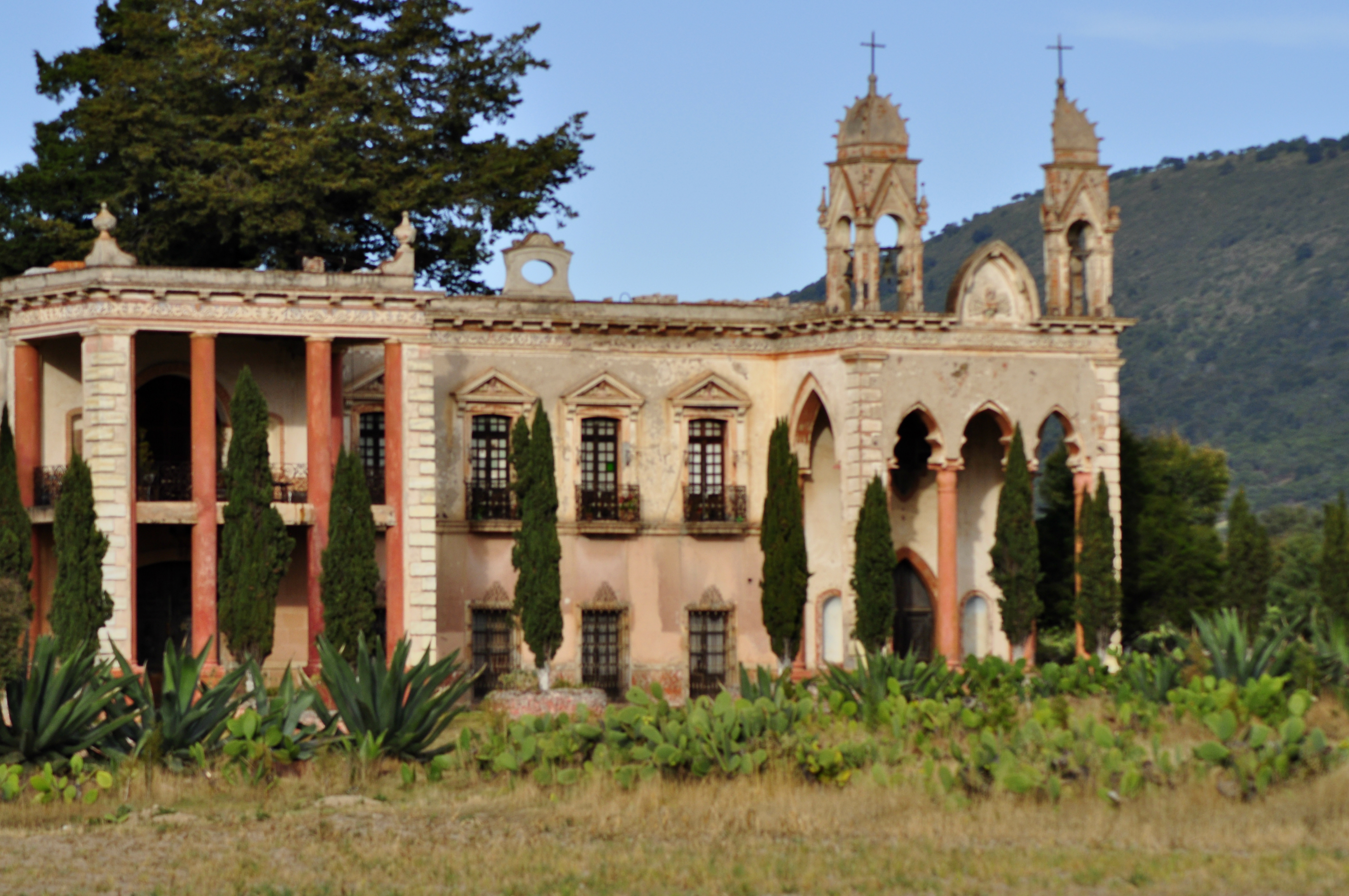
Hacienda San Diego Tlalayote en Apan.
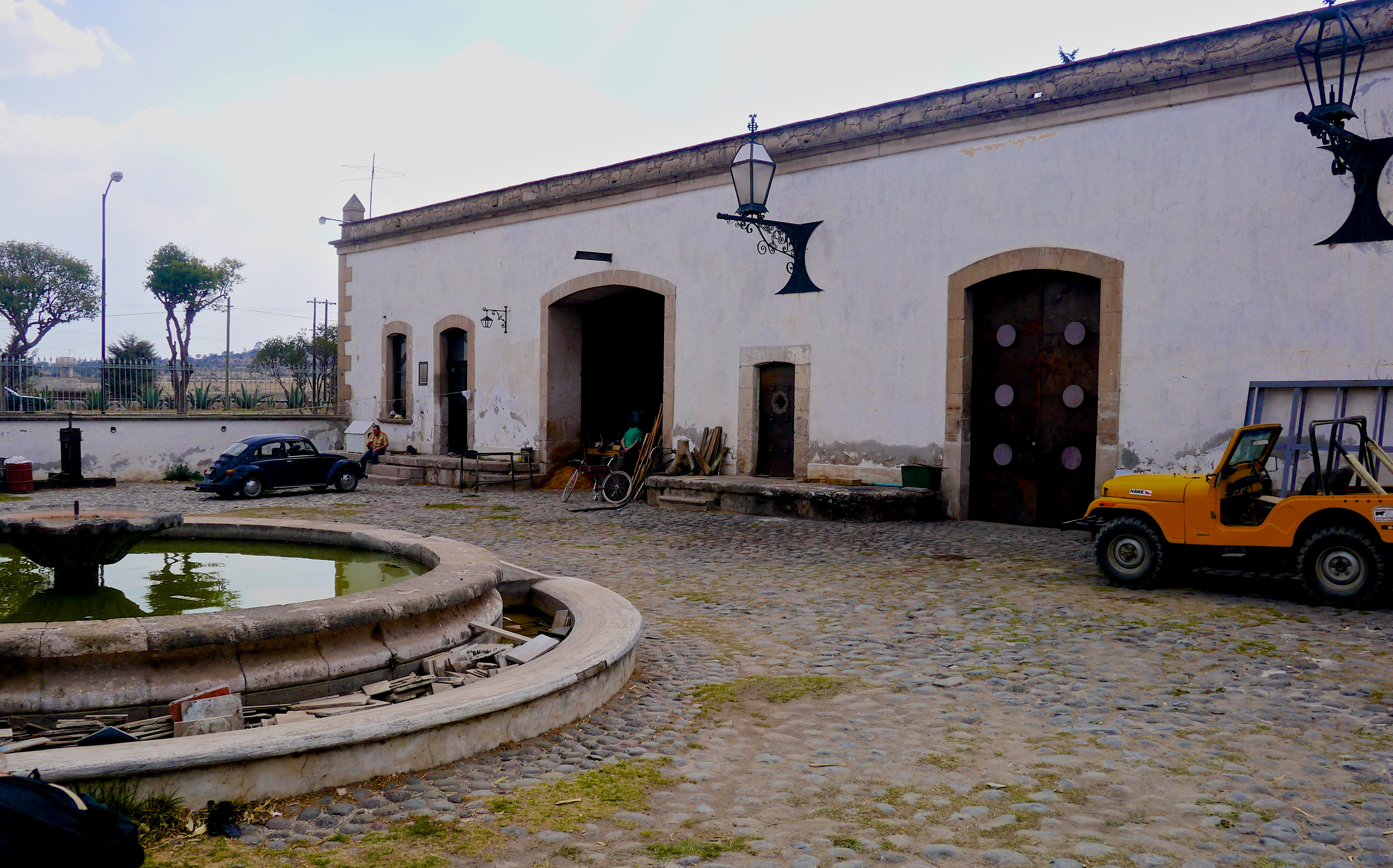
Hacienda Ocotepec en Apan.

### Escultura

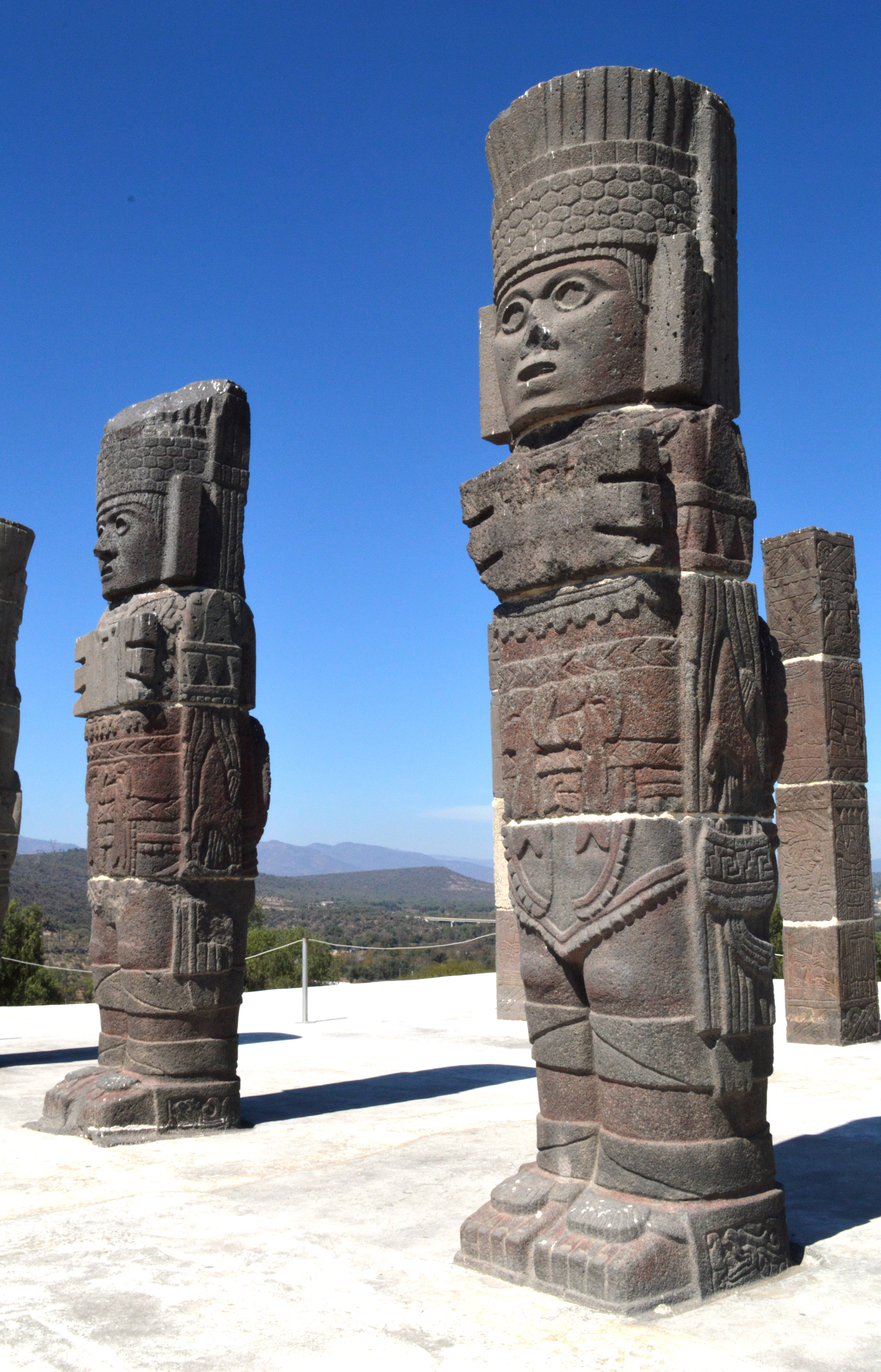
Atlantes de Tula.

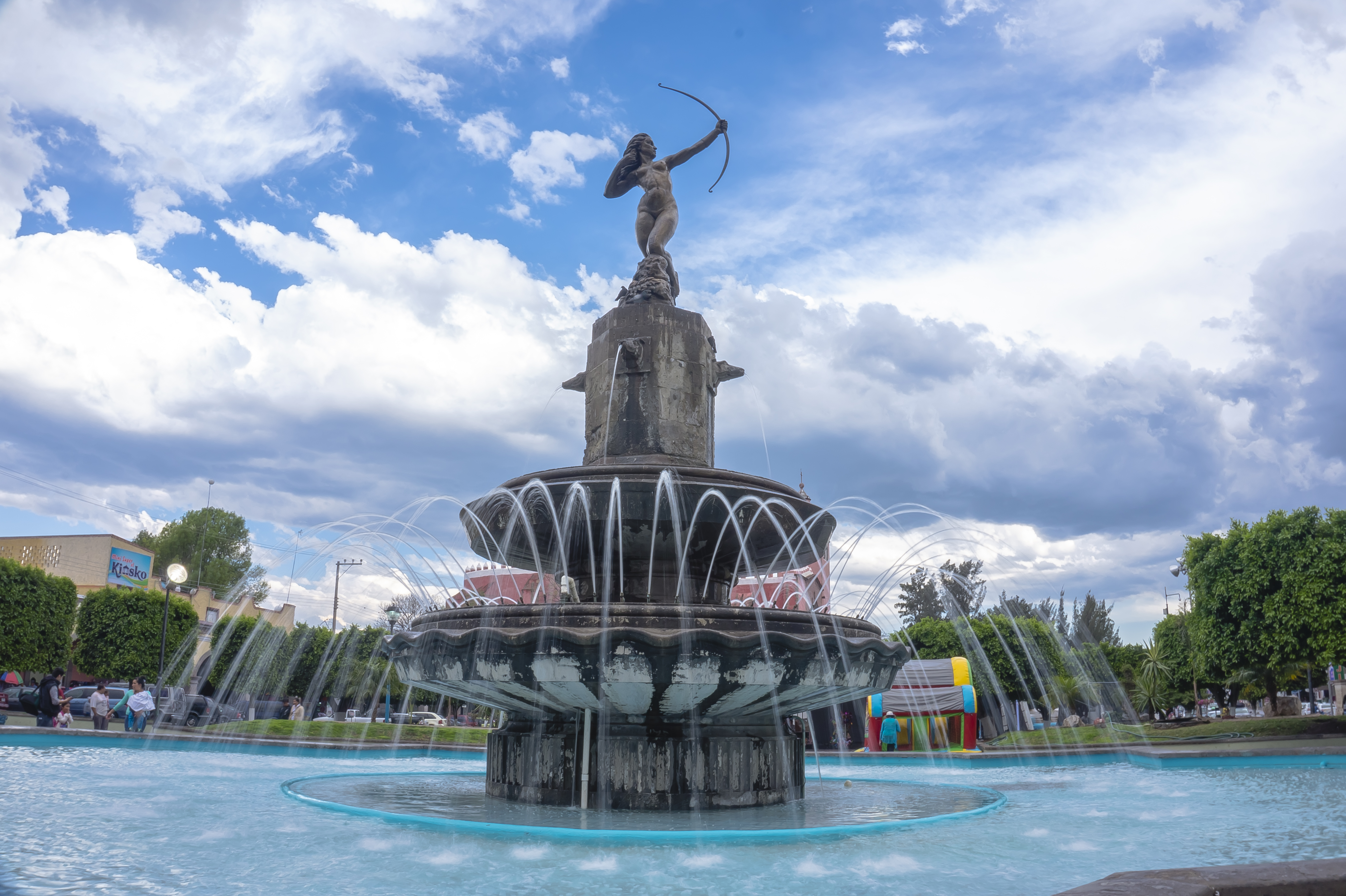
Fuente de la Diana Cazadora en Ixmiquilpan.

Del periodo prehispánico sobresalen las esculturas representando distintas representaciones de dioses, así como la cerámica de este periodo. En Yahualica fue encontrado el "Falo de Yahualica" una escultura que es asociada con el culto del Phallus, mide 156 centímetros de alto por 30 centímetros de ancho. También se encuentran los Atlantes de Tula, divididas en cuatro segmentos, las esculturas miden en promedio 4.60 m de altura. Se cree que son representaciones de guerreros Toltecas, ataviados con un tocado de plumas, un pectoral de mariposa (o “átlatl”, de ahí que se les nombre “atlantes”), dardos, un cuchillo de pedernal y un arma curva. Otra es el Chac Mool, escultura tolteca de gran importancia.
Durante el periodo del Virreinato de Nueva España sobresalen los trabajos de altorrelieve y bajorrelieve utilizados principalmente en la fachada de las iglesias y conventos, sobresalen los de Metztitlán, Epazoyucan, Ixmiquilpan, Atotonilco el Grande y Actopan. El retablo es la estructura arquitectónica, pictórica y escultórica que se sitúa detrás del altar en las iglesias católicas de rito latino. En Hidalgo se ha producido retablos interesantes, como: Apan, Mapethé, Huichapan y la iglesia del Carmen en Ixmiquilpan.
Para finales del siglo XIX y principios del siglo XX, la fuerte influencia francesa que acompañó a Porfiriato, se dejó sentir en la entidad; sobresalen los distintos monumentos algunos monumentos dedicados a Benito Juárez, levantados con motivo del centenario de su nacimiento. En el siglo XX destaca el Cristo Rey de Pachuca escultura de 33 m de altura; También en Pachuca de Soto en el camellón del bulevar Felipe Ángeles, se encuentra el denominado Corredor Minero; el cual es una serie de monumentos, esculturas, y antiguo equipo minero, colocado para resaltar el pasado minero de la región.
La Fuente de la Diana Cazadora en Ixmiquilpan, fue donada a la localidad en 1970 por Alfonso Corona del Rosal; cuando se construyó una réplica de la fuente de la Diana Cazadora colocando la réplica en la Ciudad de México y la original en Ixmiquilpan. La escultura fue realizada por Juan Fernando Olaguíbel y tiene 22 m de altura de estilo art déco. En Mineral del Monte se encuentra el Monumento Al Minero Anónimo, y el Monumento a la Primera Huelga en América.
En el siglo XXI destacan los monumentos para conmemorar el Bicentenario de México como el Monumento la Victoria del Viento de 19 m de altura; y la Rotonda de los Hidalguenses Ilustres. En 2014 se instalaron en Pachuca cinco esculturas monumentales que fueron edificadas por Enrique Carbajal que tienen como tema el "aire". Entre los artistas plásticos originarios del estado se encuentran: Byron Gálvez, Enrique Garnica, Martha Verónica José Hernández Delgadillo, José Armando Flora Evaristo, Ana Luisa Domini, Héctor Vázquez, José Antonio Cano Hernández, Ana Teresa Fierro, José Luis Vera, Carmen Parra Velasco, Mario Patiño y Benjamín León Estrada.

### Pintura
En el estado de Hidalgo se cuenta con cincuenta y ocho sitios con pinturas rupestres, distribuidos en más de treinta municipios. Los principales son Huichapan, Tecozautla, Alfajayucan, Metztitlán, Tepeapulco, Ajacuba, Actopan, Agua Blanca de Iturbide, El Arenal, Atotonilco de Tula, Cardonal, Cuautepec de Hinojosa, Chapantongo, Epazoyucan, Huasca de Ocampo, Juárez Hidalgo, Metepec, San Agustín Metzquititlán, Progreso de Obregón, San Salvador, Santiago de Anaya, Ixmiquilpan, Tepeji del Río de Ocampo, Tepetitlán, Tezontepec de Aldama, Tlahuiltepa, Tulancingo de Bravo, Zacualtipán de Ángeles y Zimapán. Los petroglifos se localizan en los municipios de Acatlán, Huazalingo, Metztitlán, Mixquiahuala, Tepeapulco, Tepeji del Río de Ocampo, Tula de Allende y Tulancingo de Bravo.
En la Nueva España, sobresalen lo murales o frescos que se puede encontrar en varios de los recintos conventuales, como en las capillas abiertas, en la nave, en el claustro, en la sacristía, y en el refectorio. Sobresalen los conventos de Actopan, Ixmiquilpan, Atotonilco el Grande, Epazoyucan y Metztitlán; así como la iglesia de la Purísima Concepción en Santa María Xoxoteco. A principios del siglo XIX, durante su viaje por el estado de hidalgo Alexander von Humboldt, dibujaría y estudiaría los Prismas basálticos de Santa María Regla y los Órganos de Actopan conocidos como los Frailes. Durante el siglo XIX, distintos lugares de Hidalgo serían visitados y dibujados por distintos pintores y académicos como Johann Moritz Rugendas, François Mathurin Adalbert y Eugenio Landesio.
Durante el siglo XX destacan las obras del muralismo mexicano, Roberto Cueva del Río realizó tres murales el primero en Ixmiquilpan, realizado en el edificio del Patrimonio Indígena del Valle del Mezquital en 1955; el segundo se encuentra en Pachuca de Soto ubicada en el Centro de las Artes de Hidalgo realizada en 1957; y el tercero se encuentra en Ciudad Sahagún ubicado en la escuela primaria Fray Bernardino de Sahagún, realizado en 1958. En Pachuca de Soto se encuentran los murales realizados por José Hernández Delgadillo en los años 1980 en la Plaza Juárez, denominados "Contradicciones y lucha en Hidalgo" y "Por la democracia, el trabajo y la soberanía nacional". En Tula de Allende se encuentra el mural "Tula Eterna" ubicado en el céntrico teatro al aire libre, realizado por Juan Pablo Patiño Cornejo realizado entre 1994 y 1997.

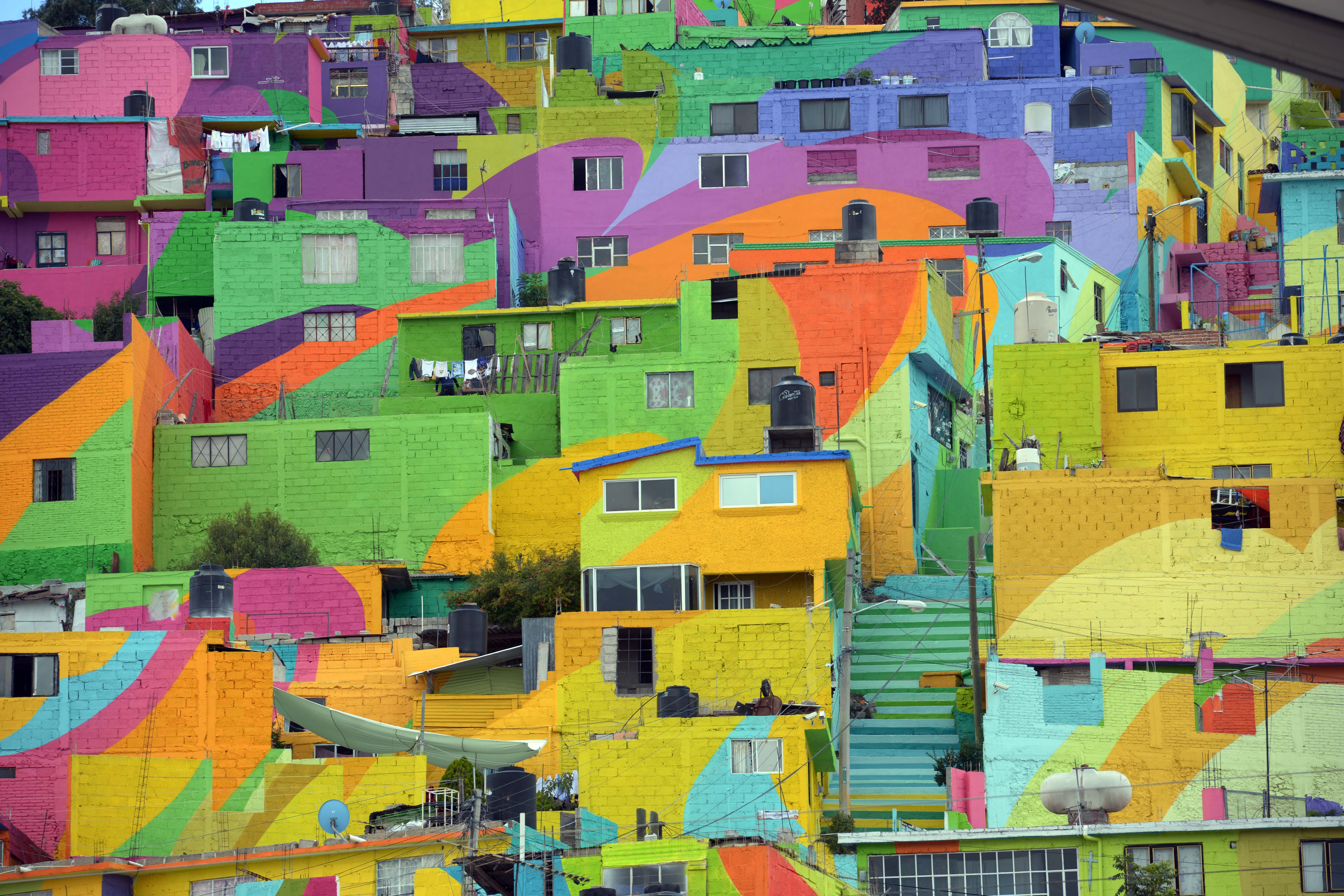
Macromural de Pachuca obra de Germen Crew (2015).

En el siglo XXI se realizan distintos trabajos continuando con el mural, e incorporando la técnica grafiti. El 13 de marzo de 2005 se inaugura en la plaza central del parque David Ben Gurión, una losa pictórica diseñada por Byron Gálvez titulada "Homenaje a la Mujer del Mundo"; cuyas dimensiones son de 80 m de ancho por 400 m de largo, está dividido en dieciséis módulos que contienen dos mil ochenta figuras elaboradas con aproximadamente siete millones de mosaicos de doce distintos tamaños y cuarenta y cinco diferentes todos de color. El 31 de agosto de 2015 fue inaugurado en la Colonia Palmitas, el Macromural de Pachuca; una de las ideas era plasmar el sobrenombre de Pachuca "La Bella Airosa", y sí, a lo lejos los colores se ven como olas de aire.
En la Colonia Morelos, en el municipio de Mixquiahuala de Juárez, se han realizado 160 murales de 140 artistas provenientes de 22 países, el proyecto cultural que comenzó en 2014. Entre los artistas visuales originarios del estado se encuentran: José Hernández Delgadillo, José Emmanuel Garcá Sánchez, Yessica Adriana Ruiz Morales, José Emilio Pacheco Vega, Celia Guadalupe Rasgado Marroquín, Liliana Herrera Hernández, y Bernardo Santiago Ángeles.

### Literatura

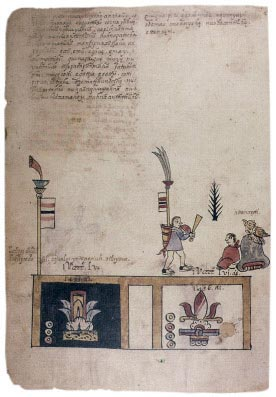
Códice de Huichapan.

Entre la literatura destacan los códices realizados en el México prehispánico y durante la Nueva España; como el Códice de Huichapan, el “Fundo del pueblo de Acaxochitlán”, el Códice de tributos de Mizquiahuala, los Anales de Tula, el Códice Nicolás Flores.
Durante el siglo XIX y XX, entre los principales escritores se encuentran: Efrén Rebolledo, poeta, dentro de sus obras más importantes se encuentran “Rimas Japonesas”, “El Desencanto de la Dulce Inea” y “Libro de Loco Amor”; Genaro Guzmán Mayer, escritor y dramaturgo, sus obras más representativas son: Voz Metálica, Deni Thani, Pachuca urna verbal y el libro Ixmiquilpan dedicado al Valle del Mezquital; Ricardo Garibay que abarca la novela, ensayo, poesía, crónica, teatro y cuento; destaca la novela La casa que arde de noche (1971); Gabriel Vargas historietista creó la "La Familia Burrón", que llegó a tener un tiraje semanal de más de 500 000 ejemplares.
Entre los principales escritores se encuentran: Jesús Becerril Martínez, Enrique Olmos de Ita, Fernando Rivera Flores, Rafael Tiburcio García, Jair Cortés, Rogelio Perusquía, Julio Romano Obregón, Alfonso Valencia, Javier Said Estrella García, Ignacio Rodríguez Galván, Daniel Olivares Viniegra, Ignacio Trejo Fuentes, Daniel Fragoso Torres, Raúl Macin Andrade, Nancy Ávila Márquez, Agustín Cadena, Diego Castillo Quintero, Adela Calva Reyes, José Lorenzo Cossío, José Luis Herrera Arciniega, Gonzalo Martré, Luis Ponce, Elisa Vargaslugo Rangel, Margarita Michelena y Yuri Herrera.
Las biblioteca más importante del estado es la Biblioteca Central del Estado Ricardo Garibay, inaugurada el 18 de mayo de 2007 y ocupa un espacio de 4560 m², y puede atender simultáneamente hasta 700 usuarios. La biblioteca cuenta con un acervo de más de 65 000 volúmenes, distribuido en las dos plantas del moderno y confortable edificio, y dividido en nueve colecciones: General, Infantil, Didáctico, Silentes, Braille, Multimedia, Hemerográfica y Fondo Hidalgo.

### Música

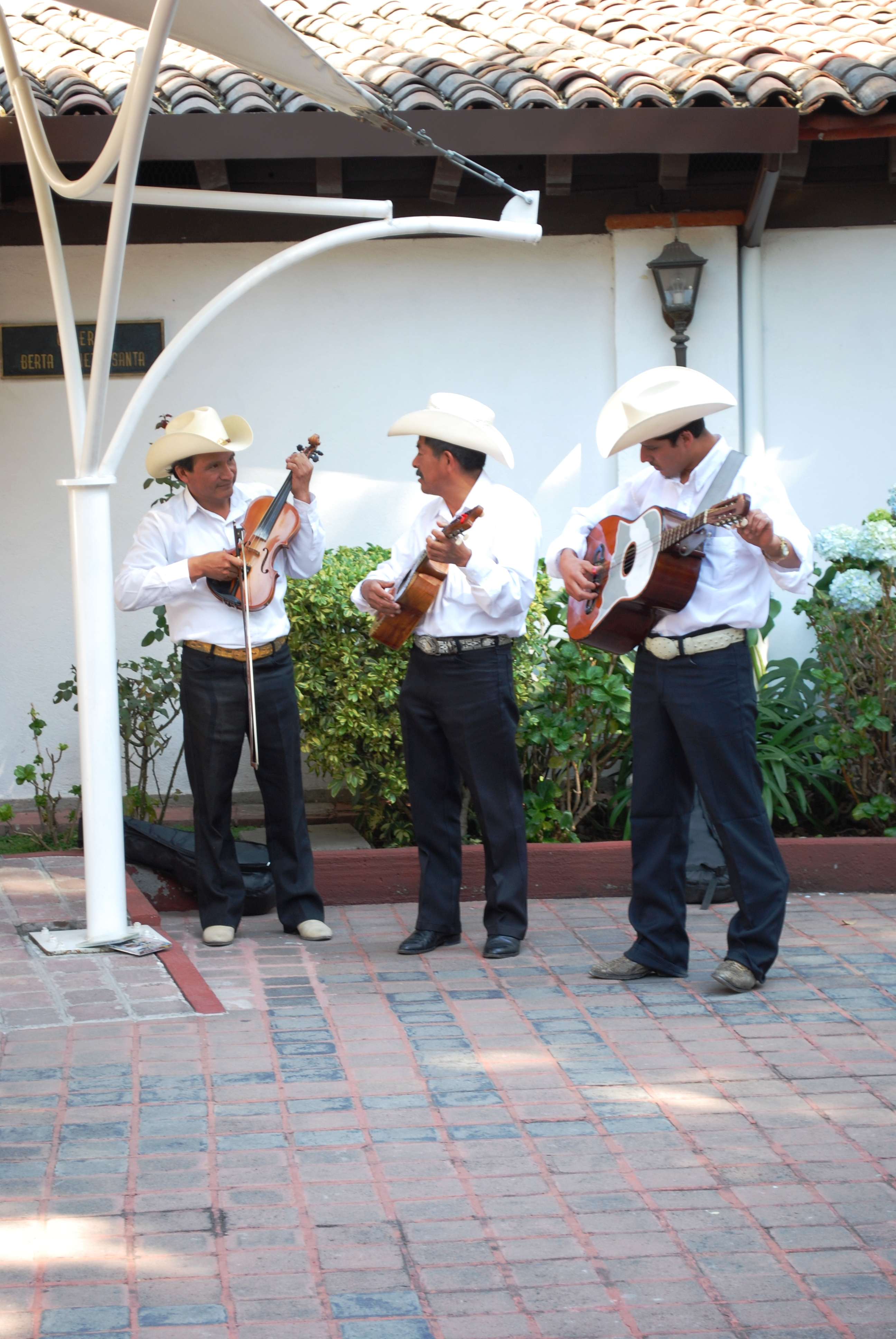
Trío huasteco.

Banda otomí en El Arenal.

La Banda Sinfónica del Estado de Hidalgo creada en 1901, y su primer director fue Candelario Rivas. La banda sinfónica ha adaptado la música popular con distintas vertientes: jazz, tango, folclore nacional y extranjero. Anualmente se realiza una temporada de conciertos por parte de la orquesta sinfónica de la UAEH, creada en 1997; que toca en el Aula Magna Alfonso Cravioto con un aforo para 740 personas. El 16 de enero de 2014 inician las actividades de la Orquesta Sinfónica Infantil y Juvenil de Tlaxcoapan, dicho proyecto beneficio a niños y niñas de la región sur-poniente del Valle del Mezquital.
La música regional está representada por el llamado huapango, género musical conocido también como "Son Huasteco" de la Región Huasteca. Existen dos tipos de huapango: el tradicional y el moderno. El huapango tradicional se interpreta utilizando tres instrumentos: jarana, violín, quinta huapanguera o guitarra. El Hupango moderno o Huapango lento, es el resultado entre el son huasteco, y la canción ranchera comercial. Son originarios de Hidalgo dos de los principales compositores de huapango, Nicandro Castillo y Valeriano Trejo.
Dentro de la música otomí a través de la música manifiesta elementos culturales que remiten a las tradiciones y gustos del pueblo otomí. Estos elementos han sido retomados, o bien se han creado a partir de inquietudes colectivas. En el Valle del Mezquital el alto número de migrantes, la música “grupera” ha propiciado que en las fiestas se marginen la danza y la música tradicionales, existen incluso agrupaciones de “cumbia hñahñu”. La música del pueblo hñähñu, se usa para acompañar el ritual de cantos y danzas, también posee la función de esparcimiento, se pueden escuchar versiones pícaras, amorosas, pastoriles, de animales y arrullos.
Entre los músicos originarios del estado de hidalgo se encuentran: Consuelo Gándara Romero (Soprano); Josefina Estefanía Blancas García (Pianista); Leonardo Bejarano (Flautista); Clara Lozano García (Pianista); Gladys Habib Nicolás (Soprano); David Peña Cruz (Percusionista); Carlos Galván (Tenor); Jesús Yusuf Isa Cuevas (Músico); Nimbe Salgado (Soprano); María Teresa Rodríguez (Pianista); Abundio Martínez (Compositor); Miguel Ángel Asiain Díaz (Guitarrista); Martha Zeller (Cantante); Demetrio Vite (Compositor); Alejandro Chehín (Pianista); Maximino Calva Pérez (Músico); Mauricio Hernández Monterrubio (Músico); Paula Hernández del Castillo (Concertista); Alejandro Moreno Ramos (Concertista); Alberto González García (Músico); Leonardo Martín Candelaria González (Músico); José Luis Roma (Compositor y Cantante); y Raúl Roma (Compositor y Cantante).

### Danza
El Ballet Folclórico del Estado de Hidalgo, fue fundado en 1976. Entre las danzas tradicionales del estado de Hidalgo, hay muchas en las que los danzantes van disfrazados o enmascarados con diferentes elementos. Los grupos de danzantes son acompañados por un grupo de música, los instrumentos varían de acuerdo a la zona: en la Huasteca y la sierra se utilizan jarana, violín y guitarrón en el Valle una guitarra pequeña parecida a la mandolina.
En la región Huasteca se realiza la danza de las inditas, también llamada “Macehualichpocamihtotlan”; que se baila el día 12 de diciembre en honor a la Virgen de Guadalupe; el grupo lo conforman solo mujeres. La danza de los mecos, se baila durante el carnaval; los danzantes se pintan el cuerpo con tepetate, y utilizan un penacho y taparrabos. La danza femenil indígena Texoloc, se baila en honor a la Virgen de la Concepción, en Texoloc, municipio de Xochiatipan. También en la Huasteca se baila la danza de los Matlachines, la danza de los negritos, la danza de Montesón, la danza de Chicomexochitl, la danza de Xochitines y la danza de los Huehuentines, así como el baile del Huapango.
En el Xantolo se realizan distintas danzas, la mayoría solo realizadas por hombres como: la danza de Cuanegros, los varones interpretan a las “viejas” y a los “viejos”; la danza de los tecomates, donde los seis danzantes visten camisas y pantalón de manta blanca; la danza de los coles, los disfrazados utilizan ropa muy vieja y maltratada, cubren su rostro con una máscara de trapo, algunos hombres vestidos de mujer.

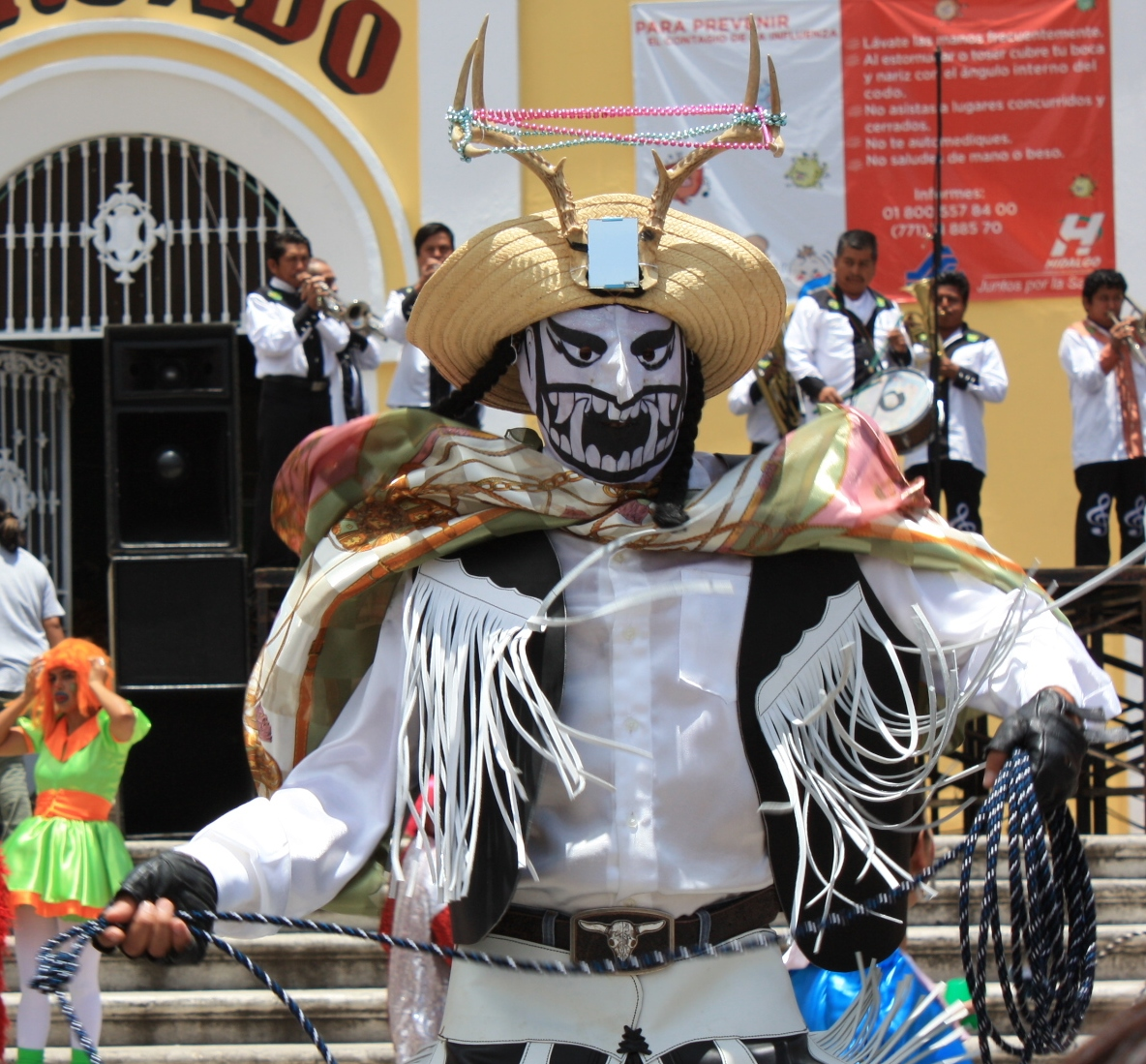
Cuernudos de Calnali.

El estado de Hidalgo comparte tradiciones y costumbres con las regiones vecinas, es común el uso de algunas tradiciones que a menudo provienen de Veracruz, o de la Sierra Norte de Puebla, como la Danza de Quetzales, el Rito de los voladores y la danza de los Acatlaxquis; estas principalmente se realizan en la sierra de Tenango. La danza de los arcos, se baila en la Sierra Alta y Baja, principalmente en Metzquititlán y en Los Reyes, municipio de Acaxochitlán. Por sus pasos, música y vestuario, es una mofa de los bailes españoles de la época de la colonia. También se encuentra la danza de la flor del municipio de Tenango de Doria.
Las danzas en el Valle del Mezquital son de reciente creación, en esta zona destaca la “Danza del ixtle”, que describe el hilado y tejido del ixtle. La música se compone de siete cantos en idioma otomí, se compone de catorce evoluciones y ocho pasos, participan 12 mujeres y 12 hombres. La danza se creó en 1965, cuyo autor fue Pedro Pioquinto Secundino Miranda, originario del municipio de Ixmiquilpan. También del Valle del Mezquital se encuentra la danza de las pastoras, donde un grupo de niñas baila en honor a la virgen María; San Sebastián Mártir es representado por un joven atado a un madero, los danzantes bailan alrededor simulando lanzarle sus flechas.
Entre los Intérpretes de danza originarios del estado de hidalgo se encuentran: Álvaro Serrano Gutiérrez (Coreógrafo); Renato Álvarez (Intérprete); Enrique Cruz del Castillo (Coreógrafo); Javier Santo (Intérprete) y Alejandra Castañeda (Intérprete).

### Fiestas

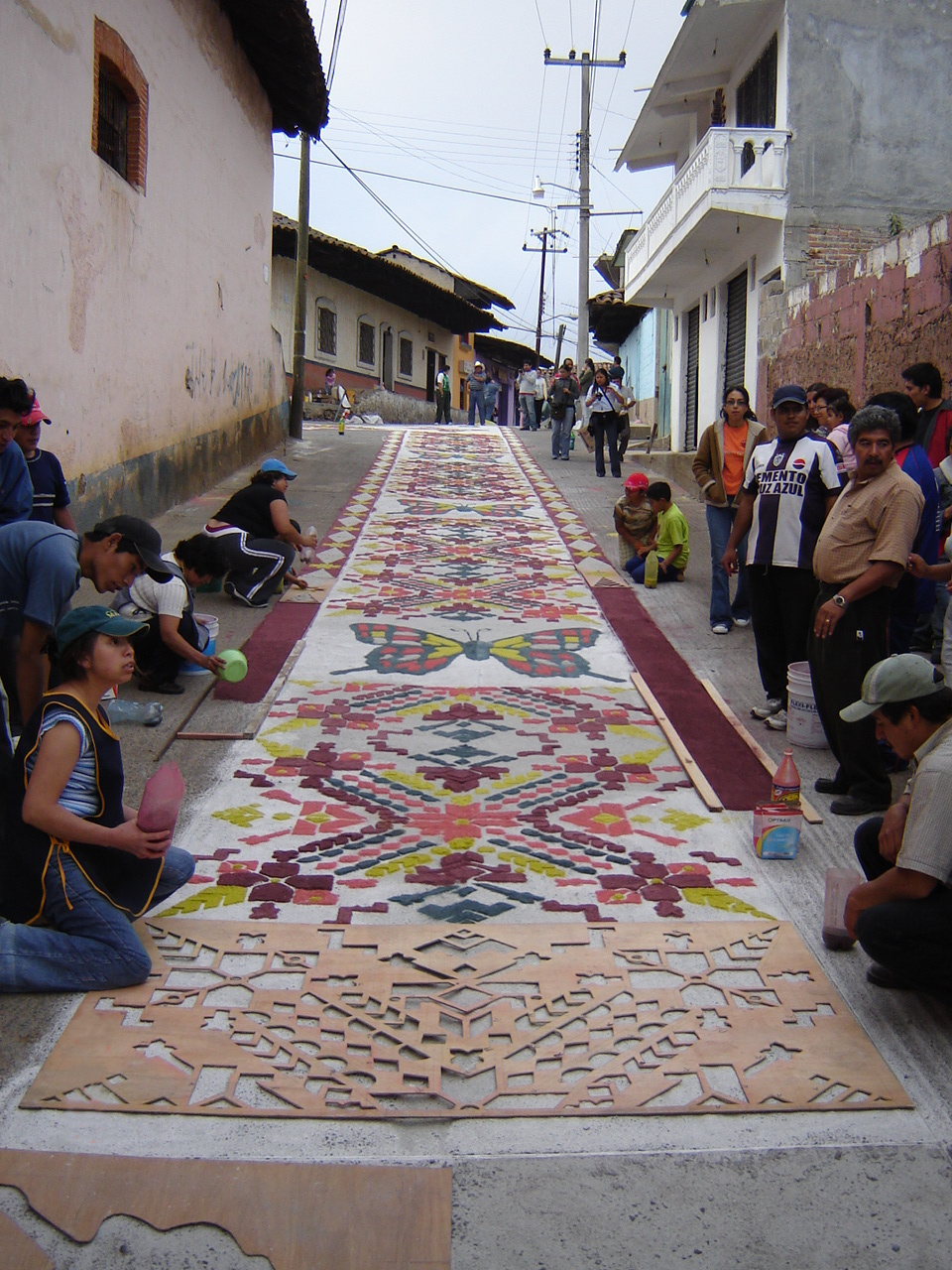
Alfombra de aserrín realizada para la Fiesta del Señor del Colateral, la cual se realiza el 11 de mayo, en Acaxochitlán.

El calendario se encuentra lleno de festividades, las cuales son producto de la herencia del mestizaje indígena y español. Este se empieza con la celebración de la Candelaria; pasando por los carnavales para posteriormente celebrar Semana Santa, llegando al Día de Muertos. Al fin del año se celebra a la Virgen de Guadalupe, las Posadas y Navidad; con lo que cierra el ciclo de fiestas religiosas.
Todo el año se hacen fiestas rindiéndole culto al santo patrono de cada localidad con oficios religiosos, juegos mecánicos, y eventos deportivos y culturales. En las celebraciones destacan los fuegos pirotécnicos, principalmente los Castillos, y los Cohetones. También en el estado se festejan todas las conmemoraciones de México, como el Aniversario de la Independencia de México (15 y 16 de septiembre) y de la Revolución mexicana (20 de noviembre).
El día de la Candelaria se realiza el 2 de febrero; una tradición en México es vestir cada año a las figuras para la presentación que se realiza en la iglesia, y comer tamales ese día. Con motivo de la aproximación de la Cuaresma, varios municipios celebran el carnavales; en Hidalgo se desarrollan en fechas muy alejadas a las eclesialmente fijadas, durante las fechas comprendidas después del miércoles de ceniza y antes de Semana Santa. Los municipios que realizan carnaval son Acaxochitlán, Alfajayucan, Atotonilco el Grande, Atlapexco, Apan, Calnali, Chapulhuacan, Eloxochitlán, Huautla, Huehuetla, Huejutla de Reyes, Jacala de Ledezma, Jaltocán, Metepec, Metztitlán, Mixquiahuala de Juárez, Molango de Escamilla, San Agustín Metzquititlán, San Bartolo Tutotepec, San Felipe Orizatlán, Santiago de Anaya, Tecozautla, Tepeapulco, Tenango de Doria, Tulancingo de Bravo, Tlahuelilpan, y Zacualtipán de Ángeles.
Durante Semana Santa destacan las representaciones de Acatlán, Actopan, Apan, Atitalaquia, Huasca de Ocampo, Huichapan, Metztitlán, Metzquititlán, Mineral del Chico, Omitlán, Pacula, Pachuca, Pachuquilla, Progreso, Molango, Santiago Tulantepec, Tlaxcoapan Tepeji del Río, Tianguistengo, Tolcayuca, Tulancingo, Tula y Zacualtipán. La fiesta de la Cruz de Mayo, realizada el 3 de mayo, esta fiesta dedicada al levantamiento de la cruz se realiza principalmente en obras en construcción. 

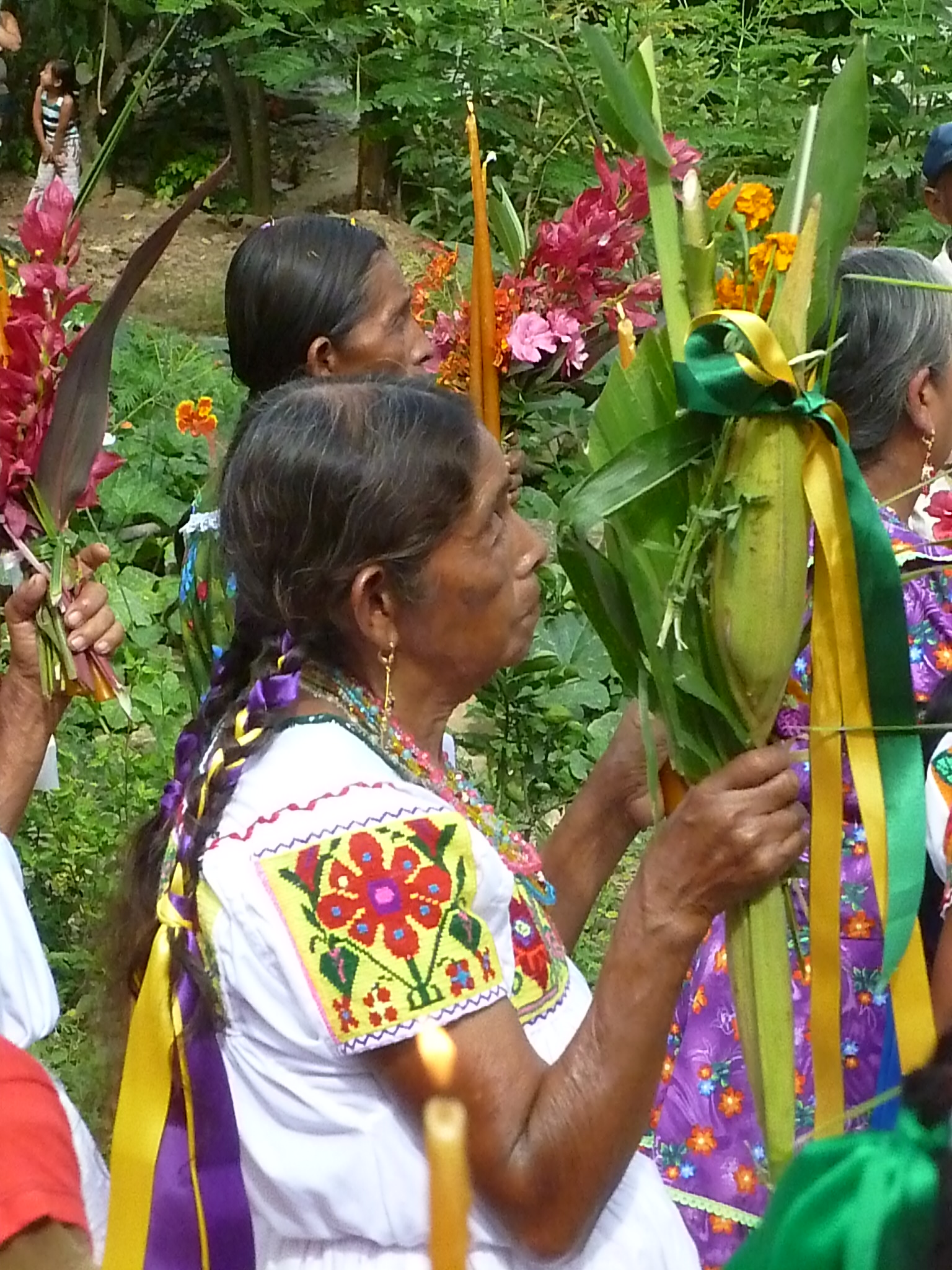
En Tecacahuaco, municipio de Atlapexco, se celebra la llegada del maíz, con música y comida.

El Día de Muertos está presente en varias regiones como el Valle del Mezquital, Huasteca, Sierra Alta, sierra de Tenango y Sierra Baja. Entre los otomíes del Valle del Mezquital la ofrenda, se compone por un piso de tierra, dos muros laterales de carrizos y uno central compuesto por pencas de maguey. El grupo tepehua, que comparte espacio con el grupo otomí en la sierra de Tenango, comienzan sus celebraciones el 18 de octubre; en este día, se ofrece comida a los fallecidos de manera violenta, pues resultan espíritus proclives a causar enfermedades. La celebración tepehua se conoce localmente como Santoro, una expresión lingüística dirigida a señalar sanctorum. La fiesta de Xantolo que se lleva a cabo dentro de la región de la Huasteca. El Xantolo (palabra introducida al náhuatl por la deformación de la frase latina festiumominum sanctorum, que quiere decir fiesta de todos los santos), Durante estos días, se celebra el certamen Señorita Cempasúchil, evento tradicional que año con año se enmarca en los festejos del Xantolo.
Durante el mes de diciembre se realizan las denominadas Fiestas Decembrinas, en él se desarrollan la celebración de las apariciones de Nuestra Señora de Guadalupe (12 de diciembre), las Posadas (16 al 24 de diciembre), Nochebuena (24 de diciembre), Navidad (25 de diciembre), día de los Santos Inocentes (28 de diciembre), Nochevieja (31 de diciembre), Año Nuevo (1 de enero) y día de los Reyes Magos con la partida de la rosca de Reyes (6 de enero). Estas también se conocen coloquial mente como Maratón Guadalupe Reyes. En el mes de diciembre se lleva a cabo el encendido del árbol de Navidad en las ciudades de Pachuca de Soto, Atotonilco el Grande, Tulancingo, Apan, Tizayuca, Jacala, Zimapán, Tula de Allende, Huichapan, Ixmiquilpan, Actopan, Zacualtipán y Huejutla de Reyes. En los primeros días de enero se realiza la cabalgata de Reyes Magos en la ciudad de Pachuca de Soto.

Fiestas del estado de Hidalgo.
Fiesta del Señor de las Maravillas en El Arenal.
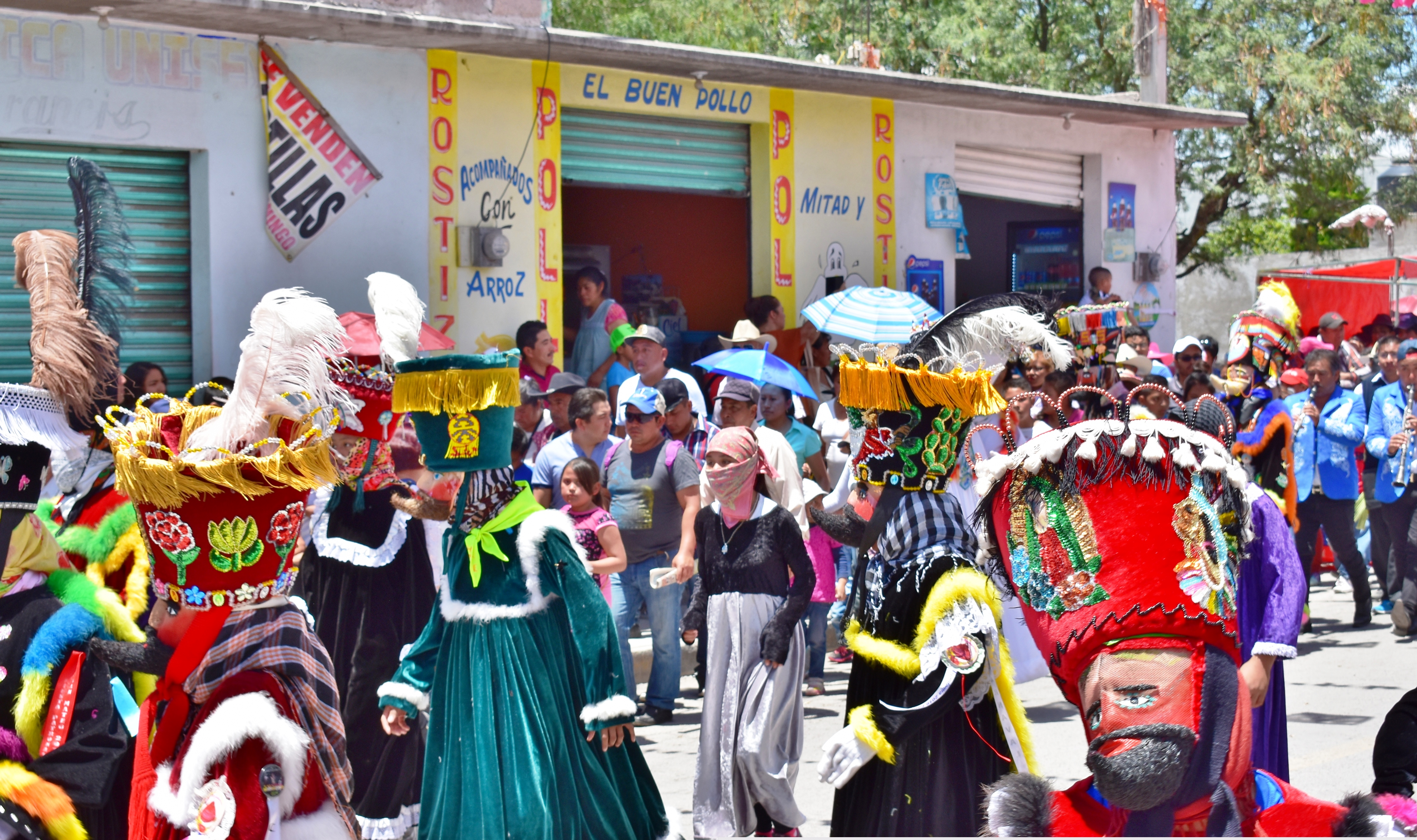
Fiestas en honor a la Virgen de las Lagrimas en Tetepango.
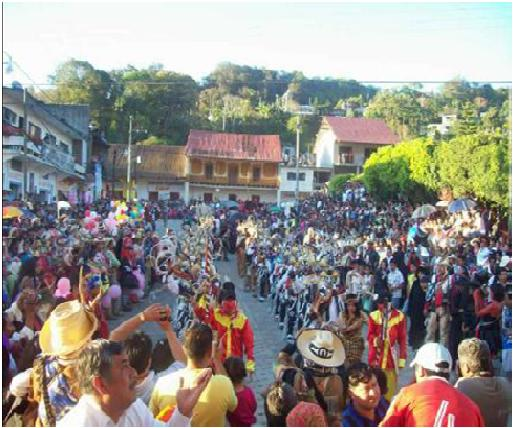
Carnaval en Calnali.
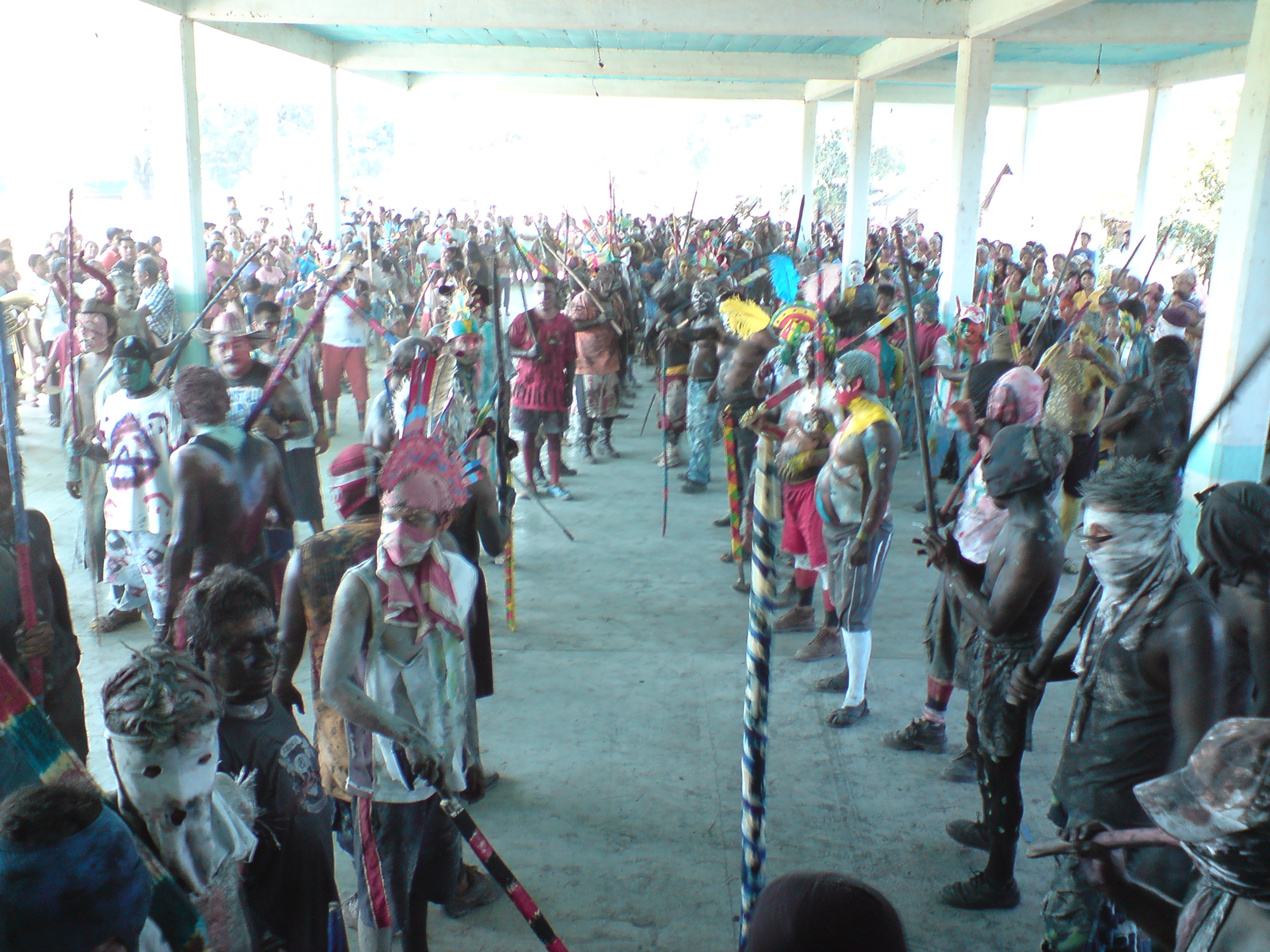
Carnaval en Tamoyón Primero.
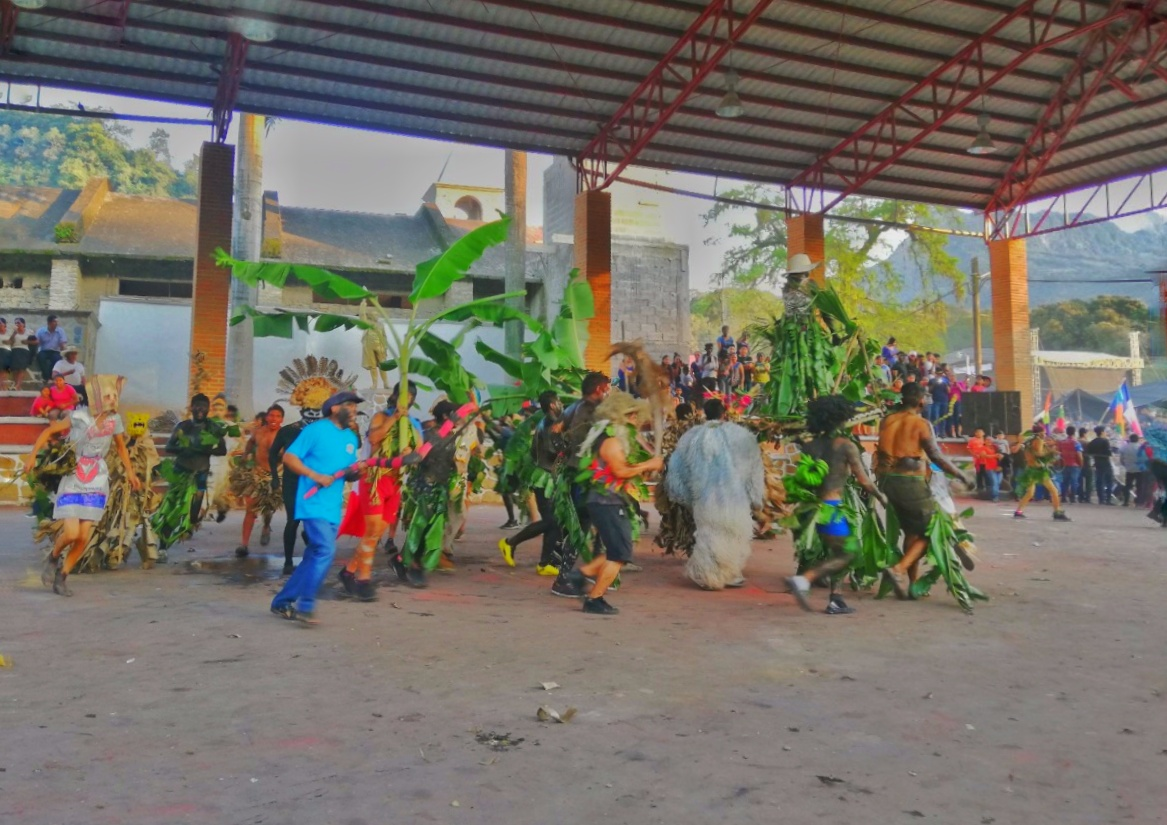
Carnaval en Jaltocán.
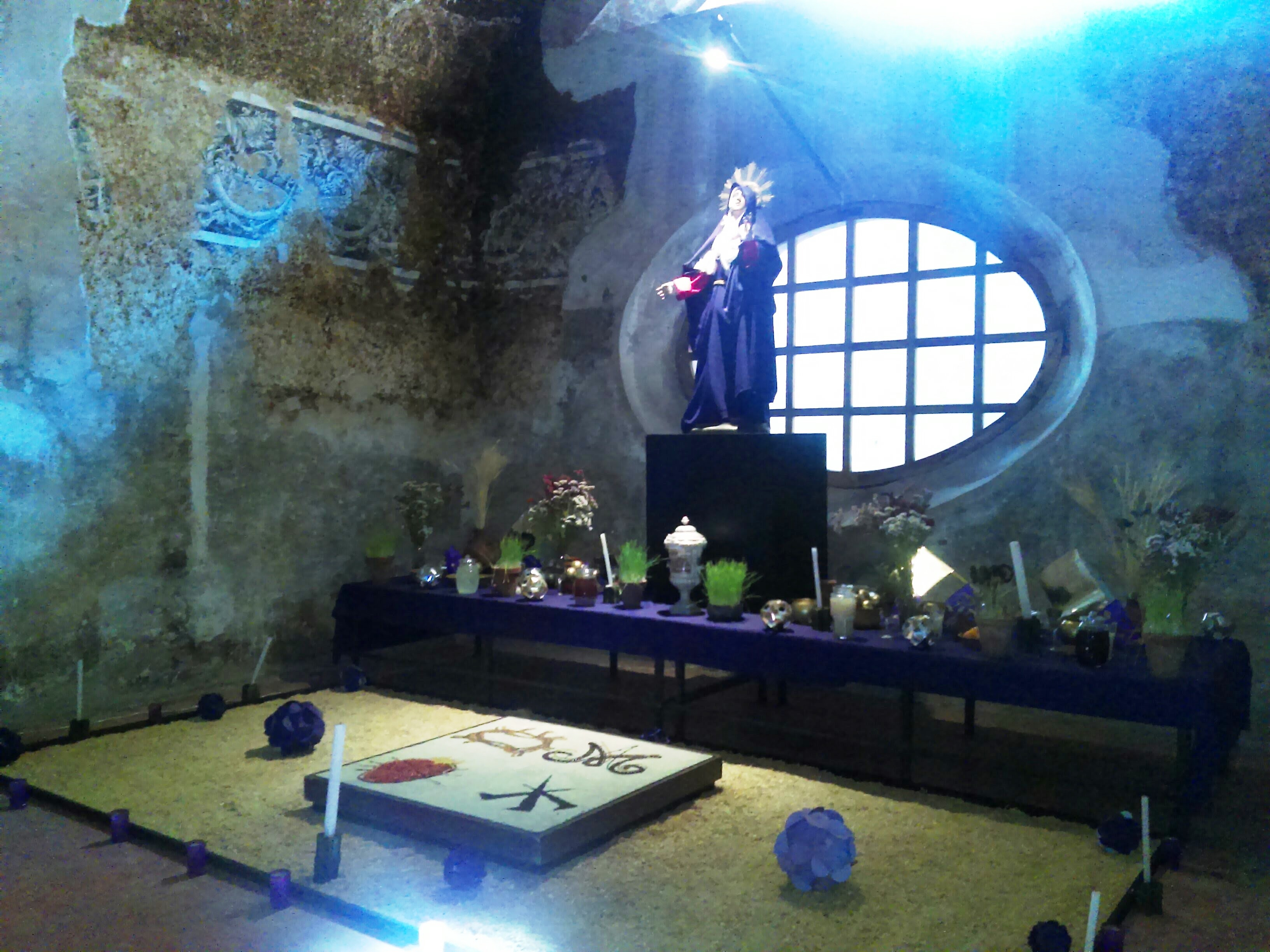
Altar de Dolores en Actopan.
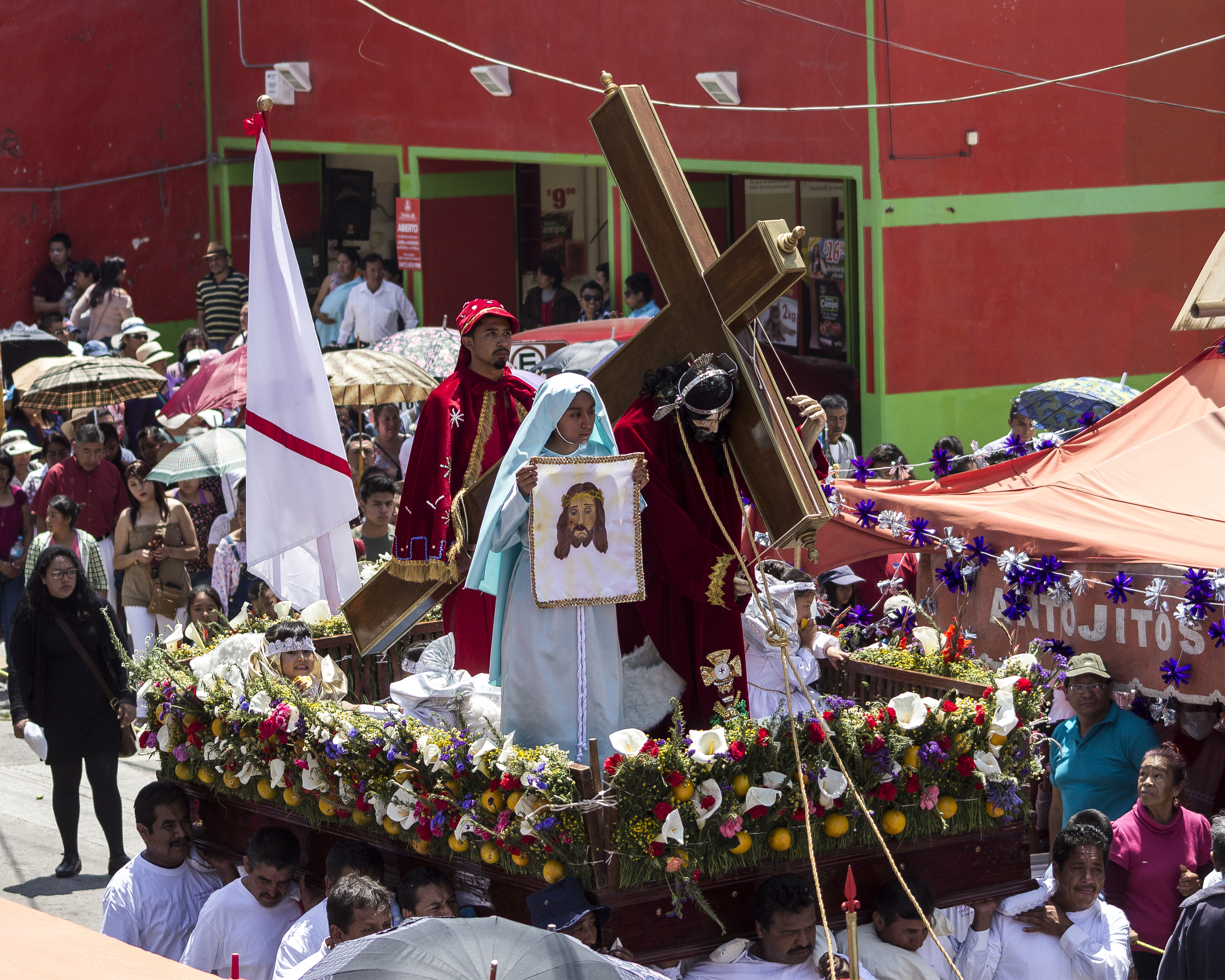
Viacrucis en Tlaxcoapan.
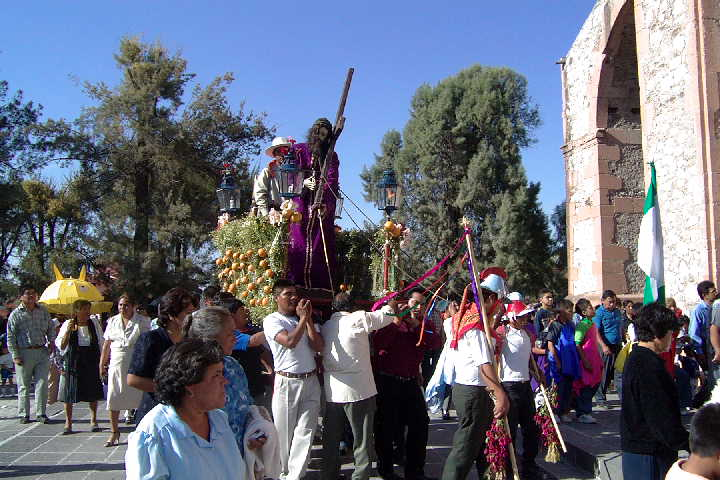
Viacrucis en Atitalaquia.
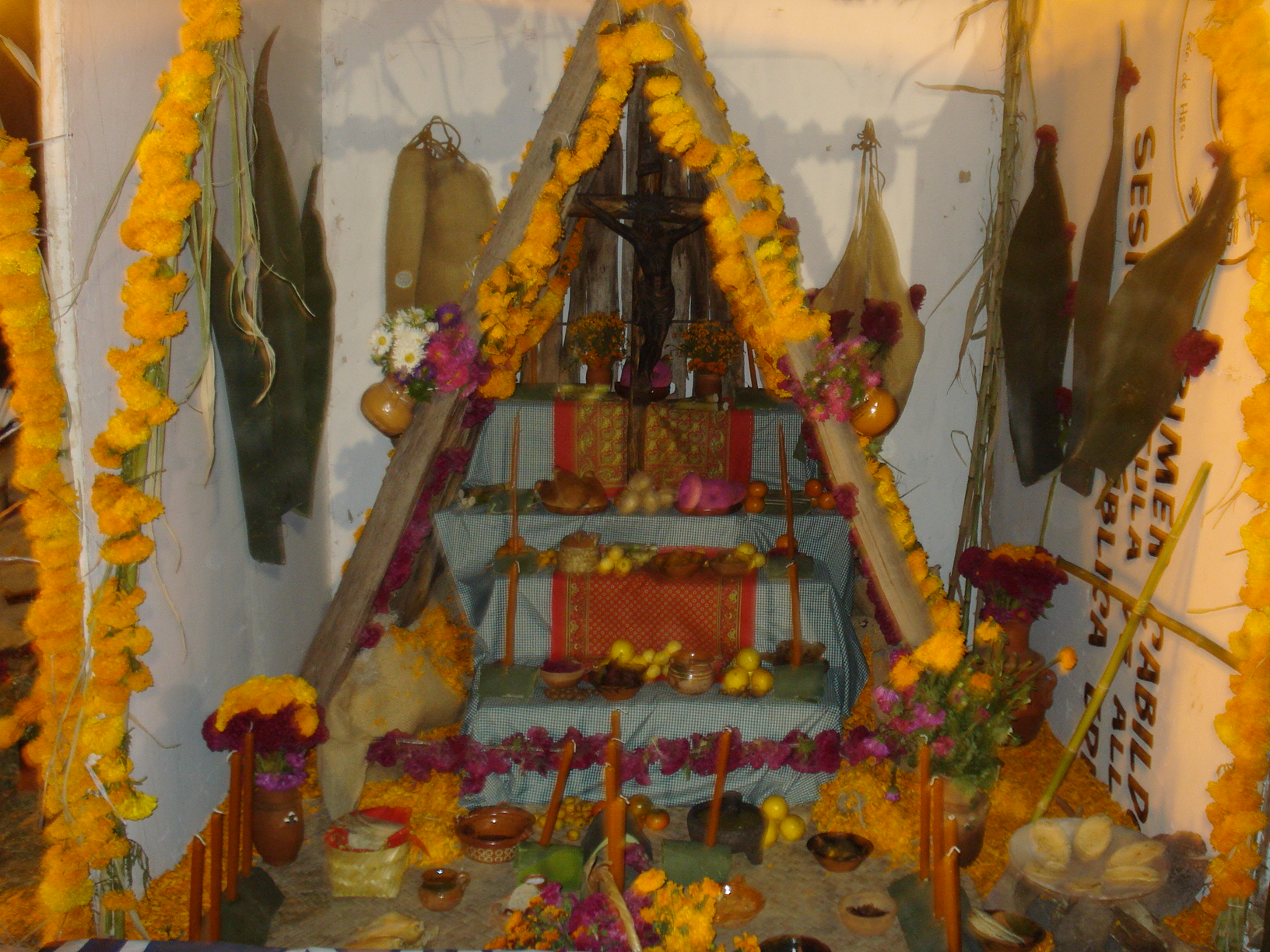
Altar de muertos otomí en Tula de Allende.
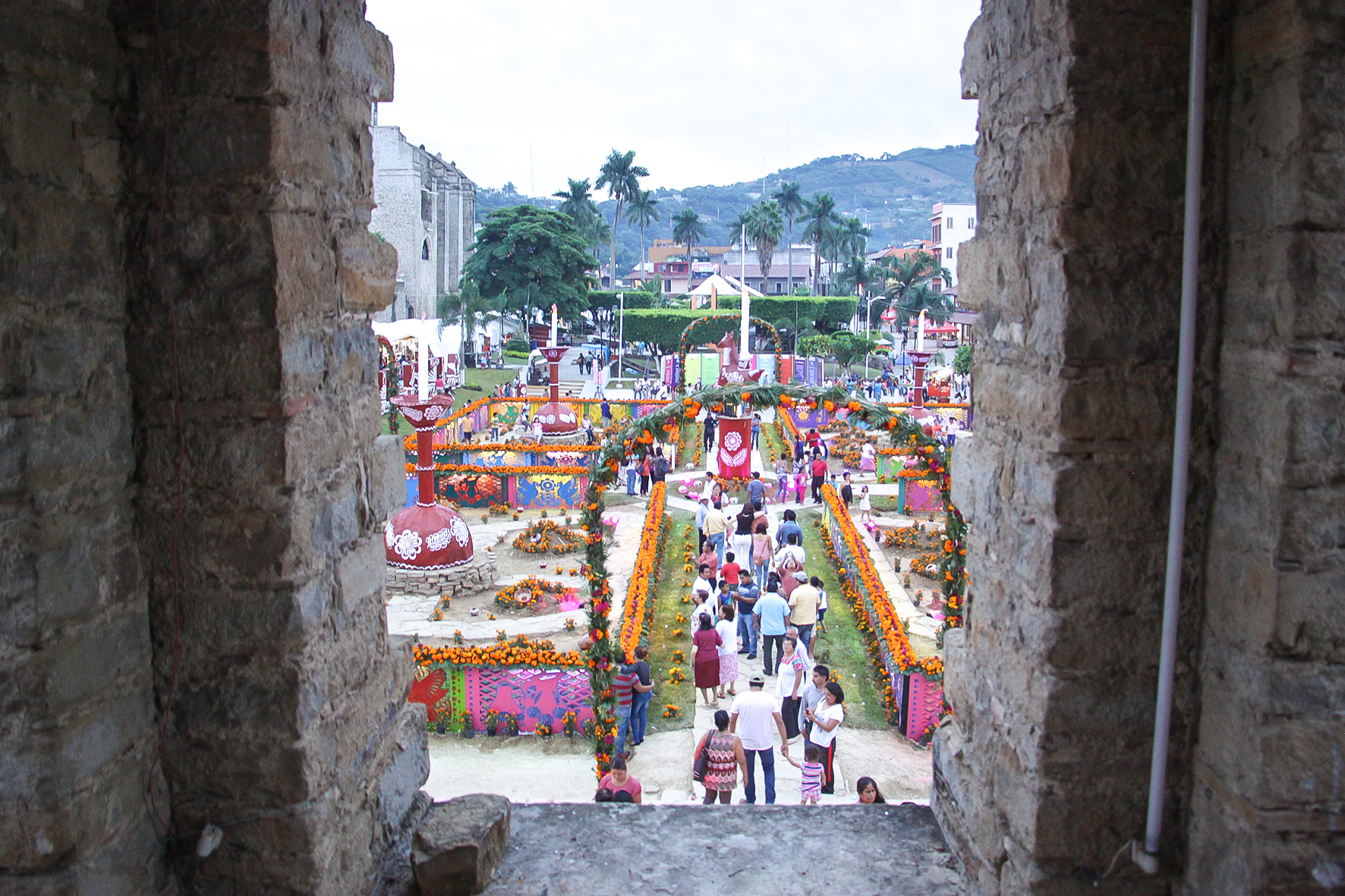
Xantolo en Huejutla.
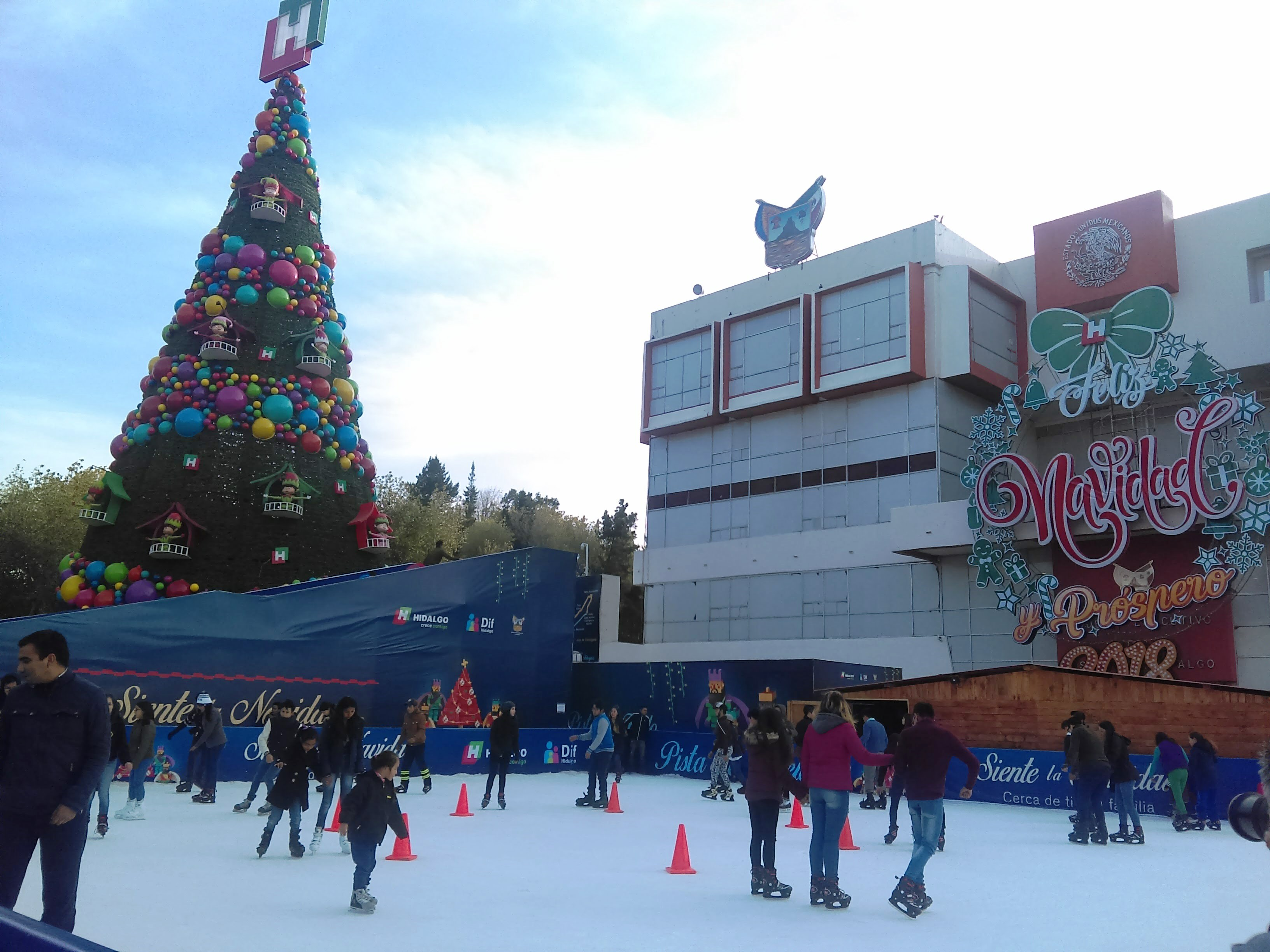
Árbol de Navidad y pista de hielo en Pachuca.
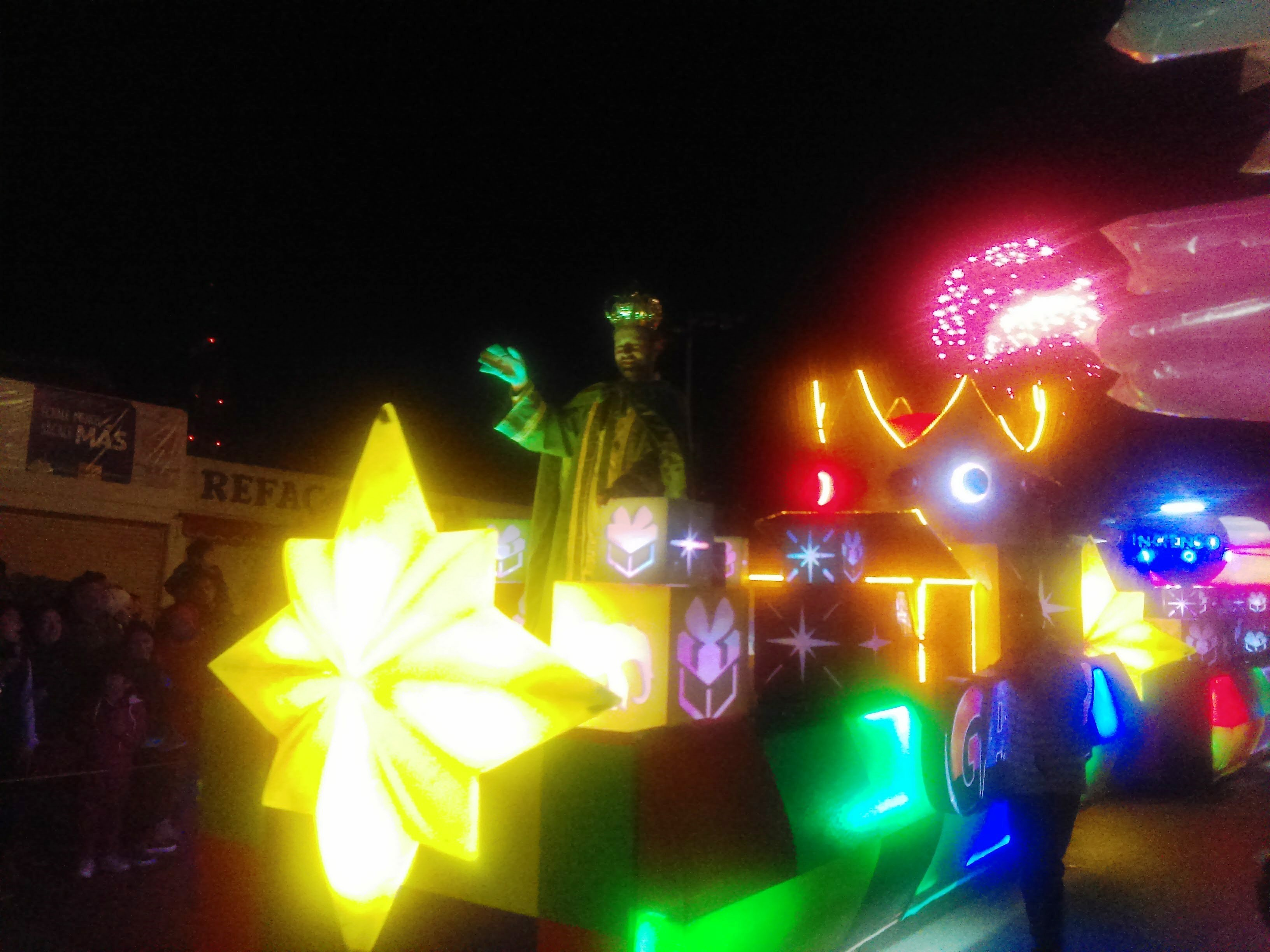
Cabalgata de los Reyes Magos en Actopan.

### Expoferias

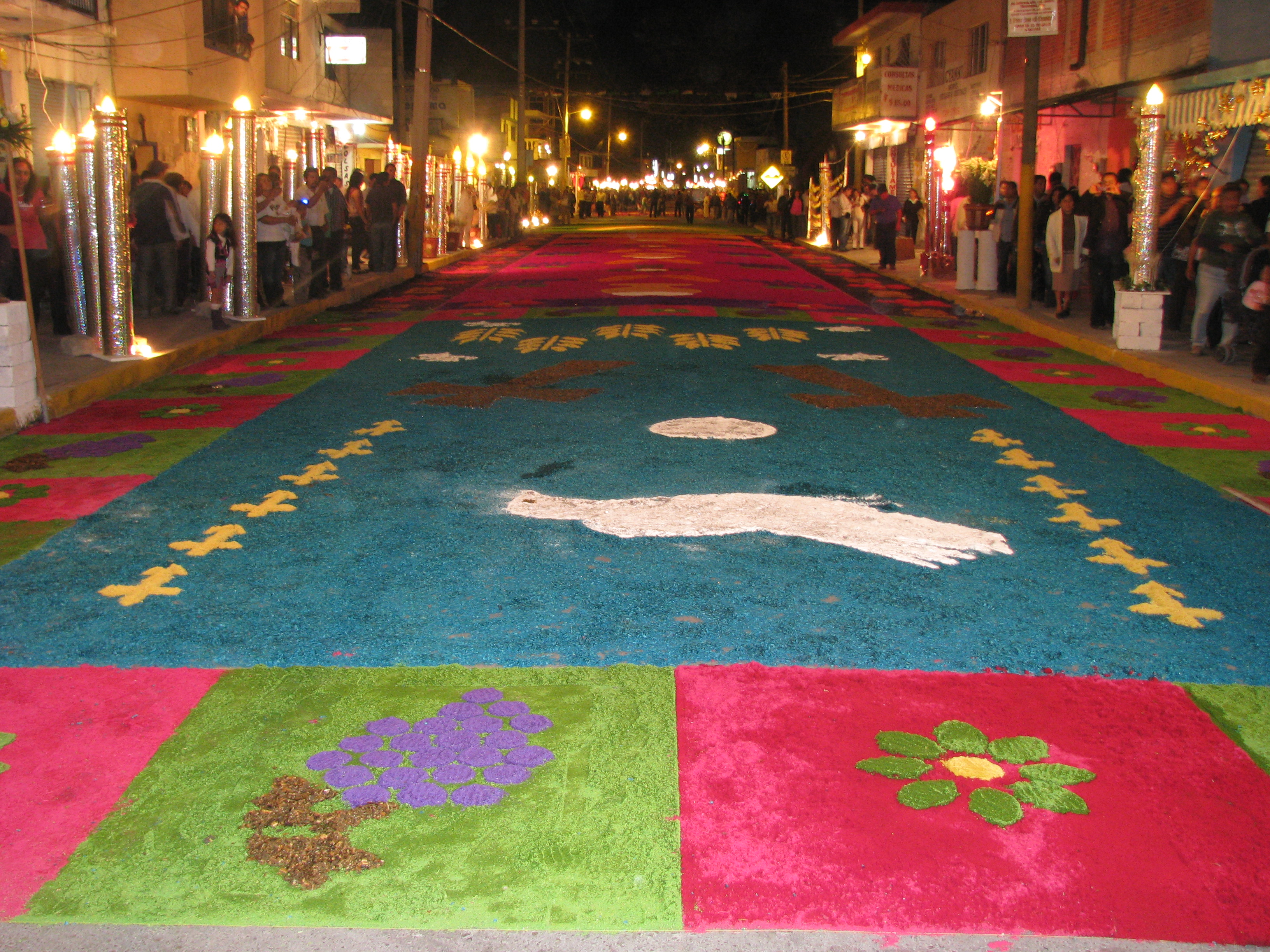
Fiesta de las Espigas en Tlaxcoapan.

La Feria de la Fruta se realiza en Tecozautla en el mes de julio; sobresale la exposición de frutas regionales y varios productos derivados del procesamiento de las frutas como conservas, vinos, mermeladas y sidra. La Feria de Acatlán se desarrolla en Acatlán en septiembre, en el centro de la población con exposición y venta de productos lácteos; paralelamente se desarrolla la Festividad en honor a San Miguel Arcángel. La llamada Feria del Maguey y la Cebada, se realiza en Apan con muestra de artículos en fibra de maguey, expendios de pulque y algunos alimentos y bebidas elaboradas a base de cebada. La Feria de Nochebuena en Huejutla de Reyes se desarrolla entre diciembre y enero.
En Omitlán de Juárez, se realiza la Fiesta de la Manzana entre junio y julio; hay una exposición de las mejores manzanas cosechadas por agricultores de la región, y se elige la Reina de la Manzana. La Feria de las Espigas se realiza en Tlaxcoapan; el último sábado de abril se realiza una procesión nocturna con alfombras de aserrín pintado con espigas de trigo. En Tula de Allende, durante marzo, se realiza la Fiesta de San José, y se conoce también como Feria Anual de Tula. En Tulancingo de Bravo, se celebra la Expo Feria Tulancingo; a la par se realiza la Fiesta de Nuestra Señora de los Ángeles. Durante los días que dura esta feria, se instala una exposición comercial, ganadera, agrícola, industrial y artesanal, así como eventos deportivos y culturales.
En Actopan se realiza la denominada Feria de la Barbacoa, que se realiza en el mes de julio on distintas actividades culturales; donde destaca el concurso de la barbacoa. En Santiago de Anaya desde 1975 se realiza la Muestra Gastronómica; una semana antes de Semana Santa. En esta se presentan platillos exóticos de animales y plantas que son parte de la fauna y flora del estado, tales como el tlacuache, coyote, zorro, armadillo, tlacuache, lagartija, y víbora; esto varían de acuerdo a si el animar se encuentra amenazado o no.

### Feria Hidalgo

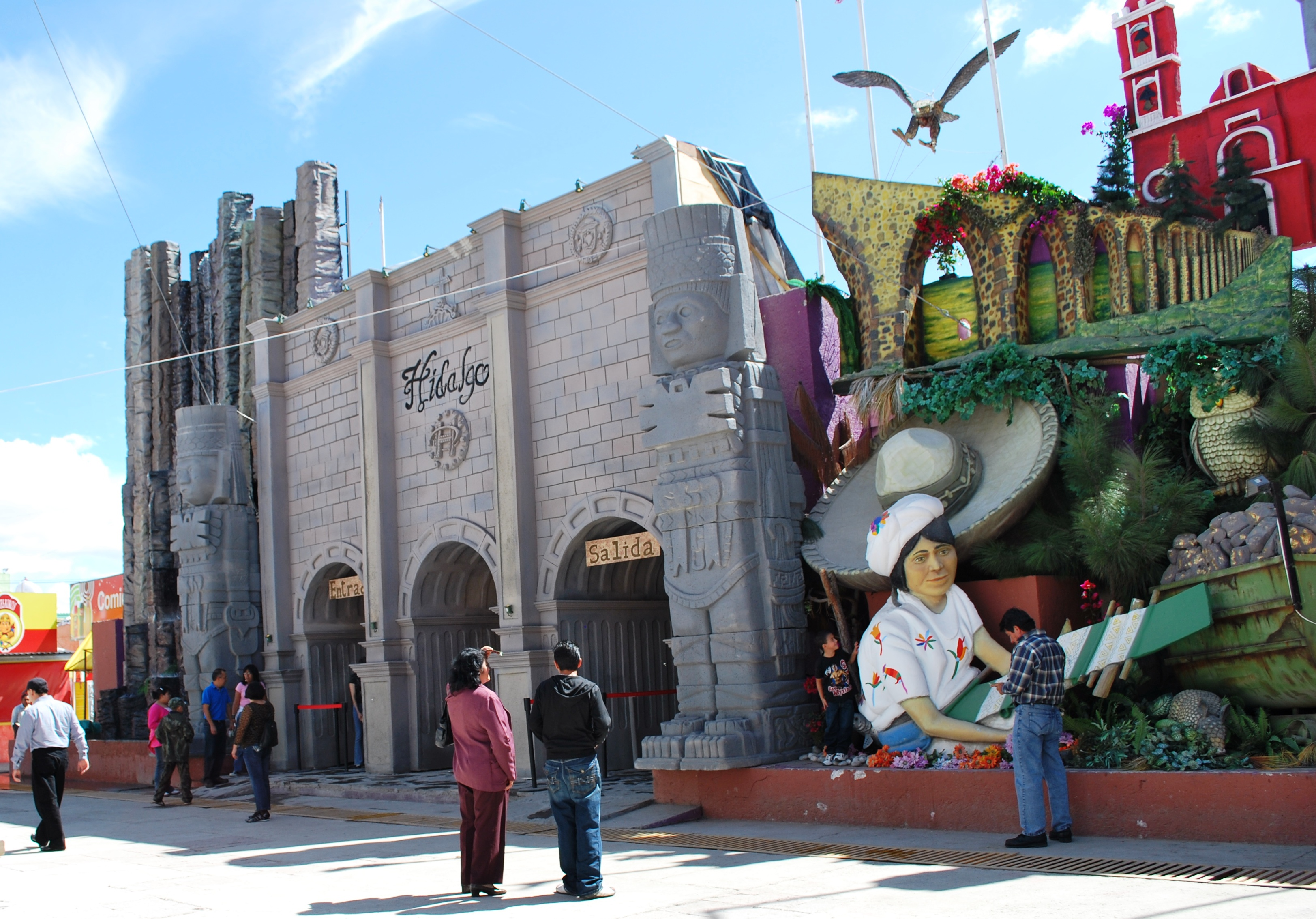
Feria Hidalgo en Pachuca.

En Pachuca de Soto se realiza la Feria de San Francisco, la cual es la fiesta más importante del estado de Hidalgo. Tuvo su origen en el siglo XVI, con las celebraciones litúrgicas que realizaban los frailes franciscanos, en honor de San Francisco de Asís, a las cuales eran invitadas las autoridades civiles y eclesiásticas, tanto de la ciudad como de los pueblos circunvecinos.
Para este evento, se realizan dos ferias por separado: la Feria Tradicional San Francisco, que se realiza en el parque Hidalgo y en Convento de San Francisco, y cuyo principal día es el 4 de octubre. Y la Feria Internacional de San Francisco, que se realiza en sus instalaciones especiales. Entre el programa de la feria destacan las: charreadas, las corridas de toros, las muestras artesanales, gastronómicas, industriales y ganaderas, los eventos deportivos y culturales, así como de juegos mecánicos y bailes populares; se realiza anualmente en el mes de octubre.

### Artesanía
En Hidalgo de barro se elaboran cántaros, ollas, cazuelas, comales, macetas, vajillas, etc.; estos principalmente en las regiones del Valle del Mezquital, Comarca Minera, Valle de Tulancingo, Sierra Baja y Sierra Gorda. De la lana se elaboran cobijas, sarapes, fajas, rebozos, quexquémitl, tapetes, costales, etc.; en las regiones del Valle del Mezquital, sierra de Tenango, Valle de Tulancingo, Huasteca, Sierra Gorda y Sierra Baja. Del algodón se elaboran vestidos, rebozos, camisas, ceñidores, bolsas, quexquémtl, manteles, servilletas, costales, morrales; en las regiones del Valle del Mezquital, sierra de Tenango y la Huasteca.
En la sierra de las Navajas por sus ricas vetas de piedra de obsidiana de tonalidades negra, verde, dorada, jade o roja, se han producido puntas de flecha, cuchillos y hachas para la guerra, pero también utensilios de cocina y decoración. En la cestería, de vara de sauce o carrizo se elaboran canastas, cestos, pajareras, flautas; esto en la región del Valle del Mezquital.
En la alfarería destaca la que se elabora en la localidad de Chililico en el municipio de Huejutla de Reyes; en esta localidad es una práctica que se mantiene desde la época prehispánica, con pocos cambios, por ello es la comunidad alfarera más importante del estado.
 El barro que se utiliza es de color naranja, aunque hay de otras tonalidades como tinte en tonos de color negro, café, blanco y rojo. La decoración se distingue porque sobre el tono ocre del barro, se le agregan flores y aves pintadas.
En el Valle del Mezquital destaca el trabajo del ixtle, principalmente en los municipios de Santiago de Anaya e Ixmiquilpan. De este se elaboran ayates, bolsos, monederos, talladores para el aseo personal, cinturones, manteles y carpetas. Con el ixtle se elaboran también lazos, costales e inclusive prendas especiales como los trajes de las reinas en ferias municipales.
En la sierra de Tenango se elaboran bordados denominados tenangos donde representan la flora y fauna de la región; principalmente en el municipio de Tenango de Doria y en menor medida en los municipios de San Bartolo Tutotepec y Huehuetla. En su elaboración primero se dibuja en la tela el diseño con lápiz, y luego empiezan a bordar, muchas veces mezclando colores y otras haciendo el bordado en un solo color.
La producción de campanas destacan en el municipio de Zacualtipán de Ángeles, principalmente las localidades de Tlahuelompa y Tizapán.

### Traje típico
En Hidalgo, tres regiones se caracterizan por su vestuario: la Huasteca, la sierra de Tenango y el Valle del Mezquital. En la región Huasteca la mujer viste blusa de manta blanca, de cuello cuadrado, adornado con una tira bordada que abarca parte de los hombros en la que se dibujan flores de brillantes colores que se combina con una falda blanca o de color, sin adorno alguno, que llega hasta media pierna, la mayoría caminan descalzas.
El vestuario de la mujer de la sierra de Tenango se compone de una blusa de manta con adornos bordados en hilo verde o rojo, que cubren el hombro y parte de la pequeña manga; falda de color negro, azul o café, que se enreda a la cintura y se ciñe con una faja de regular anchura, tejida en el telar de cintura de tipo prehispánico.
En el Valle del Mezquital habitado de grupos otomíes, determina el uso del vestido tradicional confeccionado primordialmente de manta. La blusa lleva un fino bordado llamado “pepenado” que se realiza con hilo de colores negro, rojo, azul y verde, que abarca los hombros, parte de las mangas, la pechera y la espalda, con dibujos que representan el Nahui Ollin. La falda a media pierna, en ocasiones lleva un ribete bordado en su extremo inferior. Suelen emplear también el quexquémitl puesto sobre la camisa o anudado a la cabeza, aunque es una prenda muy usada, es el ayate delgado, hecho con fibra del corazón del maguey debido a la fragosidad del suelo se usan huaraches de cuero.

### Gastronomía

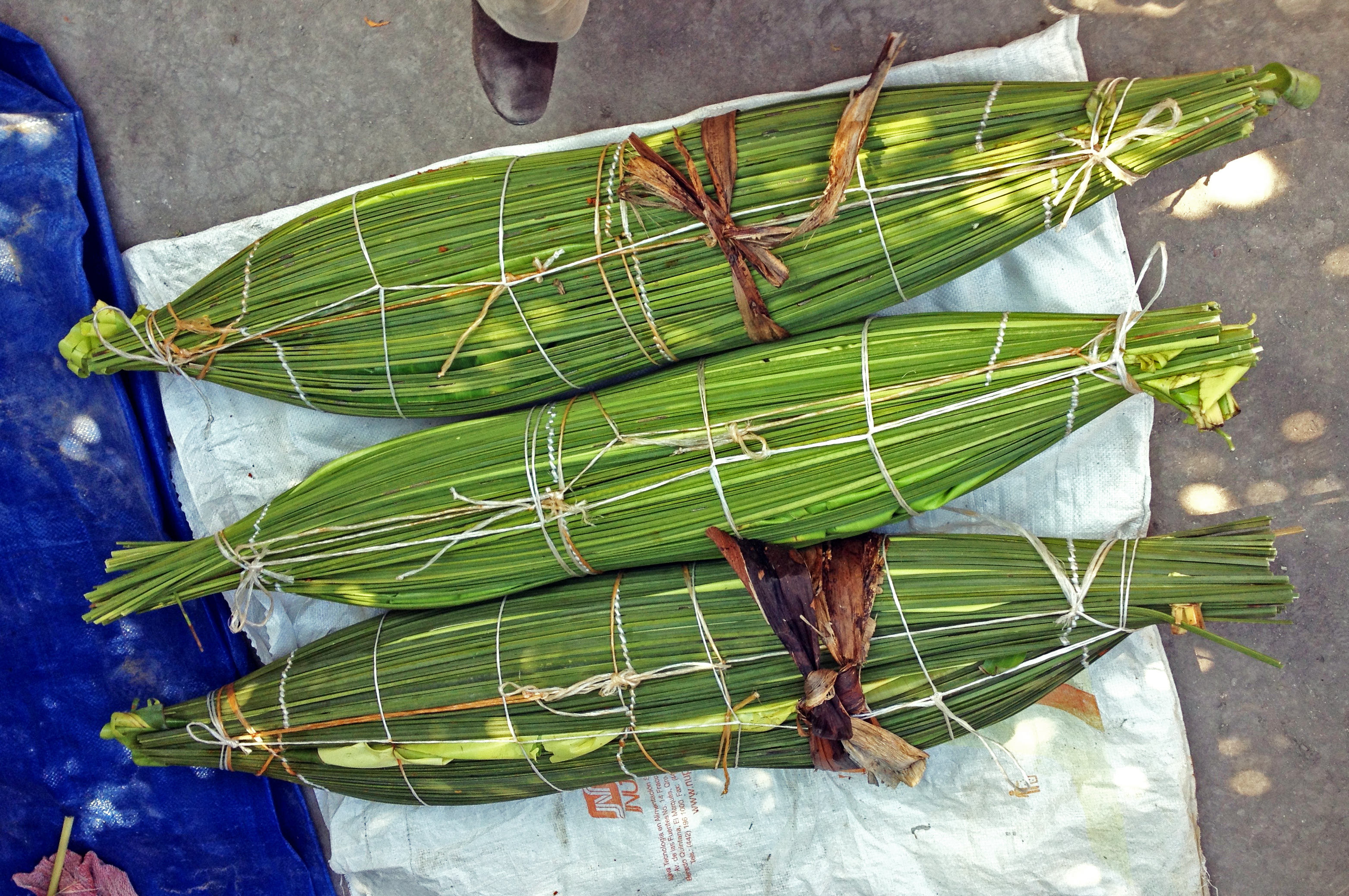
Zacahuil, platillo típico de la Huasteca hidalguense.

El paste es un platillo de origen córnico que se consume en la Comarca Minera; es una especie de empanada cuya base es harina de trigo, con un relleno que resulta de una combinación con carne de res, papa, perejil, pimienta, al mexicanizar este producto se agregó chile a la receta original.
En el Valle del Mezquital se prepara barbacoa, platillo donde se envuelve carne de borrego o cabra en pencas de maguey y cocida en horno de piedra en un hoyo bajo la tierra; los ximbós, envoltorios de penca con carne enchilada de pollo, conejo o carnero, cocida a la misma manera que la barbacoa; los xagis (frijoles tiernos con carne de cerdo y chile pasilla); y los mixiotes que es un platillo de diversos tipos de carnes (pollo, borrego, guajolote, etc.) envuelto en la cutícula de la penca del maguey.
Asimismo del Valle del Mezquital, proceden las tunas, con las cuales se hacen aguas frescas o postres; los xoconostles en almíbar o en mermelada, los cuales también se usan para darle buen sabor al caldo de pollo con verduras o a ciertos moles. También se consumen distintos tipos de insectos como algunos escarabajos comestibles, los escamoles (huevos y larvas de la hormiga), meocuilines y chinicuiles (gusanos de maguey), xotlinilli o jumiles (chinche de monte) y los chagüis o xamoes (chinches del árbol de mezquite).
Del Valle de Tulancingo destacan las tulancingueñas que consiste en una tortilla de maíz con queso amarillo y jamón bañados en salsa verde con cebolla y crema. Los guajolotes es otro platillo consiste en un bolillo con frijoles negros, enchiladas fritas con manteca y huevo cocido en su interior, los tradicionales son de huevo cocido y de pollo; actualmente se han adoptado muchos más ingredientes, como carne asada, salchicha, milanesa, pavo y jamón.
De la región Huasteca, proceden los tamales de shala (ajonjolí molido con especias, guisado con frijoles), y mole con carne de puerco. El zacahuil hecho a base de masa de maíz martajada, y rellenos con grandes trozos de carne. Entre las bebidas del estado destaca el pulque, los curados y el aguamiel; estas bebidas se consumen principalmente en el Valle del Mezquital y los Llanos de Apan. Otra bebida es el carnavalito elaborada a base de tequila, jugo de naranja, canela y azúcar.

### Patrimonio cultural
El Congreso del Estado de Hidalgo en uso de las facultades que le confiere la Constitución Política del Estado de Hidalgo, ha realizado distintas declaraciones de patrimonio cultural en Hidalgo, entre las declaraciones se encuentran: la Gastronomía de Hidalgo (2009), las Fiesta de Toros (2012), el Huapango (2014), las Bandas de viento (2014), la Charrería (2014), el Xantolo (2015).
La Organización de las Naciones Unidas para la Educación, la Ciencia y la Cultura (UNESCO), tiene diversos programas, listas y convenciones que a su vez difunden y buscan proteger el patrimonio cultural material o inmaterial. Dentro del Programa Regional Memoria del Mundo de América Latina y el Caribe se encuentra la Colección fotográfica Hugo Brehme localizada en la Fototeca Nacional en Pachuca; dentro del Programa Memoria del Mundo México se encuentra el Archivo Parroquial de Tolcayuca y el Archivo Histórico de la Compañía Real del Monte y Pachuca.
Dentro del Programa sobre el Hombre y la Biosfera de la Unesco se encuentra la Reserva de la biósfera de la Barranca de Metztitlán; y dentro del Programa de la Red global de geoparques se encuentra el Geoparque Comarca Minera. Dentro de la Lista Representativa del Patrimonio de la Humanidad declarado en México, en el estado de Hidalgo se encuentran el Camino Real de Tierra Adentro y el Sistema hidráulico del acueducto del Padre Tembleque.
De los sesenta sitios declarados como parte del Camino Real de Tierra Adentro, dos se encuentran en el municipio de Tepeji del Río de Ocampo: el “Antiguo convento de San Francisco en Tepeji del Río y puente” y el “Tramo del Camino Real entre el puente de La Colmena y la antigua Hacienda de La Cañada”; un tercer sitio el “Puente de Atongo” que se encuentra en los límites entre Hidalgo y el estado de México.
El primer sitio es el Templo y exconvento de San Francisco de Asís en Tepeji del Río un convento franciscano en el siglo XVI. El segundo sitio es un tramo del camino real que atraviesa las localidades de Santiago Tlautla y Cañada de Madero, mide aproximadamente 3.5 km; en el es posible reconocer el trazo original del camino, se caracteriza por el tradicional empedrado de piedra bola, y algunos muros de mampostería que lo flanquean. Cuenta con tres puentes: “La Colmena”, “Tlautla” y “La Cañada”; además de la parroquia de Santiago Apóstol, el Monumento al soldado y la hacienda de La Cañada que se encuentran en el camino.
El Acueducto del Padre Tembleque es un sistema hidráulico conformado por manantiales de agua, macizos de piedra a manera de muros, columnas, cajas de agua, abrevaderos, aljibes, apantles, tuberías de cerámica y puentes acueducto. Fue erigido entre 1554 y 1571, para llevar agua desde los manantiales del cerro El Tecajete hasta las localidades de Zempoala, Hidalgo y Otumba, México; tiene un trazo de 48.22 km, si se cuenta los accidentes geográficos que hubo que sortear y el ramal que bifurca el trayecto hacia Zempoala.
La arcada principal es la localizada en Santiago Tepeyahualco, en la zona conocida como barranca del río Papalote; alcanza una elevación de 39.65 metros, consta de 68 arcos y 904 metros de largo. La sección del acueducto localizada en las inmediaciones de la antigua Hacienda de Tecajete, comprende 54 arcos, 26 dentro de esta finca, la longitud de los mismos es de 363 metros y su altura promedio es de 7.34 metros.

## Servicios públicos

### Sanidad

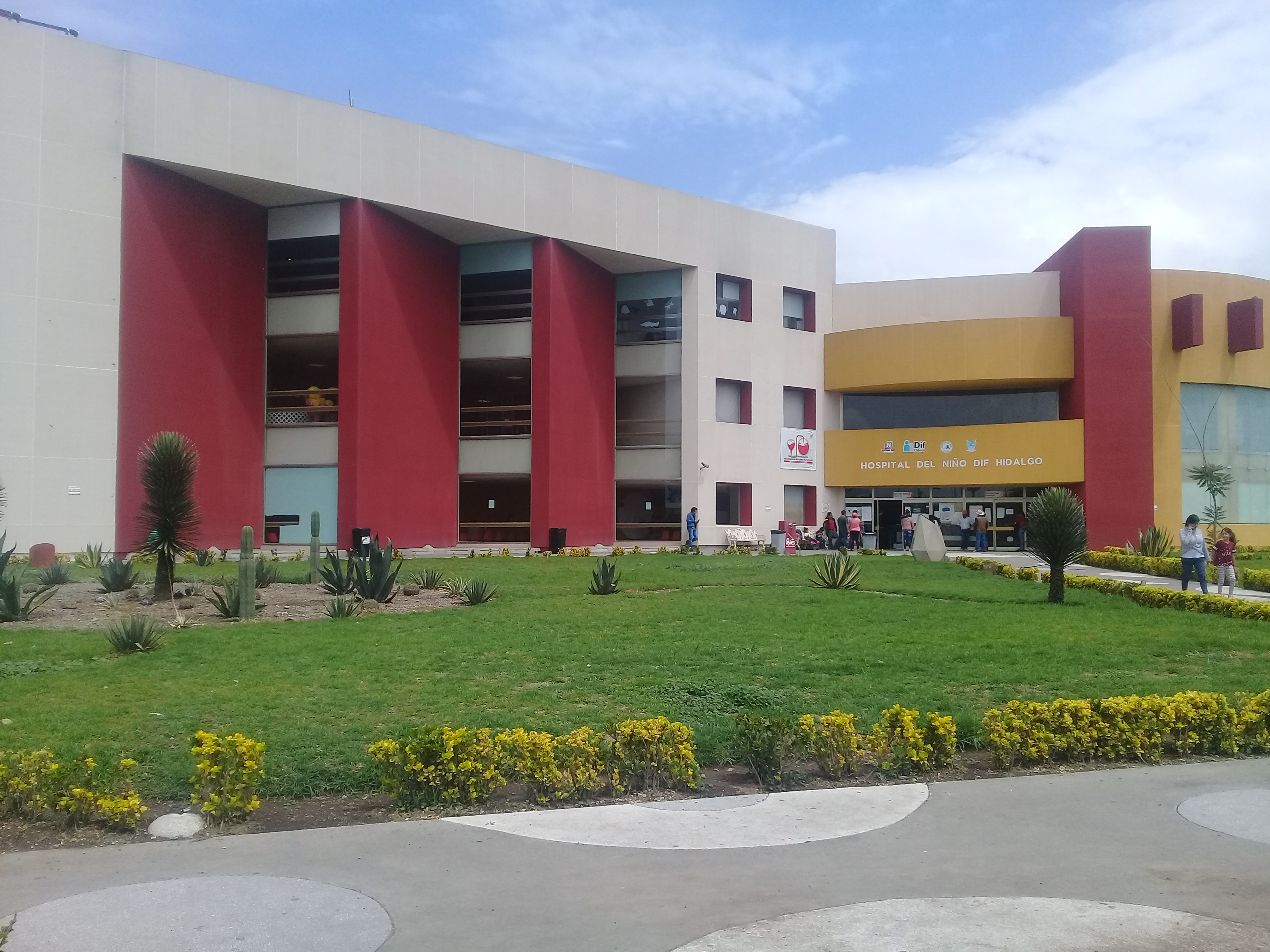
Hospital del Niño DIF María Elena Sañudo inaugurado el 25 de marzo de 2010 en un terreno de 36 000 m² (13 400 m² de construcción).

Para 2020 en Hidalgo, la esperanza de vida en total al nacer es de 75.11 años, las mujeres tienen una esperanza de 77.82 años y los hombres 72.33 años. Las principales causas de muerte fueron las enfermedades del corazón, diabetes mellitus y los tumores malignos.
Para 2020 el 69.7 % se encuentra afiliada a algún servicio de salud, el 30.1 % no se encuentra afiliada y el 0.2 % no específico. Del total de personas afiliadas el 34.6 % está afiliada al Instituto Mexicano del Seguro Social (IMSS); 10.3 % al Instituto de Seguridad y Servicios Sociales de los Trabajadores del Estado (ISSSTE); el 0.5 % al ISSSTE Estatal; el 1.6 % a las dependencias de salud de PEMEX, Defensa o Marina; el 51.0 % al Instituto de Salud para el Bienestar (INSABI); el 1.1 % el IMSS-Bienestar; 1.2 % a una Institución privada; y 1.0 % a otra institución.
Se cuenta con una infraestructura de 972 unidades médicas, integradas por 28 hospitales y 944 unidades de consulta externa. Para atender a los usuarios sin derechohabiencia los Servicios de Salud cuentan con 16 hospitales y 536 unidades de consulta externa; el IMSS-Prospera cuenta con 4 hospitales y 227 unidades de consulta externa; 1 Hospital del Niño DIF Hidalgo.
Para la atención de los usuarios derechohabientes, se cuenta con 57 unidades médicas, de las cuales 20 son del IMSS en su régimen ordinario; 35 del ISSSTE y 2 de PEMEX. La Cruz Roja Mexicana Delegación Hidalgo cuenta con 18 unidades médicas para su uso; en cuanto a la atención en materia de rehabilitación se cuenta en el estado con 1 Centro de Rehabilitación Integral de Hidalgo, 6 Centros De Rehabilitación Integral Regionales y 57 Unidades Básicas de Rehabilitación.

### Educación
Para 2020 en Hidalgo, el grado promedio de escolaridad de la población de 15 años y más es de 9.4, lo que significa un poco más de la secundaria concluida. Los municipios con mayor grado promedio de escolaridad son Mineral de la Reforma con 11.7, y Pachuca de Soto con 11.5; los equivale a tener el segundo grado de educación media superior. Los municipios con menor grado promedio de escolaridad son La Misión con 6.2, y Xochiatipan con 6.3; los equivale a tener un poco más de la primaria concluida.
La tasa de analfabetismo en el estado de Hidalgo es de 6.6 por ciento. Con una población analfabeta de 151 311 personas. Para 2020 el porcentaje de población de 3 a 5 años que asiste a la escuela es de 63.9 %, el porcentaje de 6 a 14 años es de 96.2 %, el porcentaje de 15 a 24 años es de 49.1 %.

#### Educación media superior

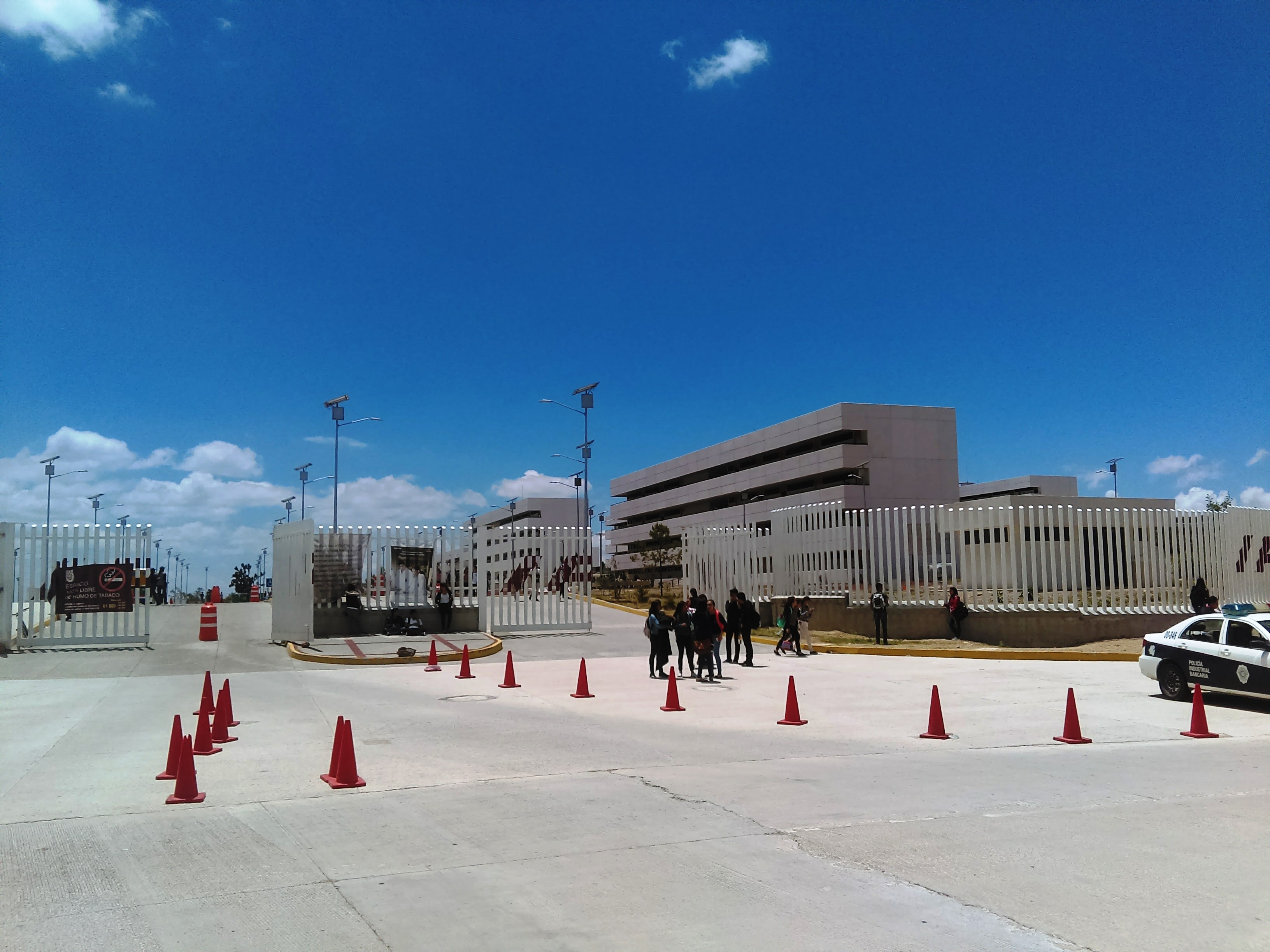
Centro de Estudios Científicos y Tecnológicos No. 16 del IPN en la Ciudad del Conocimiento y de la Cultura, localizada en los límites municipales de Pachuca y San Agustín Tlaxiaca.

En nivel medio superior dependientes del gobierno federal se encuentran el Centro de Bachillerato Tecnológico Industrial y de Servicios (CBTIS), el Centro de Estudios Tecnológicos, Industriales y de Servicios (CETIS), el Centro de Estudios Tecnológicos en Aguas Continentales (CETAC), el Centro de Estudios de Bachillerato (CEB), y el Centro de Bachillerato Tecnológico Agropecuario (CBTA); dependientes del gobierno estatal se encuentran el Colegio Nacional de Educación Profesional Técnica del Estado de Hidalgo (CONALEPH), el Bachillerato del Estado de Hidalgo (Telebachillerato Comunitario), el Colegio de Estudios Científicos y Tecnológicos del Estado de Hidalgo (CECyTEH) y el Colegio de Bachilleres del Estado de Hidalgo (COBAEH).
El CBTIS cuenta con doce planteles, distribuidos en doce municipios. El CETIS cuenta con tres planteles, distribuidos en tres municipios. El CETAC cuenta con un plantel en Tezontepec de Aldama. El CEB cuenta con dos planteles ubicados en Huhuetla y Pachuca. El CBTA cuenta con seis planteles en seis municipios diferentes. El CONALEPH cuenta con seis planteles, distribuidos en seis municipios. El Bachillerato de Estado de Hidalgo (Telebachillerato Comunitario) cuenta con ciento treinta y cinco planteles.
El CECyTEH se crea en 1991 durante la administración de gobernador Adolfo Lugo Verduzco; el 19 de mayo de 1992 la LIV Legislatura del Congreso de Hidalgo, sanciona la creación del CECyTE Hidalgo mediante el decreto n.º 229, con el cual se crea oficialmente; y es publicado en el diario oficial el día 6 de julio de 1992. El CECyTEH cuenta con 41 planteles ubicados en treinta y ocho municipios. El COBAEH se crea el 28 de septiembre de 1984, por Decreto número 16 expedido por la LII Legislatura del Congreso de Hidalgo, e inicia sus operaciones formalmente el 28 de spubeptiembre de 1987. El COBAEH está integrado por 53 planteles escolarizados y 79 del Centro de Educación Media Superior a Distancia (CEMSaD); ubicados en sesenta y ocho municipios.
También se encuentra el Centro de Estudios Científicos y Tecnológicos (CECyT) del Instituto Politécnico Nacional (IPN), y las escuelas preparatorias dependientes e incorporadas de la Universidad Autónoma del Estado de Hidalgo (UAEH). El CECyT Núm. 16 Hidalgo del IPN, inició actividades el 20 de agosto de 2012. La UAEH cuenta con trece preparatorias dependientes, distribuidas en once municipios; y dieciocho bachilleratos incorporados. La Escuela Preparatoria Número 1 (UAEH), es la institución de nivel medio superior, más antigua que ha brindado sus servicios de forma ininterrumpida en Hidalgo; inaugurada el 3 de marzo de 1869, e inicio actividades el 8 de marzo de 1869.

#### Educación superior

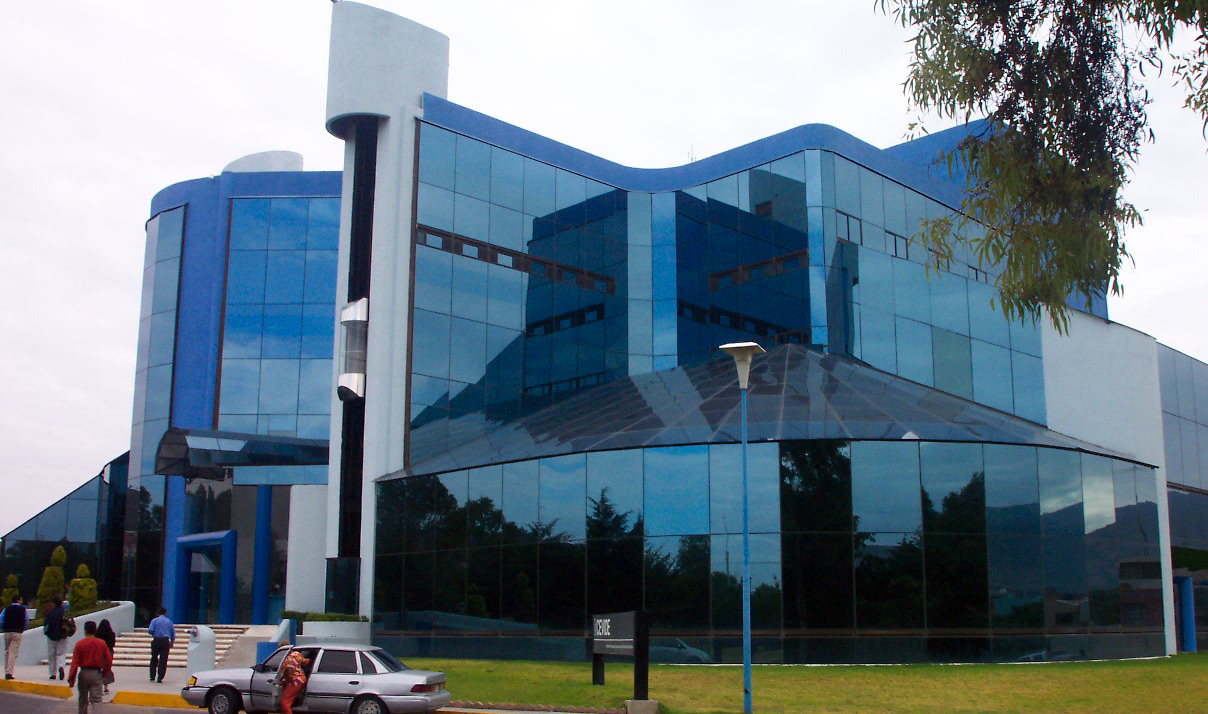
Centro de Vinculación Internacional y Desarrollo Educativo (CEVIDE), dentro de la "Ciudad del Conocimiento" de la Universidad Autónoma del Estado de Hidalgo (UAEH) en Mineral de la Reforma.

La Universidad Autónoma del Estado de Hidalgo (UAEH), es la institución pública de educación superior más importante y antigua del estado de Hidalgo. Se fundó el 3 de marzo de 1869, con el nombre de Instituto Literario y Escuela de Artes y Oficios; para el 24 de febrero de 1961, se promulga el decreto que se crea la UAEH; y el 3 de marzo de 1961, se realiza la ceremonia de instauración y se erige la UAEH. La UAEH cuenta con un aproximado promedio de 50 000 alumnos por ciclo académico. Los seis institutos en que se divide la UAEH y donde se ubican son el ICBI, en Mineral de la reforma; el ICSHu, en Pachuca de Soto; el ICSA y el ICEA en San Agustín Tlaxiaca; el ICAp en Tulancingo de Bravo; y el IDA en Mineral del Monte. Además cuenta con las Escuelas Superiores de Actopan, Apan, Atotonilco de Tula, Ciudad Sahagún, Huejutla de Reyes, Tepeji del Río, Tizayuca, Tlahuelilpan, y Zimapán.
El Instituto Tecnológico de Pachuca (ITP) es una institución pública de educación a nivel superior ubicada en Pachuca de Soto, se fundó el 18 de marzo de 1938, como el Instituto Politécnico de Hidalgo, hasta el 4 de septiembre de 1970, cuando se autoriza la construcción del Instituto Tecnológico Regional No.20 y el 21 de septiembre de 1971 inicia sus actividades, convirtiéndose en el actual ITP. El Instituto Tecnológico de Pachuca cuenta con una matrícula promedio de 4500 alumnos por ciclo académico. El ITP cuenta con una Unidad Académica en el municipio de Jacala de Ledezma.
El 11 de agosto de 2014 se inauguró de forma oficial la Ciudad del Conocimiento y la Cultura de Hidalgo, complejo destinado a la educación, desarrollo, tecnología e investigación; en cuyo proyecto se establece una superficie de 178 ha en los límites municipales de Pachuca y San Agustín Tlaxiaca. Dentro de este complejo se encuentra la Unidad Profesional Interdisciplinaria de Ingeniería Campus Hidalgo (UPIIH) del Instituto Politécnico Nacional. La Universidad Pedagógica Nacional cuenta con una sede general en Pachuca de Soto y cedes regionales ubicadas en Huejutla de Reyes, Tulancingo de Bravo, Ixmiquilpan, Tula de Allende, Tenango de Doria y Jacala de Ledezma.
Otras instituciones de carácter público son las Universidades Politécnicas de Tulancingo, Pachuca, Francisco I. Madero, Huejutla, Metropolitana de Hidalgo, y de la Energía de Tula. Las Universidades Tecnológicas de Tula-Tepeji, Tulancingo, Huasteca Hidalguense, Valle del Mezquital, Sierra Hidalguense, Minera de Zimapán, Mineral de la Reforma, y Metropolitana del Valle de México. Además de los Institutos Tecnológicos de Atitalaquia, Huejutla, Huichapan, Occidente y Oriente. Entre los centros de carácter privado que imparten estudios a nivel superior sobresalen: el Centro Hidalguense de Estudios Superiores (CENHIES), la Universidad del Fútbol y Ciencias del Deporte, la Universidad La Salle, Campus Pachuca (ULSA) y el Instituto Tecnológico de Estudios Superiores de Monterrey, Campus Hidalgo (ITESM).
También se encuentra la Universidad para el Bienestar Benito Juárez García (UBBJ), con ocho planteles en los municipios de Ajacuba, Chilcuautla, Francisco I. Madero, Huasca de Ocampo, Jacala, San Felipe Orizatlán, Tlanchinol y Yahualica. Se cuenta además con cinco escuelas normales, la Sierra Hidalguense, Valle del Mezquital, las Huastecas, Superior Pública del Estado de Hidalgo y el Centro Regional de Educación Normal Benito Juárez. También se encuentra la Escuela Normal Rural Luis Villarreal de El Mexe, cerrada en 2008 y reabierta en 2021. La Universidad Intercultural del Estado de Hidalgo (UICEH) ubicada en Tenango de Doria fue creada mediante decreto el 1 de octubre de 2012.

### Seguridad

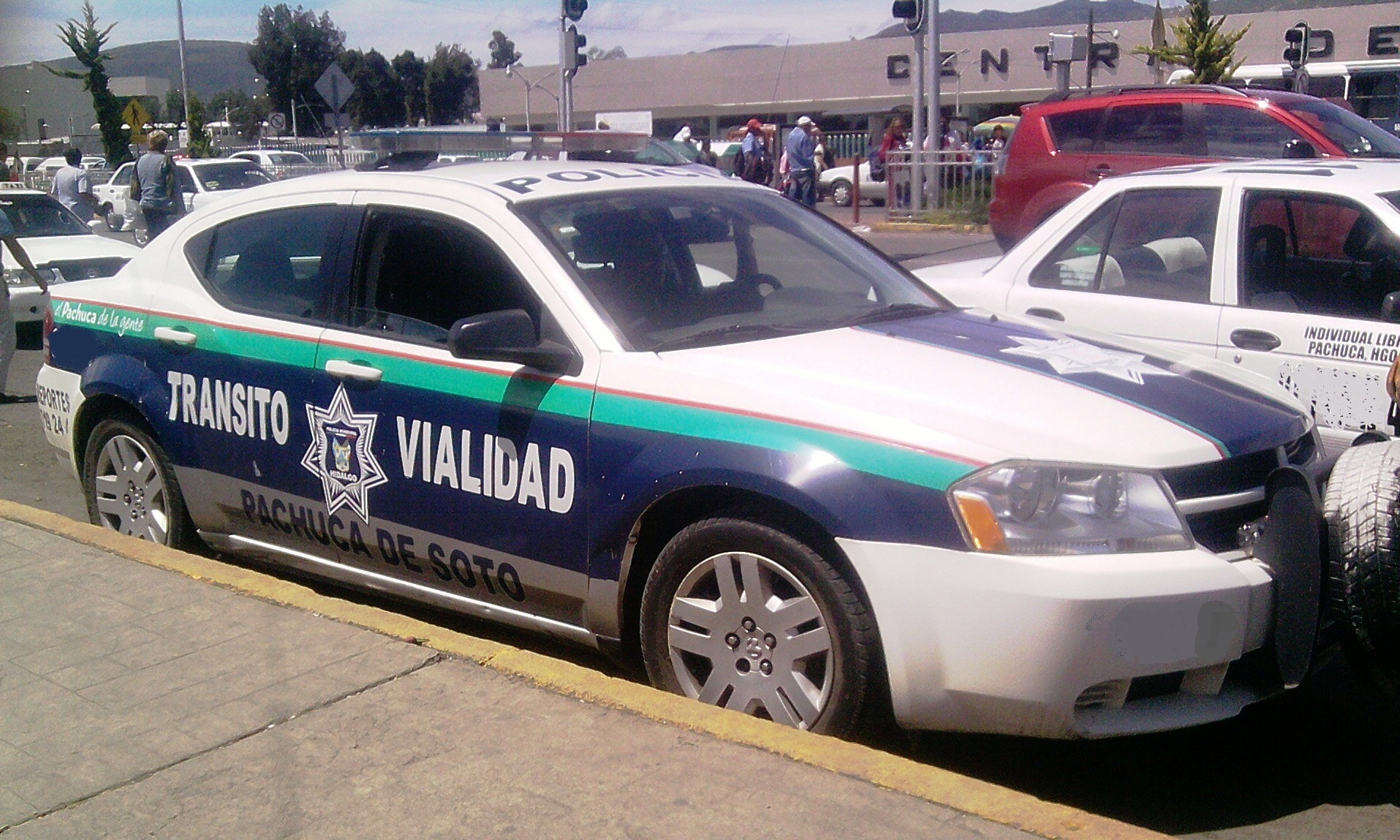
Patrulla de Tránsito y vialidad de la policía municipal de Pachuca.

Los municipios con mayor incidencia delictiva; son Pachuca de Soto, Tulancingo de Bravo, Tula de Allende, Ixmiquilpan, Tizayuca, Mixquiahuala de Juárez, Actopan, Huejutla de Reyes, Tepeapulco y Mineral de la Reforma, en los cuales se genera el 70 % de los delitos denunciados en la entidad.
La Red Estatal de Telecomunicaciones está integrada por el Centro de Control, Comando, Comunicaciones y Cómputo (C4) Pachuca; el Subcentro C4 Tula, el Subcentro C4 Tulancingo y catorce casetas (doce repetidores de radio y dos para enlaces de microondas). La red ofrece una cobertura de radiocomunicación correspondiente a 84 % del territorio estatal. Se cuenta con tres Sistemas Video vigilancia Urbana instalados en las ciudades de Pachuca, Tula y Tulancingo, cada uno cuenta con un Centro de Administración y Monitoreo.
El sistema penitenciario de Hidalgo comprende doce Centros de Readaptación Social (CERESO) y cinco distritales, así como un Centro de Internamiento para Adolescentes. Según el Índice de Paz México 2015 (IPM), Pachuca se ubica en el quinto lugar de las ciudades más seguras de México y es la segunda ciudad más segura de Hidalgo, después de Tulancingo.

### Agua potable y saneamiento

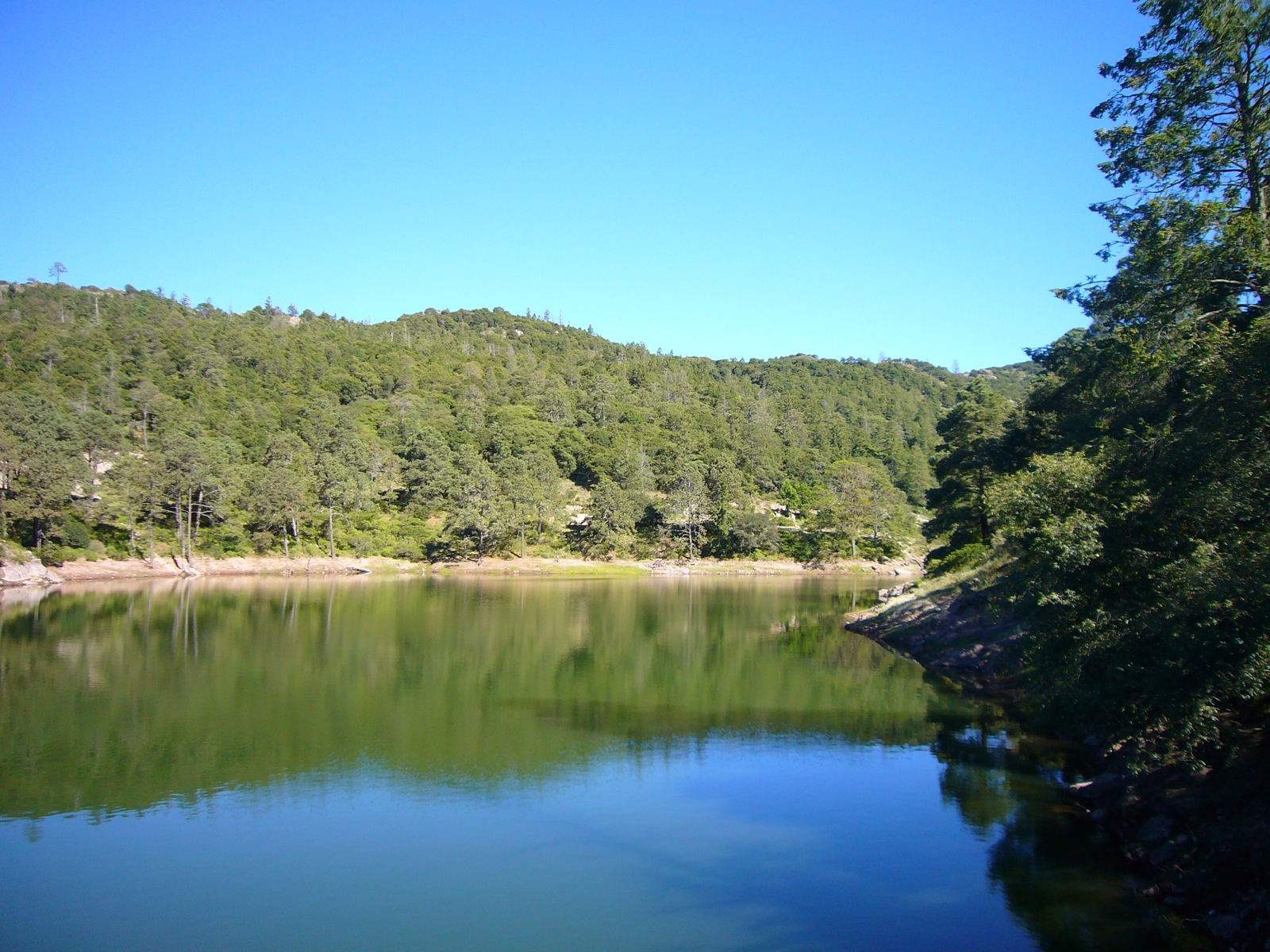
Presa El Cedral en el Parque nacional El Chico que abastece de agua potable a la Zona metropolitana de Pachuca.

En el estado el 94.1 % de la población cuenta con servicio de agua potable, y el 89.4 % cuenta con servicio de alcantarillado. El volumen de agua suministrada en la entidad y el volumen de agua desinfectada es de 4321 l/s y 4155 l/s respectivamente con un porcentaje de desinfección logrado de 96.2 %.
La cobertura para la población urbana es de 73 % y 36 % en el medio rural. La demanda de agua para uso agrícola representa más del 90.0 %, la demanda para uso urbano es de 5 % de la demanda total, el uso en el sector industrial y minero representa solo 2.0 % de la demanda total, la industria eléctrica también requiere 2.0 % de la demanda total.
En el estado de Hidalgo se encuentran cuatro distritos de riego. Los distritos 003 (Tula) y 100 (Alfajayucan) en el Valle del Mezquital, representan 97.5 % de la superficie total de riego, muy por debajo está el distrito 028 (Tulancingo), que representa tan solo el 1.5 % de la superficie irrigada. El agua subterránea es difícil de explotar en las zonas montañosas. Hidalgo se encuentra dentro de la región hidrológica "Río Pánuco", con la salvedad de una pequeña extensión al oriente que pertenece a la región "Tuxpan-Nautla", donde el aprovechamiento hidráulico es mínimo.
El estado de Hidalgo cuenta con veinticinco Plantas potabilizadoras municipales con una capacidad instalada de 449 l/s y un caudal potabilizado de 414 l/s; también cuenta con cincuenta y un plantas de tratamiento de aguas residuales municipales con una capacidad instalada de 24 122 l/s y un caudal potabilizado de 657 l/s con una cobertura del 26.5 %. En el estado se encuentra la Planta de Tratamiento de Aguas Residuales Atotonilco ubicada en Atotonilco de Tula en un terreno de 160 hectáreas. La capacidad de saneamiento será de 35 000 metros cúbicos por segundo, 23 000 l/s en promedio y 12 000 l/s adicionales en temporada de lluvia.

### Manejo de residuos

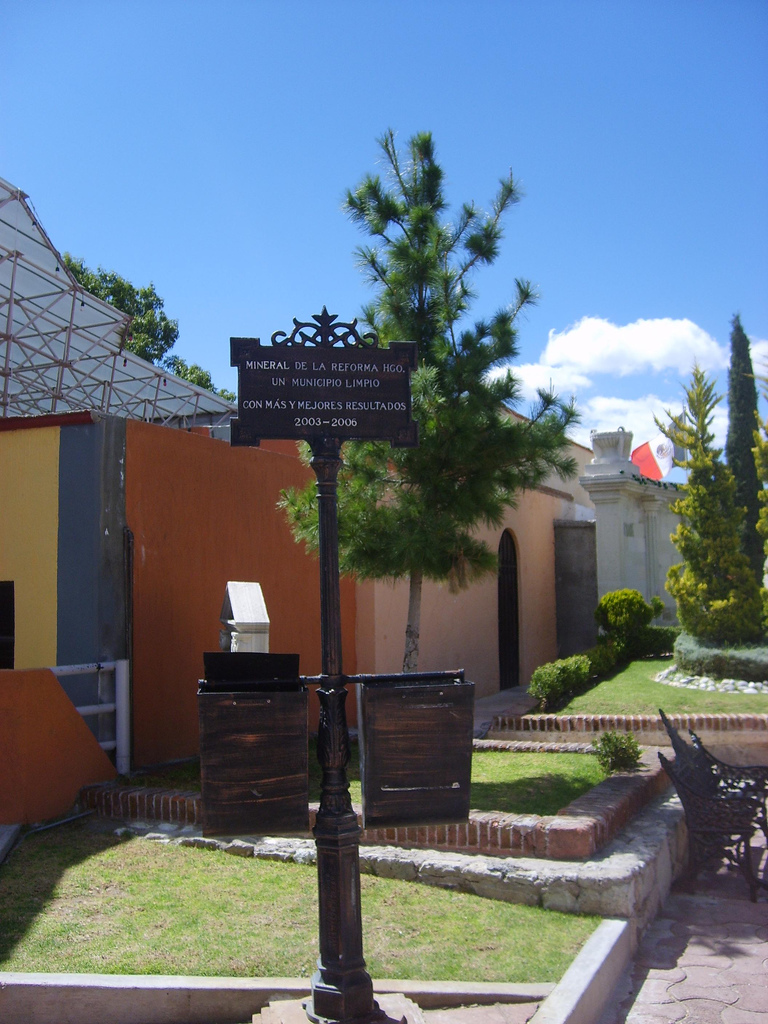
Un contenedor de basura en Pachuquilla.

Hidalgo, produjo 737 000 toneladas de residuos en 2011, aproximadamente el 1.5% de la generación nacional. Concentrándose principalmente en Actopan, Huejutla de Reyes, Ixmiquilpan, Mineral de la Reforma, Pachuca de Soto, Tizayuca y Tulancingo de Bravo. En el estado de Hidalgo, se estima una generación per cápita de 0.806 kg.hab/día, Pachuca de Soto contribuye con el mayor porcentaje 15.01 % en contraste con la de Zacualtipán de Ángeles con el 2.05 %. Destacan desechos como papel, cartón, plástico y fibras sintéticas.
En casi la totalidad de los 84 municipios que conforman la entidad, se carece de sistemas adecuados de manejo y disposición final de los Residuos Sólidos Urbanos (SRU). Existen otros sitios, conocidos como vertederos controlados, que en total contabilizan 49, en los cuales se estima que se dispone el 6.6 %; asimismo, como una acción de la gestión integral en el manejo de los RSU se estima que un 2.0 % se recicla. En contraste, entre las opciones irregulares para disponer los RSU generados diariamente, se estima que un 50.0 % corresponde a tiraderos a cielo abierto y el 21.0 % es sujeto a quema.
En el estado de Hidalgo se cuenta con seis rellenos sanitarios en Pachuca de Soto, Apan, Santiago Tulantepec de Lugo Guerrero, Tula de Allende y Chapantongo. También se cuentan con 14 rellenos sanitarios municipales ubicados en Chilcuautla, Cuautepec de Hinojosa, Francisco I. Madero, Huasca de Ocampo, Tecozautla, San Agustín Metzquititlán, Tasquillo, Tlanalapa, Villa de Tezontepec, Zempoala, Huichapan, Metztitlán, Pisaflores y Tepeji del Río de Ocampo.
El 14 de mayo de 2013, se inauguró una planta de separación de residuos sólidos urbanos con infraestructura para procesar 400 toneladas diarias, con basura de la ciudad y sus alrededores, la planta se encuentra ubicada en la comunidad de San Juan Tilcuautla, en el municipio de San Agustín Tlaxiaca.

## Infraestructura

### Carreteras y autopistas

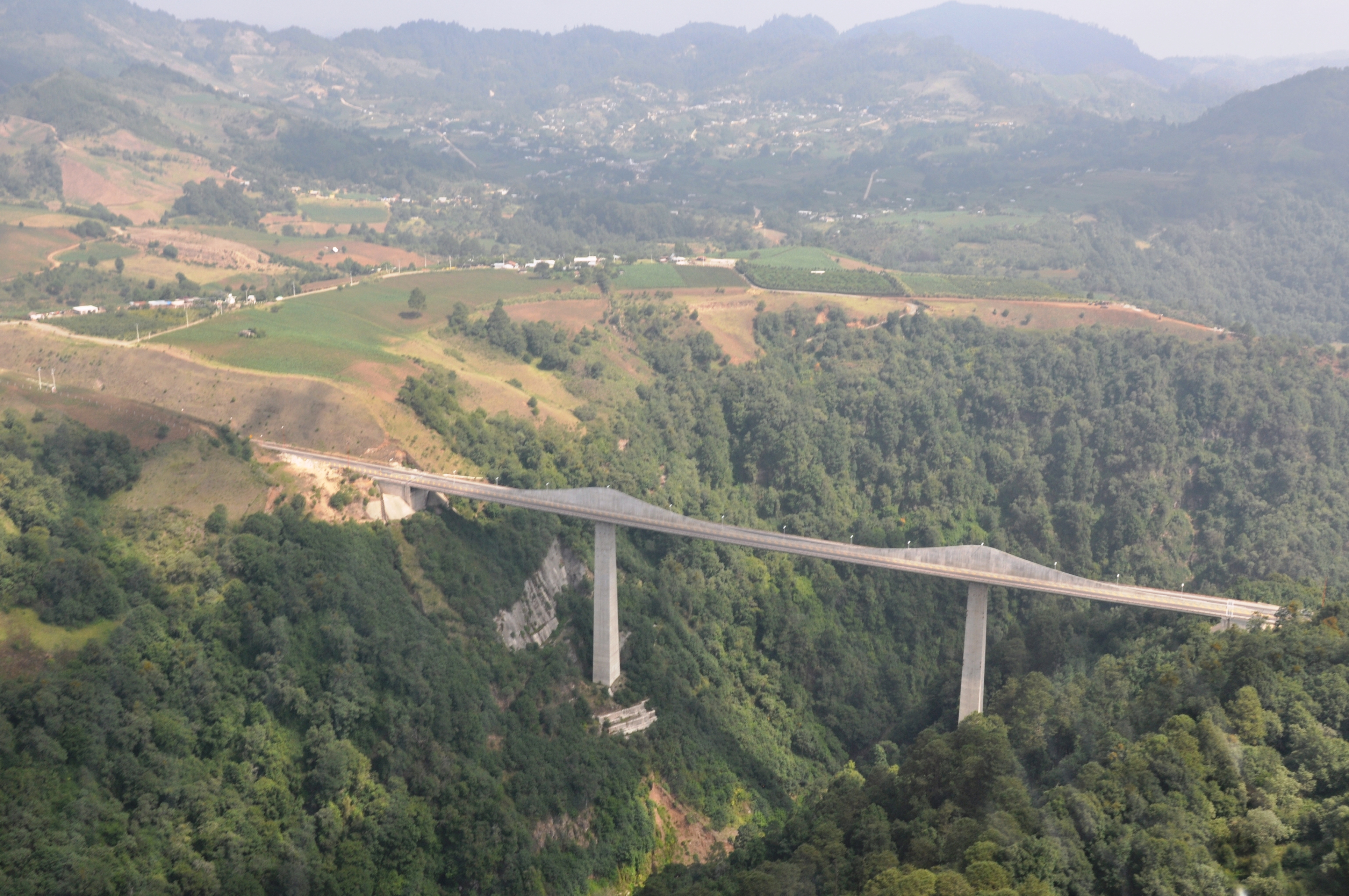
Puente Texcapa, entre los límites estatales de Hidalgo y Puebla.

La red de carreteras consta de 11 830 kilómetros y está compuesta de la siguiente manera: 931.8 kilómetros (el 7.87 % del total) corresponden a la red de Carreteras Federales; 2528 kilómetros (el 21.37 % del total) corresponden a la Red de Carreteras Alimentadoras Estatales mientras que 8370 (el 70.76 % del total) kilómetros corresponden a la Red de Caminos Rurales y Brechas. La autopista Arco Norte, tiene una longitud de 223 kilómetros, con desviaciones hacia las ciudades de Tula de Allende y Pachuca de Soto esta es una autopista que une el centro del país sin tener que cruzar por la Ciudad de México.
Las principales rutas que cruzan el estado son: carreteras federales, la Carretera Federal 85 México-Laredo; la Carretera Federal 105, vía corta a Tampico que toca a Mineral del Monte, Omitlán de Juárez, Atotonilco el Grande, Zacualtipán de Ángeles, Molango de Escamilla y Huejutla de Reyes; la Carretera Federal 130 hacia Túxpam por Tulancingo y Acaxochitlán, con desviación en el Ocote (km 14) hacia Tepeapulco.

### Red ferroviaria

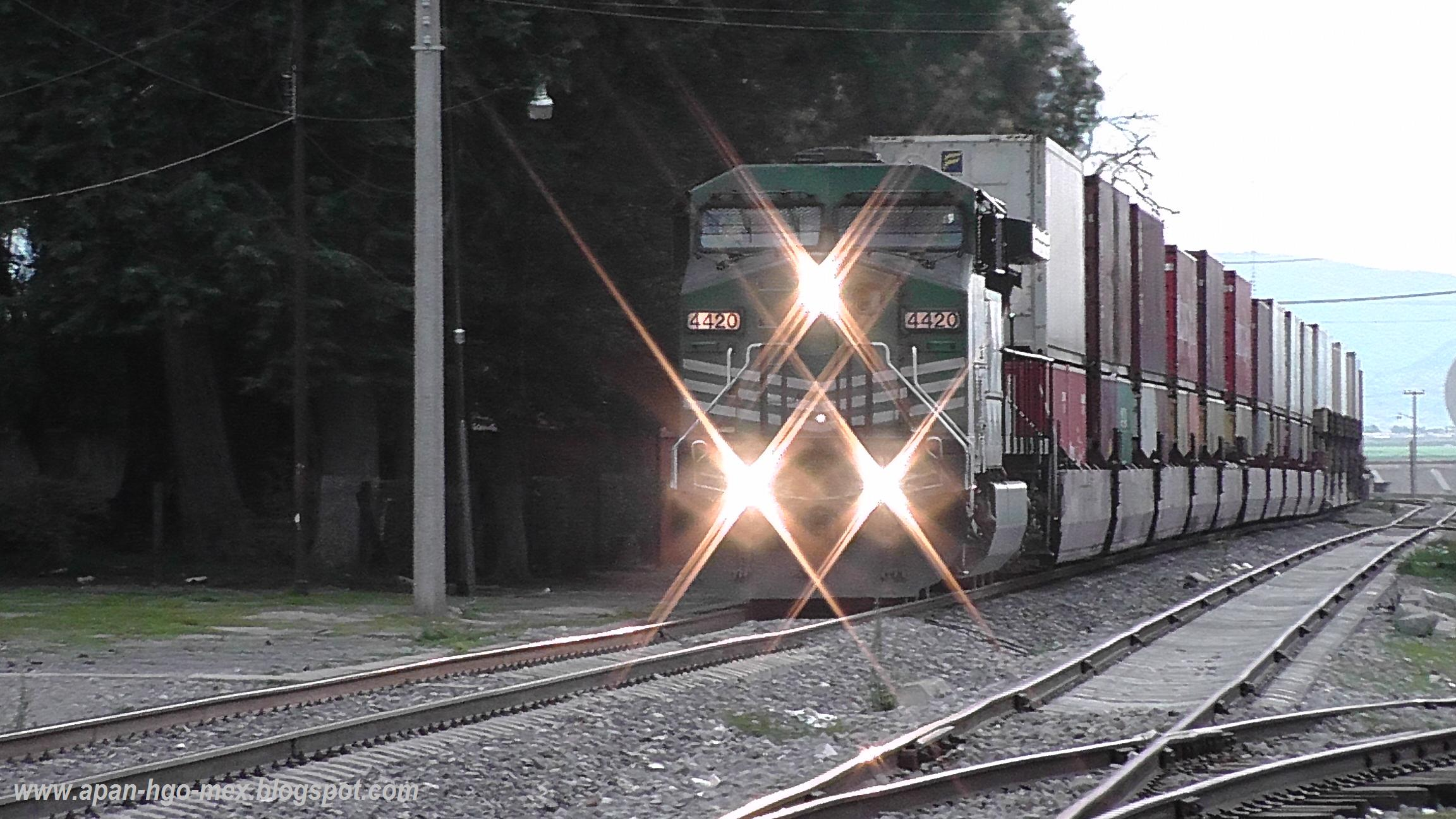
Ferrocarril en Apan.

La red ferroviaria que complementa el sistema de comunicaciones cuenta con 865 kilómetros, de las cuales 708 km corresponden a las troncales y ramales. El 90 % presentan una antigüedad de más de 50 años y se encuentran en desuso.
En el estado, la infraestructura de ferrocarriles solo se presenta en la región sur, entre Tula de Allende y Huichapan como apoyo a la industria cementera, conectando con la ciudad de Pachuca de Soto, Tezontepec, Tulancingo, Ciudad Sahagún y Apan, entre otros poblados, quienes tienen comunicación con la red ferroviaria de carga del estado de México y Tlaxcala.

### Transporte

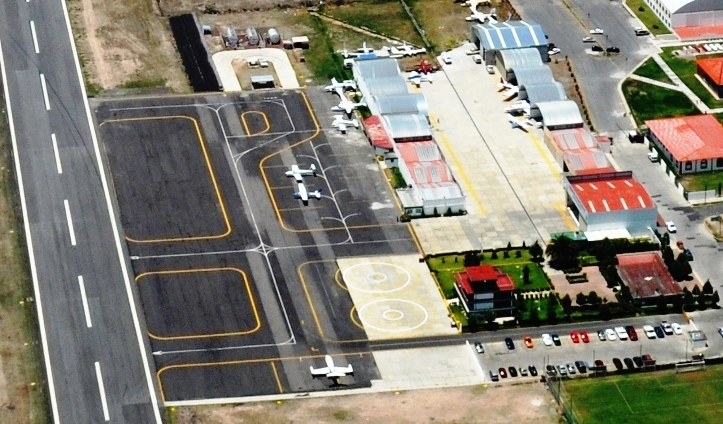
Panorámica del Aeropuerto Nacional Ingeniero Juan Guillermo Villasana en Pachuca de Soto.

Las principales terminal de autobuses del estado son las de: Pachuca, Tulancingo, Tula, Actopan, Huejutla. El estado en su mayoría se encuentra enclavado en la Sierra Madre Oriental, lo que hace que tenga un muy alto grado de comunidades aisladas, de difícil acceso y muy limitadas en sus comunicaciones. El 16 de agosto de 2015, fue puesto en funcionamiento el Tuzobús, en la Zona metropolitana de Pachuca.
El estado operan tres aeropuertos, el aeropuerto de Pachuca, y dos aeródromos de corto alcance, ubicados en Molango (Compañía minera Autlán) y Tizayuca (particular), estas pistas están coordinadas por el aeropuerto de Pachuca. El aeropuerto más importante es el de Pachuca de Soto, oficialmente llamado Aeropuerto Nacional Ingeniero Juan Guillermo Villasana, llamado en honor a Juan Guillermo Villasana. Posee una pista de recubrimiento asfáltico de 2200 m de longitud, 26 m de ancho y dispone de una superficie de 36 ha, la pista apunta al rumbo 033°/213°, en tanto los números indicativos en los extremos de la línea son 03 y 21.

### Medios de comunicación

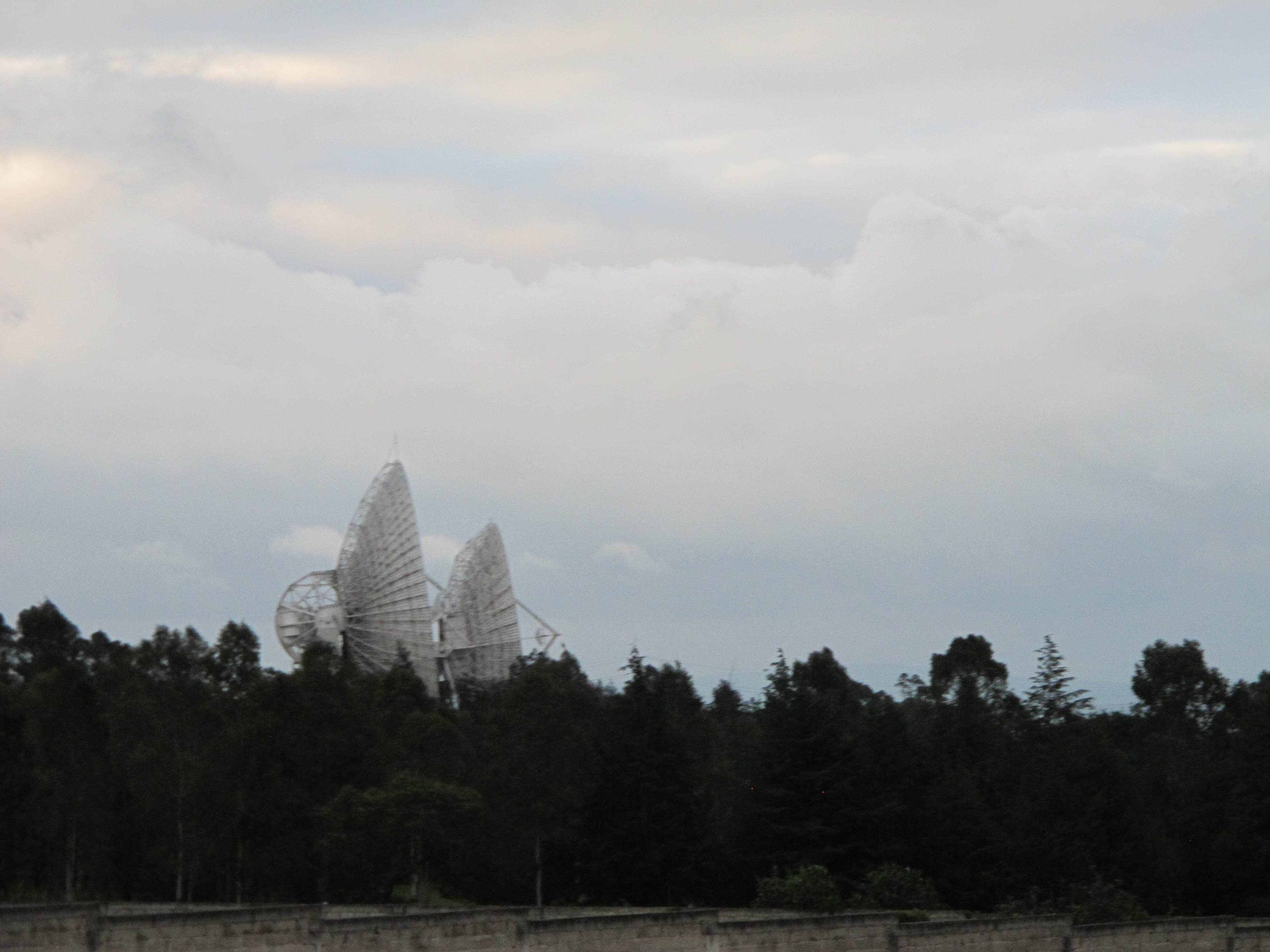
Antenas transmisoras del Telepuerto Tulancingo y sirvió para la transmisión de los Juegos Olímpicos de México 1968.

En la ciudad de Pachuca de Soto, se encuentra el organismo gubernamental Radio y Televisión de Hidalgo creado en 1982. Este organismo se encarga de la estación de televisión pública, Canal 3 Hidalgo, creado el 24 de noviembre de 1982; y de once estaciones de radio ubicadas en: Pachuca, Tula, Actopan, Ixmiquilpan, Huichapan, Jacala, Tlanchinol, San Bartolo Tutotepec, Huejutla y Tepeapulco.
Se cuenta con la estación de radio La Voz del Pueblo Hñahñu (XHCARH) en Cardonal, perteneciente a la Comisión Nacional para el Desarrollo de los Pueblos Indígenas (CDI); se iniciaron pruebas de transmisión el 16 de julio de 1998, y fue inaugurada oficialmente el 12 de enero de 1999. Transmite en idioma otomí, náhuatl y español, y abarca gran parte de Hidalgo y de los estados de Querétaro, Veracruz, San Luis Potosí y el estado de México. La Universidad Autónoma del Estado de Hidalgo cuenta con cinco radiodifusoras ubicadas en Pachuca de Soto, Actopan, Huejutla, San Bartolo Tutotepec y Zimapán.
El Sol de Hidalgo es un periódico local, fundado el 27 de junio de 1949; de periodicidad diaria con un promedio de circulación 27 727 ejemplares. El Sol de Tulancingo, fundado el 13 de abril de 1978, con un tiraje de 6946 ejemplares, de periodicidad diaria. Ambos periódicos son miembros de la Organización Editorial Mexicana.
Milenio Hidalgo es otro periódico de importancia en la ciudad fundado el 30 de marzo de 2004; de periodicidad diaria con un promedio de circulación 8929 ejemplares. Otros periódicos que publican en el estado son: Unomásuno Hidalgo; Síntesis, El Periódico de Hidalgo; El Reloj de Hidalgo; La Crónica de Hoy en Hidalgo; El Visto Bueno; El Independiente de Hidalgo y Periódico Ruta.
La Estación Terrena de Telecomunicaciones Tulancingo se compone por dos complejos, que son el Telepuerto Tulancingo y el Centro de Datos Tulancingo. Estas instalaciones son propiedad de Telecomunicaciones de México. Cuenta con tres antenas, Tulancingo 1, Tulancingo 2 y Tulancingo 3. Las dos primeras miden 40 metros de alto, con un disco de 32 metros de diámetro. Tulancingo 1 data de 1968, se usa para tener transmisión de datos a Estados Unidos, Europa, África y América Latina y televisión ocasional; Tulancingo 2 se instaló en 1980; la antena Tulancingo 3 es más chica, su disco tiene un diámetro de 13 metros, y se usa para transmitir al satélite NewSky 806 televisión ocasional. Las antenas están en operación con el satélite IS-IVAF-1 y con el satélite Morelos II.
En cuanto a telecomunicaciones, el estado mantiene comunicación nacional e internacional mediante los servicios que presta la Red Federal de Microondas y el sistema de satélite. La red es hoy más amplia y casi todo el estado tiene cobertura con el sistema de estaciones de microondas, existe también una amplia red de radio y televisión con sus repetidoras, particularmente en Huichapan, Ixmiquilpan, Pachuca, Tlanchinol, Tula y Tulancingo.

### Energía

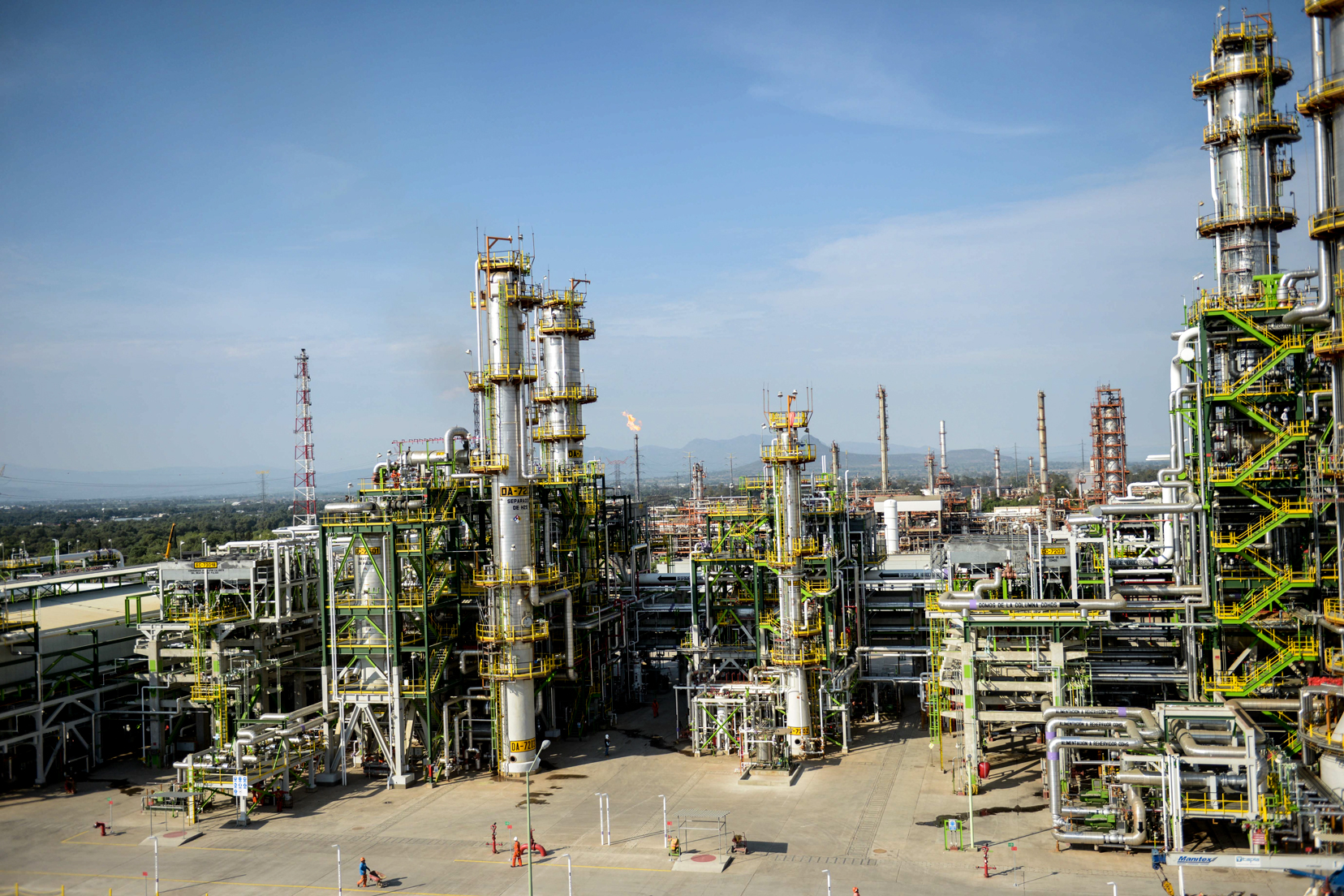
Panorámica de la refinería Miguel Hidalgo en Tula de Allende.

En cuanto a generación de energía el estado es autosuficiente, ya que cuenta con plantas generadoras de electricidad en diferentes municipios, el estado genera el 9.4 % de la energía eléctrica del país con 2900 megawats (MW). La Presa Fernando Hiriart Balderrama, ubicada en el cauce que une los ríos Tula y Moctezuma en Zimapán fue puesta en operaciones el 27 de septiembre de 1996. La cortina tiene una altura de 203 metros desde el desplante hasta la corona y cuenta con una central hidroeléctrica capaz de generar 292 megawatts de energía eléctrica.
En cuanto a industria petrolera, se cuenta con la refinería Miguel Hidalgo en Tula de Allende, sus instalaciones ocupan un área total de 749 hectáreas; fue la primera refinería planeada de forma integral con plantas de proceso de hidrocarburo de alta capacidad. Su construcción se llevó a cabo en varias etapas, la primera etapa se inauguró el 18 de marzo de 1976.
Esta refinería es considerada como una de las más importantes en el país por su capacidad instalada, y la porción del mercado que controla, ya que procesa el 24.0 % de crudo total que se refina en México. El volumen de producción promedio de refinados fue de 127 821 900 barriles; de estos, el 40.1 % correspondió a gasolinas; el 28.5 % a combustoleos; el 19.3 % a diésel; el 6.3 % a kerosinas y el resto a gas licuado, combustible industrial y asfaltos. Además por el estado pasan los poliductos Tula-Salamanca, Tula-Toluca, Ref. Tula-Azcapotzalco, Tula-Pachuca, Cab Poza Rica-Ref. Tula; los oleoductos Poza Rica-Ref. Salamanca, Nuevo Teapa-Salamanca, Nuevo Teapa-Tula; y los gasoductos Tula-Villa de Reyes, Tuxpan-Tula.
La central termoeléctrica “Francisco Pérez Ríos” en Tula de Allende, está integrada por cinco unidades generadoras de energía eléctrica de 300 MW (megavatios) y opera principalmente con combustóleo; genera 3 % de la electricidad que se produce a escala nacional. El 11 de julio de 2019 realizó la inauguración de la Central Fotovoltaica Guajiro, ejecutada por la marca Atlas Renewable Energy; ubicada, en el municipio de Nopala de Villagrán. La planta está equipada con más de 370 000 paneles de luz solar distribuidos a lo largo de 410 hectáreas, con una producción de 300 GWh anualmente.

## Economía

### Indicadores económicos
En 2015 Hidalgo contó con un Índice de desarrollo humano estatal de 0.723; para 2019 registra un IDH de 0.760. El producto interno bruto de Hidalgo asciende a 271 360 millones de pesos en precios constantes en 2016, y el PIB per cápita fue 88 023 pesos. Para el año 2015 Mineral de la Reforma es el municipio con mayor desarrollo humano en Hidalgo, con un IDH de 0.835; en contraste, el municipio con menor desempeño en la entidad es Xochiatipan, cuyo IDH es de 0.586.

### Sectores de actividad económica

#### Actividades primarias

##### Agricultura y silvicultura

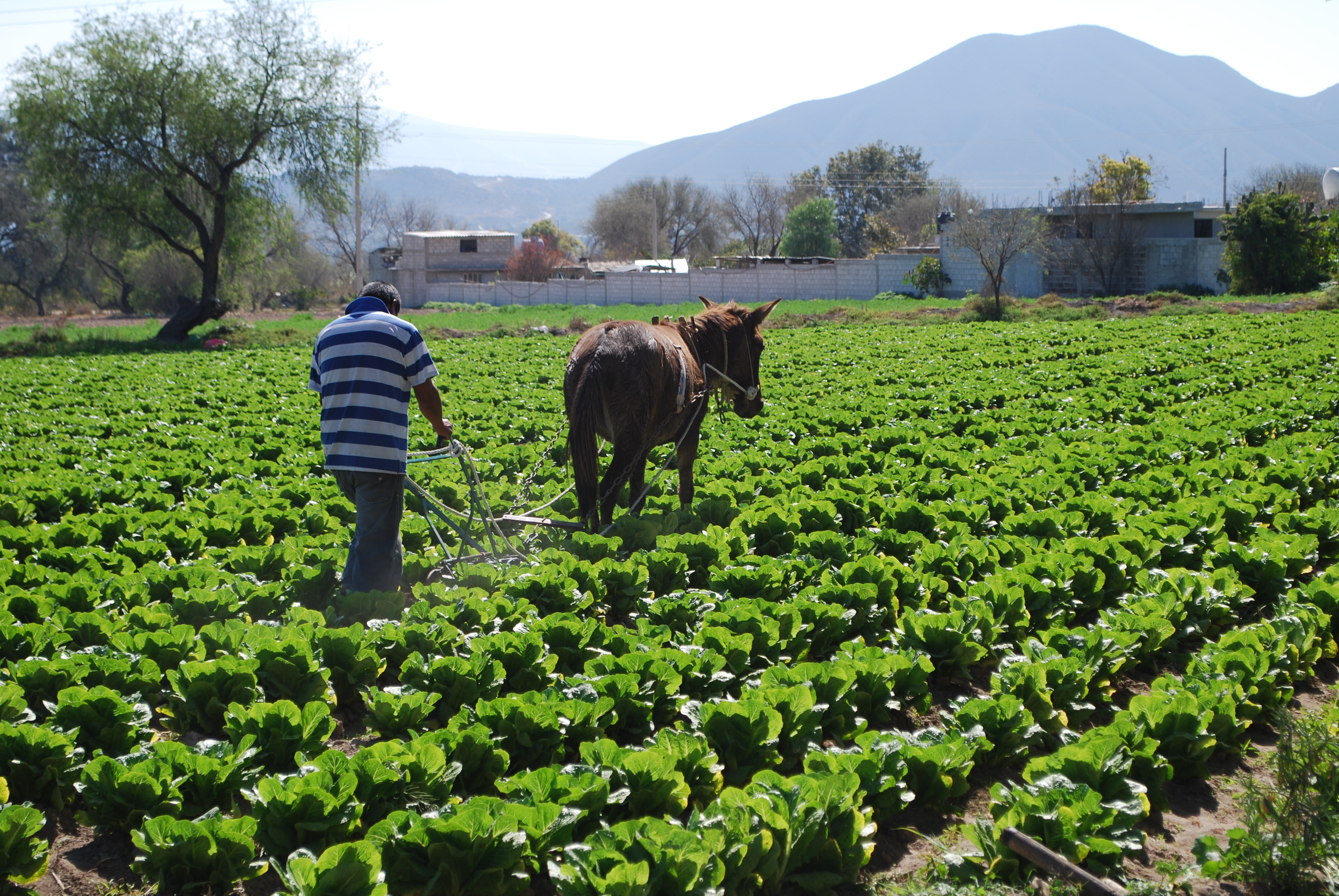
Sembradío de repollo en la comunidad El Nith, Ixmiquilpan.

La superficie agrícola sembrada en el año 2013 fue de 576 907 hectáreas, de estas, 146 428 ha fue de riego (25.4 %) y 430 479 ha fue de temporal (74.6 %). De los setenta y seis cultivos sembrados en el estado los principales en cuenta a superficie sembrada fueron: maíz (44.0 %); cebada (19.0 %); alfalfa (8.0 %); frijol (6.0 %); avena forrajera (5.0 %); café cereza (4.0 %) y pastos (4.0 %) que en conjunto suman el 91.0 % de la superficie total.
El volumen de la producción de 7 557 117 toneladas, a su vez, se produjeron 5 732 467 toneladas en riego (75.9 %) y 1 824 650 toneladas en temporal (24.1 %). Siendo los principales cultivos en cuanto a producción: alfalfa (58.0 %), pastos (12.0 %), maíz (9.0 %), avena forrajera (7.0 %), maguey (6.0 %), y cebada (2.0 %) que suman el 93.0 % de la producción del estado. El valor de la producción ascendió a 8 015 293 000 pesos, en riego se obtuvo 4 018 827 000 pesos (50.1 %) y en temporal 3 996 466 000 pesos (49.9 %).
En cuanto a agricultura a pesar de ser una zona semidesértica, el Valle del Mezquital es apodado "El Granero de Hidalgo", debido a su gran producción; el 61 % de la población del Valle del Mezquital, viven de la agricultura.
En Hidalgo existe una superficie arbolada de bosques de clima frío templado donde se aprovechan especies maderables como el pino, oyamel, cedro blanco y encino perteneciendo las primeras al grupo de las confieras, y el último al grupo arborio de las latifoliadas. La superficie forestal del estado es de 817 640 ha de las cuales 454 486 son de bosque, 252 036 de zonas áridas y 13 184 de otras formaciones. La actividad forestal aportó poco menos del 1.0 % del PIB estatal.

##### Ganadería y pesca

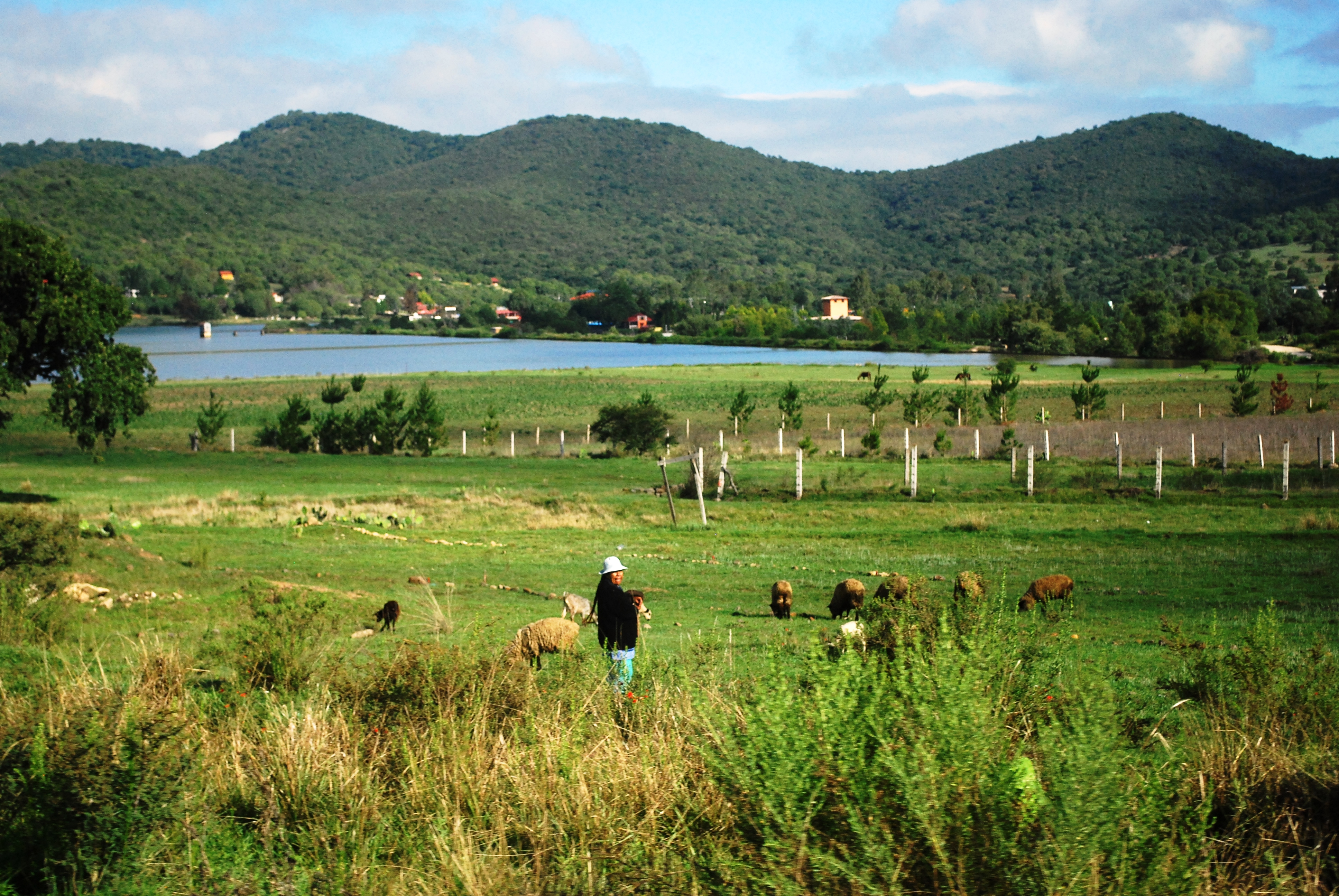
Sembradíos, pastoreo de ganado, así como pesca de truchas; en la presa San Antonio Regla en Huasca de Ocampo.

El volumen de la producción pecuaria durante el año 2013 fue de 545 000 de las cuales 109 732 toneladas fue en carne en canal destacando la producción de ovino. El valor de la producción pecuaria ascendió a 8015 millones de pesos. Sus principales productos están clasificados en tres categorías: carne en canal con una participación del 20.6 %, leche 78.0 % y otros productos 1.4 %.
A su vez los que más se destacaron han sido la leche de bovino con el 78.0 %, carne en canal de ave 10.8 %, carne en canal bovino 5.9 %, carne en canal porcino 2.2 % y carne en canal ovino 1.4 % que en conjunto representan el 98.2 % de la producción pecuaria estatal.
Hidalgo cuenta con una amplia tradición borreguera se concentra en las regiones de Apan, Tulancingo, Tizayuca, Actopan e Ixmiquilpan. Se cuenta con siete rastros y diecinueve mataderos, los cuales tienen una cobertura en veintiocho municipios del estado, contando con cincuenta y seis municipios sin establecimiento registrado.
La producción acuícola en el estado ha tomado relevancia en los últimos años, la consolidación de las cadenas productivas trucha y tilapia; durante el ciclo 2013 se tuvo un volumen de producción de ocho mil toneladas con un valor de la producción de 193.5 millones de pesos. El volumen de la producción de pesca en Hidalgo es de 8000 toneladas, ocupando el 2.º lugar nacional en la producción pesquera de estados sin litoral. Las principales especies son: carpa con el 55.6 % de participación en la producción, mojarra 39.1 % y trucha 3.7 % que representan el 98.4 % de la producción estatal.

#### Actividades secundarias

##### Industria manufacturera

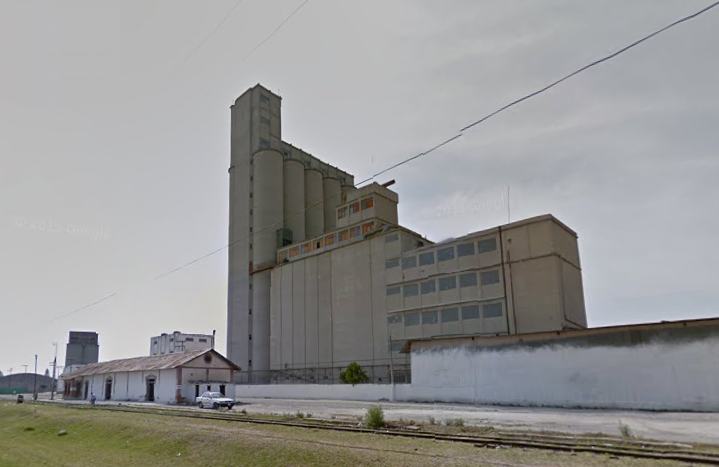
Molino San Pedro en Tlaxcoapan.

En cuanto a transformación de productos agrícolas y ganaderos se cuenta con 3518 establecimientos dedicados a este rubro, los municipios con mayor número son Pachuca, Ixmiquilpan, Actopan, y Tula, que en conjunto representan 29.8 % del total.
Las industrias manufactureras son el sector más importante de Hidalgo, estas industrias aportan 28.84 % del PIB de Hidalgo. En el rubro de infraestructura productiva, el estado cuenta con trece parques industriales o tecnológicos operando, ubicados es Pachuca de Soto, Mineral de la Reforma, Tula de Allende, Tizayuca, Huejutla de Reyes, Atitalaquia y Ciudad Sahagún.
El sector textil y de la confección es uno de los sectores más importantes para Hidalgo. Los municipios con mayores niveles de producción de insumos y acabados textiles, productos textiles y prendas de vestir, son Tepeji del Río de Ocampo, Tizayuca, Tlaxcoapan, Zapotlán de Juárez, Tlanalapa, Tepeapulco, Pachuca de Soto, Mineral de la Reforma, Progreso de Obregón, Actopan, Cuautepec de Hinojosa y Tulancingo de Bravo.

##### Minería

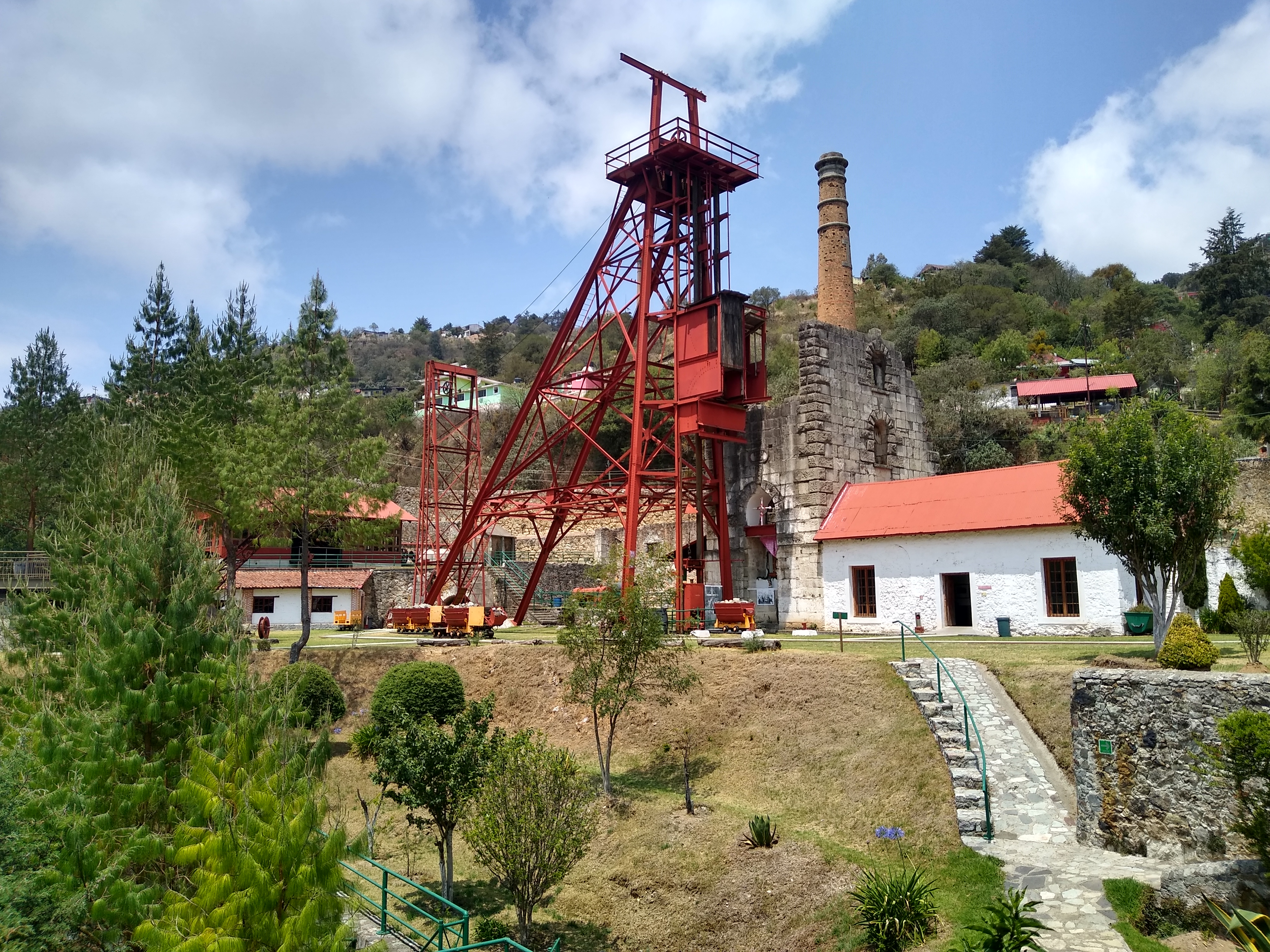
La Mina de Acosta en Mineral del Monte, inicia sus trabajos en 1727 y mantiene su actividad productiva hasta 1985. En 2001 se transforma en un museo.

La minería es una de las actividades más antiguas, con una larga tradición en la entidad. La minería del estado de Hidalgo representa el 1.06 % del PIB estatal. Cerca del 75.4 % del valor de la producción minera corresponde a los minerales no metálicos, destacando grava, arena y caliza.
Se explotan aproximadamente cuarenta y cinco minas en el estado; los municipios de Tula de Allende, Francisco I. Madero y Zimapán, son productores de yacimientos de caliza, producen además agregados pétreos como grava, arena y sello para las carreteras, elaboran materias primas para la elaboración de cal y cemento. En Huichapan, Tecozautla y Chapantongo, se tiene depósitos de cantera para la industria de la construcción. En Zimapán existen yacimientos de carbonato de calcio. En los municipios de Agua Blanca de Iturbide y Metepec se cuenta con yacimientos de caolín, insumo en la producción de la industria del cemento. Tepehuacán de Guerrero cuenta con una de las vetas más grandes de manganeso.

#### Actividades terciarias

##### Comercio

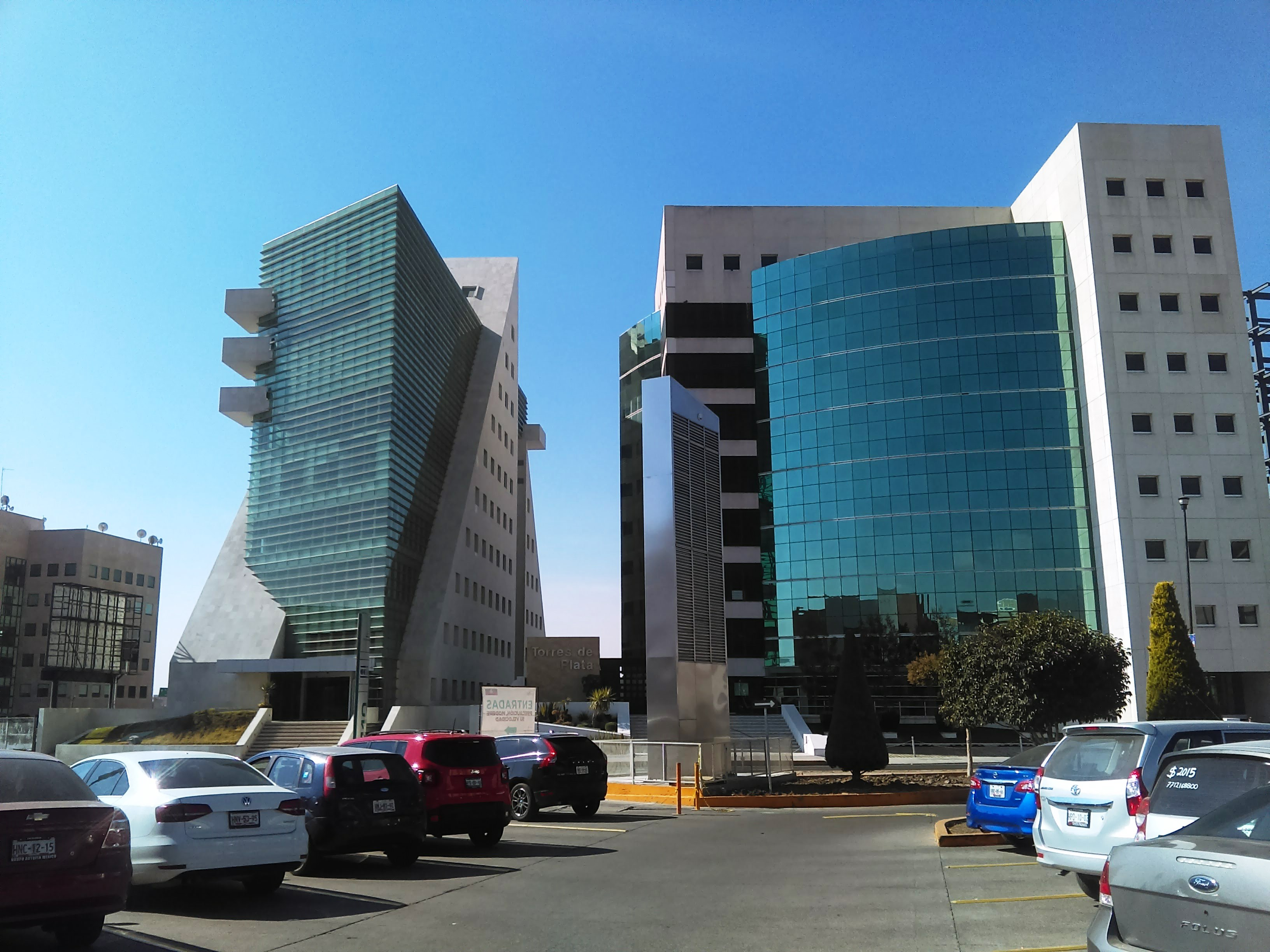
Zona Plateada complejo habitacional, financiero y comercial; localizado en el antiguo ejido de Venta Prieta, Pachuca de Soto con unas 124 ha.

El comercio en el estado ha tenido un comportamiento estable en los últimos años; siendo el segundo sector con mayor contribución al PIB estatal. Hidalgo cuenta con siete centrales de abasto, 60 mercados y 211 tianguis. El 54.0 % de los municipios no dispone de un mercado público y los habitantes de estos municipios se abastecen a través de tianguis que se instalan al menos una vez a la semana.
Por ramas comerciales, la más importante por el personal que ocupa, es la de productos alimenticios al por menor, en este se incluyen los abarrotes, carnicerías, pollerías y otros. En segundo lugar, tenemos a las farmacias, mercerías, zapaterías y tiendas de ropa entre otras.
En tercer lugar, según su importancia se encuentra el comercio de alimentos al por mayor, donde encontramos a establecimientos distribuidores de frutas, huevos, ultramarinos, bebidas y otros. El comercio se encuentra concentrado en los principales centros urbanos como Pachuca de Soto, Tulancingo de Bravo, Actopan, Ixmiquilpan, Tepeji del Río, Apan, Huejutla de Reyes y Tula de Allende.

##### Turismo

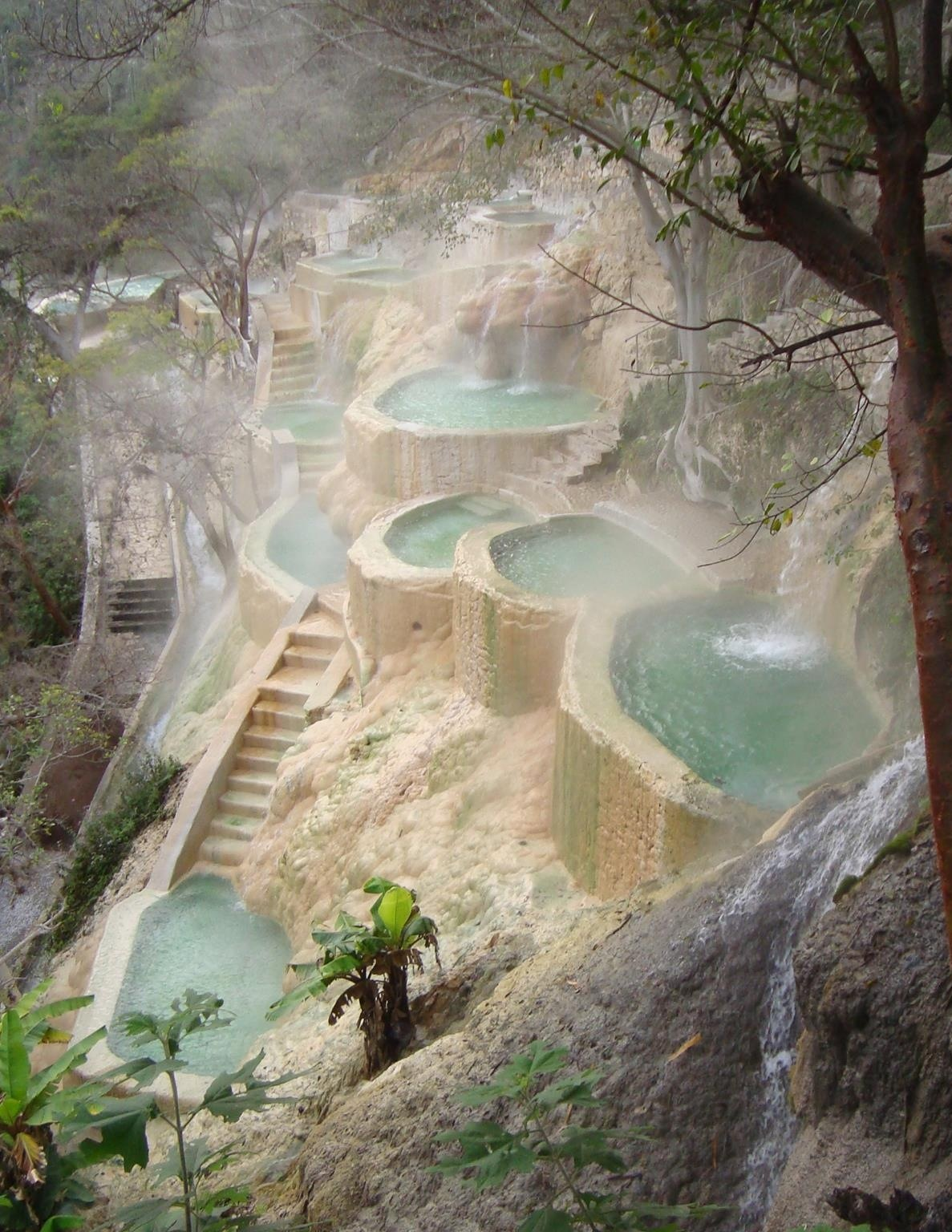
Grutas de Tolantongo, en el municipio de Cardonal.

El estado de Hidalgo, de la oferta nacional turística representa el 1.6%. Hidalgo tiene una oferta de destinos naturales e históricos, y se beneficia por la cercanía geográfica con el estado de México y la Ciudad de México.
Uno de los principales destinos son los balnearios ubicados en el Valle del Mezquital. Estos se ubican dentro de tres corredores de balnearios, el primero ubicado en la zona de Ajacuba hasta Tula, el segundo en la zona de Ixmiquilpan hasta Tasquillo y el tercero desde Huichapan hasta Tecozautla. En estos se combinan las aguas termales, paisajes naturales, con distintos eventos como musicales y demás; además el Valle del Mezquital también presenta ventajas competitivas en materia de gastronomía, cultura y clima.
Otro de los principales destinos es el Corredor de la Montaña que es visitado por su atractivo ecológico, donde se pueden practicar deportes como rápel, alpinismo, canotaje, pesca deportiva y parapente integrado por los municipios de Huasca de Ocampo, Mineral del Monte, Mineral del Chico, Omitlán de Juárez y Atotonilco el Grande. También destaca el Corredor de las haciendas, en esta ruta se encuentran cascos de las haciendas pulqueras, está integrado por municipios de Zempoala, Tepeapulco y Apan.
El programa turístico Pueblos mágicos, es desarrollado por la Secretaría de Turismo (Sectur), en conjunto con diversas instancias gubernamentales, y reconoce a quienes habitan estas ciudades y el trabajo que han desarrollado para proteger y guardar su riqueza cultural. Hidalgo cuenta con 9 localidades con esta distinción. Huasca de Ocampo declarado el 5 de octubre de 2001, el primer sitio en ser denominado “Pueblo mágico” en México; Mineral del Monte declarado el 28 de agosto del 2004; Mineral del Chico declarado el 30 de marzo de 2011; Huichapan declarado el 6 de octubre del 2012; Tecozautla declarado el 26 de septiembre del 2015; Zimapán declarado el 11 de octubre del 2018; Zempoala declarado el 1 de diciembre del 2020; Acaxochitlán y Metztitlán declarados el 26 de junio de 2023.
La Secretaría de Turismo del Estado de Hidalgo otorga el distintivo de Pueblos con Sabor en Hidalgo, que reconoce los lugares de la entidad con una gastronomía rica en tradición. En 2019, las localidades designadas como parte del programa turístico son Zempoala, Tulancingo, Acaxochitlán, Omitlán, Calnali, Huejutla y Actopan, declarados en 2017. En 2022, recibieron el distintivo Tepatepec, Tezontepec de Aldama, Atitalaquia, Cuautepec, Tezontepec, Alfajayucan, Pachuquilla, Santiago de Anaya, Metztitlán, Tlahuelilpan, Apan, Metzquititlán, Atlapexco, Tianguistengo, Orizatlán, Zacualtipán, Tepeapulco, Mixquiahuala, Tizayuca, Huasca y Tasquillo.

Turismo en el estado de Hidalgo.
Mineral del Chico, Pueblo mágico.
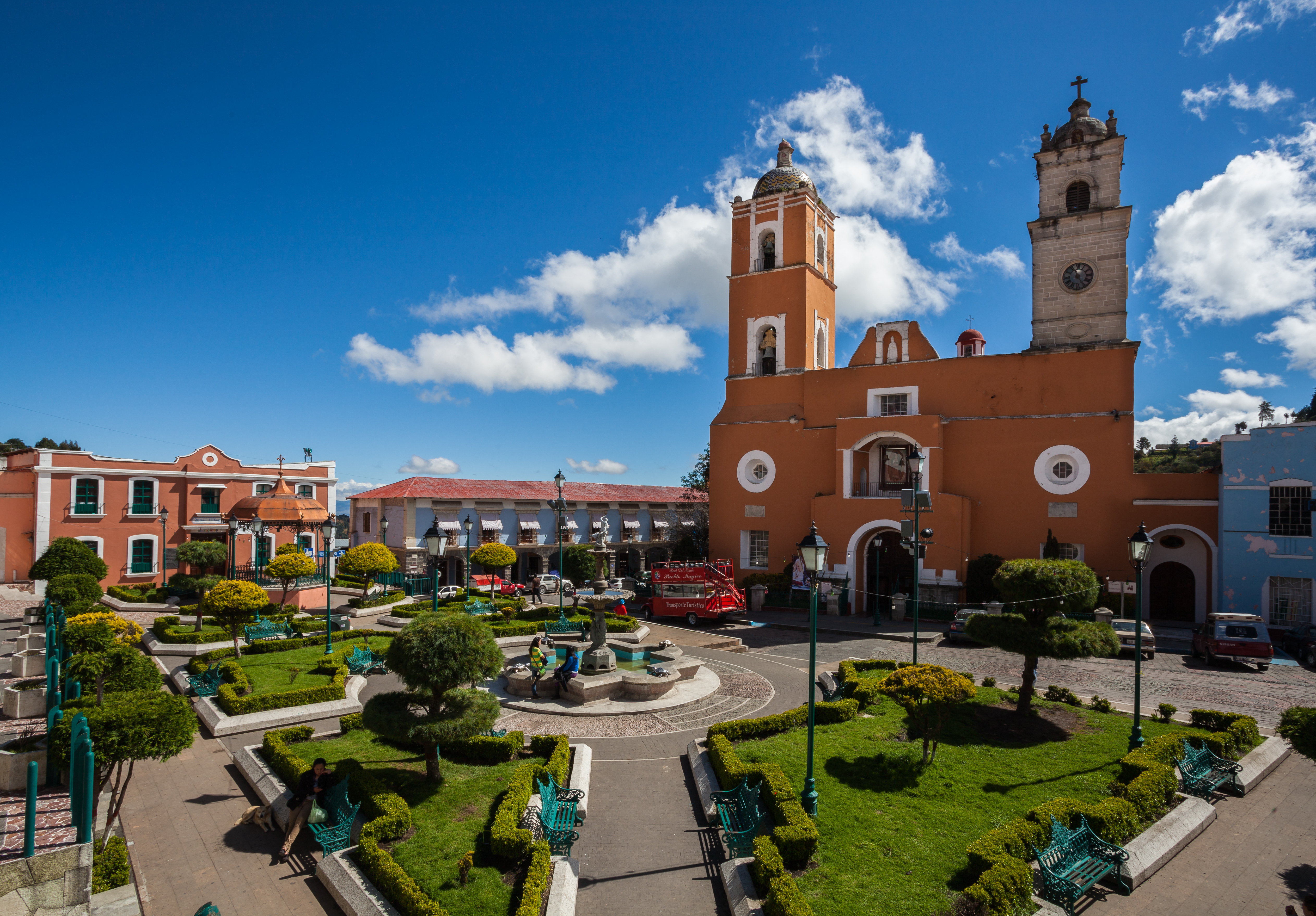
Mineral del Monte, Pueblo mágico.
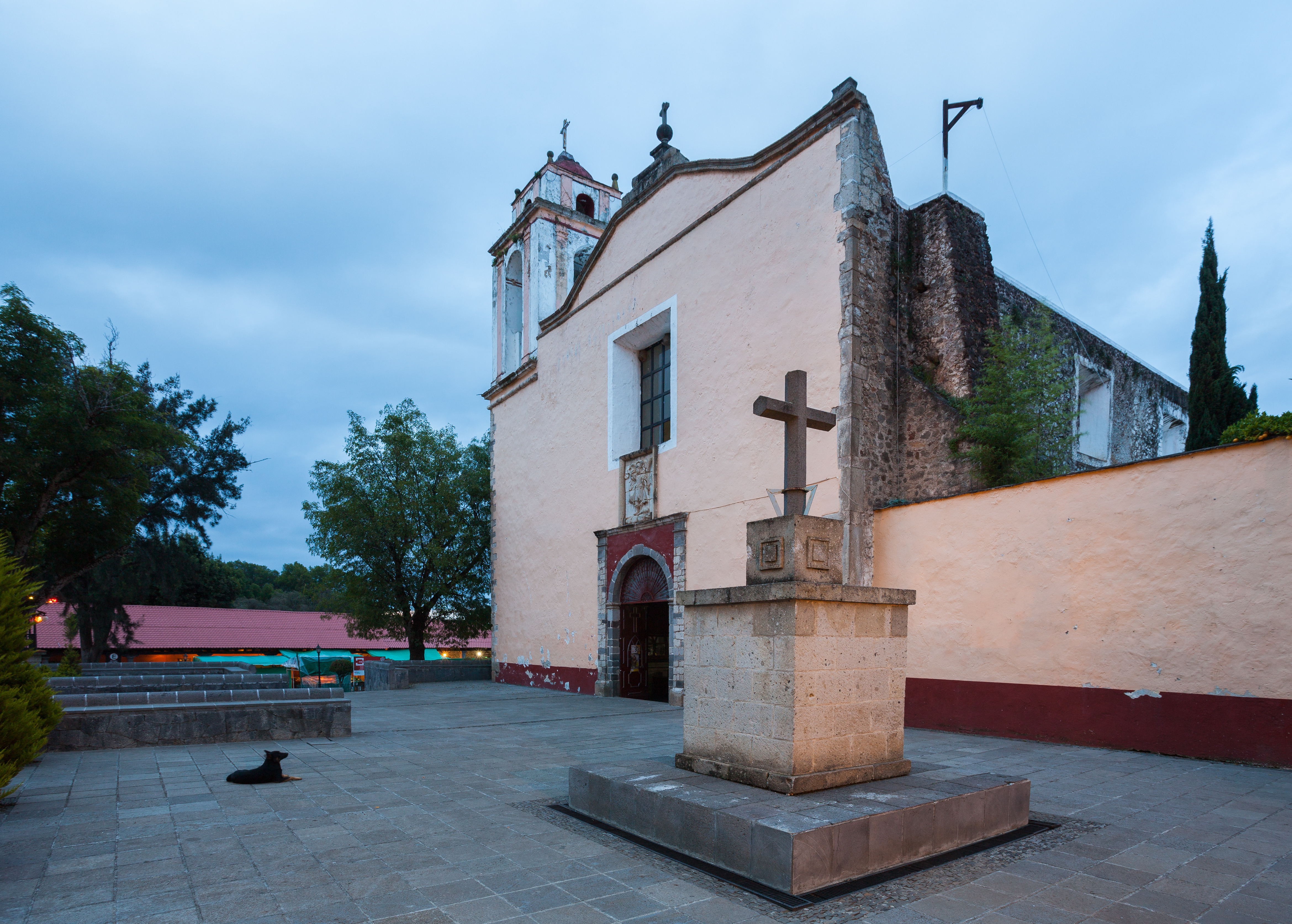
Huasca de Ocampo, Pueblo mágico.
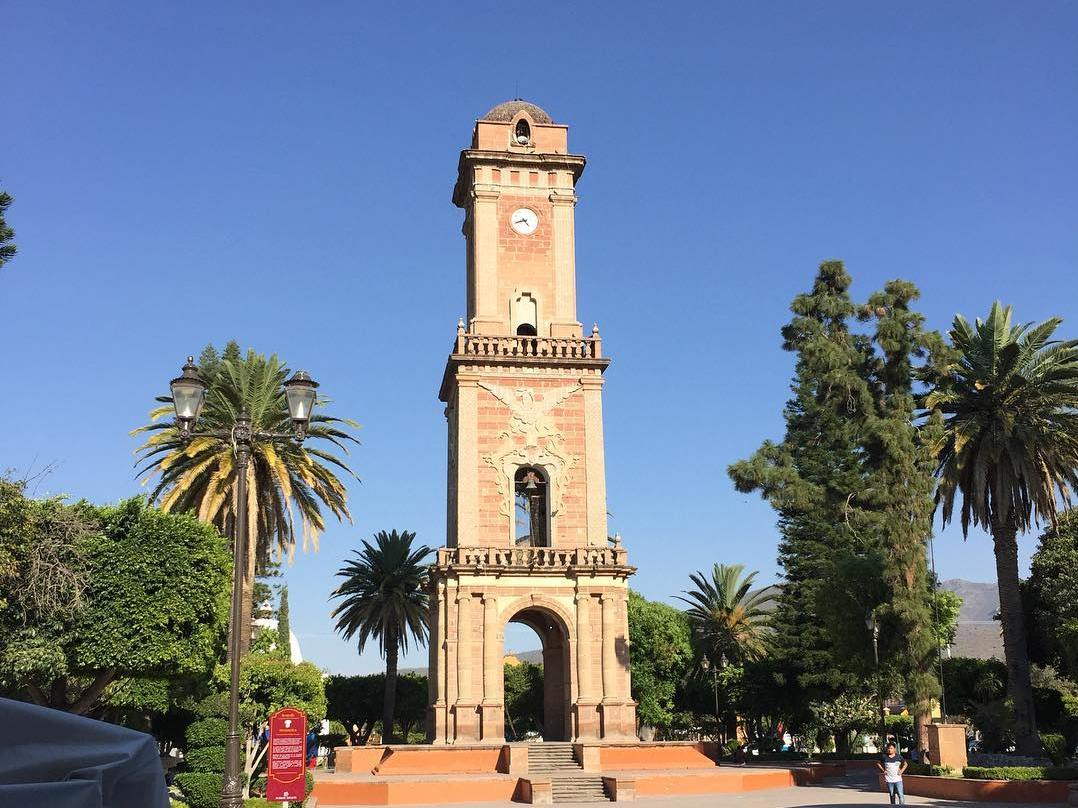
Tecozautla, Pueblo mágico.
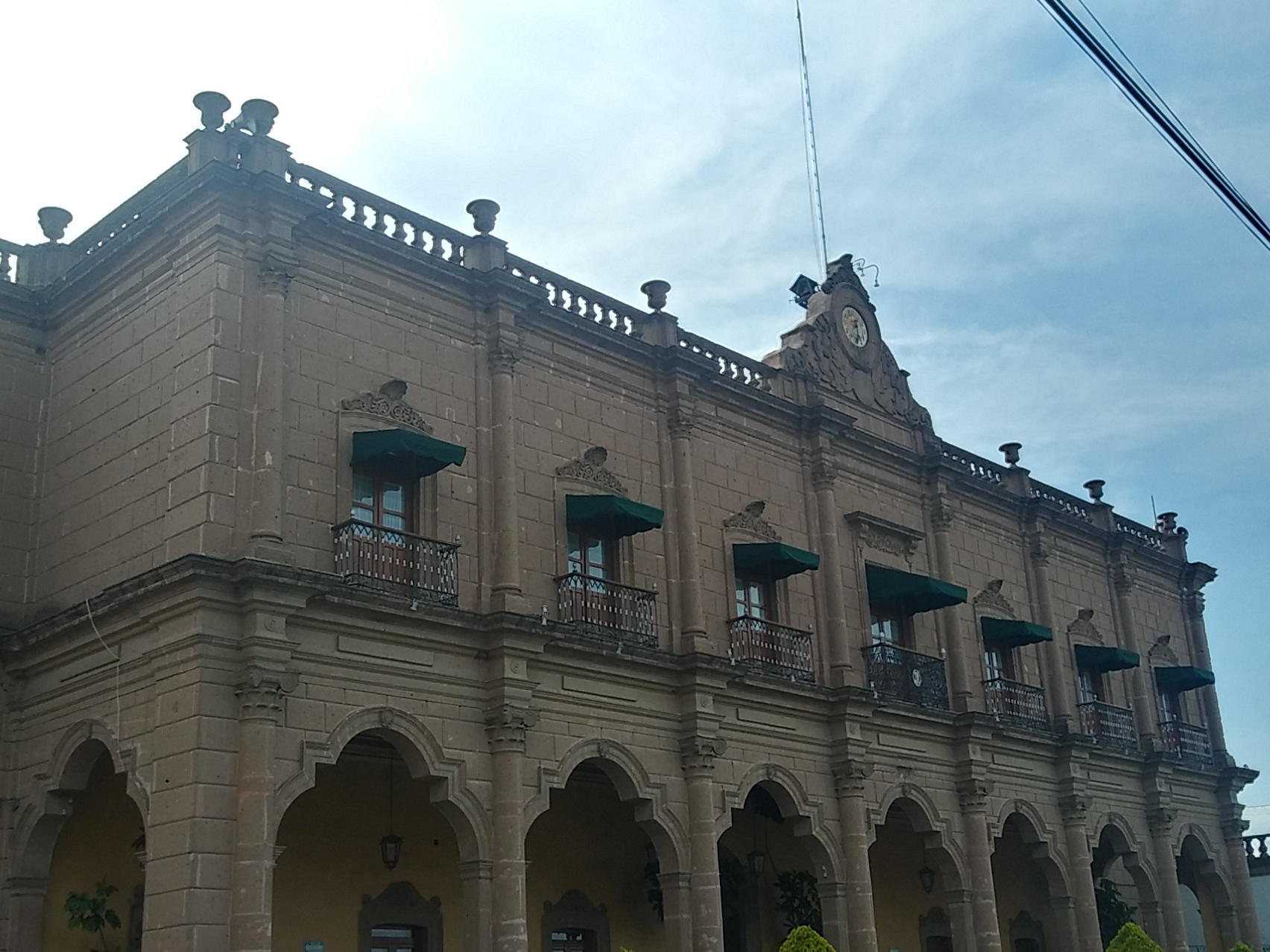
Huichapan, Pueblo mágico.
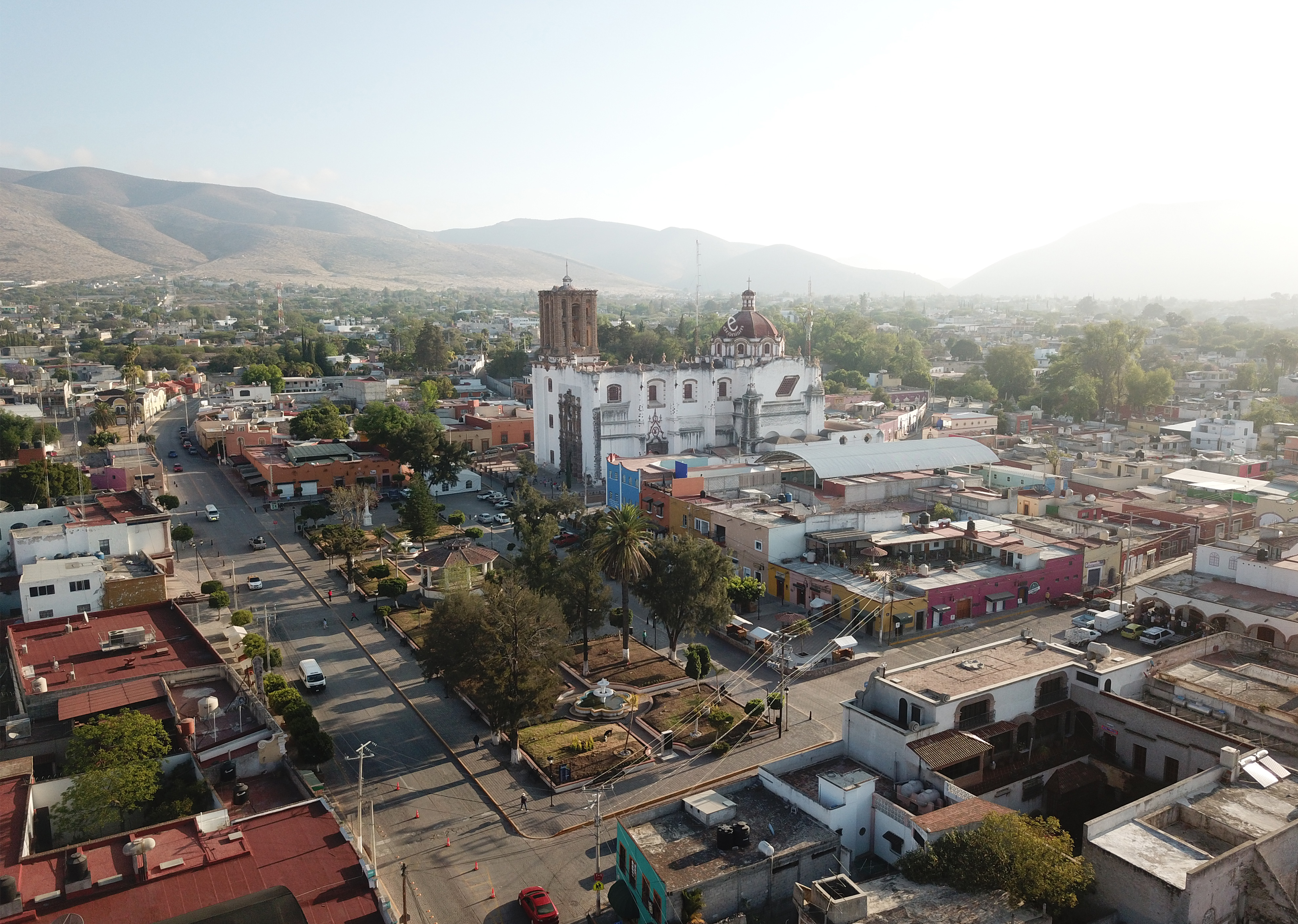
Zimapán, Pueblo mágico.
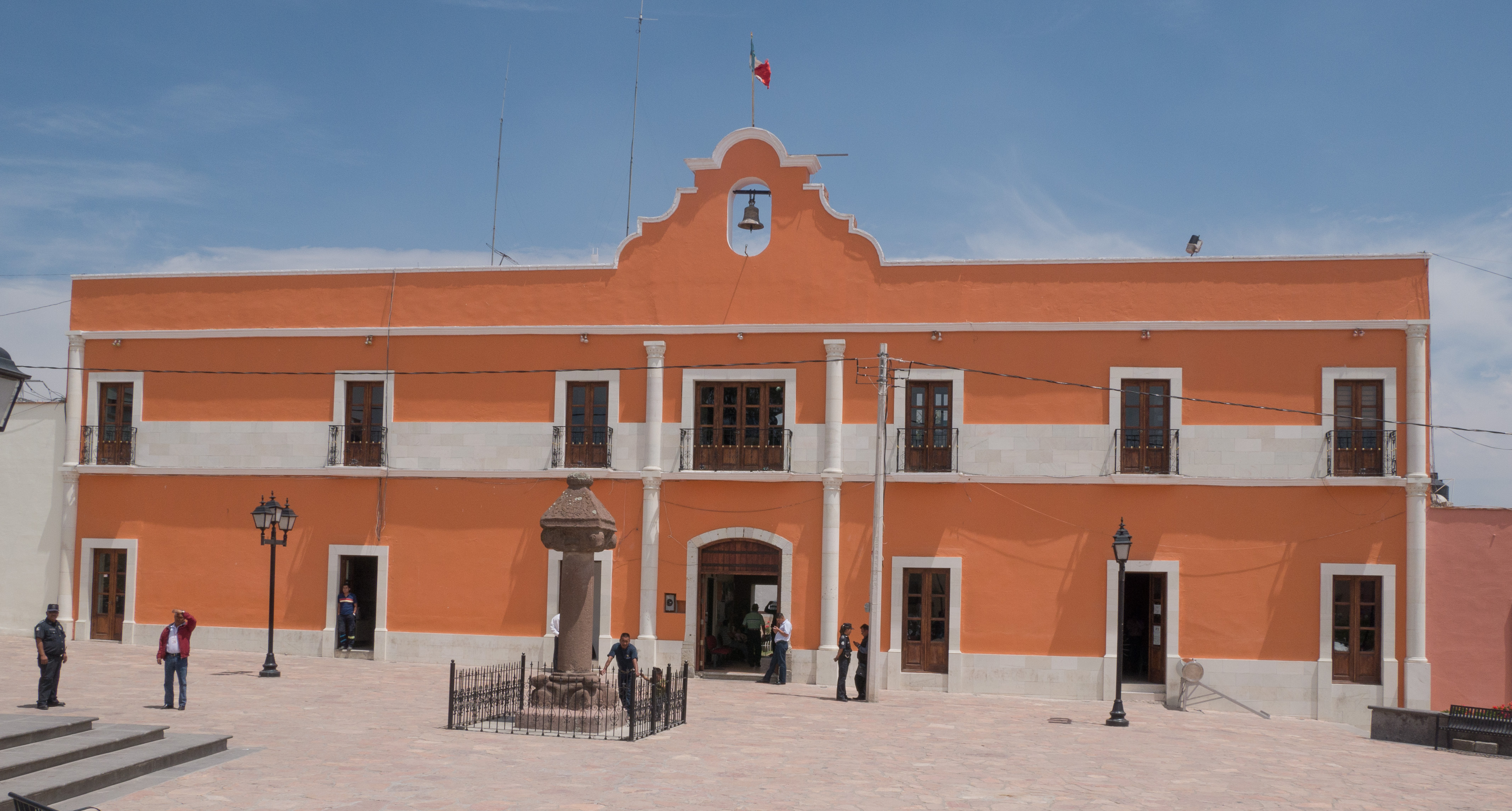
Zempoala, Pueblo mágico.
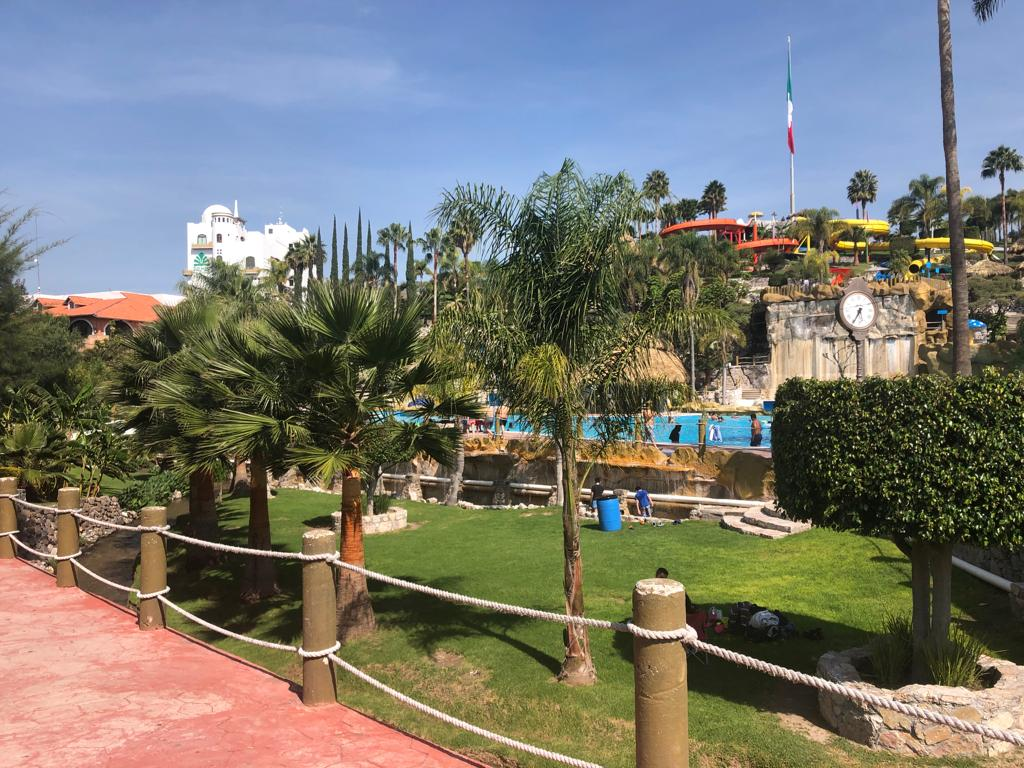
Balneario Tephé en la localidad de El Tephé, Ixmiquilpan.
Balneario Te-Pathé en la localidad de El Tephé, Ixmiquilpan.
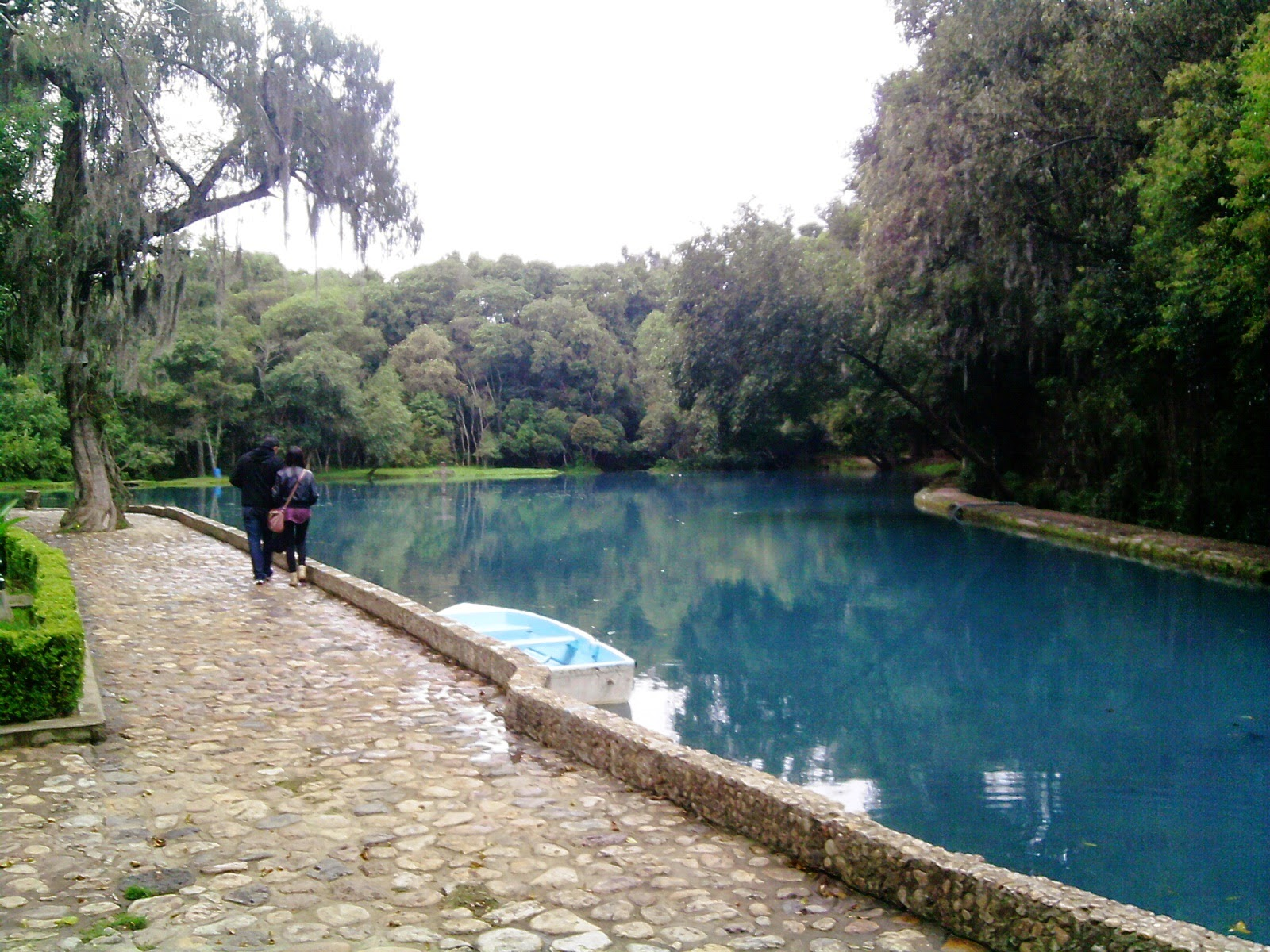
El Bosque de las Truchas en Huasca de Ocampo.
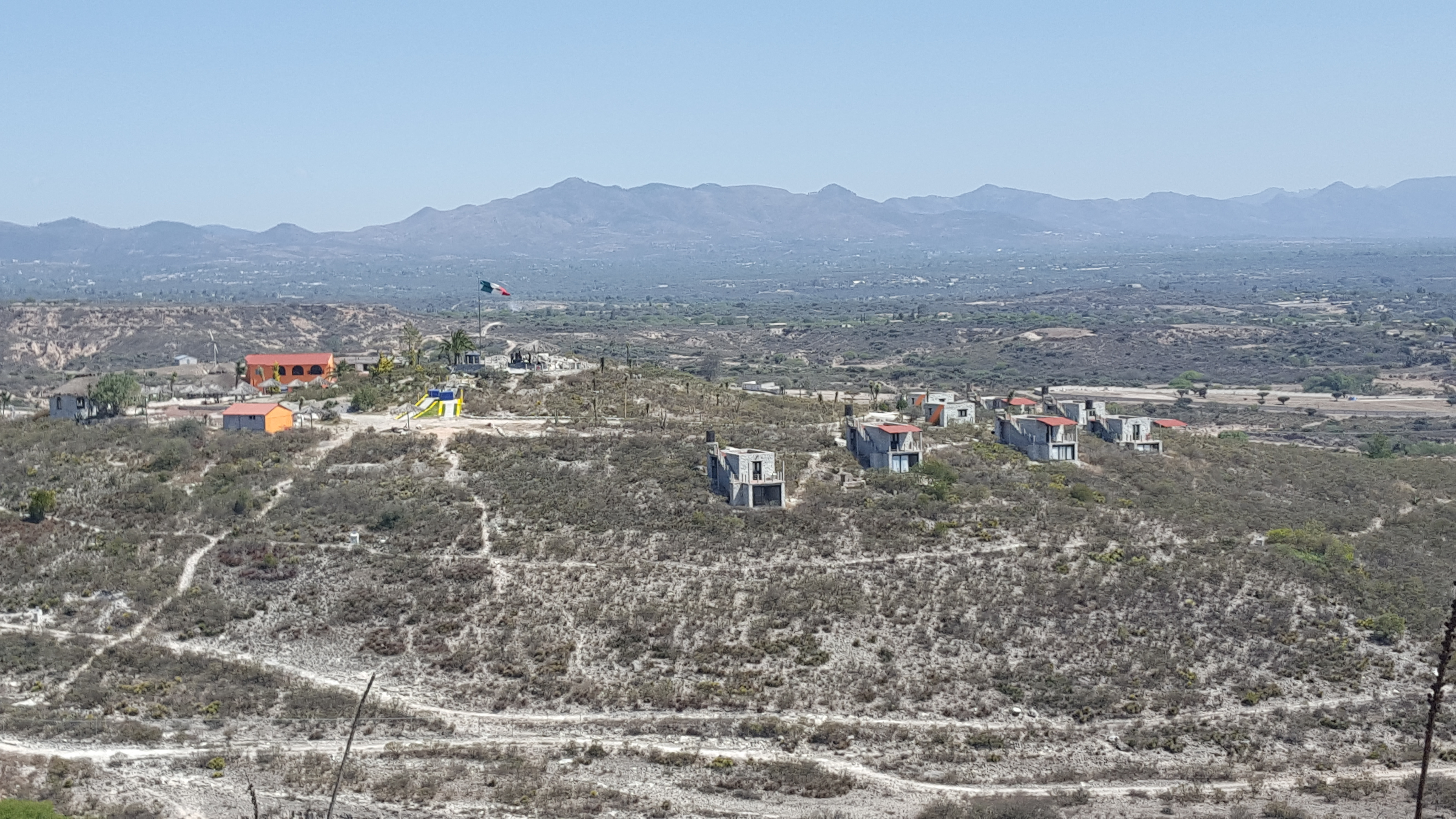
Parque ecológico Xoxafi en Santiago de Anaya.

## Deporte

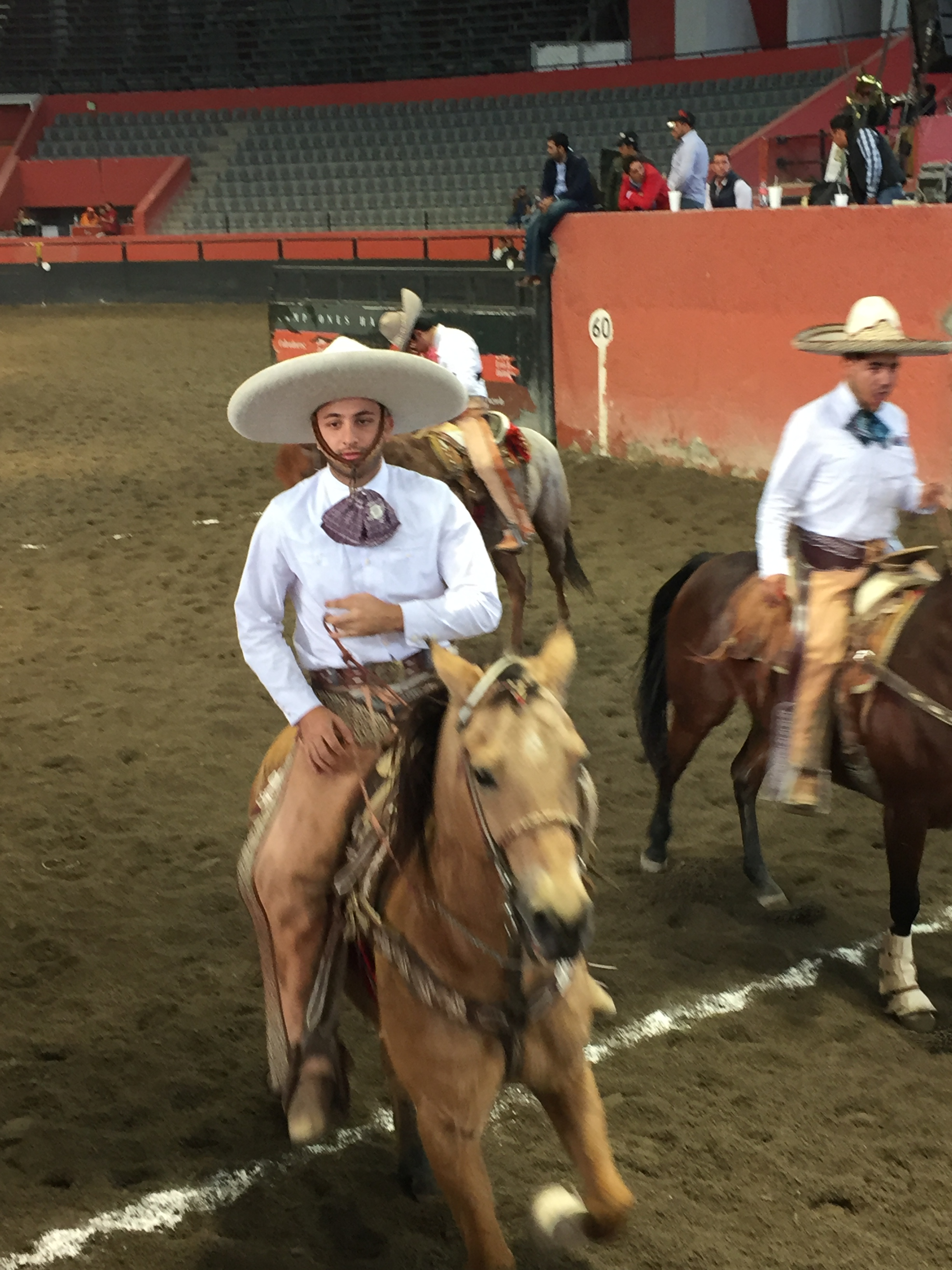
Lienzo Cuna de la Charrería en Pachuca de Soto

El deporte más practicado es el fútbol, el Club de Fútbol Pachuca que juega en la primera división de México, fundado por mineros ingleses de Cornualles que lo denominaron "Pachuca Athletic Club", el cual se considera como el primer club de fútbol oficial de México. También cuenta distintos equipos de fútbol en segunda división y tercera división; así como numerosas ligas de fútbol amateur, tanto en fútbol convencional como en en pista cubierta y rápido.
El fútbol americano se empezó a practicar en el estado durante 1970, en 1990 se crea la Organización de Fútbol Americano Arena del Estado de Hidalgo (OFAAEH). Existen algunas disciplinas que se practican también en el ámbito amateur o profesional como el béisbol, voleibol, ciclismo, frontón, karate, judo, ajedrez, ping-pong, natación, ráppel, corrida de toros, lucha libre, box, y gimnasia.
El golf fue introducido entre 1822 y 1825 con el ingreso de compañías británicas y a mediados del siglo XIX, el golf ya se jugaba en Pachuca. A pesar de no contar con documentos que lo confirmen, se sabe que en 1898, un miembro del consejo directivo del club escocés de Saint Andrews, visitó un campo de golf en Pachuca. Para 1924 se funda en la ciudad el Pachuca Country Club.
En los primeros años de la Nueva España, las autoridades prohibieron que los indígenas se ejercitaran en el manejo del caballo, una de las primeras autorizaciones de que se tiene conocimiento fue la otorgada por el Virrey Diego Fernández de Córdova. Quien otorgó autorización para que veintidós indios, montaran a caballo, y así poder cuidar y pastorear el ganado perteneciente a la Hacienda de Santa Lucía, filial de la de San Javier en el distrito de Pachuca; esto ocurrió el 16 de noviembre de 1619 después pasó a los llanos de Apan donde se desarrolló la Charrería.

### Centros deportivos

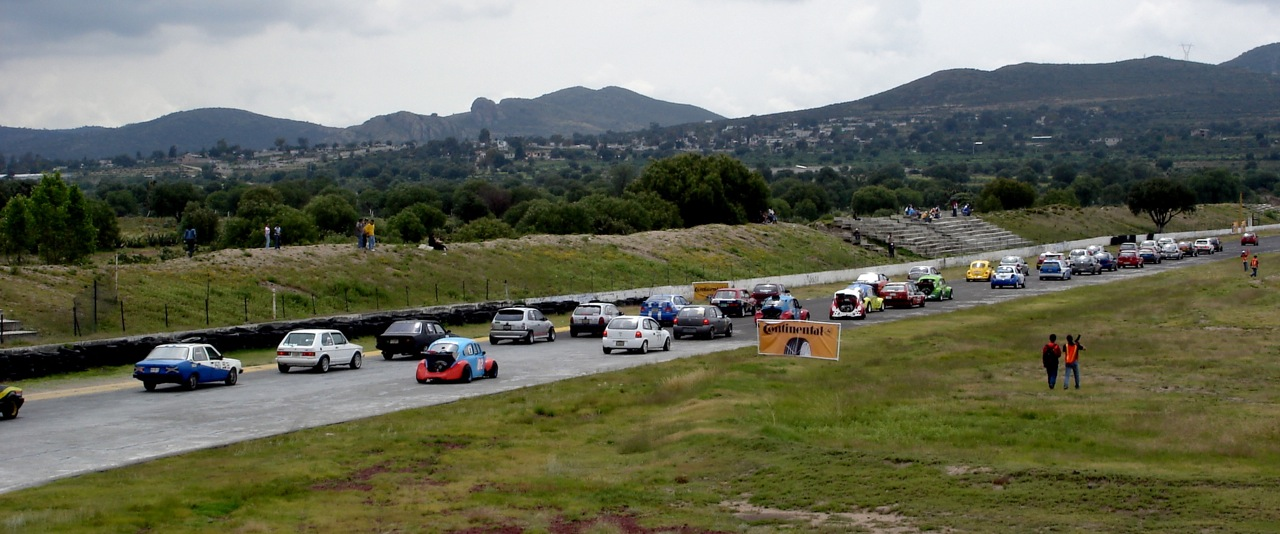
Autódromo Moisés Solana en Epazoyucan.

El estadio Hidalgo es el estadio más importante del estado, fue inaugurado el 14 de febrero de 1993, el complejo es también llamado "El Huracán", y cuenta con capacidad aproximada de 30 000 personas. Este fue uno de los estadios sede de la XIV Copa Mundial de Fútbol Sub-17 México 2011, que se disputó del 18 de junio al 10 de julio de 2011.
La plaza de toros Vicente Segura es la plaza de toros más importante del estado, localizada en la ciudad de Pachuca de Soto, tiene capacidad para 10 000 asistentes. Otros de los principales estadios de Hidalgo son: estadio Revolución Mexicana (fútbol), estadio Alfonso Corona del Rosal (béisbol), polideportivo Carlos Martínez Balmori (basquetbol) y el estadio 10 de Diciembre (fútbol).
El Centro Estatal de Alto Rendimiento de Hidalgo tiene su sede en Pachuca, está dotado de una alberca semi olímpica; pista de tartán; caja de bateo; campo para lanzamiento de bala, disco y jabalina; un dojo para la práctica de judo, donde además está el equipo de pesas; una cancha de tenis; gimnasio de usos múltiples con 600 m² y villa olímpica con capacidad para 80 personas. Dentro de este complejo se encuentra el Velódromo Bicentenario con una circuito de 250 m, peraltes de 40 grados y en la recta de 12.5, y tribunas para 800 personas; desde 2015, el inmueble no es utilizado.
El Club de Golf Pachuca, está compuesto por nueve hoyos, tiene un recorrido de 3589 yardas por vuelta; es decir, 7178 yardas para completar los 18 hoyos. También cuenta con dos hoyos par 3 (los más cortos), cinco hoyos par 4, y dos hoyos par 5 (los más largos). La ciudad de Pachuca de Soto cuenta con un lienzo charro oficialmente denominado "Lienzo Cuna de la Charrería" que ha sido sede del "Congreso y Campeonato nacional Charro" en 1946, 1980, 1985, 2000, 2010, 2017 y 2020. También destaca el Autódromo Moisés Solana inaugurado en 1988 y lleva el nombre del reconocido piloto mexicano Moisés Solana; cuenta con 1750 m de longitud por 12 m de ancho.